# Magdeburg
Magdeburg ([ˈmakdəˌbʊʁk] Ausspracheⓘ, regiolektal [ˈmaxdəbʊɐ̯ç], niederdeutsch [ˈmaɪdebɔɐ̯ç]) ist die Hauptstadt des Landes Sachsen-Anhalt. Die Stadt liegt an der Elbe und ist eines der drei Oberzentren des Landes. Mit 244.329 Einwohnern (Stand 31. Dezember 2024) ist sie die größte Stadt Sachsen-Anhalts und die viertgrößte Stadt der neuen Bundesländer. Auf der Liste der Großstädte in Deutschland stand Magdeburg im Jahr 2023 auf Platz 31.
Erstmals urkundlich erwähnt wurde Magdeburg im Jahr 805. Am 20. April 1207 brach eine erste Katastrophe über die Stadt herein, wobei ein Feuer große Teile der Stadt inklusive des Ottonischen Doms niederbrannte. Sie war im Spätmittelalter eine der größten deutschen Städte und ein Zentrum der Reformation. Im Mai 1631 wurde sie im Verlauf des Dreißigjährigen Krieges nahezu vollständig zerstört.
1882 erreichte Magdeburg mit über 100.000 Einwohnern die Dimension einer Großstadt. Im Zweiten Weltkrieg wurde die Stadt zum dritten Mal schwer getroffen. Von 1952 bis 1990 war sie DDR-Bezirksstadt. Seit 1990 ist sie Landeshauptstadt und im Jahr 2005 feierte sie ihr 1200-jähriges Stadtjubiläum. Seither wurden zahlreiche städtebauliche Projekte zur Rekonstruktion, Denkmalpflege und Neubebauung umgesetzt. Etwa 15.000 Gebäude stammen aus der Zeit vor 1950.
Zu den historisch bedeutendsten Persönlichkeiten der Stadt gehören der erste Kaiser des Heiligen Römischen Reiches, Otto I., sowie ihr Bürgermeister Otto von Guericke. Sie dienen der Stadt-Kampagne „Ottostadt Magdeburg“ als Namenspatrone.
Die Stadt am Schnittpunkt von Elbe, Elbe-Havel- und Mittellandkanal besitzt einen bedeutenden Binnenhafen und ist Industrie- sowie Handelszentrum. Von besonderer wirtschaftlicher Bedeutung sind der Maschinen- und Anlagenbau, die Gesundheitswirtschaft, Umwelttechnologien, die Kreislaufwirtschaft, Logistik, die Kultur- und Kreativwirtschaft, die Holzindustrie sowie die Informations- und Kommunikationstechnik.
Magdeburg ist sowohl evangelischer als auch katholischer Bischofssitz. Das Wahrzeichen der Stadt ist der Magdeburger Dom.
In der Landeshauptstadt befinden sich zahlreiche bedeutende Kultureinrichtungen, darunter das Theater Magdeburg und die Museen für Kulturgeschichte, Naturkunde sowie für Technik. Des Weiteren ist Magdeburg Standort der Otto-von-Guericke-Universität, der Hochschule Magdeburg-Stendal und des Konservatoriums Georg Philipp Telemann.

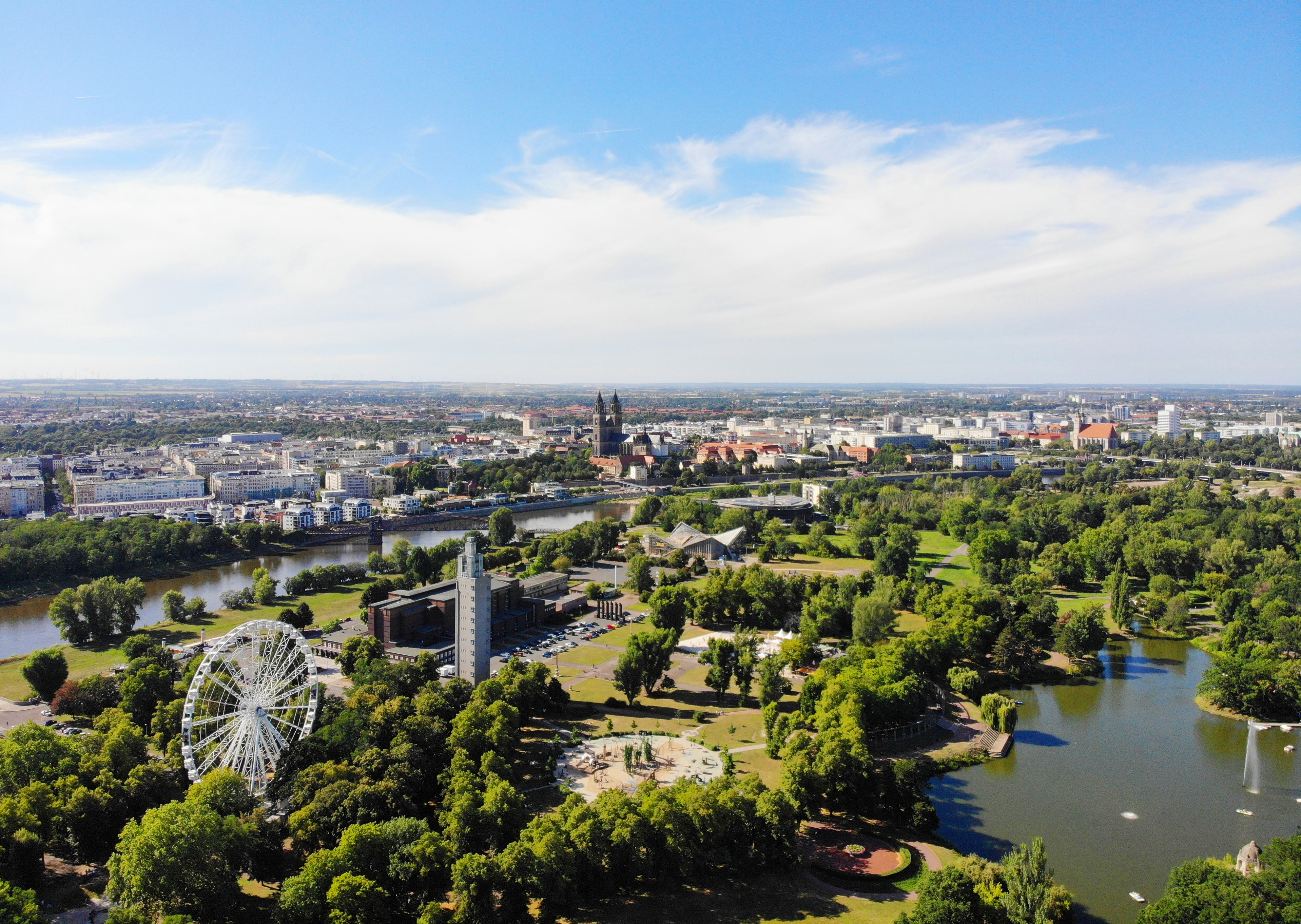
Luftaufnahme über dem Rotehornpark in Richtung Innenstadt

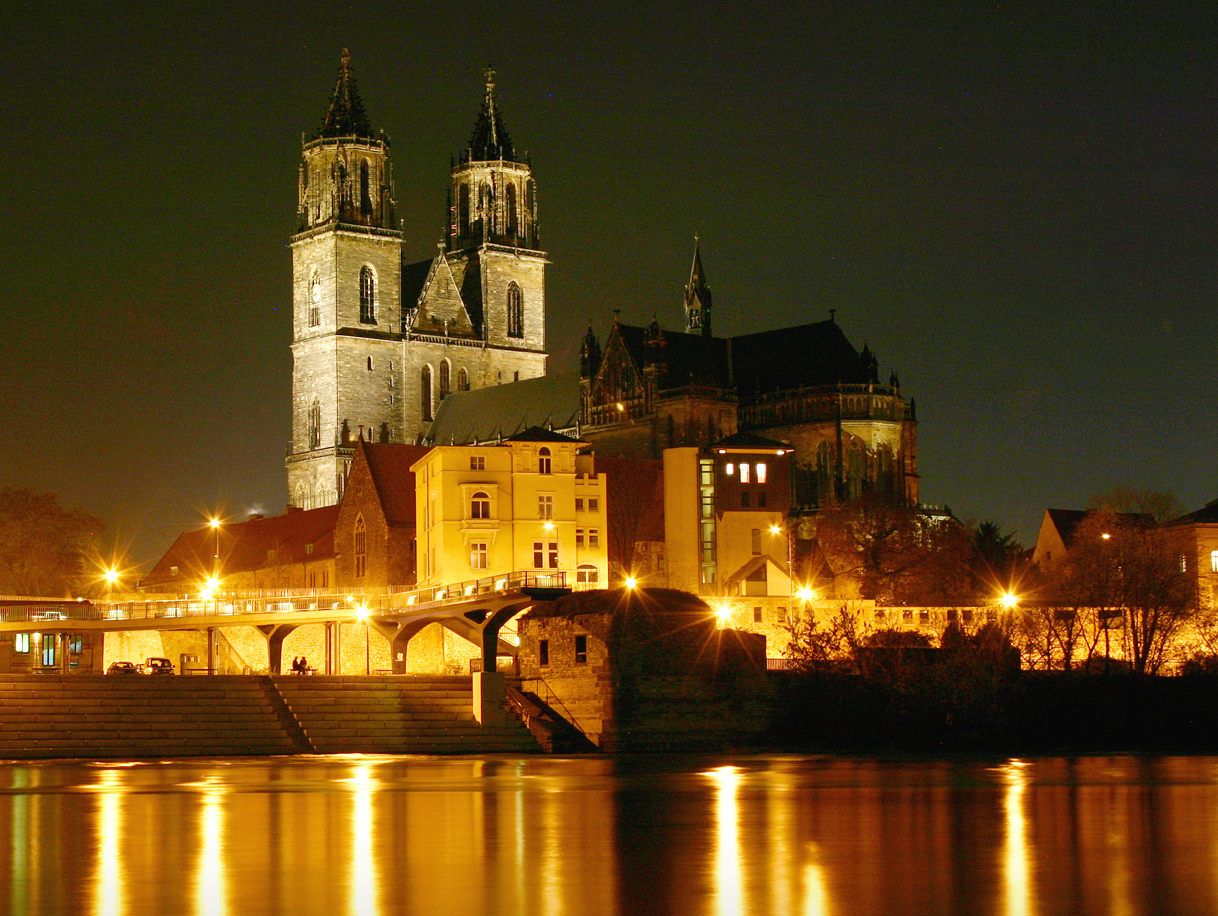
Das Wahrzeichen der Stadt, der Magdeburger Dom, mit Blick über die Elbe

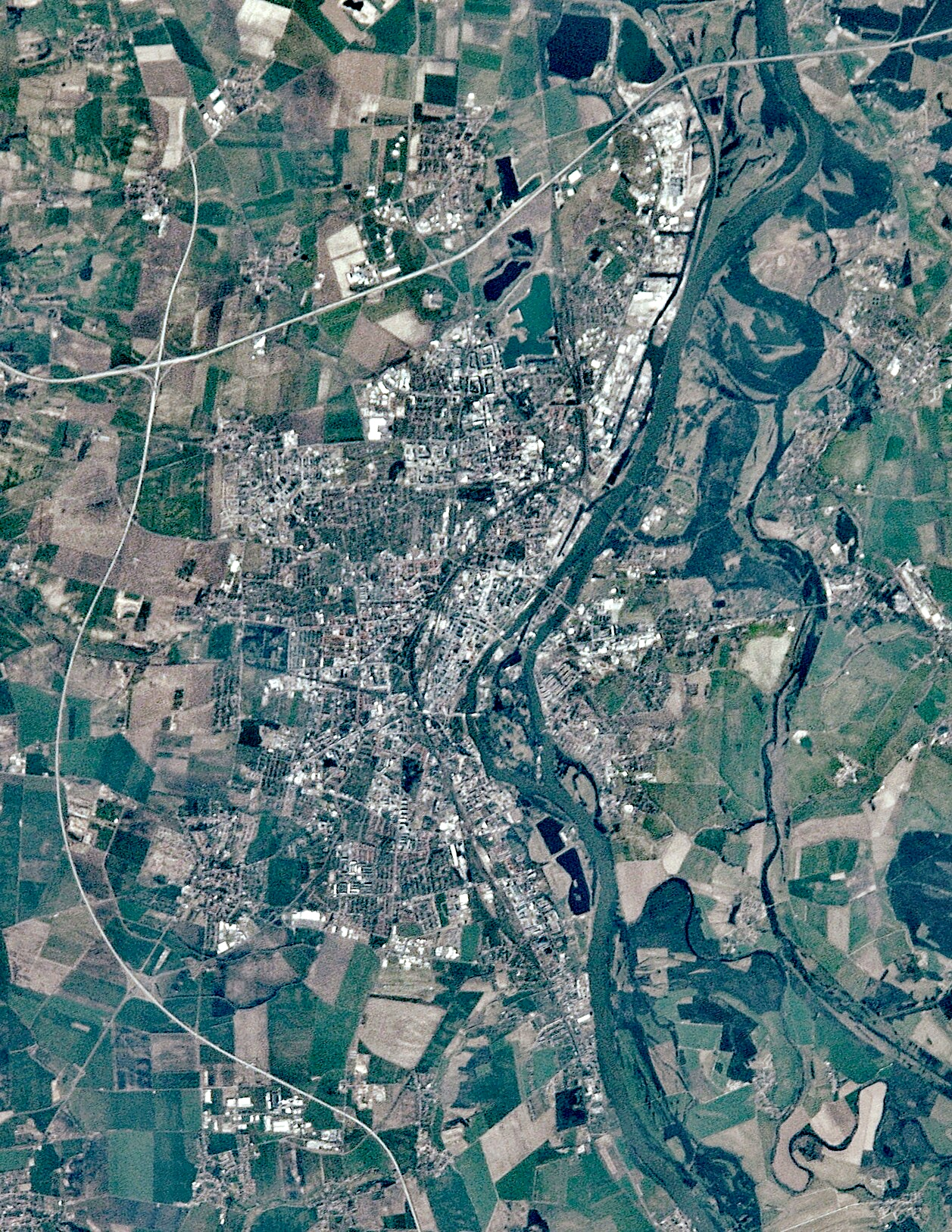
Blick auf Magdeburg aus der Internationalen Raumstation

## Geographie

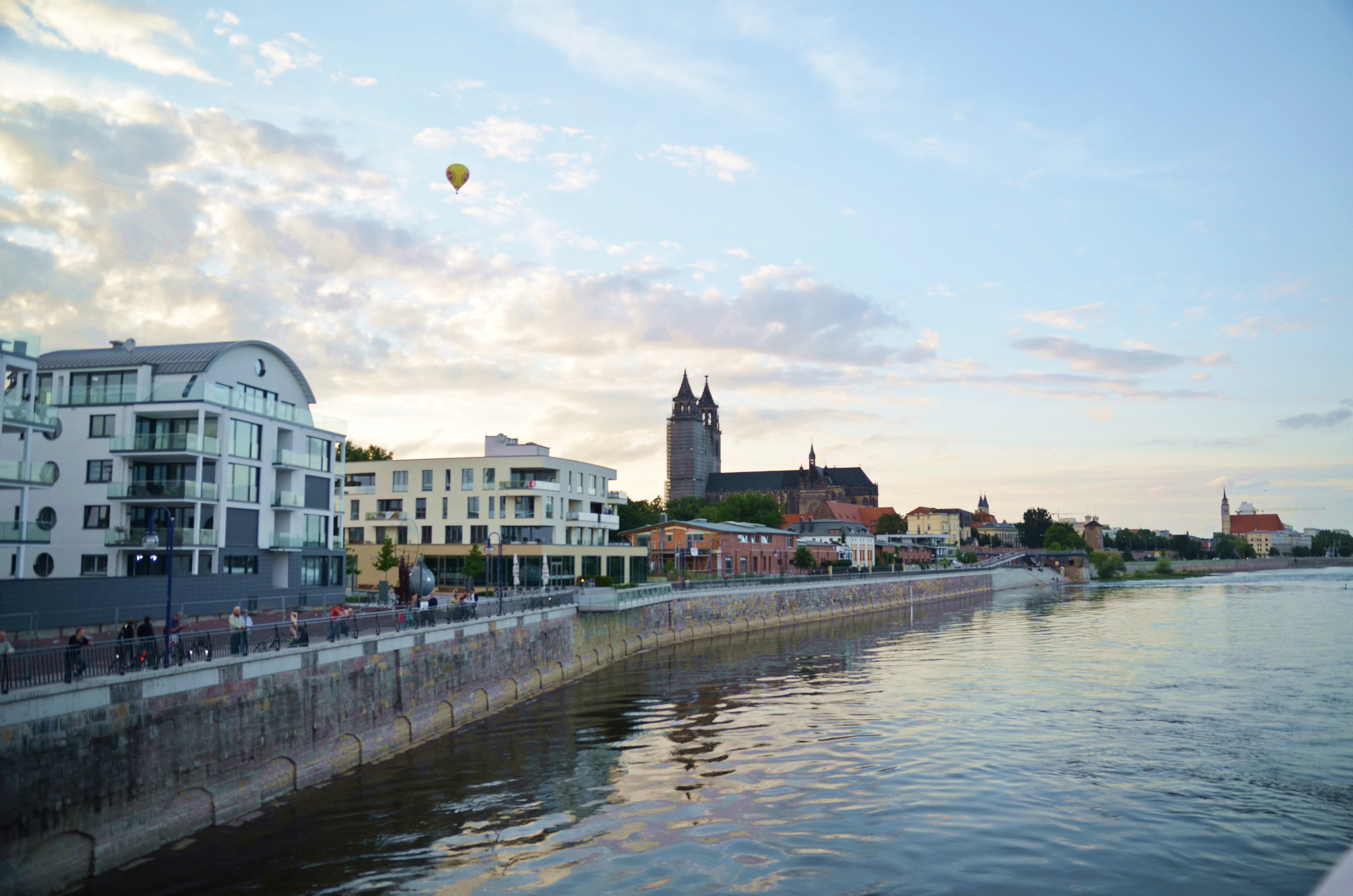
Magdeburger Elbufer

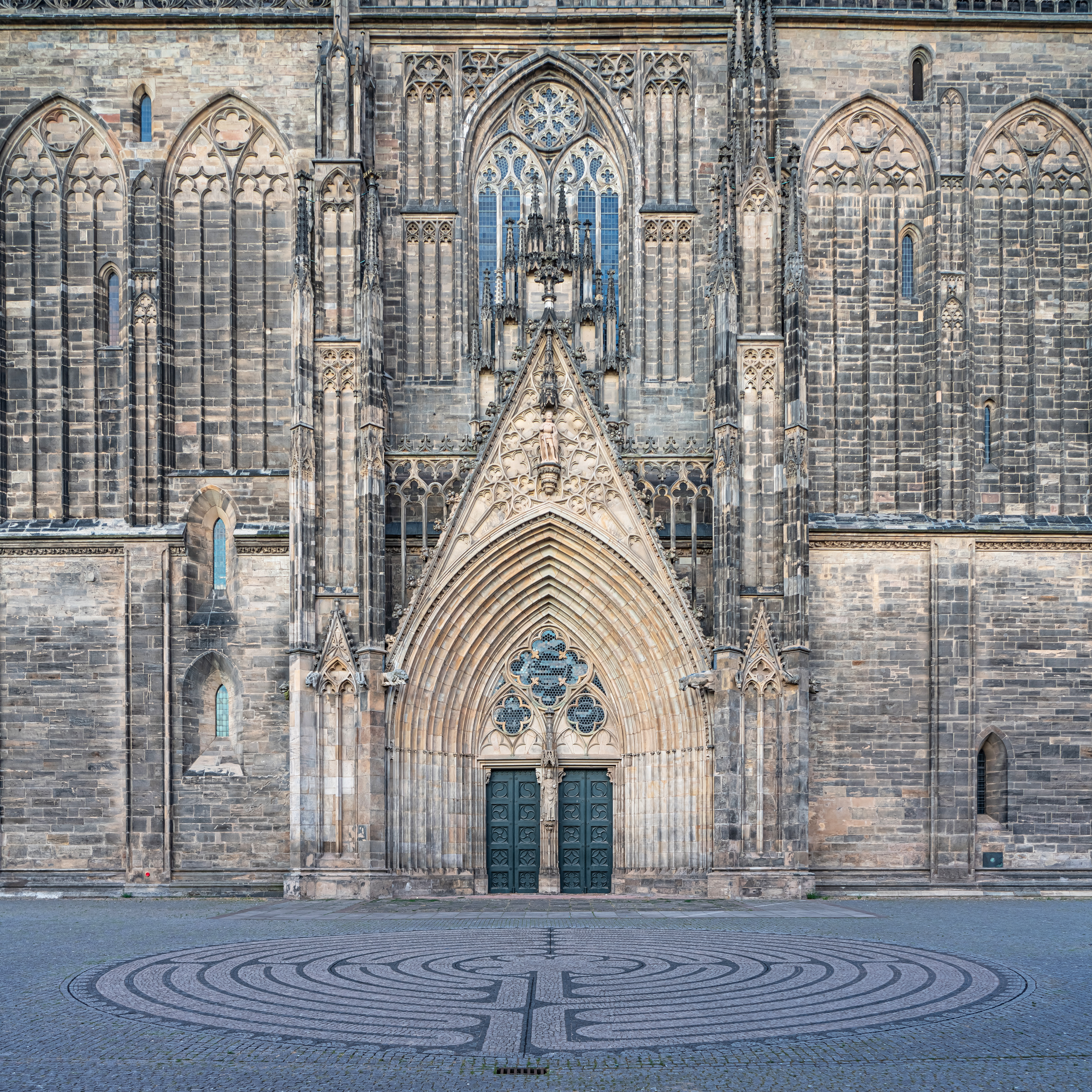
Der rote Messbolzen am Sockel des Nordturms des Doms befindet sich in und ist Referenzpunkt für die Bestimmung der Höhenlage Magdeburgs

Die kreisfreie Stadt im Zentrum Sachsen-Anhalts liegt an der mittleren Elbe und am Ostrand der Landschaft Magdeburger Börde auf altem Kulturboden und bildet das Zentrum der Region Magdeburg (auch Elbe-Börde-Heide genannt). Als Ortsmittelpunkt für die Bestimmung der Lage Magdeburgs gilt der Fußpunkt des Nordturms des Doms, welcher in 56,2 m ü. NHN liegt. Magdeburgs höchste Erhebung am Hängelsberge, die zur Hügelkette der Börde gehört, beträgt 124 m ü. NHN, die niedrigste Stelle liegt 40,8 m ü. NHN.
Die Stadt erstreckt sich vornehmlich am westlichen Hochufer des Stroms an einer Geländestufe, die durch den Domfelsen (Sand- und Schluffsteine des Rotliegenden in Verlängerung des Flechtinger Höhenzuges) gebildet wird. Magdeburg ist eine der wenigen Städte der Norddeutschen Tiefebene, die neben Grauwacke, einem sandsteinernen Sedimentgestein des Paläozoikums, und in kleinem Maße auf Zechstein und eiszeitlichen Feuersteinablagerungen, auf Fels gegründet ist. Teilweise liegt das Stadtgebiet auf einer langgestreckten Insel zwischen der „Strom-Elbe“ und der „Alten Elbe“ sowie am flachen östlichen Ufer des Flusses. Die Fläche des Stadtgebietes beträgt etwa 201 km², die Stadtlängengrenze einschließlich Exklaven ist 89,9 km lang. 27,1 km davon grenzen an das Jerichower Land, 18,3 km an den Salzlandkreis und 44,5 km an den Landkreis Börde.
Typisch für ostdeutsche Großstädte besitzt Magdeburg keinen ausgeprägten Vorortgürtel und liegt nicht direkt in einem Ballungsraum. Da die Stadt als großer Entwicklungsmotor für die umliegende Region fungiert, wird sie als Regiopole eingestuft. Die nächstgelegenen Großstädte sind Wolfsburg etwa 64 Kilometer nordwestlich, die Partnerstadt Braunschweig etwa 75 Kilometer westlich, Halle (Saale) etwa 75 Kilometer südlich und Potsdam etwa 105 Kilometer östlich. Berlin liegt 130 Kilometer östlich.
Die Stromelbe durchquert Magdeburg auf einer Länge von 21,1 km und die Alte Elbe auf 5,3 km. Ihr Pegelnullpunkt an der Strombrücke liegt auf 39,99 m ü. NHN. Außerdem besitzt die Stadt mehrere Seen, darunter die Salbker Seen (zusammen 51,7 ha) oder den Barleber See I (103 ha) und II (71,9 ha).
Unter den 50 größten deutschen Städten hat laut einer Studie aus dem ersten Quartal 2007 Magdeburg nach Hannover den zweitgrößten Anteil an öffentlichen Grünflächen im Stadtgebiet.

### Geologie

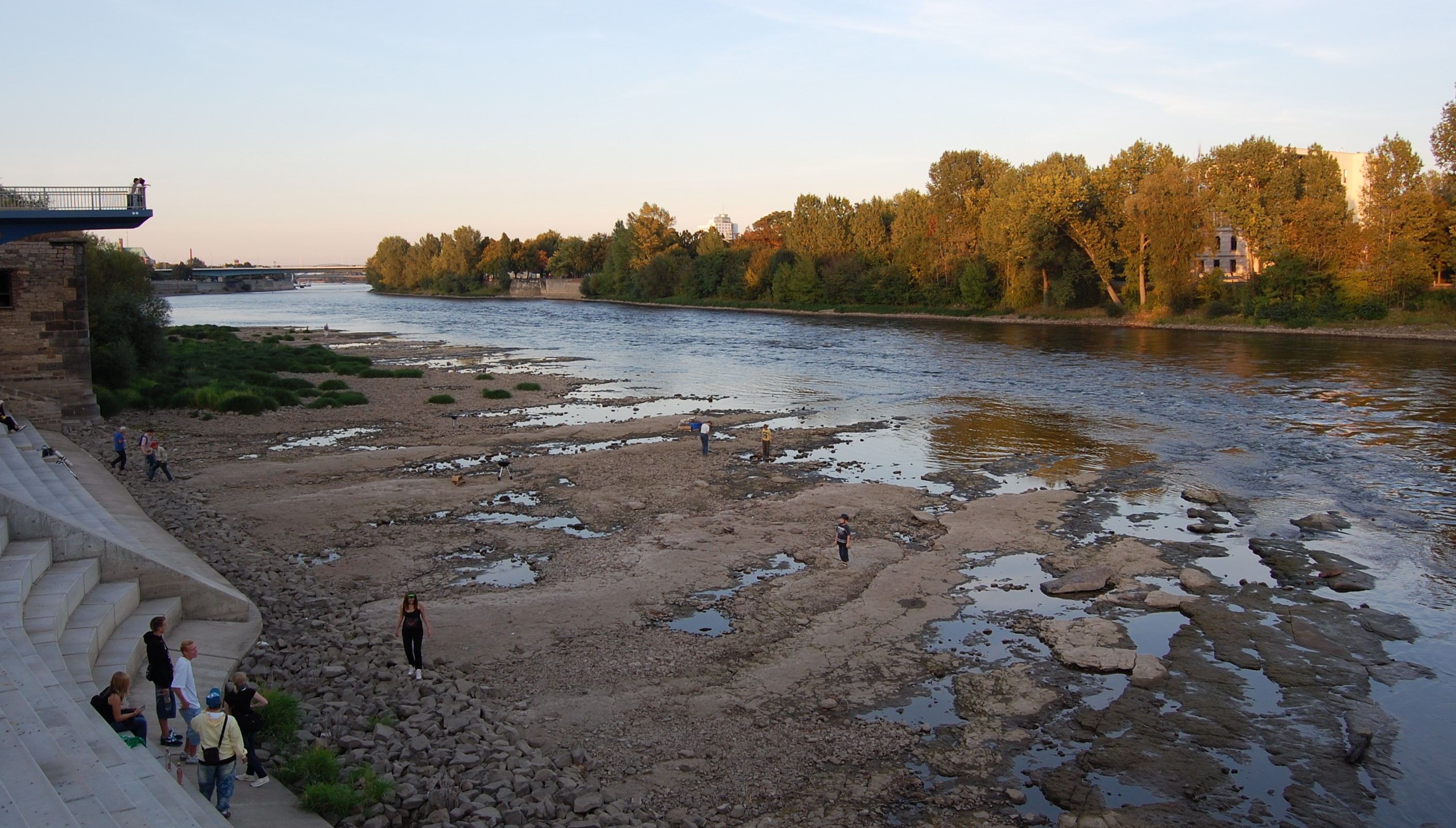
Domfelsen (Rotliegendes)

Regionalgeologisch liegt Magdeburg auf dem Übertritt des pleistozänen Urstromtals der Elbe durch die Flechtingen-Roßlauer Scholle.
Das Urstromtal der Elbe bildet hier einen Teil des größeren Systems des Breslau-Magdeburg-Bremer Urstromtals. In diesem sammelte sich im Pleistozän das Schmelzwasser der großen Inlandgletscher und floss in Richtung Nordsee ab. Dadurch bildeten sich mächtige Vorkommen von glazifluviatilen Sanden. In geologisch jüngerer Zeit nahm die Elbe die Rolle des Fließgewässers im Urstromtal an. Sie fließt heute jedoch nicht entlang des Tals nach Haldensleben weiter, sondern ist stattdessen in Richtung Norden durchgebrochen. Insgesamt sind die Sedimente des Urstromtals nicht- bis nur schwach verfestigt.
Die Flechtingen-Roßlau-Scholle bildet eine Stufe im Bruchschollengebirge des tieferen Untergrundes von Sachsen-Anhalt. An ihrer Nordrand-Störung fand ein vertikaler Versatz von mehr als 2000 Metern gegen die Altmark-Scholle statt. Wegen der fortschreitenden Erosion ist sie heute kaum noch als Geländestufe erkennbar. In der Flechtingen-Roßlau-Scholle Magdeburgs sind die Festgesteinseinheiten des Paläozoikums anstehend, die während der variskischen Gebirgsbildung vor über 300 Millionen Jahren deformiert und metamorph überprägt wurden. Diese bilden die nördliche Fortsetzung des Harzes, der dazwischen vom Subherzyn überdeckt wird. Es handelt sich überwiegend um ehemalige Meeres-Sedimente, die als Magdeburger Grauwacken, Ton- und Siltschiefer anzusprechen sind. Teilweise ist die im Laufe der Zeit verfestigte Vorland-Schüttung dieses Gebirgens in Form von groben Rotliegendsandsteinen und Rotliegendkonglomeraten aufgeschlossen. Der Domfelsen besteht aus diesem Material. Am Rande der Flechtingen-Roßlau-Scholle wird das variskisch überprägte Grundgebirge vom Material des Zechsteinmeeres diskordant überlagert (Kalkstein/Tonstein/Gipssstein). Dieses spielte als Baugrund der Sternbrücke eine Rolle.
Als Überdeckung der Flechtingen-Roßlau-Scholle kommen außerhalb der Schwemmebene der Elbe tertiäre Sedimente wie der Magdeburger Grünsand und pleistozäne Sedimente wie Löss und Geschiebemergel vor.
Ein wesentlicher Bestandteil des Untergrundes von Magdeburg sind die Auffüllungen aus der Stadtgeschichte. Magdeburg war nicht immer so vergleichsweise eben. Zur Zeit der Stadtgründung gliederten tiefe, zur Elbe führende Rinnen die Innenstadt in sieben Hügel, die durch Brücken und Dämme überwunden wurden. Durch die zweifache Zerstörung der Innenstadt im Dreißigjährigen und Zweiten Weltkrieg fielen große Mengen mineralische Abfälle (Bauschutt) an. Diese wurden überwiegend in den Rinnen und deren Umgebung entsorgt, sodass in der gesamten Innenstadt eine Lage aus Auffüllungen zu erwarten ist.

### Nachbargemeinden
Folgende Gemeinden, genannt im Uhrzeigersinn beginnend im Nordosten, grenzen an die Stadt Magdeburg:
- im Landkreis Jerichower Land: Möser, Biederitz, Gommern
- im Salzlandkreis: Schönebeck und Bördeland
- im Landkreis Börde: Sülzetal, Wanzleben-Börde, Hohe Börde, Barleben und Wolmirstedt

Im Ballungsraum Magdeburg (Agglomeration) leben rund 295.000 Menschen.

### Schutzgebiete
Auf dem Gebiet Magdeburgs sind bisher 160 geschützte Biotope erfasst, darunter Moore, Sümpfe, Bruch-, Schlucht- und Auwälder, Kopfbaumgruppen, Hecken und Quellbereiche.
Zum Schutz von Natur und Landschaft beziehungsweise zur Erhaltung und Entwicklung von Lebensstätten gibt es in Magdeburg das „Naturschutzgebiet Kreuzhorst“. In der mittleren Elbeniederung umfasst es einen der wenigen verbliebenen naturnahen Auenwaldkomplexe. Überwiegend befindet sich dort ein Stieleichen-Eschenwald. Im Naturschutzgebiet sind bisher 32 Säugetierarten, davon 16 auf der Roten Liste Sachsen-Anhalts, drei Reptilien- und zwölf Amphibienarten, davon sechs gefährdet, elf Fischarten, rund 3000 Schmetterlingsarten und 168 Rüsselkäferarten, aufgelistet. Erwähnenswert ist das Vorkommen von Hirschkäfern, Heldböcken, Steinbeißern, einer vom Aussterben bedrohten Art, Elbebibern und vom gefährdeten Iltis.
Das Biosphärenreservat Mittelelbe ist Lebensraum vieler gefährdeter Tierarten und aufgrund der Vielzahl von Altwassern von hohem ökologischen Wert. Es erstreckt sich auf Teilen der Überflutungsaue und östlich des Hochwasserdeiches.

### Klima
Der durchschnittliche Jahresniederschlag Magdeburgs liegt bei etwa 500 Millimetern. Gemessen am gesamtdeutschen Durchschnitt gilt das als niedrig; die Stadt liegt noch im Regenschatten des Harzes. Die Durchschnittstemperatur beträgt in Magdeburg 8,8 Grad Celsius, was im bundesweiten Durchschnitt liegt. Der trockenste Monat ist der Februar, niederschlagsreichster Monat ist Juni. Wärmster Monat ist der Juli, kühlster Monat ist laut Statistik der Januar.
|                       | Jan  | Feb  | Mär  | Apr  | Mai  | Jun  | Jul  | Aug  | Sep  | Okt  | Nov  | Dez  |   |       |
| Mittl. Tagesmax. (°C) | 3,2  | 4,5  | 8,9  | 13,6 | 19,2 | 21,6 | 23,8 | 24,0 | 19,3 | 13,9 | 7,5  | 4,3  | ⌀ | 13,7  |
| Mittl. Tagesmin. (°C) | −2,1 | −2,0 | 1,0  | 3,4  | 7,8  | 10,8 | 12,6 | 12,4 | 9,5  | 5,5  | 1,7  | −0,6 | ⌀ | 5     |
|                       |      |      |      |      |      |      |      |      |      |      |      |      |   |       |
| Niederschlag (mm)     | 32,2 | 26,8 | 37,9 | 34,5 | 45,4 | 61,4 | 47,7 | 51,2 | 37,6 | 31,9 | 33,8 | 42,5 | Σ | 482,9 |
|                       |      |      |      |      |      |      |      |      |      |      |      |      |   |       |
| Sonnenstunden (h/d)   | 1,5  | 2,2  | 3,8  | 5,1  | 7,0  | 7,1  | 7,0  | 6,7  | 4,9  | 3,5  | 1,8  | 1,3  | ⌀ | 4,3   |
|                       |      |      |      |      |      |      |      |      |      |      |      |      |   |       |
| Regentage (d)         | 8,2  | 7,0  | 8,3  | 7,4  | 7,8  | 9,0  | 7,8  | 8,1  | 7,8  | 7,0  | 7,8  | 9,4  | Σ | 95,6  |
|                       |      |      |      |      |      |      |      |      |      |      |      |      |   |       |
| Luftfeuchtigkeit (%)  | 86   | 83   | 78   | 73   | 71   | 73   | 73   | 73   | 78   | 83   | 85   | 86   | ⌀ | 78,5  |

| −2,1 |

| −2,0 |

| 1,0 |

| 3,4 |

| 7,8 |

| 10,8 |

| 12,6 |

| 12,4 |

| 9,5 |

| 5,5 |

| 1,7 |

| −0,6 |

| −2,1 |

| −2,0 |

| 1,0 |

| 3,4 |

| 7,8 |

| 10,8 |

| 12,6 |

| 12,4 |

| 9,5 |

| 5,5 |

| 1,7 |

| −0,6 |

### Stadtgliederung
Die Stadt Magdeburg ist in 40 Stadtteile gegliedert. In allen Stadtteilen gibt es weitere Unterteilungen, die sich im Laufe der Geschichte eingebürgert haben. Dabei handelt es sich meist um Neubausiedlungen oder Wohngebiete, deren Grenzen durchaus fließend sein können.
| Lage der Stadtteile (anklickbare Karte) | - Alt Olvenstedt - Alte Neustadt - Altstadt - Barleber See - Berliner Chaussee - Beyendorfer Grund - Beyendorf-Sohlen - Brückfeld (früher Friedrichstadt) - Buckau - Cracau - Diesdorf - Fermersleben - Gewerbegebiet Nord - Großer Silberberg - Herrenkrug - Hopfengarten - Magdeburg-Industriehafen - Kannenstieg - Kreuzhorst - Leipziger Straße | - Lemsdorf - Neu Olvenstedt - Neue Neustadt - Neustädter Feld - Neustädter See - Nordwest („Texas“) - Ottersleben - Pechau - Prester - Randau-Calenberge - Reform - Rothensee - Salbke - Stadtfeld Ost (früher Wilhelmstadt) - Stadtfeld West (früher Wilhelmstadt) - Sudenburg - Sülzegrund - Werder - Westerhüsen - Zipkeleben |

## Geschichte

### Bedeutung und Herkunft des Namens
Ältere Formen des Namens Magdeburg lauten ad Magadoburg oder Magathaburg im 10. Jahrhundert.
Das Grundwort Burg ist allseits vertraut. Im Bestimmungswort vermutet Jürgen Udolph (erstmals 1999) ein – nicht belegtes – germanisches Adjektiv *magaþ („groß, mächtig“), also „mächtige Burg“, welches Harald Bichlmeier (2010) daher zurückweist.

### Mittelalter

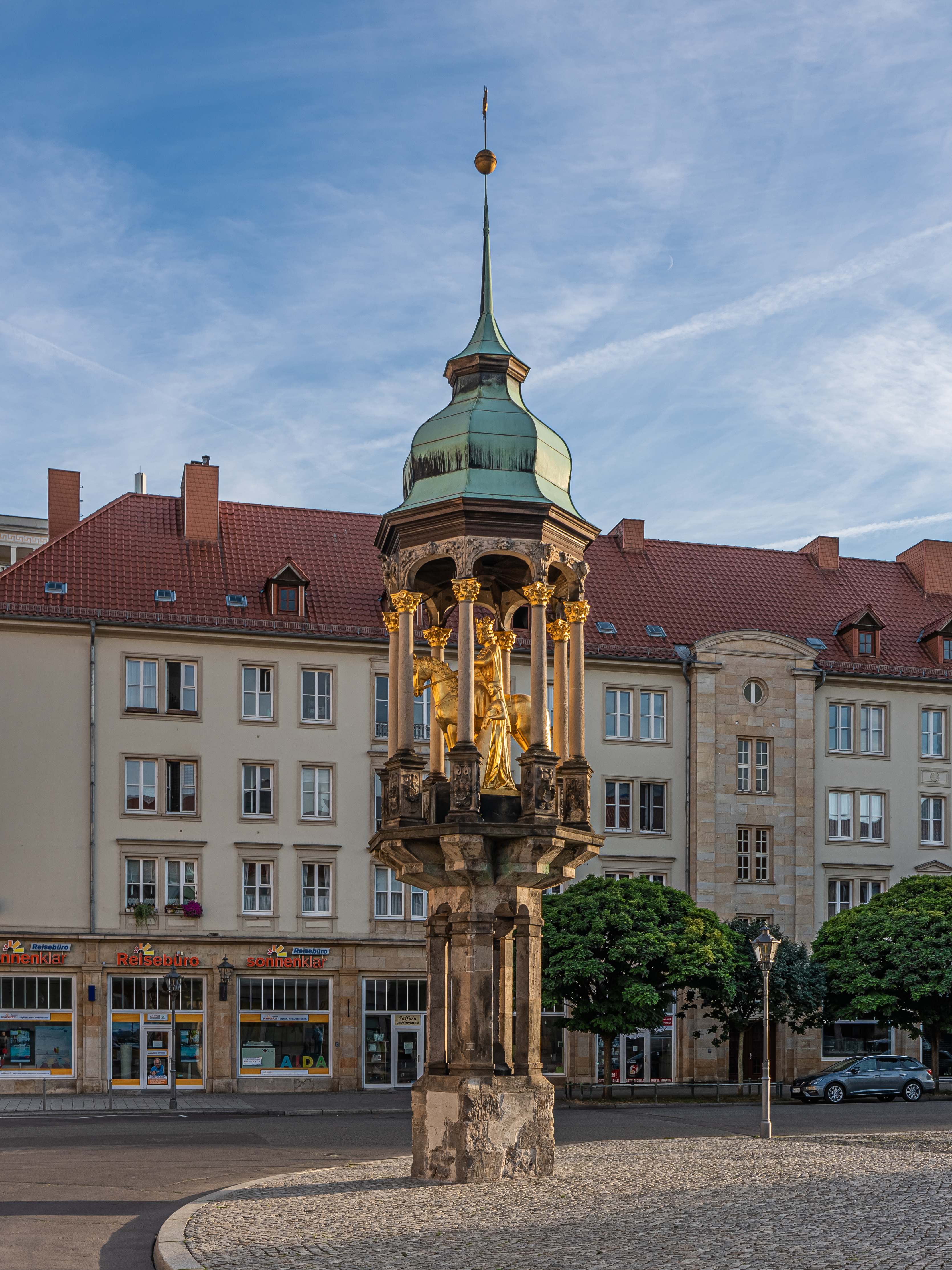
Nachbildung des Magdeburger Reiters

Magdeburg wurde 805 erstmals im Diedenhofer Kapitular von Karl dem Großen als Magadoburg erwähnt und war Kaiserpfalz unter Kaiser Otto I. dem Großen. 968 hat Otto I. das Erzbistum Magdeburg begründet.
Infolge der Synode von Ravenna 967 wurde Magdeburg im folgenden Jahr zum Erzbistum erhoben. Der erste Erzbischof, Adalbert von Magdeburg, ist später als Apostel der Slawen heiliggesprochen worden. Zur Kirchenprovinz gehörten die Bistümer Brandenburg, Havelberg, Meißen (bis 1399), Merseburg, Posen (bis etwa 1000), Zeitz-Naumburg und Lebus (erst ab 1420). 973 starb Kaiser Otto der Große. Er wurde im Magdeburger Dom neben seiner ersten Frau Editha beigesetzt. 995 schloss Otto III. Schlesien mit einem Patent dem Bistum Meißen an und unterstellte es dem Erzbistum Magdeburg.
Magdeburg war im Mittelalter ein bedeutender Handelsort und Knotenpunkt. Eine Vielzahl wichtiger Fernverbindungen ging von der Stadt aus. So war beispielsweise die Heerstraße Magdeburg-Brandenburg die bedeutendste Verbindung nach Osten. Die Lüneburger Heerstraße verband Magdeburg mit den Städten im Norden. Magdeburgs Mitgliedschaft bei der Hanse ist nicht exakt auf ein Jahr festlegbar.
In die Gemeinschaft der Kaufleute und Städte wuchs sie von Beginn an hinein. Geschätzt wird, dass Magdeburg Ende des 13. Jahrhunderts Mitglied der Hanse (seit 1295 nachweislich) wurde. Die Bronzegießkunst in Magdeburg war im 13. Jahrhundert in weitem Umkreis führend.
Um 1430 kam es zu militärischen Auseinandersetzungen zwischen Stadt und Erzbischof, die unter anderem das Konzil von Basel zu beenden versuchte. 1493 wies der judenfeindliche Erzbischof Ernst II. von Sachsen alle Juden aus dem Erzbistum aus. 1503 verlegte der Erzbischof seine Residenz nach Halle.

### Frühe Neuzeit und 19. Jahrhundert

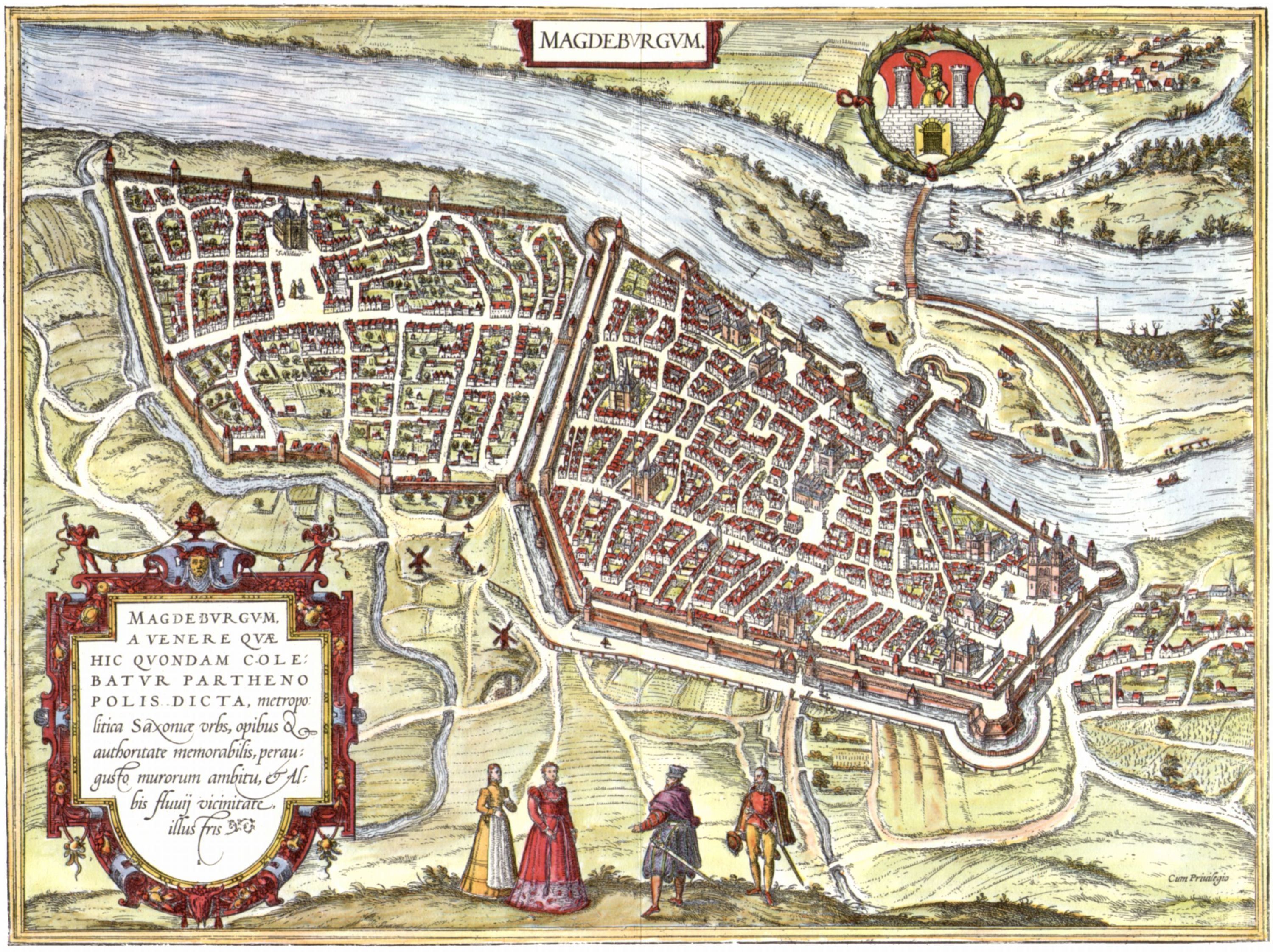
Magdeburg um 1572

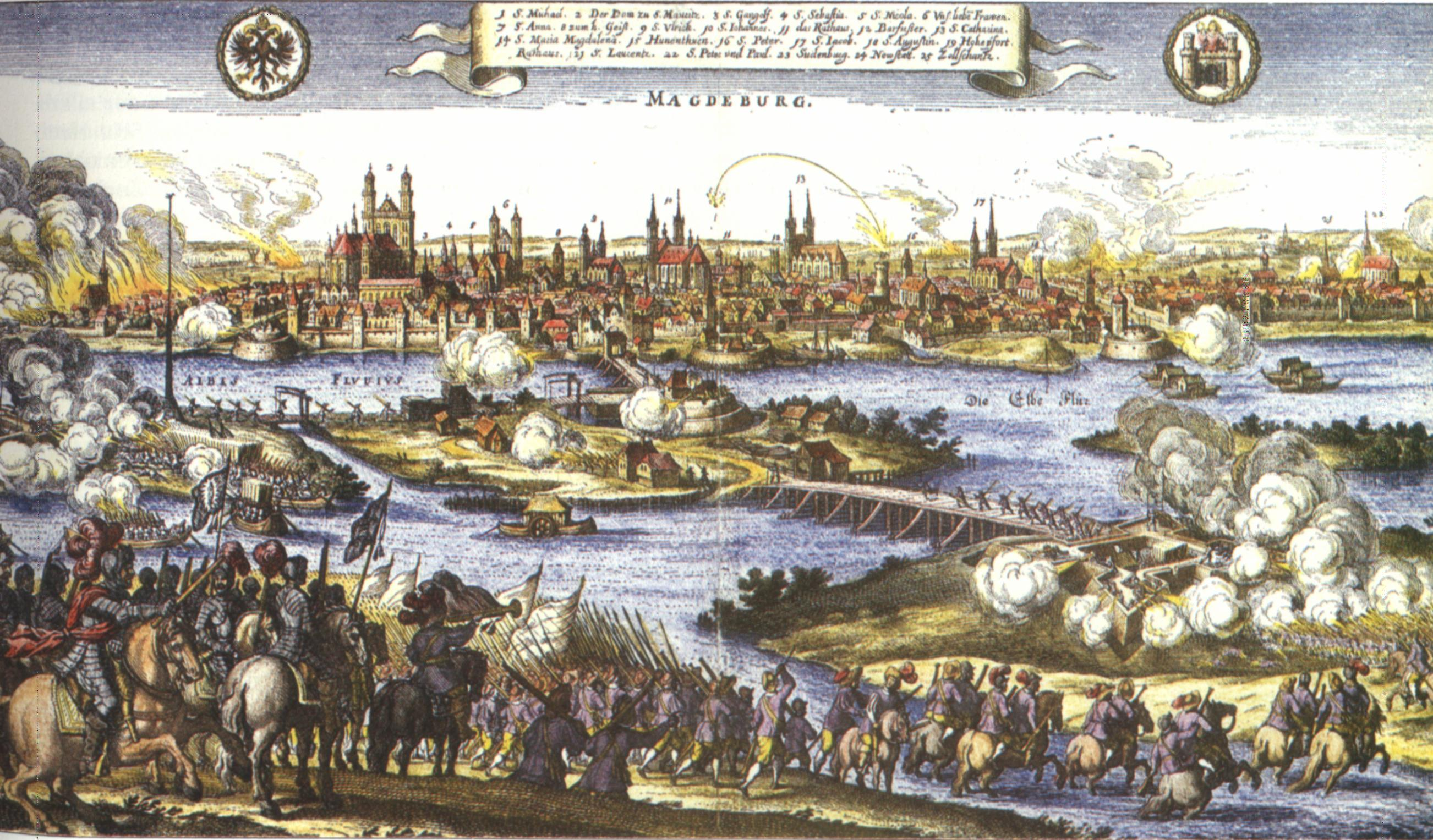
Die „Magdeburger Hochzeit“ 1631

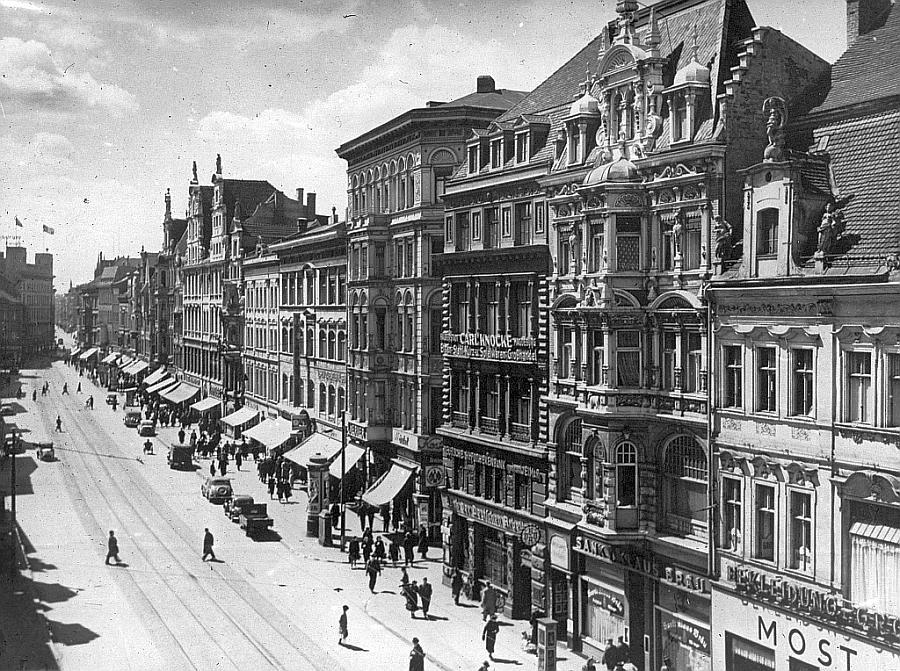
Breiter Weg um 1930

Der 17. Juli 1524 gilt als Tag der Einführung der Reformation in allen Magdeburger Kirchen, nachdem Martin Luther ab dem 26. Juni 1524 mehrfach in Magdeburg gepredigt hatte. Nur der Dom blieb katholisch, wurde aber nach dem Tod des Erzbischofs Albrecht von Brandenburg 1545 für 20 Jahre geschlossen. Die Stadt wurde ein Zentrum gegen die Rekatholisierung im Schmalkaldischen Bund.
Im Dreißigjährigen Krieg wurde Magdeburg durch kaiserliche Truppen der Katholischen Liga unter dem Feldherrn Tilly am 20. Mai 1631 (10. Mai nach julianischem Kalender) erobert und verwüstet („Magdeburger Hochzeit“).
Im Jahr 1680 kam nach dem Tode Augusts von Sachsen-Weißenfels das nun als Herzogtum Magdeburg säkularisierte Erzstift und damit auch die Stadt unter brandenburgische Herrschaft. Die Stadt wurde zur stärksten Festung des Königreichs Preußen ausgebaut.
Im Edikt von Potsdam des brandenburgischen Kurfürsten Friedrich Wilhelm vom 29. Oktober 1685 wurden Glaubensflüchtlinge aus Frankreich eingeladen, sich im Land niederzulassen. So entstand die Französische Kolonie zu Magdeburg. Auch ein Aufnahmegesuch der Mannheimer Vertriebenen hat am 13. April 1689 Kurfürst Friedrich III. positiv beschieden. Das mündete in der Gründung der Pfälzer Kolonie. Beide Kolonien bildeten jeweils unabhängige, räumlich von der Altstadt nicht abgegrenzte politische Gemeinden innerhalb der Stadt.
1807 wurde die Stadt vorübergehend dem Königreich Westphalen angegliedert und Sitz des Elbdepartements. Nach dem für Napoleon verlorenen Krieg kam Magdeburg 1814 wieder an Preußen und wurde 1816 Hauptstadt der Provinz Sachsen sowie Sitz des Regierungsbezirks Magdeburg und des Stadtkreises Magdeburg, zu dem die Stadt Magdeburg, die Städte Neustadt-Magdeburg und Sudenburg sowie mehrere umliegende Dörfer gehörten. Magdeburg wurde eine Stadt der Industrie.

### Weimarer Republik und Nationalsozialismus

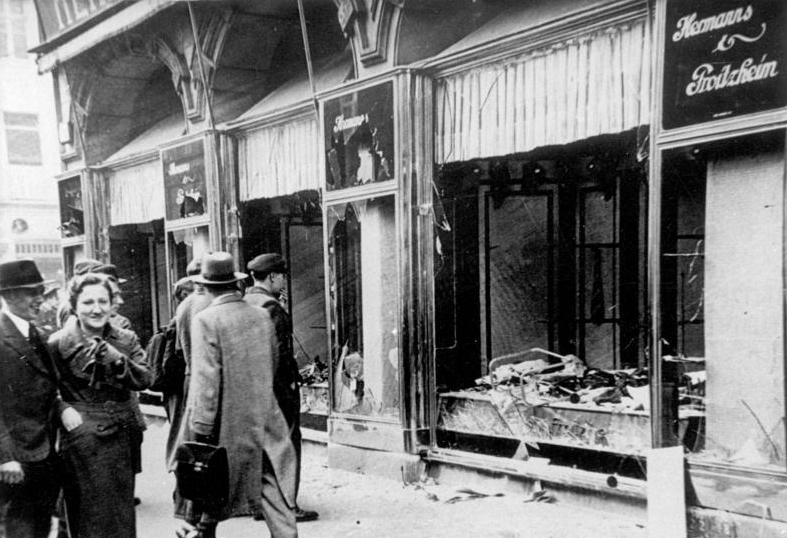
Zerstörtes jüdisches Geschäft in Magdeburg, November 1938

In den 1920er Jahren wurde Magdeburg unter Oberbürgermeister Hermann Beims zum Zentrum des Neuen Bauens. Von 1921 bis 1924 war Bruno Taut Baustadtrat. Es entstanden moderne Wohnviertel in den Vorstädten wie die Beimssiedlung im Stadtteil Stadtfeld West und die Gartenstadt Reform, sowie die Stadthalle Magdeburg. Auch Industrieansiedlungen wie der Zinkhütte Giesche fanden statt.
In der Zeit des Nationalsozialismus wurden sowohl politische und weltanschauliche Gegner als auch viele Menschen verfolgt, die aus eugenischen und rassistischen Gründen aus der „Volksgemeinschaft“ ausgegrenzt wurden. Die zahlenmäßig größte Gruppe waren Juden. Für sie wurde 1939 ein „Ausweich- bzw. Auffanglager“ der Gestapoleitstelle Magdeburg eingerichtet, in dem die nach dem Novemberpogrom Verhafteten, später deportierte Zwangsarbeiter, aber auch politische Häftlinge, weiter sogenannte Mischlinge und andere Gruppen interniert und von dort an Magdeburger Rüstungsbetriebe ausgeliehen wurden.
Im Zweiten Weltkrieg wurde die Industrieproduktion durch Beschäftigung ausländischer Zwangsarbeiter aufrechterhalten. Die Braunkohle-Benzin-AG (Brabag) als größter Treibstofflieferant der Wehrmacht errichtete 1944 sechs KZ-Außenlager. Eines davon, das „KZ Magda“, befand sich in Magdeburg-Rothensee. Speziell für Sinti und Roma wurde das Zigeunerlager Magdeburg Holzweg errichtet. Die Inhaftierten wurden in das Konzentrationslager Auschwitz verbracht.
Von 1943 bis 1945 befand sich ein Außenlager des KZ Buchenwald bei den Polte-Werken in der Magdeburger Poltestraße (heute Liebknechtstraße).

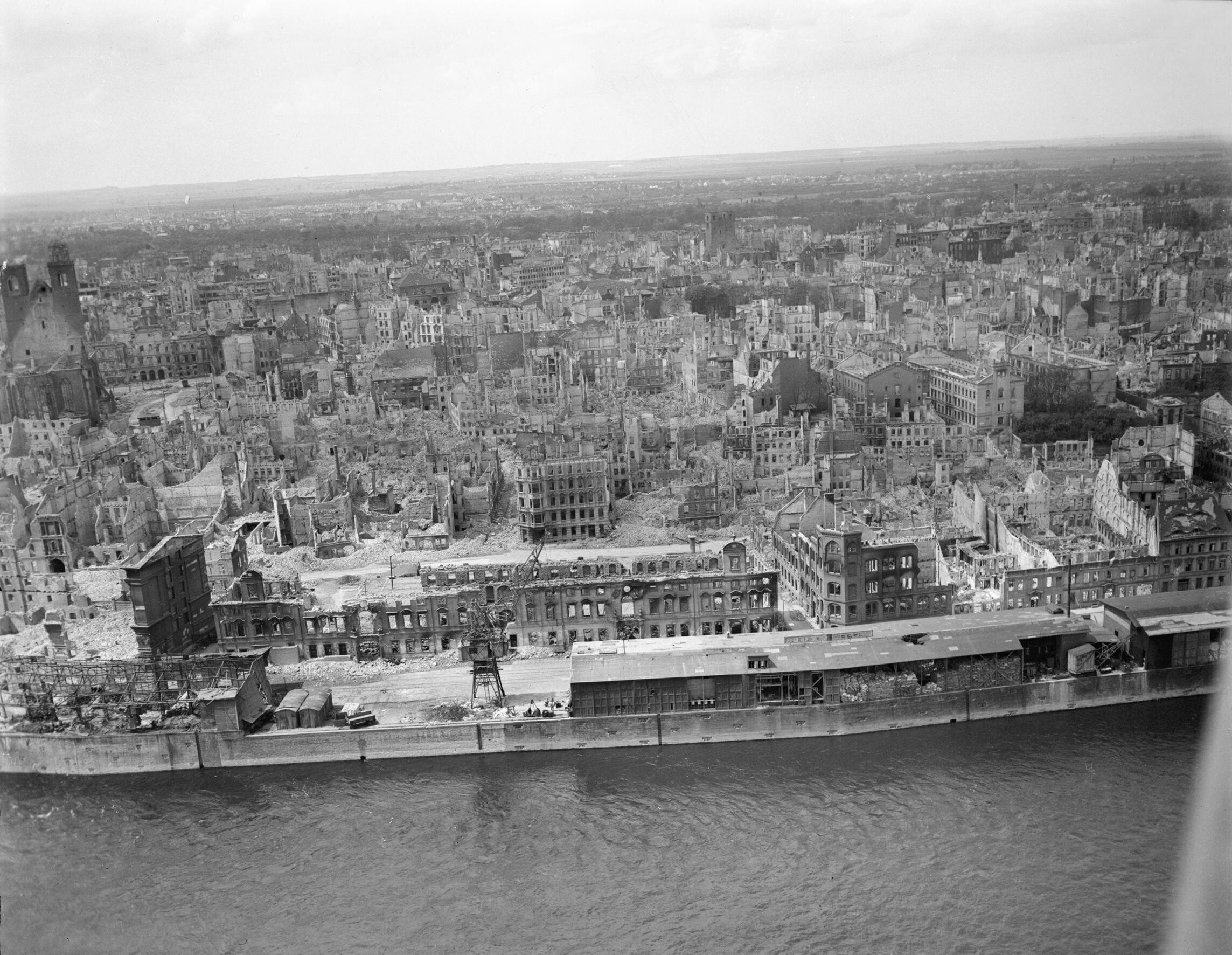
Luftbild des zerstörten Magdeburg

Ein erster Luftangriff auf die Stadt erfolgte am 22. August 1940. Ab 1943 wurde Magdeburg intensiv durch alliierte Bomberverbände angegriffen. Der Luftangriff auf Magdeburg am 16. Januar 1945 durch die britische Royal Air Force zerstörte etwa 90 % der Altstadt, darunter 15 Kirchen. Auch die Gründerzeit-Viertel erlitten erhebliche Schäden. Der altstadtnahe Stadtteil „Nordfront“ und der Breite Weg, eine der schönsten Barockstraßen Deutschlands, wurden fast völlig zerstört. Bei diesem Angriff kamen mindestens etwa 2000 Menschen ums Leben, weitere 190.000 wurden ausgebombt (obdachlos).
Am 11. April 1945 bezogen Truppen der 9. US-Armee an der westlichen Stadtgrenze Stellung.
Am 5. Mai besetzte die Rote Armee den ostelbischen Teil von Magdeburg. Am 1. Juni 1945 wurden die letzten Kräfte der 117. US-Infanterie-Division durch britische Truppen ersetzt, die am 1. Juli Magdeburg-West an die Rote Armee übergaben.

### Nachkriegs- und DDR-Zeit
Nach dem Krieg wurden die Innenstadt und betroffene Viertel enttrümmert (siehe „Trümmerfrauen“). Bis 1953 trugen die Magdeburger Großbetriebe als SAG-Betriebe zur Erfüllung der Deutschland auferlegten Reparationsverpflichtungen bei.
Von 1965 bis 1969 wurde das Alte Rathaus wieder originalgetreu aufgebaut. So prägen inzwischen anstelle der Barockhäuser des Breiten Wegs, der Gründerzeit- und Jugendstilgebäude zahlreiche Bauten der Nationalen Tradition der Nachkriegszeit, die die sowjetische Architektur der Stalinzeit (Sozialistischer Klassizismus) zum Vorbild haben, die Innenstadt. Sie sind als Denkmalbereich Zentraler Platz heute selbst denkmalgeschützt.
Die in der Innenstadt sowie in Neubaugebieten in großer Zahl entstandenen Plattenbauten wurden im Stadtzentrum nach der Wiedervereinigung zum Teil durch moderne Bauten der 1990er Jahre und der Jahrtausendwende ersetzt. In der DDR blieb Magdeburg Standort des Schwermaschinenbaus (zum Beispiel SKET). Wegen des die Magdeburger Wirtschaft dominierenden Schwermaschinenbaus war in den 1960er Jahren ein „Haus des Schwermaschinenbaus“ am Universitätsplatz geplant. Es sollte höher als der Dom werden, wurde jedoch nie begonnen.
Magdeburg wurde 1952 Bezirksstadt des Bezirks Magdeburg. Die DDR-Bezirke wurden 1990 im Zuge der Wiedervereinigung aufgelöst. Innerhalb des Bezirks war Magdeburg kreisfreie Stadt („Stadtkreis“).
Die Stadt vergab in der Zeit der DDR den Kunstpreis der Stadt Magdeburg.
Wie in anderen Bezirksstädten der DDR fanden ab September 1989 auch in Magdeburg Friedensgebete statt (auch „Gebete für gesellschaftliche Erneuerung“ oder „Montagsgebete“ genannt). Dazu trafen sich erstmals am 18. September 130 Menschen im Dom und eine Woche darauf 450. Bei späteren Montagsgebeten war der Dom mit mehreren tausend Personen überfüllt. Im Oktober 1989 folgten die ersten Demonstrationen; drei Tage vor dem Mauerfall zogen 80.000 Demonstranten durch die Stadt.
Nach dem Mauerfall am 9. November 1989 wurden nach und nach politische Häftlinge aus der Stasi-Strafanstalt am Moritzplatz (heute: Gedenkstätte Moritzplatz Magdeburg) entlassen, und die Arbeitsweisen des Ministeriums für Staatssicherheit wurden öffentlich bekannt.

### 1990 bis zur Gegenwart
Im Juni 1990 beschloss die Volkskammer die (Wieder-)Einführung von Ländern und eine föderale Neugliederung der DDR. Dabei bildeten die Bezirke Halle und Magdeburg sowie der Kreis Jessen im Wesentlichen das Land Sachsen-Anhalt, wie es in ähnlichen Grenzen bereits von 1947 bis 1952 bestanden hatte. Damals war das relativ unzerstörte Halle Landeshauptstadt.

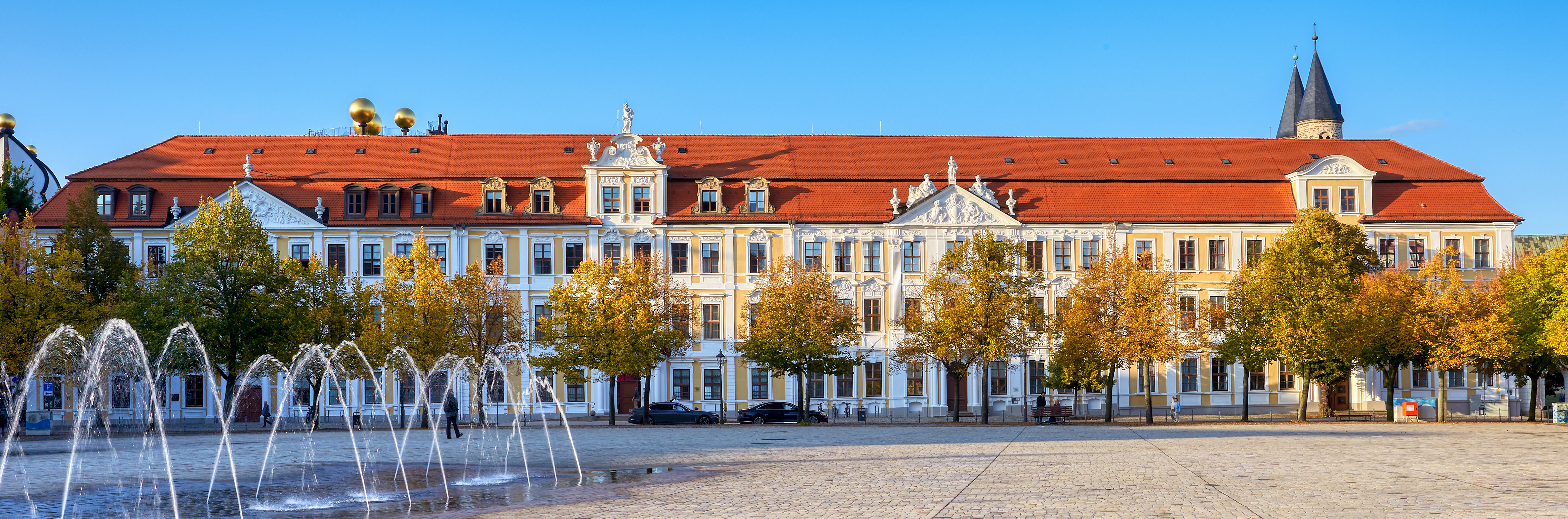
Landtag von Sachsen-Anhalt

Am 28. Oktober 1990 fand in Dessau im Saal der Johann-Philipp-Becker-Kaserne die konstituierende Sitzung des neuen Landtages von Sachsen-Anhalt statt. Die 106 frei gewählten Landtagsabgeordneten stimmten darüber ab, ob Magdeburg oder Halle (Saale) Hauptstadt von Sachsen-Anhalt werden sollte. 57 von ihnen stimmten für Magdeburg und 49 für Halle. Mit dieser Entscheidung wurde ein monatelanger Streit beendet, aber die Rivalität zwischen Halle und Magdeburg flammte dadurch neu auf.
Wie zuvor schon in einigen anderen deutschen Städten Anfang der 1990er Jahre kam es 1994 in Magdeburg mit den sogenannten Magdeburger Himmelfahrtskrawallen zu ausländerfeindlichen Ausschreitungen. Rechtsextreme Jugendliche konnten stundenlang unbehelligt eine Gruppe Schwarzer durch die Magdeburger Innenstadt jagen, wobei sechs Menschen verletzt wurden.

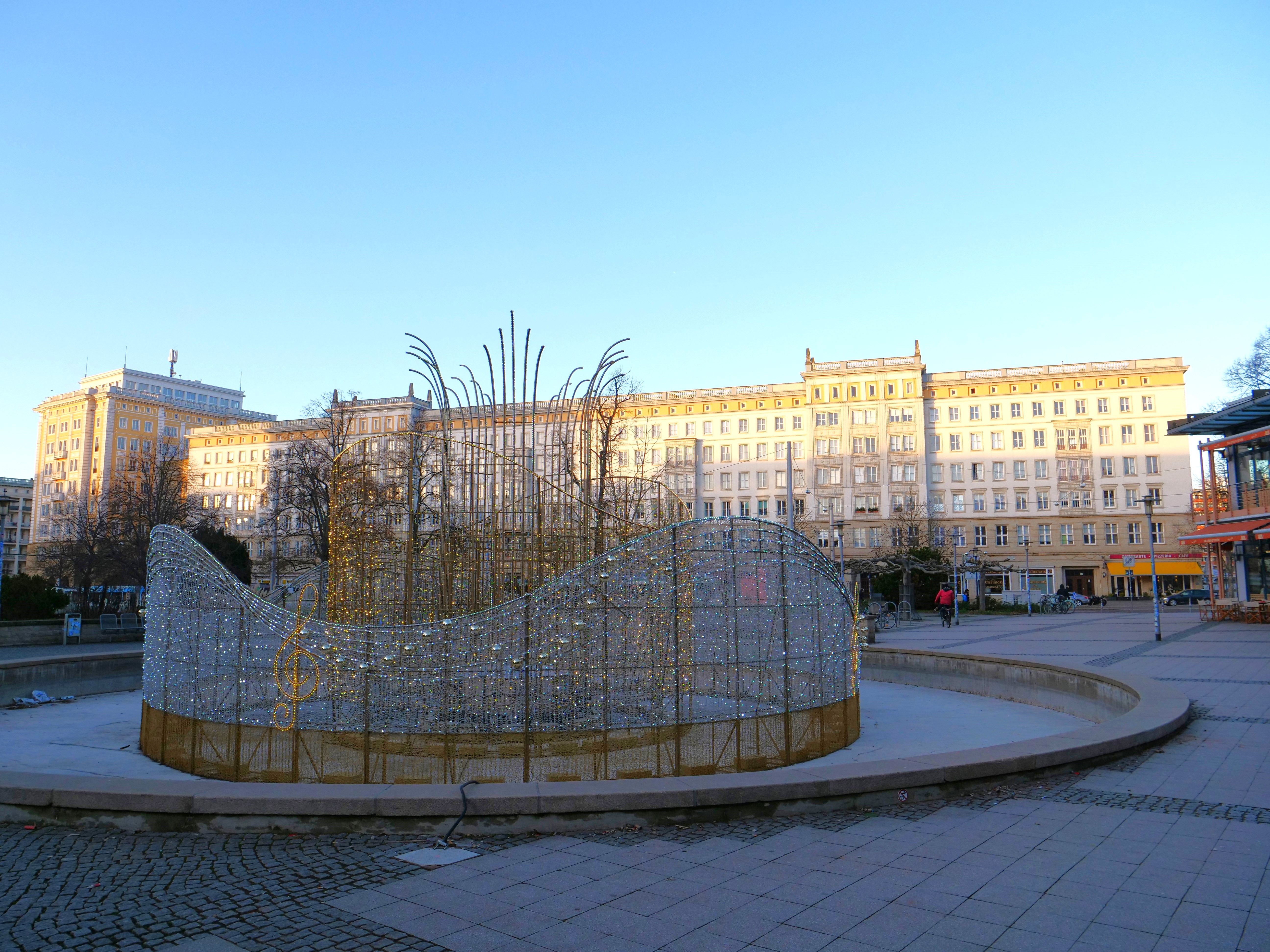
Zentraler Platz mit Gebäuden im Stil des sozialistischen Klassizismus

Seit der Wiedervereinigung haben viele große und kleine Bauprojekte das Stadtbild stark verändert: die zentrale Achse der Stadt, der Breite Weg, war vor dem Zweiten Weltkrieg eine der längsten Einkaufsmeilen Europas und wurde seit 1990 mit vielen neuen Bebauungen wieder geschlossen. Darunter fallen vor allem die Neubebauung am Domplatz mit einem Büroensemble sowie das 2005 eröffnete und letzte von Friedensreich Hundertwasser entworfene Haus, die Grüne Zitadelle, auf. Die seit dem Zweiten Weltkrieg unbebaut gebliebene große Grünfläche zwischen Volksstimme-Hochhaus, Ernst-Reuter-Allee, Hauptbahnhof und Otto-von-Guericke-Straße wurde mit dem City-Carré, drei Gebäudekomplexen mit Geschäften, Büros und einem Großkino bebaut.
Außerdem wurde der Friedensplatz erneuert, das Opernhaus am Universitätsplatz ebenso wie der Universitätsplatz selbst und der Nordabschnitt des Breiten Wegs und die ehemalige Hauptpost saniert. Parallel zum Breiten Weg wurden viele Gründerzeitbauten in der Otto-von-Guericke-Straße und Hegelstraße und im Umfeld des Hasselbachplatzes saniert und bilden ein ensemblegeschütztes Denkmal. Auch das Schauspielhaus, ehemals Freie Kammerspiele, wurde saniert, am nördlich gelegenen Kulturhistorischen Museum fanden Erweiterungsbauten statt, der neue Anbau konnte 2011 eröffnet werden. 2006 wurde die Sternbrücke zwischen südlichem Stadtzentrum und dem Rotehorn-Park (Werder/Marieninsel) wiedereröffnet. Der Innenstadtring über Schleinufer, Walter-Rathenau-Straße (B 1), Magdeburger Ring (B 71), Fuchsberg und Erich-Weinert-Straße wurde mit der Neugestaltung des Universitätsplatzes und dem dortigen Tunnel sowie der durchgehenden Verbreiterung des Schleinufers auf vier Fahrspuren leistungsfähiger ausgebaut.

#### Hochwasser

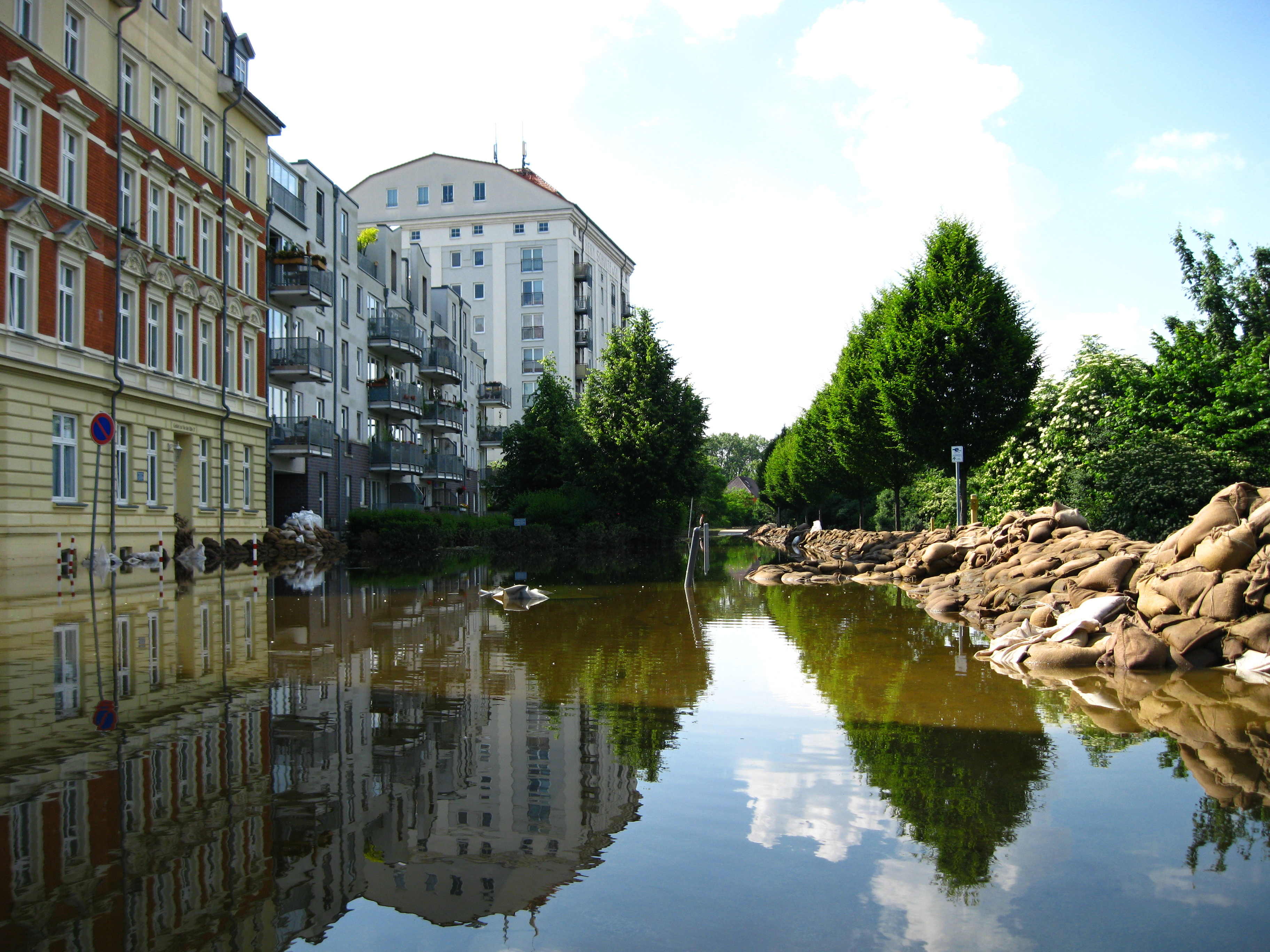
Das Hochwasser 2013 in Magdeburg

Im Jahr 2002 wurde Magdeburg vom Elbhochwasser mit einem Höchststand von 6,72 m stark getroffen, entging aber dank des Elbe-Umflutkanals und des Pretziener Wehrs einer Katastrophe. Das Hochwasser verursachte Schäden in Höhe von über 22 Millionen Euro. Hauptsächlich traf es Teile der Infrastruktur wie Brücken, Straßen und Parks, aber auch private Gebäude und Unternehmen wurden schwer beschädigt. Bis zu 3400 freiwillige Hilfskräfte waren jeden Tag im Einsatz, 7200 kamen durch Hilfsorganisationen wie Feuerwehr und Bundeswehr dazu.
Anschließend wurden Elbedeiche in Sachsen-Anhalt und Brandenburg auf ganzen Strecken erneuert.
Im April 2006 wurde Magdeburg erneut von einem Hochwasser getroffen. Dieses lief glimpflicher ab als 2002. Die alten Höchststände wurden nicht übertroffen. Ungewöhnlich war der hunderte Kilometer lange Hochwasserscheitel, der mehrere Tage hohen Druck auf die Deiche ausübte.
Das Hochwasser im Juni 2013 übertraf den Stand von 2002 mit einem am 9. Juni gemessenen Scheitel von 7,46 Metern deutlich. 
Es gab einen mehrtägigen Katastrophenalarm, es gab Schäden wie bereits 2002.

#### 1200-jähriges Stadtjubiläum
Mit über das gesamte Jahr 2005 verteilten Veranstaltungen wurde unter dem Motto Magdeburg 12hundert das Jubiläum der Stadt gefeiert. Zentrale Veranstaltung war der Festakt im Dom am 7. Mai 2005 mit der erstmaligen Verleihung des Kaiser-Otto-Preises der Stadt Magdeburg an Altbundespräsident Richard von Weizsäcker.

#### Anschlag auf den Weihnachtsmarkt 2024
Beim Anschlag auf den Magdeburger Weihnachtsmarkt am Abend des 20. Dezember 2024 wurden sechs Menschen getötet und mindestens 299 Personen verletzt. Der Täter Taleb al-Abdulmohsen steuerte einen Pkw durch eine Rettungsgasse auf den Magdeburger Weihnachtsmarkt am Alten Markt und fuhr mit hoher Geschwindigkeit durch die Menschenmenge.

#### Überlegungen zum Austritt aus dem Städtebund Die Hanse
Nach über 20 Jahren plant die Stadt Magdeburg, aus dem internationalen Städtebund Die Hanse wieder auszutreten. Seitens der Stadt Magdeburg wurde in einer Stellungnahme der Verwaltung vom 21. Januar 2025 festgestellt, dass diese kein relevantes touristisches Thema darstellt und keinen Beitrag zur Steigerung der Gästezahlen oder zur Profilierung der touristischen Marke  leistet.

### Garnison Magdeburg
Magdeburg war in der Vergangenheit eine große und wichtige Garnison der preußischen Armee, der Reichswehr, der Wehrmacht und nach 1945 der sowjetischen Armee mit einer Vielzahl militärischer Einrichtungen wie Kasernen, Lazarette, Depots.
Aus der preußischen Zeit stammten eine Artilleriekaserne (Am Charlottentor/Turmschanzenstraße, nach 1945 abgebrochen), eine Pionierkaserne (spätere Mudrakaserne) an der Turmschanzenstraße, eine Artilleriekaserne (spätere Beseler-Kaserne) an der Brückstraße, die Angerkaserne (spätere von-Seeckt-Kaserne) an der Jerichower Straße/Herrenkrug, die Enckekaserne und die Sixt-von-Arnim-Kaserne, Am Zuckerbusch.
Bei der Aufrüstung der Wehrmacht wurden in den 1930er Jahren neu gebaut die Hindenburg-Kaserne (benachbart zur Angerkaserne), die Adolf-Hitler-Kaserne nebst einem neuen Standortlazarett, die Luitpoldkaserne, die General-von-Hippel-Kaserne (letztere drei an der Nordseite der heutigen Breitscheidstraße), in Prester eine Kaserne der Flakartillerie sowie in Friedensweiler ein Fliegerhorst der Luftwaffe.
Nach 1945 waren in Magdeburg fast ausschließlich sowjetische Truppen (das Hauptquartier der 3. Stoßarmee bzw. ab 1954 3. Allgemeinen Armee mit unterstellten Teilen) untergebracht. Die NVA war nur schwach mit wenigen kleineren Dienststellen vertreten. Anfang der 1990er Jahre zogen die sowjetischen Truppen aufgrund des Zwei-plus-Vier-Vertrages ab. Heute ist Magdeburg Sitz des Landeskommandos Sachsen-Anhalt der Bundeswehr.

### Eingemeindungen
Folgende Gemeinden beziehungsweise Gemarkungen wurden in die Stadt Magdeburg eingegliedert:
- 1. Juli 1867: Sudenburg (Stadt)
- 1. April 1886: Neustadt-Magdeburg (Stadt)
- 1. April 1887: Buckau (Stadt) (bis 1861 Kreis Wanzleben, dann Stadtkreis Magdeburg)
- 1. April 1908: Rothensee (Kreis Wolmirstedt)
- 1. April 1910: Cracau und Prester (Kreis Jerichow I), Fermersleben, Lemsdorf, Salbke, Westerhüsen (alle Kreis Wanzleben)
- 1. April 1926: Diesdorf (Kreis Wanzleben)
- 1. Januar 1934: Teile von Biederitz und Gübs (Kreis Jerichow I; Gübs gehörte bereits von 1494 bis 1807 zu Magdeburg)
- 1. Oktober 1942: Teile von Barleben, Wolmirstedt und Glindenberg (alle Kreis Wolmirstedt)
- 1952: Groß Ottersleben
- 1979: Olvenstedt
- 1. Juli 1994: Pechau, Randau-Calenberge
- 1. April 2001: Beyendorf-Sohlen

### Bevölkerungsentwicklung

Bevölkerungsentwicklung Magdeburgs von 1871 bis 2022

Die Einwohnerzahl der Stadt Magdeburg stieg 1840 auf über 50.000 und verdoppelte sich bis 1880 auf 100.000, wodurch sie zur Großstadt wurde. 1940 erreichte die Bevölkerungszahl mit 346.600 ihren historischen Höchststand. In den Kriegsjahren wurden durch die Bombardierung der Stadt zwischen 2000 und 2500 Menschen getötet, viele mussten fliehen, bis die Stadt im April 1945 nur noch rund 90.000 Einwohner hatte. Nach Kriegsende füllte sich die Stadt – unter anderem durch den Zuzug von Flüchtlingen – schnell auf 225.000, ab 1950 bis 1988 stieg die Einwohnerzahl langsam und relativ stetig von 230.000 auf 290.000. Von 1989 bis 2010 verlor die Stadt wiederum aufgrund von Abwanderung, Suburbanisierung und Geburtenrückgang rund 60.000 Einwohner und schrumpfte dadurch auf rund 230.000 Einwohner.
Am 31. Dezember 2012 betrug die amtliche Einwohnerzahl von Magdeburg nach Fortschreibung des Statistischen Landesamtes Sachsen-Anhalt 232.660 (nur Hauptwohnsitze und nach Abgleich mit den anderen Landesämtern). Davon waren 114.384 Männer und 118.276 Frauen, 8.312 Einwohner Ausländer, die meisten davon aus den Nachfolgestaaten der Sowjetunion.
Am 31. Dezember 2016 belief sich die amtliche Einwohnerzahl auf 238.136. Damit ist Magdeburg die größte Stadt Sachsen-Anhalts. Es wird mit einem weiteren Bevölkerungsgewinn in den nächsten Jahren gerechnet (Bevölkerungsprognose 2015 der Stadt Magdeburg).
Am 31. August 2017 belief sich die amtliche Einwohnerzahl auf 237.714.
Am 31. Dezember 2017 waren mit 241.769 ungefähr so viele wie 1997/98 gemeldet.
Am 31. März 2018 waren 241.404 Einwohner (241.029 Ende März 2017) mit Hauptwohnung in Magdeburg gemeldet.
| Jahr | Einwohnerzahl | Anmerkungen |
| ---- | ------------- | --- |
| 1828 | 44.049        | am Jahresende, mit Einschluss des Militärs, ohne Neustadt und Sudenburg |
| 1875 | 87.925        | [ 46 ] |
| 1880 | 97.539        | [ 46 ] |
| 1885 | 159.520       | [ 46 ] |
| 1890 | 202.234       | davon 185.362 Evangelische, 12.739 Katholiken, 2043 sonstige Christen, 2090 Juden |
| 1900 | 229.667       | mit der Garnison (zwei Infanterieregimenter Nr. 26 und 66, ein Feldartillerieregiment Nr. 4, ein Fußartillerieregiment Nr. 4, ein Pionierbataillon Nr. 4, ein Trainbataillon Nr. 4), davon 211.159 Evangelische, 13.369 Katholiken, 1925 Juden nach anderen Angaben davon 211.159 Evangelische, 13.347 Katholiken |
| 1910 | 279.629       | davon 256.047 Evangelische, 15.418 Katholiken |
| 1925 | 293.959       | davon 253.433 Evangelische, 13.860 Katholiken, 526 sonstige Christen, 2356 Juden |
| 1933 | 306.894       | davon 255.669 Evangelische, 14.930 Katholiken, 49 sonstige Christen, 1973 Juden |
| 1939 | 329.824       | davon 267.153 Evangelische, 21.522 Katholiken, 1723 sonstige Christen, 668 Juden |
| 1950 | 260.305       | am 31. August |
| 1960 | 261.594       | am 31. Dezember |
| 1971 | 272.237       | am 1. Januar |
| 1981 | 287.362       | am 31. Dezember |
| 1990 | 279.900       | am 3. Oktober |
| 2000 | 231.450       | am 31. Dezember |
| 2010 | 231.525       | am 31. Dezember |
| 2020 | 235.775       | am 31. Dezember |

## Religion

### Konfessionsstatistik

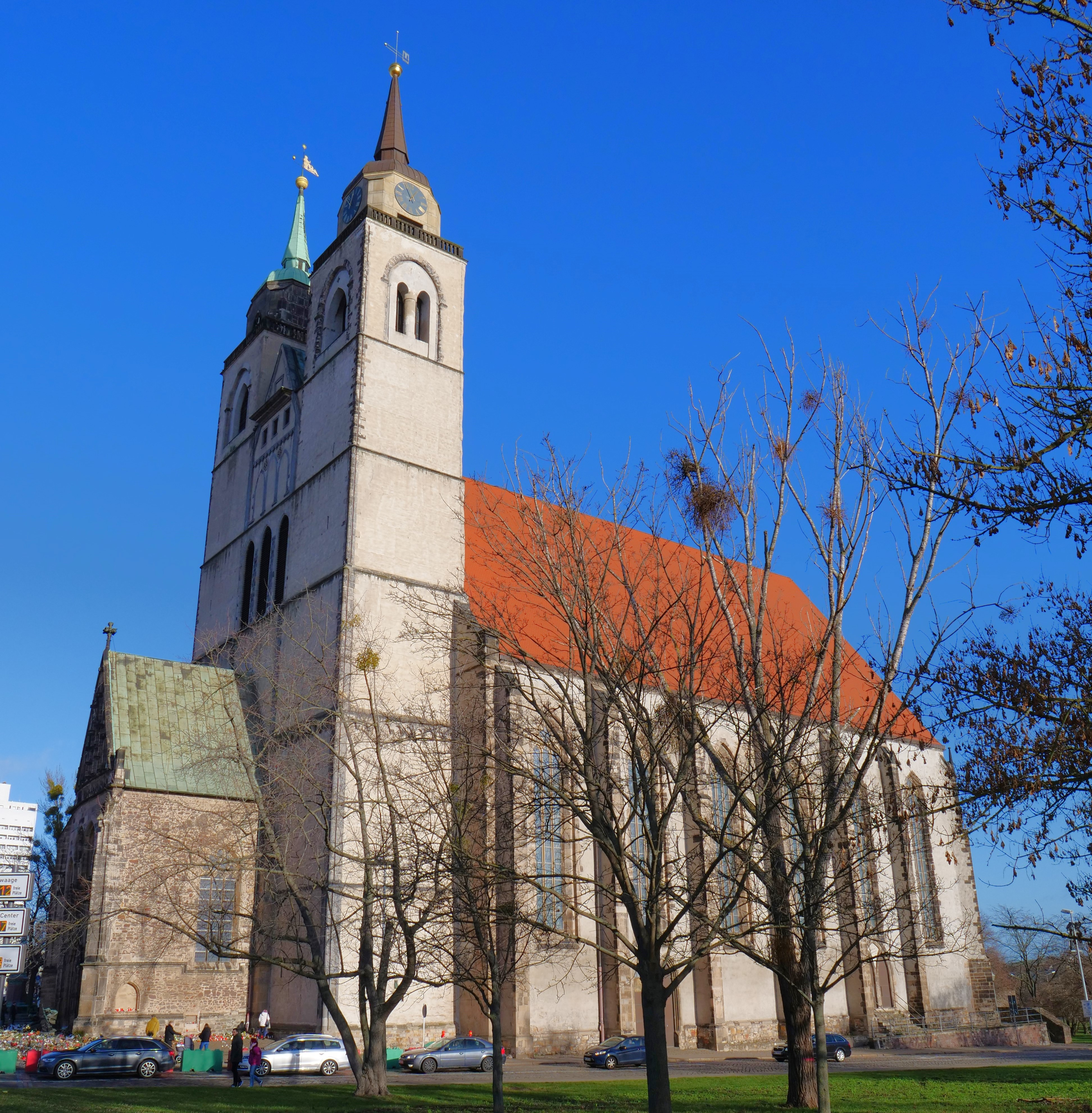
Säkularisierte Johanniskirche im Januar 2025

Im Jahr 2003 waren 8,8 % der Bevölkerung evangelisch, 4,3 % katholisch und 86,9 % gehörten einer anderen Glaubensgemeinschaft an oder waren konfessionslos. 2015 waren 8,7 % evangelisch, 4,1 % katholisch und 87,3 % gehörten einer anderen Glaubensgemeinschaft an oder waren konfessionslos. Die Zahl der Protestanten und Katholiken ist seitdem weiter gesunken. Ende Dezember 2023 waren nach Recherchen der Forschungsgruppe Weltanschauungen in Deutschland 7,1 % der Einwohner der Stadt evangelisch, 3,6 % römisch-katholisch und 89,3 % waren konfessionsfrei oder gehörten einer sonstigen Religionsgemeinschaft an.
Laut einer Statistik der Evangelischen Kirche in Mitteldeutschland (EKM) waren Ende Dezember 2023 7,2 % der Einwohner evangelisch.
Es gibt eine islamische Gemeinde und zwei jüdische Gemeinden (0,3 %). Diese setzen sich hauptsächlich aus Einwanderern aus der ehemaligen Sowjetunion zusammen und haben etwa 850 Mitglieder. Dabei ist die Synagogengemeinde Magdeburg mit etwa 500 Gemeindegliedern eine der größten jüdischen Gemeinden Ostdeutschlands. Mit der Neuen Synagoge besteht seit 2023 erstmals wieder eine Synagoge in Magdeburg, seit im Dritten Reich die Alte Synagoge zerstört wurde.

### Kirchengeschichte
Die Stadt Magdeburg gehörte anfangs zum Bistum Halberstadt. 937 wurde das Mauritiuskloster in Magdeburg gegründet, das 962 in ein Domkapitel umgewandelt wurde und so das Erzbistum Magdeburg begründete. Eine zweite Urkunde zur Gründung des Erzbistums datiert im Jahr 968. Zum Erzbistum Magdeburg gehörten zunächst die Suffragane Merseburg, Zeitz-Naumburg, Meißen, Brandenburg und Havelberg, wobei Meißen im 15. Jahrhundert ausschied.
In Magdeburg gründeten ferner die Bettelorden der Franziskaner (Franziskanerkloster Magdeburg 1223) und Dominikaner (Dominikanerkloster Magdeburg 1224) bedeutende Niederlassungen, die bis zur Einführung der Reformation Bestand hatten.

### Evangelische Kirchen
1521 wurde in Magdeburg die erste protestantische Predigt gehalten. Drei Jahre später führte der Rat in der gesamten Stadt die Reformation ein. 1563 trat auch der Erzbischof zur lutherischen Lehre über und 1567 wurde im Dom die erste protestantische Predigt gehalten. Die wenigen in der Stadt verbliebenen Katholiken wurden vom Agnetenkloster in Neustadt versorgt. 1628 wurde dieses Kloster Unser Lieben Frauen in Magdeburg rekatholisiert. Ab 1685 ließen sich reformierte Hugenotten in der Stadt nieder, ab 1689 reformierte Pfälzer, sodass zwei reformierte Gemeinden entstanden, die eigene politische Gemeinden bildeten.
Nach dem Übergang an Preußen und der Vereinigung von lutherischen und reformierten Gemeinden innerhalb Preußens zu einer einheitlichen Landeskirche (Unierte Kirche) 1817 gehörten die protestantischen Gemeinden Magdeburgs zur Evangelischen Kirche in Preußen bzw. der Untergliederung Kirchenprovinz Sachsen, deren weltliches Oberhaupt der jeweilige König von Preußen als summus episcopus war; die geistliche Leitung hatten Generalsuperintendenten inne.
Nach Wegfall des landesherrlichen Kirchenregiments 1918 änderte die Evangelische Kirche in Preußen 1922 ihre Kirchenordnung entsprechend und nannte sich dann Evangelische Kirche der altpreußischen Union, wobei die Kirchenprovinz Sachsen beibehalten wurde. 1947 wurde diese eine selbständige Landeskirche, die Evangelische Kirche der Kirchenprovinz Sachsen mit einem Bischof an der Spitze. Dessen Bischofskirche ist der Magdeburger Dom. Zum 1. Januar 2009 fusionierten die Evangelische Kirche der Kirchenprovinz Sachsen und die Evangelisch-Lutherische Kirche in Thüringen zur Evangelischen Kirche in Mitteldeutschland (EKM). Bischofssitz der EKM ist Magdeburg, wo am 29. August 2009 die erste Bischöfin in Ostdeutschland, Ilse Junkermann, das Amt übernahm.
Die protestantischen Kirchengemeinden Magdeburgs gehörten bis 2008 – sofern es sich nicht um die Gemeinden der Selbständigen Evangelisch-Lutherischen Kirche oder der evangelischen Freikirchen handelt – zum Kirchenkreis Magdeburg innerhalb der Propstei Magdeburg-Halberstadt, deren Sitz sich ebenfalls in Magdeburg befand. Seit Bildung der EKM im Jahr 2009 gehört der Kirchenkreis Magdeburg zum Propstsprengel Stendal-Magdeburg mit Sitz in Stendal. Die evangelisch-reformierte Gemeinde der Stadt gehört dem Reformierten Kirchenkreis innerhalb der EKM an.
Daneben bestehen in Magdeburg mit den Methodisten, den Baptisten und Siebenten-Tags-Adventisten mehrere evangelische Freikirchen.

### Römisch-katholische Kirche

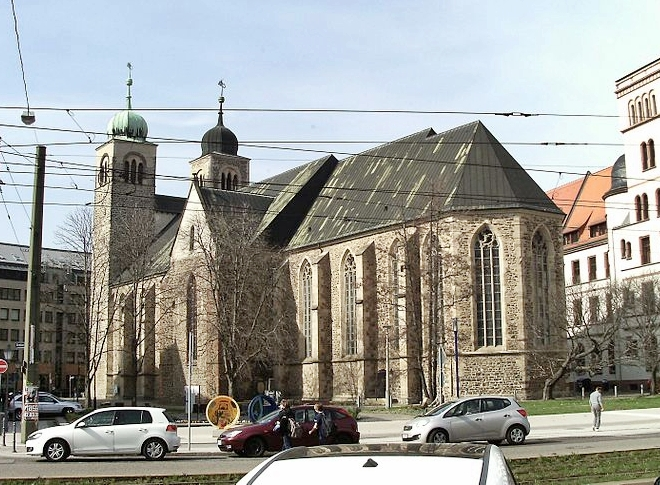
St. Sebastian, Kathedrale des katholischen Bistums Magdeburg

Im 19. Jahrhundert vermehrte sich erstmals nach der Reformation die Zahl der Katholiken. Sie gehörten ab 1821 zum Bistum beziehungsweise ab 1930 Erzbistum Paderborn. Nach dem Zweiten Weltkrieg wurde es für den Erzbischof immer schwerer, seine Amtsgeschäfte im Ostteil seines Erzbistums wahrzunehmen. Daher wurde in Magdeburg 1946 ein Generalvikar eingesetzt, der 1949 zum Weihbischof ernannt wurde. Durch die Neuordnung der katholischen Kirche in der DDR wurden die Gebiete 1972 formell abgetrennt und zum Bischöflichen Amt erhoben. Leiter dieses Amtes wurde ein dem Heiligen Stuhl direkt unterstellter Bischof mit dem Titel Apostolischer Administrator. Am 8. Juli 1994 wurde das bisherige Bischöfliche Amt Magdeburg zum Bistum erhoben und wieder der Erzdiözese Paderborn als Suffraganbistum unterstellt. Die Pfarrgemeinden Magdeburgs gehören somit zum Dekanat Magdeburg innerhalb des gleichnamigen Bistums.
Eng mit den seelsorgerischen Bemühungen sind die sozialen Initiativen der katholischen Kirche verbunden. So wurde die Gemeinschaft Arme Dienstmägde Jesu Christi aus Dernbach (Westerwald) mit der Filiale St. Agneshaus hier angesiedelt. Sie bestand vom 22. Oktober 1911 bis zum 8. Oktober 1981. Die Schwestern betrieben einen Kindergarten, leisteten ambulante Krankenpflege und seelsorgliche Hilfe.

### Zeugen Jehovas
In der Geschichte der Zeugen Jehovas in Deutschland spielt Magdeburg eine besondere Rolle. In den Jahren 1923 bis zur Zerschlagung durch die Nationalsozialisten im Jahre 1933 befand sich das deutsche Zweigbüro der Religionsgemeinschaft im heutigen Emanuel-Larisch-Weg (seinerzeit „Wachtturm-Straße“). Nach dem Krieg wurden die Aktivitäten wieder aufgenommen, die allerdings im Jahr 1950 wiederum verboten wurden. 1993 erhielt die Wachtturm-Gesellschaft einen Großteil ihres damaligen Eigentums zurückerstattet. Heute gibt es in Magdeburg vier Gemeinden, die zwei Königreichssäle betreiben.

## Politik

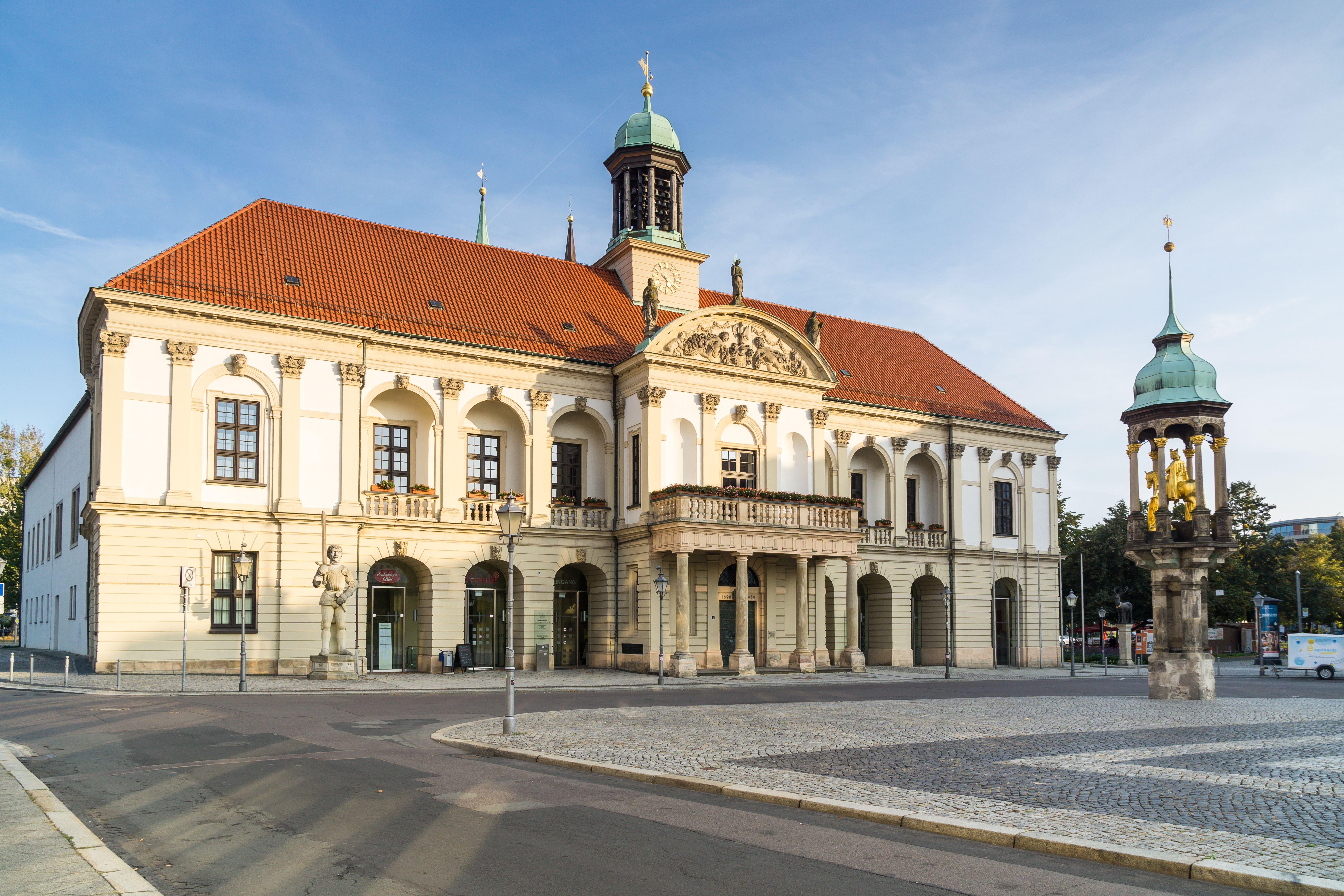
Altes Rathaus Magdeburg, 2024

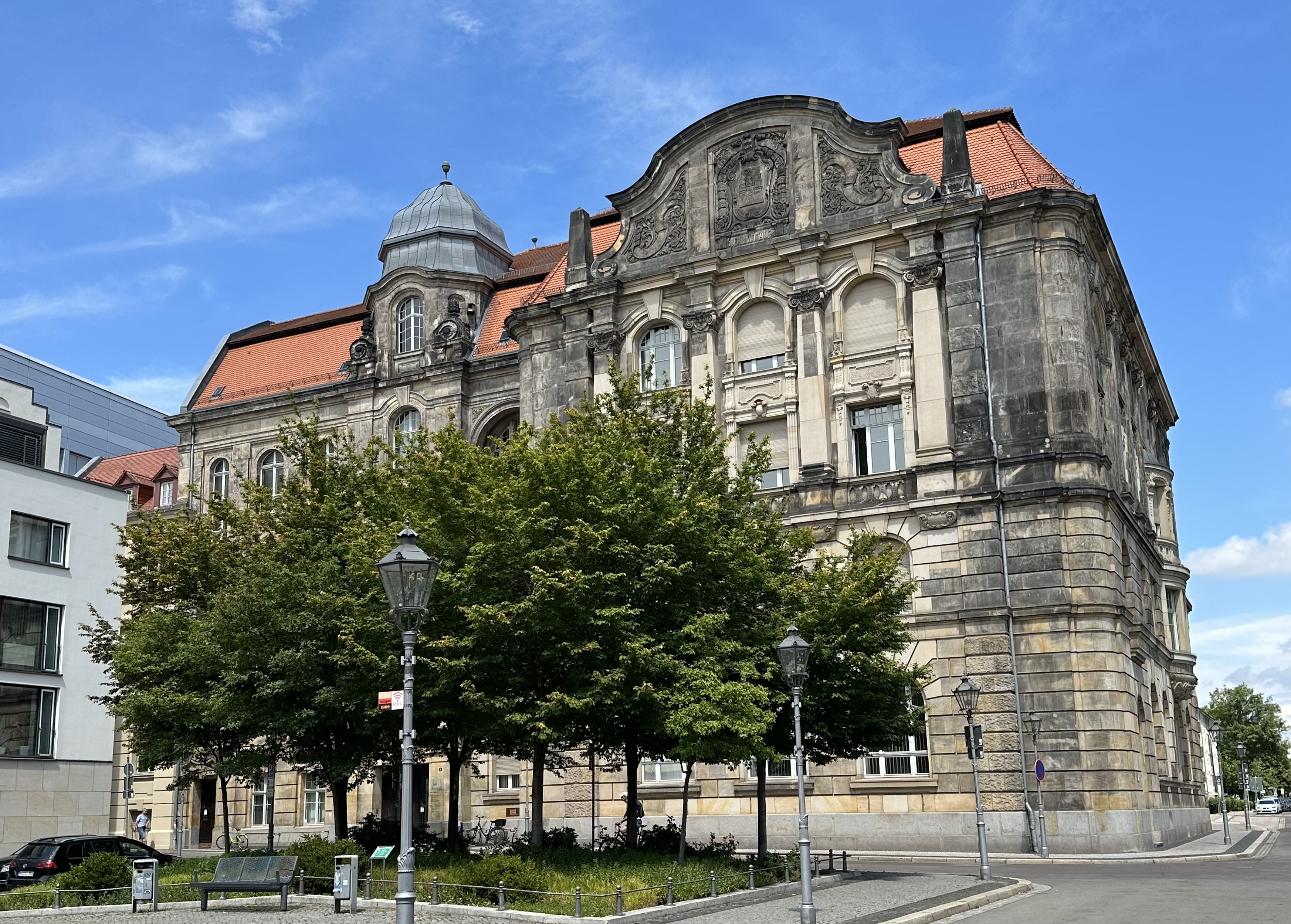
Neues Rathaus, 2024

### Historisches
An der Spitze der Stadt stand in Zeiten des Erzbistums Magdeburg ein vom Erzbischof eingesetzter Schultheiß. Daneben bestand das „Burding“, das Organ der Bürgergemeinde ohne besondere Befugnisse. Ab 1244 bestand ein Rat, der ab 1294 auch das Schultheißenamt erwerben konnte. In der Folgezeit konnte der Rat immer mehr Befugnisse an sich ziehen und die Stadt sich damit immer mehr vom Erzbistum lösen, ohne jemals vollständig frei zu werden. Das Bürgermeisteramt gab es erstmals 1302.
Im 15. Jahrhundert gab es einen regierenden Rat, einen alten Rat und einen oberalten Rat. Nach der Belagerung der Stadt durch Tilly im Jahr 1629 wurde die Verfassung geändert. Neben dem Rat gab es zwei Bürgermeister, später vier und ab 1683 in brandenburg-preußischer Zeit hatte der Rat drei Bürgermeister, über denen ein Stadtpräsident stand. Dieses Amt wurde 1743 wieder eingezogen. Ab 1815 wurde die preußische Städteordnung eingeführt. Danach standen an der Spitze der Verwaltung ein Oberbürgermeister und ein Bürgermeister als Vertreter. Daneben gab es die Stadtverordneten als gewähltes Gremium (später Stadtverordnetenversammlung). 1831 wurde die Verwaltung neu organisiert.
Während der Zeit des Nationalsozialismus wurde der Oberbürgermeister von der NSDAP eingesetzt. Nach dem Zusammenbruch des Dritten Reiches übernahmen zunächst die Besatzungstruppen die Ordnung in den deutschen Städten und Gemeinden. Magdeburg war zunächst sowohl von amerikanischen (im Westteil) als auch von sowjetischen Truppen (östlich der Elbe) besetzt. Die Amerikaner veranlassten im Mai 1945 die Neubildung des Magistrats und setzten den Sozialdemokraten Otto Baer als Bürgermeister ein. Obwohl die sowjetischen Besatzungstruppen in ihrem Teil Magdeburgs den parteilosen Trumpa als provisorischen Bürgermeister berufen hatten, bestätigten sie nach dem Abzug der Amerikaner Otto Baer als Bürgermeister für ganz Magdeburg.
Am 8. September 1946 wurden nach einer Verordnung der Provinzialregierung Wahlen zu den Gemeindeparlamenten in Sachsen-Anhalt durchgeführt. Die SED errang bei den Wahlen zum Magdeburger Stadtparlament mit 51,3 % die absolute Mehrheit. Als neuer Bürgermeister wurde Rudolf Eberhard von den Stadtverordneten gewählt, der jedoch 1950 wegen „politischer Unzuverlässigkeit“ wieder abgesetzt und durch Philipp Daub ersetzt wurde.
Die ersten Wahlen für ein Magdeburger Stadtparlament nach den Jahren der Nazi- und SED-Herrschaft fanden am 6. Mai 1990 statt: Die SPD wurde mit 32,98 % stärkste Fraktion im Stadtrat. Im selben Jahr wählte der Stadtrat Wilhelm Polte zum ersten Oberbürgermeister nach der Wende. Seit 1993 wird der Oberbürgermeister direkt gewählt. Die Amtszeit des Oberbürgermeisters beträgt sieben Jahre.
2001 wurde Lutz Trümper (SPD) zum Nachfolger von Polte gewählt. Trümper wurde 2008 mit 64,0 % und im März 2015 mit 69,2 % für jeweils eine weitere Amtszeit wiedergewählt. Am 14. Oktober 2015 trat er aus der SPD aus, am 22. Juni 2017 wieder in die SPD ein.

### Städtische Beigeordnete
Unterstützt wird der Oberbürgermeister bei der Leitung der Stadtverwaltung von sechs hauptamtlichen Beigeordneten, die die einzelnen Dezernate leiten. Sie werden ebenfalls für eine Amtszeit von sieben Jahren gewählt, allerdings erfolgt diese Wahl durch den Stadtrat.

### Stadtrat
| Wahl des Magdeburger Stadtrats 2024Wahlbeteiligung: 58,5 % 3020100 23,822,815,010,29,44,64,54,12,21,71,00,7 CDUAfDSPDLinkeGrüneGartenTierschutzFDPfuture!Tierall.VoltSonst.Gewinne und Verlusteim Vergleich zu 2019 %p 10 8 6 4 2 0 −2 −4 −6+5,2+8,4−1,9−5,1−6,0+0,4+1,2−1,3−0,7+0,4+1,0−1,6CDUAfDSPDLinkeGrüneGartenTierschutzFDPfuture!Tierall.VoltSonst. | Sitzverteilung im Magdeburger Stadtrat 2024Insgesamt 56 Sitze - Linke: 6 - Tierall.: 1 - Tierschutz: 3 - SPD: 8 - Grüne: 5 - future!: 1 - Volt: 1 - FDP: 2 - Garten: 3 - CDU: 13 - AfD: 13 |

| Partei | Sitze |
| ------ | ----- |
| CDU    | 10    |
| AfD    | 8     |
| Linke  | 9     |
| SPD    | 9     |
| Grüne  | 9     |
| FDP    | 3     |

| Partei            | Sitze |
| ----------------- | ----- |
| Tierschutzpartei  | 2     |
| Tierschutzallianz | 1     |
| Gartenpartei      | 2     |
| future!           | 2     |
| BfM               | 1     |
| Gesamt            | 56    |

CDU und FDP bilden eine gemeinsame Fraktion (13 Mitglieder), ebenso Bündnis 90/Die Grünen – future!Magdeburg (11 Mitglieder), Magdeburger Gartenpartei/Tierschutzallianz (3 Mitglieder) sowie Tierschutzpartei/BfM (3 Mitglieder); weitere Fraktionen sind SPD (9 Mitglieder), Die Linke (9 Mitglieder) und AfD (8 Mitglieder).

### Oberbürgermeister seit 1808
| - 1808–1814: Graf von Blumenthal (Maire 1808–1809) sowie Ludwig Nöldechen, Georg Werner Albert Oppermann, Karl Georg Heinrich Schauer und Johann Karl Bonte (alle von 1808 bis 1814) - 1814–1817: Ludwig Nöldechen, Vizebürgermeister - 1817–1848: August Wilhelm Francke - 1848–1851: Heinrich Behrens, stellvertretender Bürgermeister - 1851–1880: Carl Gustav Friedrich Hasselbach, bis 1853 Erster Bürgermeister, dann Oberbürgermeister - 1882–1895: Friedrich Heinrich Julius Bötticher - 1895–1906: Gustav Schneider - 1906–1910: August Lentze - 1910–1919: Hermann Reimarus - 1919–1931: Hermann Beims (SPD) - 1931–1933: Ernst Reuter (SPD) - 1933–1945: Fritz-August Wilhelm Markmann (NSDAP) - 1945–1946: Otto Baer (SPD) - 1946–1950: Rudolf Eberhard (SPD/SED) - 1950–1961: Philipp Daub (SED) - 1961–1965: Friedrich Sonnemann (SED) - 1965–1989: Werner Herzig (SED) - 1989–1990: Werner Nothe (SED) - 1990–2001: Wilhelm Polte (SPD) - 2001 bis 30. Juni 2022: Lutz Trümper (SPD, zwischen 14. Oktober 2015 und 22. Juni 2017 parteilos) - seit 1. Juli 2022: Simone Borris (parteilos) |

Vorsitzende der Stadtverordnetenversammlung bzw. des Stadtrates
| - 1832–1836: Carl August Laué - ?: Carl Friedrich Deneke - 1867–1893: Conrad Listemann (NLP) - 1893–1906: Werner Fritze - 1907–1919: Friedrich Robert Emanuel Baensch - 1920–1933: Otto Baer (SPD) - 1933–1933: Gustav Grüßner (NSDAP) - 1990–1994: Konrad Mieth (SPD) - 1994–1999: Peter Fritz (SPD) - 1999–2004: Gerhard Heinl (CDU) - 2004–2005: Falko Balzer (SPD) - 2005–2009: Jens Ansorge (CDU) - 2009–2014: Beate Wübbenhorst (SPD) - 2014–2019: Andreas Schumann (CDU) - 2019–2021: Michael Hoffmann (CDU) - 2021–2024: Alexander Pott (Grüne) - seit 2024: Wigbert Schwenke (CDU) |

### Wappen, Flagge und Dienstsiegel
| Wappen von Magdeburg | Blasonierung: „In Silber eine gezinnte rote, schwarz gefugte Burg mit zwei spitzbedachten Türmen, geöffnetem goldenen Tor und hochgezogenem schwarzen Fallgitter; zwischen den Türmen wachsend eine grün gekleidete Jungfrau (Magdeburger Jungfrau), in der erhobenen Rechten einen grünen Kranz emporhaltend.“ |
| Wappen von Magdeburg | Wappenbegründung: Das Magdeburger Stadtwappen ist ein so genanntes redendes Wappen: Jungfrau (Mägdelein) und Burg weisen auf den Namen der Stadt. Bereits die Magdeburger Bürgerschaft führte seit Mitte des 13. Jahrhunderts in ihrem Siegel beide Komponenten. Damals stand die Frauenfigur noch mit halbhoch erhobenen Armen. Als Zeichen einer Jungfrau trug sie über den Armen Tücher und das Haar offen. Erst später wurde der Jungfrau zum Zeichen ihrer Reinheit ein Kranz in die Hand gegeben. |

Die Farben der Stadt sind grün-rot (§ 2 Abs. 2 der Hauptsatzung).
Erwähnenswert ist, dass Magdeburg zwar ein rechtsgültiges, aber kein genehmigtes Wappen führt. Das seit 1938 genutzte Wappenbild, das in seiner Grafik von klassischen Vorgängern abwich, wurde 1994 innerhalb eines Genehmigungsverfahrens geprüft und aufgrund seiner aktuellen Grafik (Disproportion zwischen Türmen und Jungfrau) als heraldisch mangelhaft bewertet. Das Landeshauptarchiv (LHASA) bescheinigte: Die Burg ist zu klein, die Jungfrau zu groß, zu viel weißer Leerraum, was den heraldischen Regeln widerspricht. Das Genehmigungsverfahren wurde indes umgangen, indem die Landesregierung der Stadt bescheinigte, dass sie ein Wappen führe – das heißt, das Wappen ist geduldet statt genehmigt, was nach damaliger Rechtsgrundlage ein positives Gutachten des LHASA vorausgesetzt hätte.
Die Stadtflagge ist grün-rot (1:1) gestreift und mittig mit dem Stadtwappen belegt. (§ 2 Abs. 3 der Hauptsatzung)
Das Dienstsiegel zeigt die bildliche Darstellung des Wappens. Die Umschrift wird durch die Dienstsiegelordnung der Stadt bestimmt (§ 2 Abs. 4 der Hauptsatzung).

### Städtepartnerschaften
| Sarajevo       | Bosnien und Herzegowina | seit 1977 |
| Braunschweig   | Deutschland             | seit 1987 |
| Nashville      | Vereinigte Staaten      | seit 2003 |
| Saporischschja | Ukraine                 | seit 2008 |
| Radom          | Polen                   | seit 2008 |
| Harbin         | Volksrepublik China     | seit 2008 |
| Le Havre       | Frankreich              | seit 2011 |
| Kiryat Motzkin | Israel                  | seit 2024 |

Magdeburg unterhält freundschaftliche Kontakte mit zahlreichen Städten auf der Welt, so auch durch Vereine. Im September 1977 wurde eine Städtepartnerschaft mit Sarajevo (Bosnien und Herzegowina) eingegangen. Dort half Magdeburg nach Beendigung des Bosnienkrieges beim Wiederaufbau der Stadt. Braunschweig folgte als weitere Partnerstadt im Dezember 1987. Die niedersächsische Stadt unterstützte nach der Wiedervereinigung die Stadt Magdeburg beim Aufbau einer kommunalen Selbstverwaltung. Die Beziehungen zu Nashville wurden seit 1998 aufgebaut. Nachdem der Magdeburger Stadtrat am 13. März 2008 die Städtepartnerschaft mit Saporischschja beschlossen hatte, wurde diese Partnerschaft am 29. Mai 2008 vertraglich besiegelt. Kontakte, insbesondere auf wirtschaftlichem Gebiet, gab es bereits in den Jahren zuvor. Seit 8. Juni 2008 besteht außerdem eine Städtepartnerschaft mit der polnischen Stadt Radom, seit 2. Juli 2008 mit dem chinesischen Harbin und seit Mai 2011 mit Le Havre in Frankreich.
Bis 1996 bestanden darüber hinaus Partnerschaftsverträge mit Donezk (Ukraine, seit 1962), Kayes (Mali, seit 1966), Hradec Králové/Königgrätz (Tschechien, seit 1972), Setúbal (Portugal, seit 1976), Lüttich (Belgien, seit 1978), Valencia (Spanien, seit 1981), Turin (Italien, seit 1983) und Nagasaki (Japan, seit 1987). Seinerzeit beschloss der Stadtrat jedoch, diese Partnerschaftsverträge zu lösen.

### Stadtkampagne

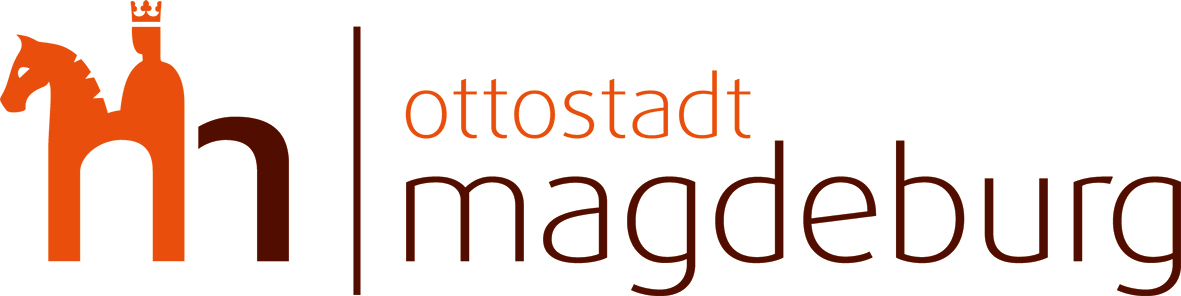
Logo der Stadtkampagne

Seit Februar 2010 vermarktet sich die Stadt Magdeburg gegenüber Touristen und Investoren mit der Imagekampagne „Ottostadt Magdeburg“. Weiterhin soll so die Identifikation der Magdeburger Bürger mit dem Wohnort gefördert werden.
Die Kampagne betont die beiden Ottos aus der Geschichte Magdeburgs, welche die Stadt berühmt machten. Dies ist zum einen Kaiser Otto der Große, der seine Lieblingspfalz Magdeburg zur Hauptstadt machte und von dort das Heilige Römische Reich regierte, zum anderen Otto von Guericke, Magdeburger Bürgermeister, Politiker und Erfinder (Barometer, Vakuumstechnik) im 17. Jahrhundert.
Geworben wird innerhalb der Kampagne unter anderem durch Plakatierung von kurzen Sätzen, in denen beschrieben wird, was „Otto“ machte, tat oder war, zum Beispiel „otto ist olympisch“ oder „otto hat geschichte“. 2011 wurde ein „Otto-Treffen“ durchgeführt, zu dem über 400 Personen mit dem Vor- oder Nachnamen Otto kamen. Höhepunkt des Treffens war ein Luftbild im Elbauenpark, in dem sich alle Namensträger zum Schriftzug „Otto“ formieren sollten.
Die Dachkampagne stieß jedoch auch auf Gegner, die finden, dass man die vielfältige Geschichte der Stadt nicht nur auf die beiden Ottos reduzieren kann. „Alles Otto“ passe nicht in jeden Bereich, wird aber trotzdem in Politik, Musik, Wirtschaft, Sport und einigem mehr verwendet. Ein weiterer Kritikpunkt ist, dass man „Otto“ zuerst mit anderen Unternehmen oder Personen assoziiert statt mit Kaiser Otto oder Otto von Guericke. Außerdem seien die Ausgaben für die Kampagne zu hoch gewesen und nicht genug Subaufträge an Magdeburger Firmen verteilt worden.
2013 wurde die Kampagne in Berlin zur „Stadtmarke des Jahres 2013“ ausgezeichnet. Gelobt wurde die Verbindung des Slogans zu Wissenschaft und Geschichte. Im Finale setzte sich Magdeburg gegen die beiden Mitbewerber Basel und Hildesheim durch.

## Kultur und Sehenswürdigkeiten

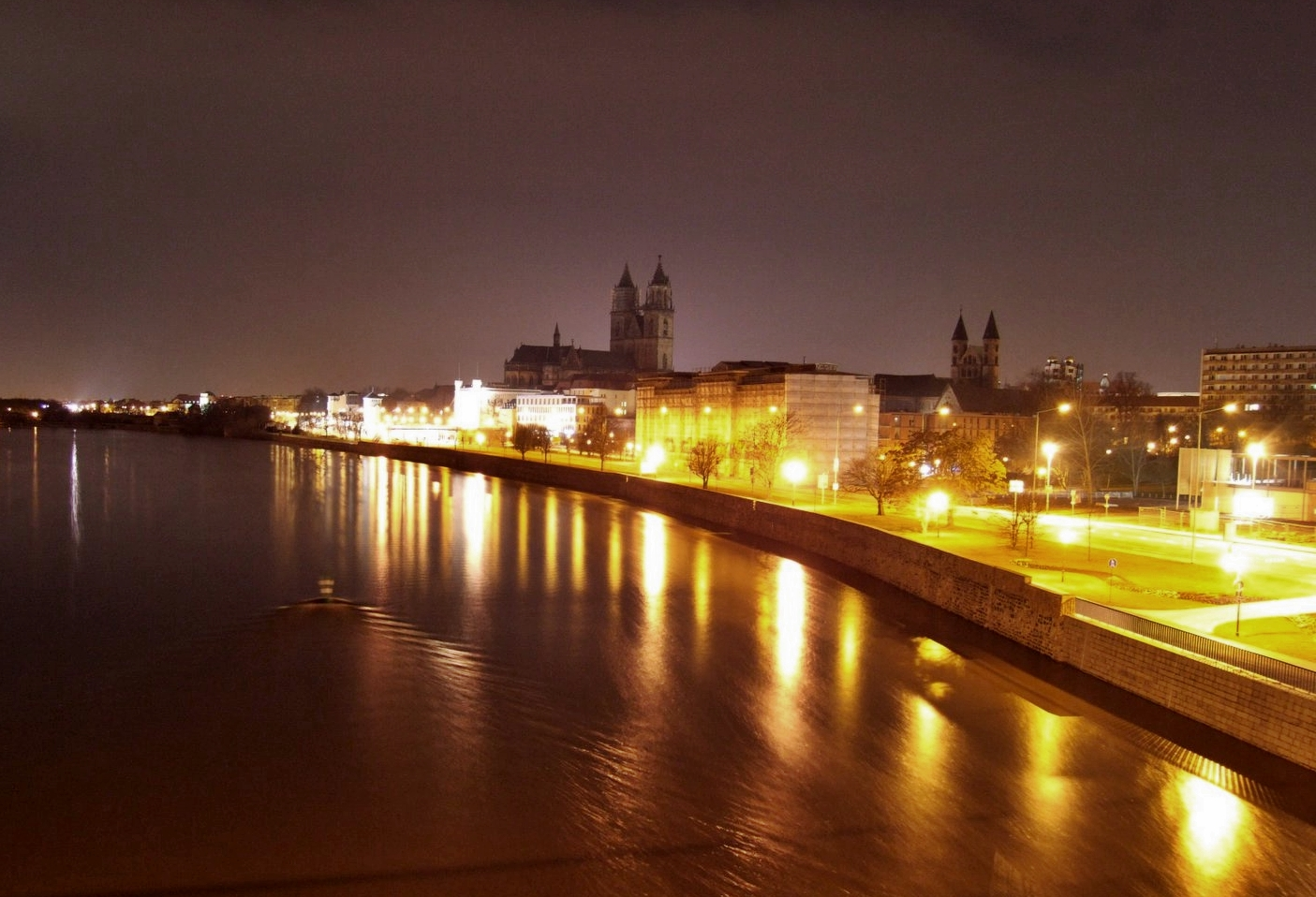
Das Elbufer der Altstadt bei Nacht

Eine Vielzahl an historischen Sehenswürdigkeiten fiel den schweren Zerstörungen von 1631 im Dreißigjährigen Krieg und 1944/45 im Zweiten Weltkrieg zum Opfer. Nichtsdestotrotz konnten durch viel Engagement und finanzielle Mittel zahlreiche Bau- und Kunstdenkmale wiederhergestellt werden, darunter das Rathaus, der Magdeburger Reiter, der Dom oder das Kloster Unser Lieben Frauen.
Systematisch fanden in und um Magdeburg viele Ausgrabungen statt, die zahlreiche Funde hervorbrachten. Somit konnten Kenntnisse über Magdeburgs Entwicklung ergänzt und sehenswert dargestellt werden.
Die bedeutendsten Sehenswürdigkeiten der Stadt befinden sich im Gebiet der Altstadt, abgegrenzt vom Universitätsplatz, dem Askanischen Platz, der Elbe (Schleinufer), der Otto-von-Guericke-Straße über den Hasselbachplatz und die Planckstraße. Die in Magdeburg bestehenden Kulturdenkmale sind in der Liste der Kulturdenkmale in Magdeburg eingetragen, die Bodendenkmale in der Liste der Bodendenkmale in Magdeburg.

### Bauwerke

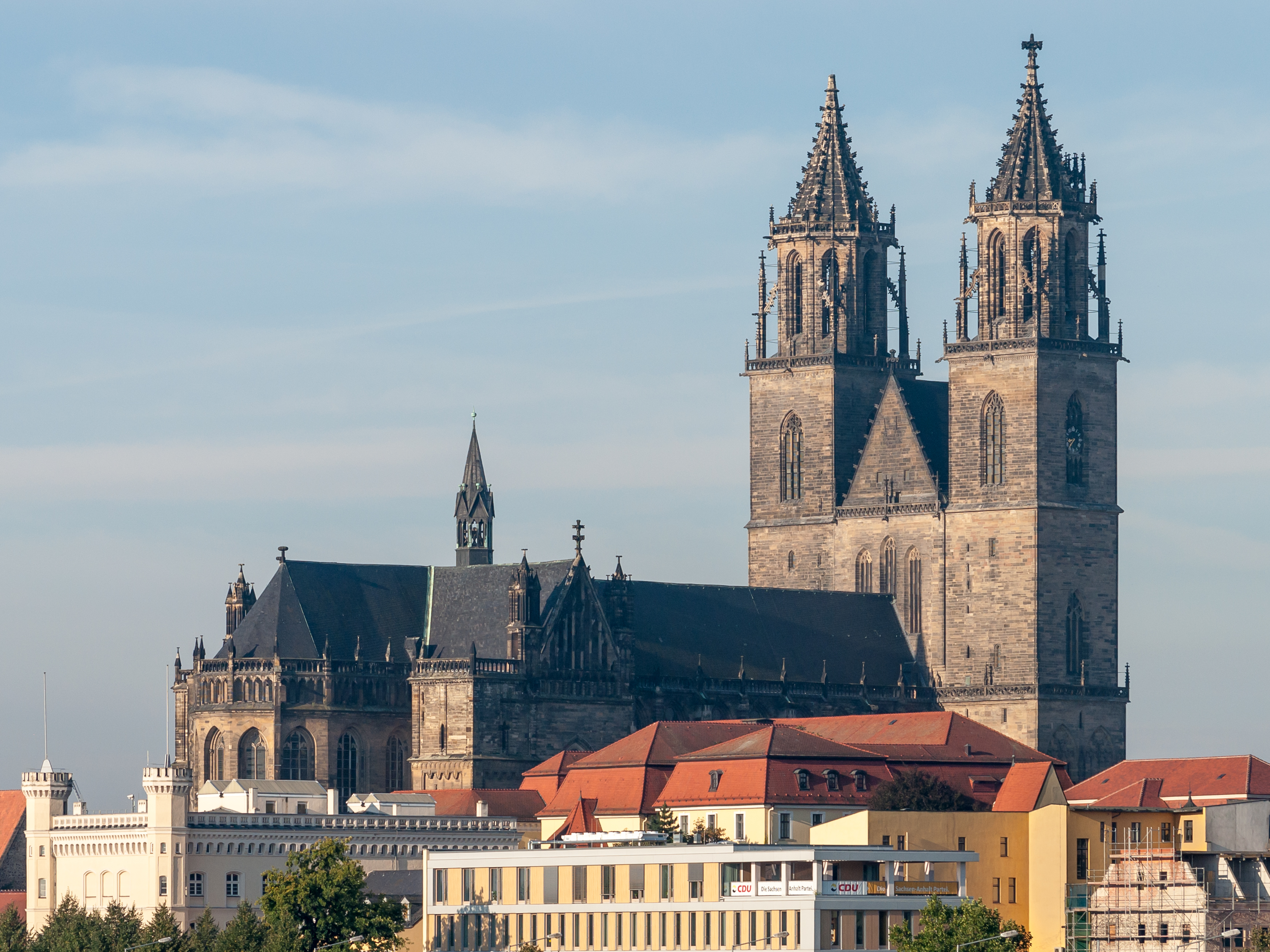
Magdeburger Dom

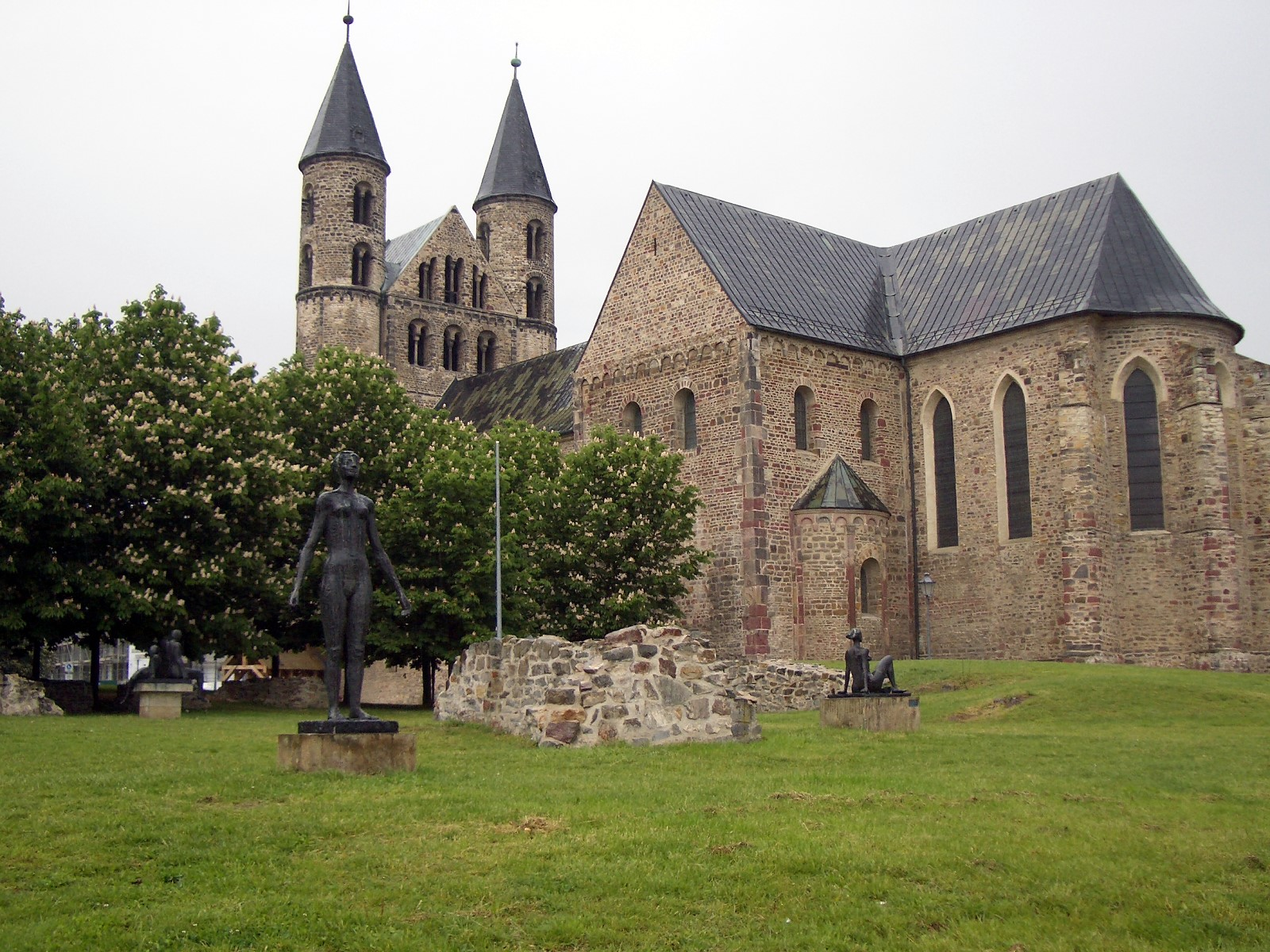
Kloster Unser Lieben Frauen

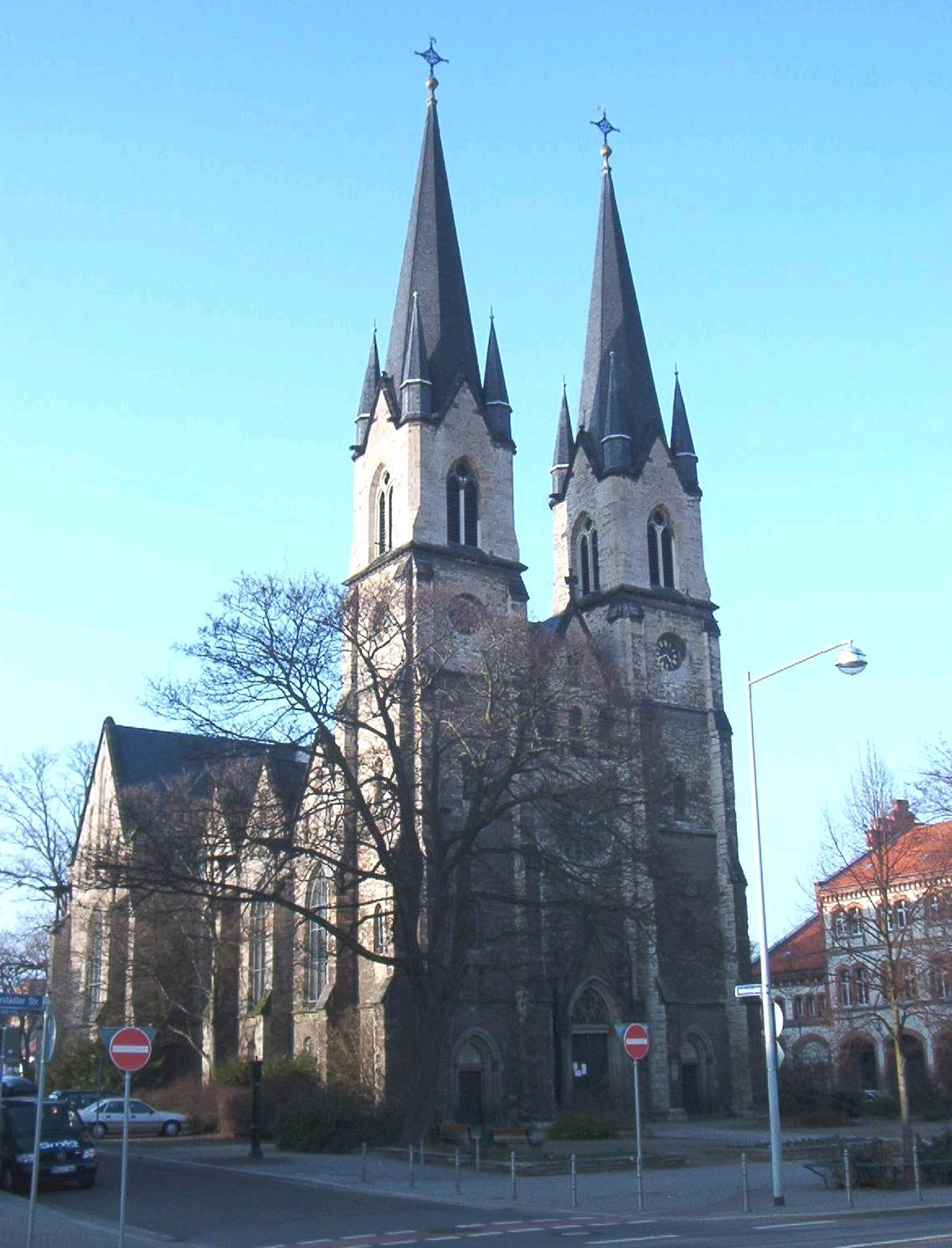
Die Ambrosiuskirche

#### Sakralbauten
Die Stadt besaß seit dem Mittelalter eine Silhouette mit sieben Doppelturmkirchen, einmalig in Europa. Dieses Bild ging durch die Bombardierung im Zweiten Weltkrieg und Abrisse in der DDR verloren. Von den sieben Turmpaaren waren danach nur noch drei vollständig erhalten. Ein viertes, das der Johanniskirche, wurde erst nach 1990 vervollständigt. Im Bereich des mittelalterlichen Magdeburg existieren noch insgesamt sieben Kirchengebäude, von denen jedoch nicht mehr alle kirchlich genutzt werden. Sie sind teilweise in die Straße der Romanik eingebunden.

##### Altstadt und alte Neustadt
- Der Magdeburger Dom ist heute die Bischofskirche der Evangelischen Kirche in Mitteldeutschland. An der Stelle seines 1207 abgebrannten Vorgängers wurde der heutige Dom von 1209 bis 1520 auf dem Domfelsen erbaut. Die dreischiffige Basilika wurde zwar schon mit einem gotischen Grundriss begonnen, aber die ältesten Gebäudeteile sind noch romanisch gestaltet. Im Gegensatz zu vielen gotischen Domen Deutschlands wurde er bis hinauf zu den Türmen im Mittelalter fertiggestellt. Zu seinen Kunstschätzen gehören antike Säulen aus Porphyr, Marmor und Granit, ein großes Taufbecken, wahrscheinlich aus Dazit, und das Grab des Kaisers Otto I. Seit 2008 steht im Dom die größte Orgel Sachsen-Anhalts. Jährlich besichtigen über 100.000 Besucher das Bauwerk.
- Das Kloster Unser Lieben Frauen wurde seit 1063/64 errichtet und 1129 den Prämonstratensern übereignet. In den Räumen der bedeutenden romanischen Klosteranlage befindet sich das 1974 eröffnete städtische Kunstmuseum für bildende Kunst. Die meisten Ausstellungsstücke werden zwar im Kloster selber ausgestellt, einige Skulpturen und Figuren befinden sich jedoch auch im naheliegenden Skulpturenpark. Außerdem wurde das Kirchenschiff 1977 als Konzerthalle „Georg Philipp Telemann“ neu eingerichtet.
- Die von 1207 bis 1238 zwischen dem Rathaus und der Elbe errichtete Johanniskirche wird heute als Festsaal und Konzerthalle genutzt. Die Skulptur der trauernden Magdeburg in der Vorhalle wurde 1945 aus den Trümmern der Kirche gerettet. Sie gemahnt an die Eroberung und anschließende Verwüstung der Stadt durch das kaiserliche Heer im Dreißigjährigen Krieg am 20. Mai 1631. Nordwestlich steht ein Denkmal Martin Luthers zur Erinnerung an seine Predigt in dieser Kirche.
- Die einschiffige gotische Magdalenenkapelle wurde 1315 als Sühneopfer errichtet und erst 1385 dem benachbarten Magdalenenkloster übertragen.
- Die Kirche St. Petri, auch Universitätskirche genannt, lag bei ihrer Gründung um 1150 noch außerhalb der Stadt. Um 1400, inzwischen gehörte sie zur Magdeburger Neustadt, erfolgte der Ausbau zur gotischen Hallenkirche.
- Die St.-Sebastian-Kirche wurde 1015 gegründet. Das Kirchenschiff weist Züge der Romanik wie der Gotik auf und erhielt seine heutige Gestalt weitgehend im 14. und 15. Jahrhundert. Nach etwa hundert Jahren als Lagerhalle dient St. Sebastian seit 1873 wieder als katholische Pfarrkirche. Seit 1994 ist sie die Kathedrale des römisch-katholischen Bistums Magdeburg.
- Wallonerkirche: Die gotische Hallenkirche wurde ab 1285 als Kirche des Augustinerklosters errichtet.

##### Außenbezirke
- Sankt-Nicolai-Kirche in der Neuen Neustadt, klassizistisch
- Reformationskirche in Rothensee
- Sankt-Ambrosius-Kirche in Sudenburg
- Sankt-Gertraud-Kirche in Salbke
- Sankt-Gertrauden-Kirche in Buckau.

#### Festungsanlagen

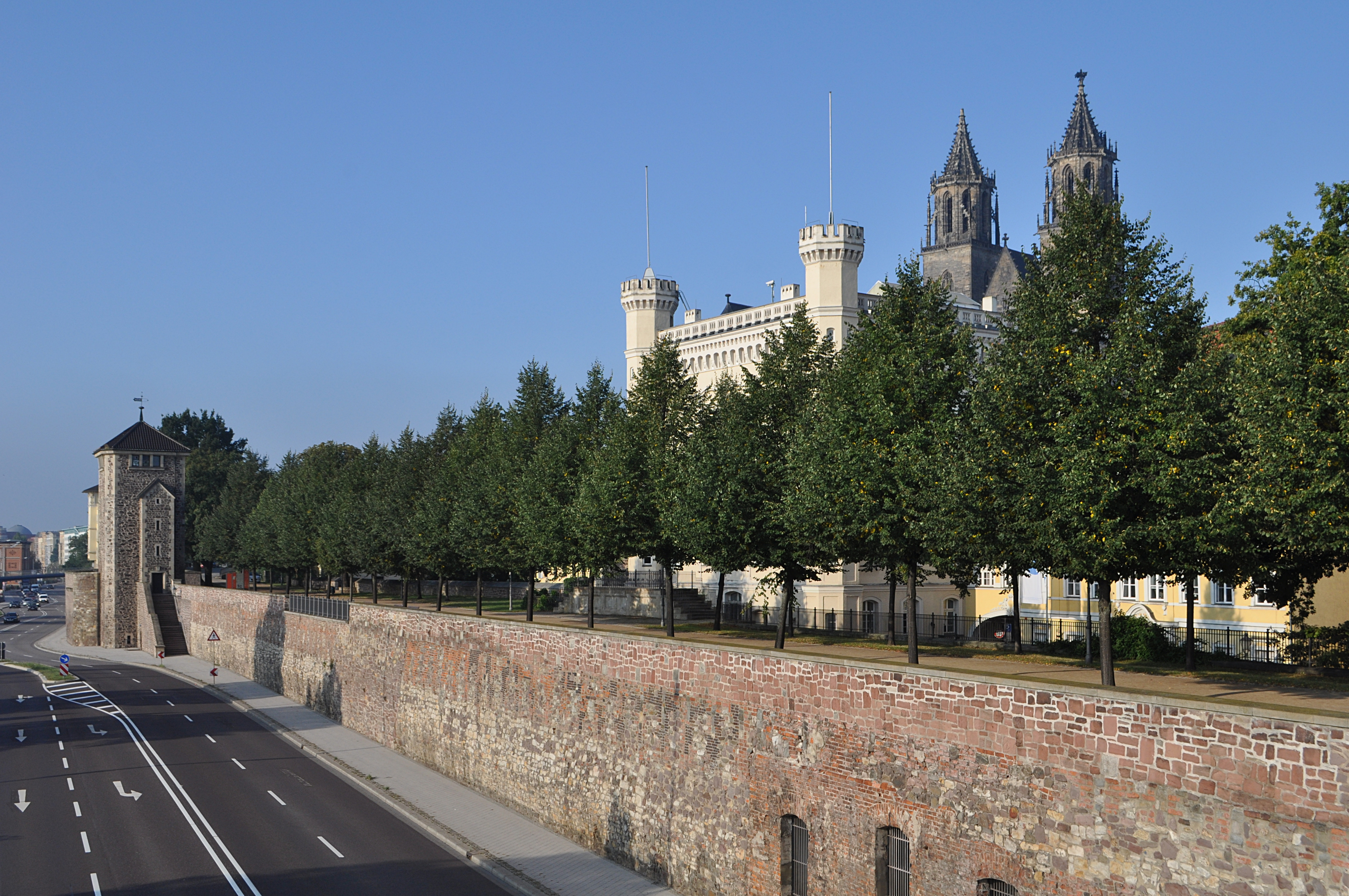
Die alte Stadtmauer mit dem Fürstenwall und dem Wehrturm Kiek in de Köken

Die ersten Befestigungsanlagen der Stadt lassen sich auf das 12. oder 13. Jahrhundert zurückverfolgen. Zu dieser Zeit besaß Magdeburg eine sie umgebende Stadtmauer, die sich im Bereich der nördlichen Altstadt zwischen dem Krökentor, der Otto-von-Guericke Straße und des Domes befand. In den Jahren 1500 bis 1550 wurde die Festung durch Rondelle und Bastionen verstärkt, die Stadtmauer bekam Festungstürme, wovon einige noch erhalten sind.
Die Festung Magdeburg wurde 1631 fast vollständig zerstört, verlor ihre Eigenständigkeit und ging 1666 über zur brandenburgischen Garnison. Bis 1740 wurden die Festungsanlagen immer mehr ausgebaut, erweitert und verstärkt. Auf Befehl Friedrichs II. wurde Magdeburg ab 1740 nicht weiter ausgebaut und instand gehalten, weswegen die Waffen veralteten und man 1806 gezwungen war, die Stadt der Übermacht des napoleonischen Heeres zu überlassen. Jedoch wurde die Festung nach nur dreiwöchiger Belagerung wieder aufgegeben. Erst 1812 und 1813 verstärkten die Franzosen die Festung wieder. 1814 fiel die Festung nach den Befreiungskriegen wieder in preußischen Besitz.
Durch den Bau der Eisenbahnstrecke Magdeburg–Leipzig wurden 1838 die Tore der Mauern eingelassen. Durch darauf auftretende Anfälligkeiten wurden 1860 rund um die Festung 13 Außenforts angelegt, denen 1890 sechs Zwischenwerke hinzugefügt wurden. Obwohl sie vom Anfang des 18. Jahrhunderts an als eine der stärksten Festungen Preußens zählte, wurde sie 1912 durch Wirkungslosigkeit aufgehoben und mit der Kabinettsorder vom 23. Januar 1900 der Festungsstatus Magdeburgs aufgehoben.
Auswahl heute noch vorhandener Festungsanlagen
- Zitadelle Magdeburg – 1702 erbaut, zentraler Bestandteil der Festung, später auch gefürchtetes Gefängnis in Preußen
- Ravelin 2 – erbaut 1700, eigenständiges Festungsbauwerk, schützte Grabenabschnitte zwischen zwei Bastionen
- Kaserne Mark – erbaut 1860, Defensionskaserne, letztes stadtseitiges Hindernis beim Angriff auf die Stadt, heute ist sie ein vielfältiges Kultur- und Tagungszentrum
- Kavalier „Scharnhorst“ – erbaut 1873, diente dem Schutz der Eisenbahnstrecke Berlin–Biederitz–Magdeburg–Buckau und der Brücke über die Stromelbe, kurzzeitig auch Gefangenenlager, heute genutzt für Open-Air-Veranstaltungen
- Bastion Cleve – südliche Befestigungsanlage an der Elbe, zentrales Element ist „Turm Cleve“, 2008 wieder freigelegt und für Besucher frei begehbar[61]
- Lukasklause – spätgotischer Wehrturm der Festung, heute Otto-von-Guericke Museum
- Kiek in de Köken – erbaut 1431, Stadtmauerturm der mittelalterlichen Stadtbefestigung
- diverse Tore, darunter zum Beispiel das Krökentor, Altes Brücktor, Neues Brücktor, Buckauer Tor, Charlottentor oder Cracauer Tor
- mehrere Forts, unter anderem Fort I, Fort Berge, Fort Ila, Fort III oder Fort XII
- Turmschanze – Sicherung des Elbübergangs als östlicher Brückenkopf
- mehrere Rayonhäuser – Häuser, die im Ernstfall in kürzester Zeit zerstört werden mussten, um ein freies Schussfeld für die Verteidiger der Stadt zu bekommen

#### Profanbauten und weitere Bauwerke

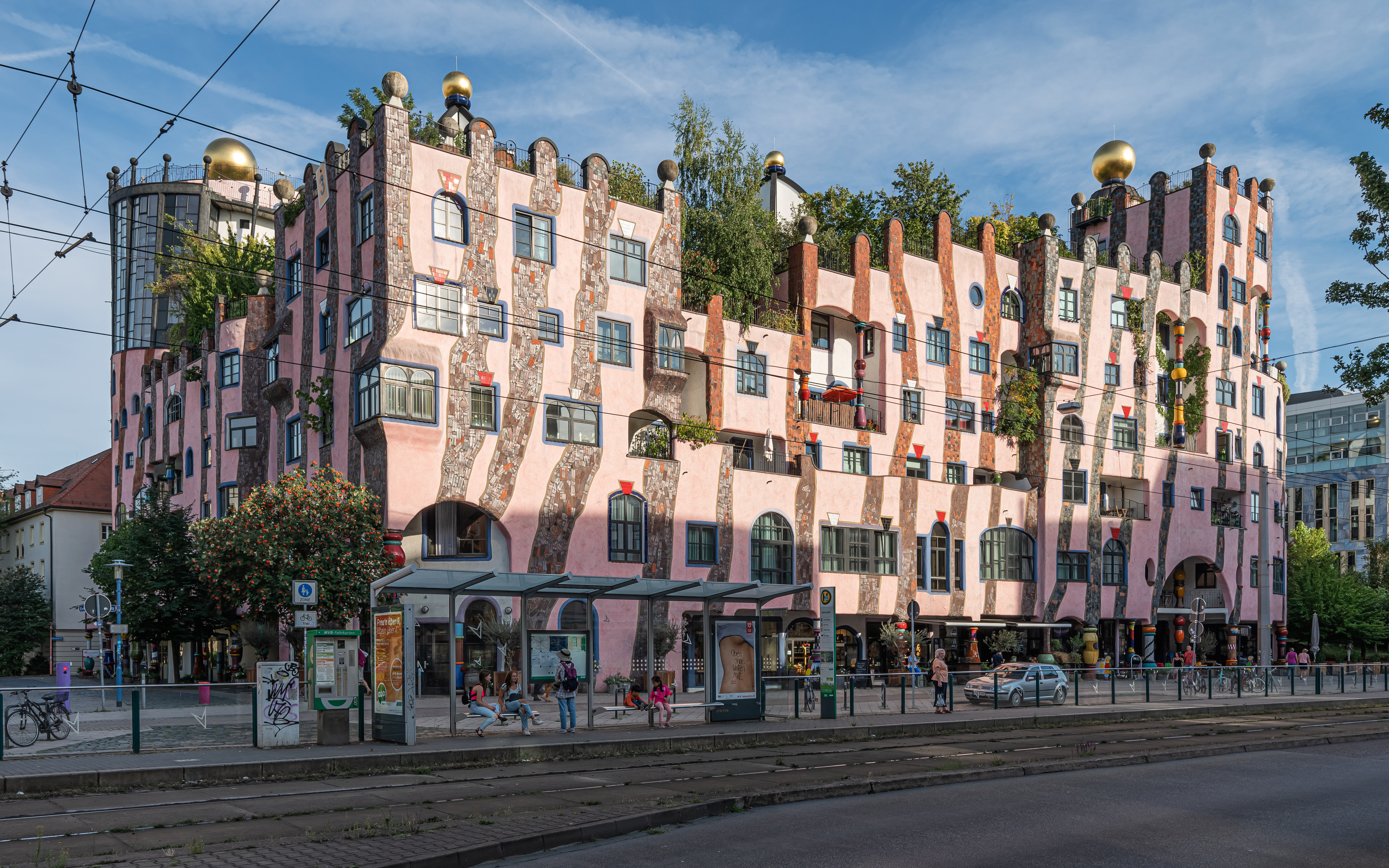
Grüne Zitadelle (Hundertwasserhaus)

Magdeburg besitzt neben den zahlreichen Sakral- und Festungsbauten viele weitere sehenswerte Bauwerke. Die Grüne Zitadelle von Magdeburg gehört mit zu den interessantesten und ist das letzte Architekturprojekt Friedensreich Hundertwassers. Sie wurde 2005 im Breiten Weg in der Nähe des Domes fertiggestellt, weswegen der Bau nicht unumstritten war. Im Inneren beherbergt es ein Hotel, Mietwohnungen, Geschäfte, Restaurants und Cafés. Außerdem existiert ein Theater in der grünen Zitadelle.
Im Norden Magdeburgs befindet sich das Wasserstraßenkreuz Magdeburg. Nach den ersten Vorstellungen eines solchen Bauwerks im Jahr 1877 kam es über 100 Jahre später, am 10. Oktober 2003, zur Fertigstellung dieses Bauwerks. Zum Wasserstraßenkreuz gehören die wichtige Nord-Süd-Verbindung Elbe und die ebenso wichtige Ost-West-Verbindung bestehend aus Mittellandkanal und Elbe-Havel-Kanal. Weitere Bestandteile des Bauwerks sind die über fast 1 km lange Trogbrücke, die den Mittellandkanal über die Elbe führt, die Sparschleuse Rothensee, die Schleuse Niegripp und die Schleuse Hohenwarthe.

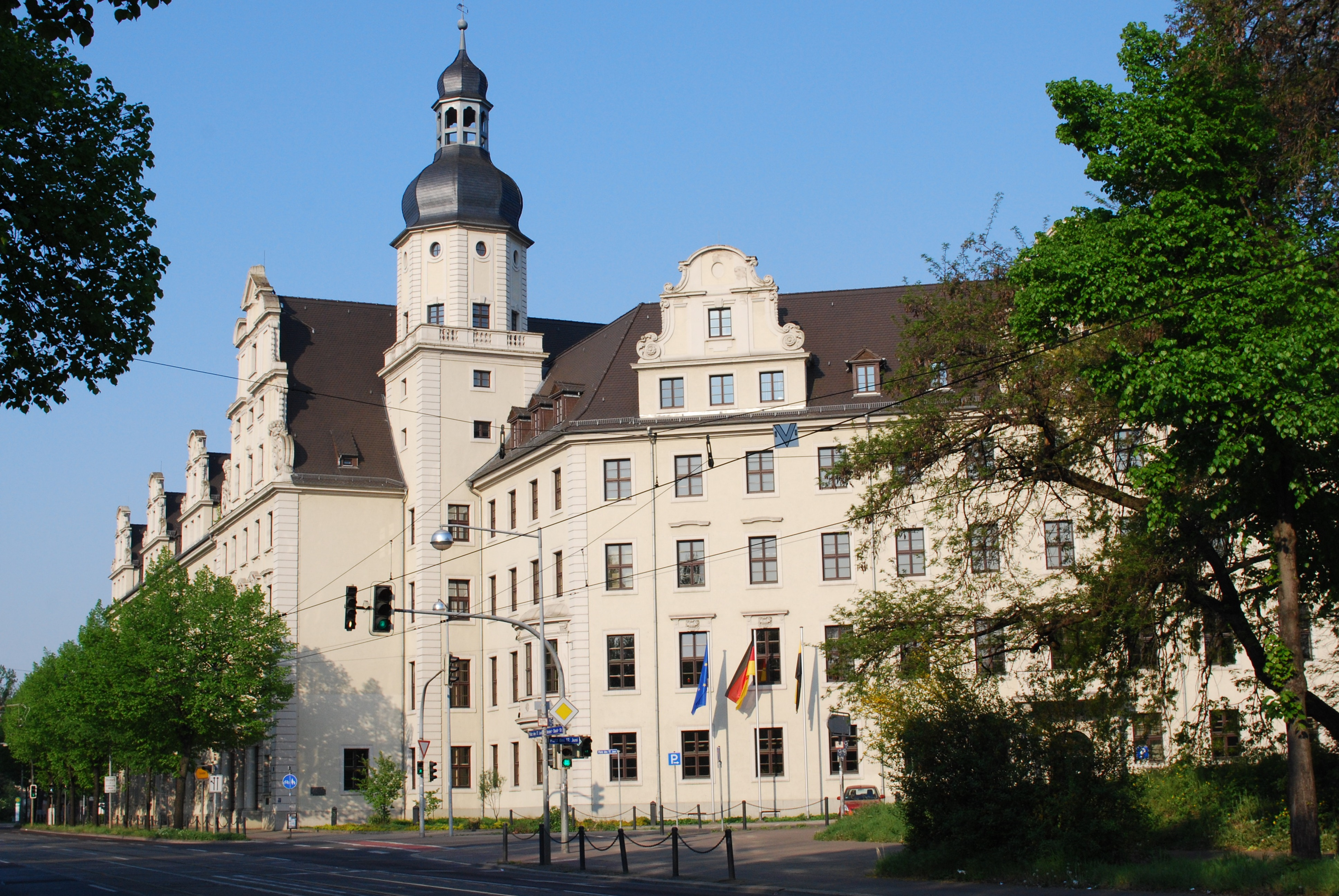
Ministerium für Inneres und Sport

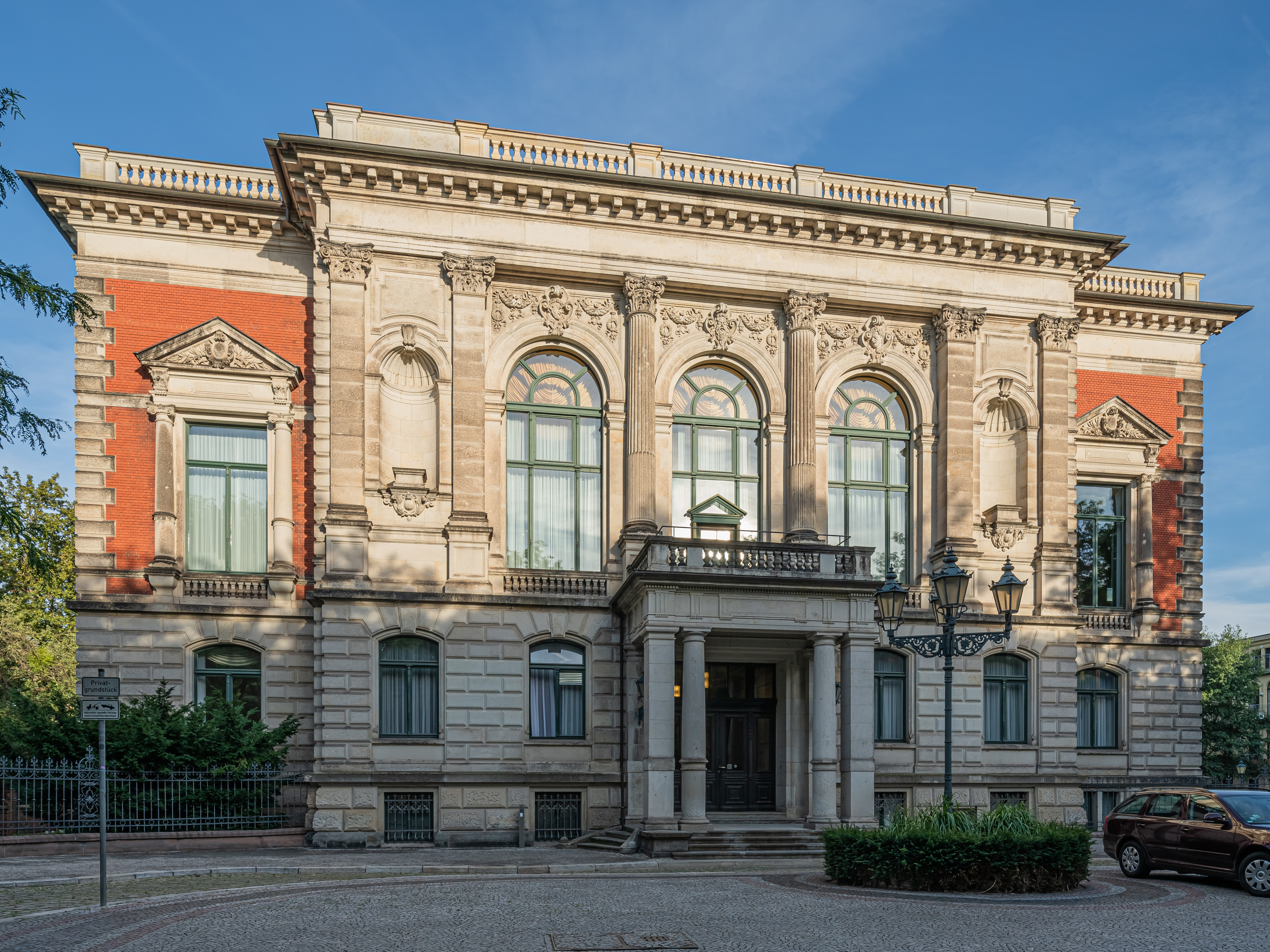
Staatskanzlei im „Palais am Fürstenwall“

Das Alte Rathaus Magdeburg mit dem Ratskeller, erbaut 1691–1698 und somit der bedeutendste Gebäudebau dieses Jahrhunderts, und das „Neue Rathaus“ bilden die östliche Begrenzung des Alten Markts.
Im Dezember des Jahres 1906 eröffnete das Kaiser-Friedrich-Museum, das heutige Kulturhistorische Museum. Das Gebäude wurde im Zweiten Weltkrieg enorm zerstört und verlor beim Wiederaufbau seinen charakteristischen, großen Turm an der Ecke des Gebäudes.
Im Stil des Historismus wurde von 1900 bis 1906 das Landgericht Magdeburg erbaut (damals Justizpalast). 1945 wurde das prachtvolle Gebäude schwer beschädigt und konnte 2001 erst wieder restauriert werden. Jedoch wurde der zerstörte Teil des Gebäudes durch einen modernen Bau ersetzt.
Das viergeschossige Gebäude des Justizzentrums Eike von Repgow wurde von 1895 bis 1899 erbaut und ist ebenfalls im Stil des Historismus in Anlehnung an den Stil der niederländischen Spätgotik und Renaissance errichtet worden.
Der heutige Sitz des Ministeriums des Innern wurde 1913 als repräsentatives Polizeipräsidium errichtet und noch bis in die 1990er Jahre als solches benutzt. Außerdem gab es bis in die 1960er Jahre dort ein Polizeigefängnis. Der Bau besitzt zahlreiche architektonische Stilmittel im neobarocken Stil.
Das Palais am Fürstenwall wurde 1889–1893 durch den Architekten Paul Ochs für das Generalkommando des IV. Armee-Korps gebaut. Heute ist das Gebäude die Staatskanzlei und Sitz der Landesregierung Sachsen-Anhalt.
Das Haus des Handwerks aus dem Jahr 1901, ehemals ein mit vielen Skulpturen bestückter Sandsteinbau, welcher 1945 durch einen Luftangriff seine repräsentative Form verlor, stand nach der Wende lange Zeit leer. 2012 wurde es für neun Millionen Euro restauriert und wird wieder neu als Dienstsitz der Handwerkskammer Magdeburg genutzt. Außerdem existiert ein Restaurant im Gebäude, welches zum einen die deutsche Küche anbietet und zum anderen exquisite internationale Küche.
Der Kristall-Palast Magdeburg aus dem Jahr 1889 war ehemals ein großes Konzert- und Ballhaus. 1986 musste es jedoch baupolizeilich gesperrt werden, da sich das Gebäude in einem mangelhaften Zustand befand. Heute ist es dem Verfall oder Abriss preisgegeben. Trotzdem gründete sich ein Verein, der für den Erhalt und die Sanierung des geschichtsträchtigen Gebäudes kämpft.
Im Jahr 1885 wurde das schlossähnliche Gutshaus Schloss Randau im spätklassizistischen Stil erbaut. Anfang der 1990er Jahre sollte es für Bildungszwecke genutzt werden, was aber durch Insolvenz des Investors fehlschlug. Heute steht es leer, da sich kein neuer Investor finden ließ.
1902 wurde das Haus der Freimaurerloge „Ferdinand zur Glückseligkeit“ errichtet, das von 1934 bis 1998 durch die Stadtbibliothek genutzt wurde. Seine an sich neobarocke Architektur zeigt im plastischen Fassadenschmuck deutliche Einflüsse des Jugendstils.
Ein weiteres geschichtsträchtiges Gebäude ist das von Karl Friedrich Schinkel erbaute, 2005 wiedereröffnete Gesellschaftshaus im Klosterbergegarten. Es ist mit seinen großen und kleinen Sälen ein Veranstaltungsort für Konzerte, Ausstellungen, Konferenzen und vieles mehr.
Der Jahrtausendturm im Elbauenpark wurde zur 25. Bundesgartenschau 1999 errichtet und ist mit 60 Metern Höhe das höchste Leimholzgebäude der Welt. Im Inneren des Turms ist ein Museum untergebracht, das die Geschichte der Wissenschaft mit anschaulichen Experimenten zeigt.
Die 1969 erbaute Hyparschale ist eine Mehrzweckhalle im Stadtpark Rotehorn und ein architektonischer Vorzeigebau der Stadt. Die Besonderheit dieses Baus ist, dass die Konstruktion selbsttragend ist. Nach der Wiedervereinigung stand das Gebäude lange Zeit leer, wurde aber bis 2024 aufwendig saniert. Gewünscht sind Nutzungen, die in das Konzept des Stadtparks passen, also Sport, Freizeit und Familie.
Ein ebenfalls markanter Bau ist das Verwaltungsgebäude der Enercon auf dem Gelände der Enercon-Betriebsstätte Rothensee. Das 2006 fertiggestellte Gebäude ist in Form der typischen Enercon-Welle gebaut worden.

##### „Hochhauskonzept“
Die Stadt arbeitet seit 2019 an einem „Hochhauskonzept“, um das Stadtbild mit weiteren sog. „Hochpunkten“ großstadttypisch sowie gefällig zu ergänzen und einem „Hochhaus-Wildwuchs“ vorzubeugen. Kernpunkte desselben sind die Freihaltung wichtiger Sichtachsen auf dem Dom, zum Beispiel des Blickes von der bedeutenden Stadtzufahrt über die von Heyrothsberge über mehrere Kilometer genau auf den Dom zulaufende Bundesstraße 1, sowie ein Verbot des Baues von den Blick auf den Dom, auf andere Kirchen sowie weitere architektonisch attraktive Gebäude beeinträchtigenden Hochhäusern in deren Nähe.
Weiterhin soll es die Hinzufügung unpassender Bauten in Stadtteilen mit historisch gewachsener, homogener Bausubstanz (z. B. Gründerzeitviertel in Stadtfeld-Ost oder ländliche Bebauung in Alt-Diesdorf) sowie möglichst die Versiegelung vorhandener Grünflächen verhindern. Darum gelten vor allem Standorte am Rand sowie etwas abseits der Innenstadt (z. B. in Lüneburger und Lübecker Straße, am Jerichower und Askanischen Platz sowie am Heumarkt) sowie am Beginn wichtiger, stadteinwärts führender Straßen (z. B. Leipziger Chaussee / Südabschnitt der Leipziger Straße) zur Errichtung weiterer „Hochpunkte“ als geeignet.

### Denkmäler und Skulpturen

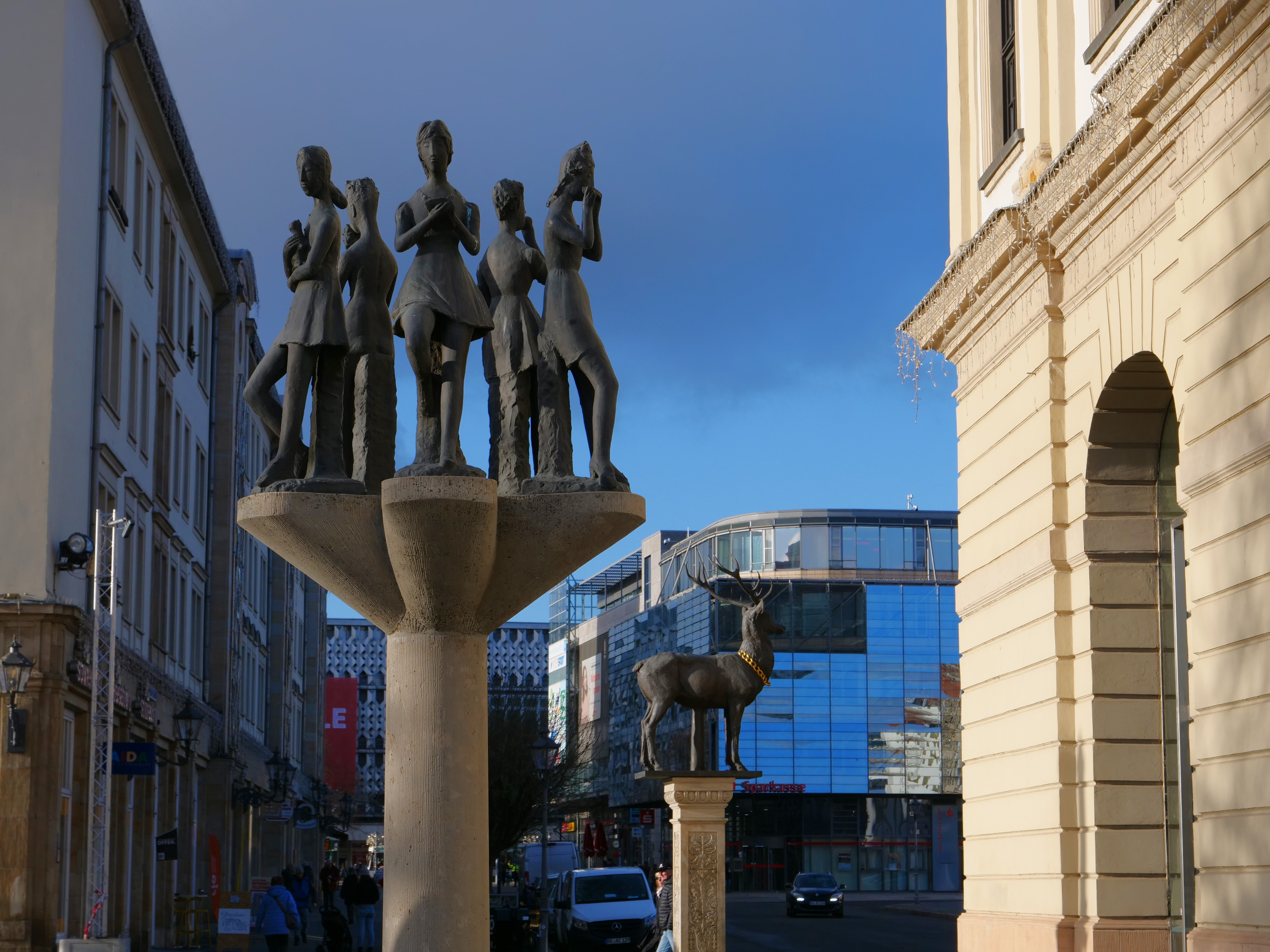
Altmarkt, Skulpturen am südöstl. Zugang mit Hirschsäule re.

Die Stadt besitzt eine Vielzahl an Denkmälern, doch anders als in anderen Städten findet man in Magdeburg viele der Plastiken und Skulpturen in der Innenstadt.
Als Erstes zu nennen wäre der Magdeburger Reiter, um 1240 aufgestellt, welcher als das erste freistehende Reiterstandbild nördlich der Alpen gilt. Das Original steht im Kulturhistorischen Museum Magdeburg, auf dem Alten Markt steht ein Nachbau. Dargestellt wird wahrscheinlich Kaiser Otto I.
Ebenfalls auf dem Alten Markt steht der Magdeburger Roland, an dessen Rückseite sich eine kleine Figur von Till Eulenspiegel befindet. Er wurde 2005 neu am Eingang zum Ratskeller aufgestellt. 2012 wurde das historische Dreigestirn am Alten Markt durch die Wiederaufstellung der Hirschsäule komplettiert. Symbolisieren sollen der Magdeburger Reiter die Tributpflicht des Kaisers, der Roland das Streben der Stadt nach Unabhängigkeit und der Hirsch verkörpert die Verheißung des Paradieses.
Zwischen Altem und Neuem Rathaus befindet sich das Denkmal für Otto von Guericke aus dem Jahr 1907.

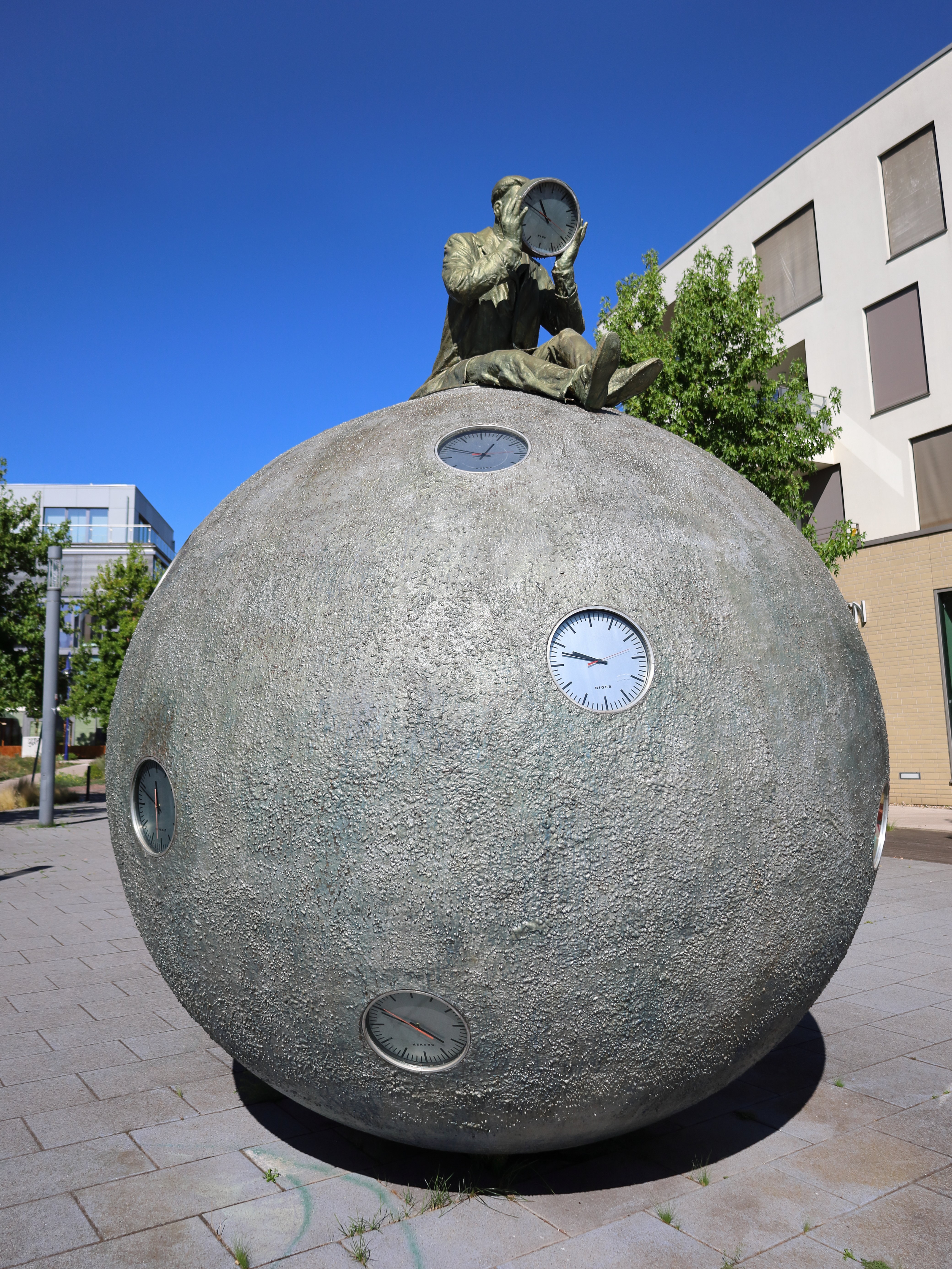
„Der Zeitreisende“

Seit 2008 steht die markante Skulptur Zeitzähler von Gloria Friedmann auf dem Stadtplatz am linken Ufer der Elbe: Auf einer Weltkugel mit drei Meter Durchmesser sitzt eine Figur, die mit den Händen eine Uhr vor dem Kopf hält, die die lokale Zeit zeigt. 18 oder 19 Uhren sind an den Orten weltbedeutender Flüsse in die Kunststoffkugel eingelassen auf den mit den Flussnamen beschrifteten Ziffernblätter sind die jeweils dort geltenden Uhrzeiten abzulesen.

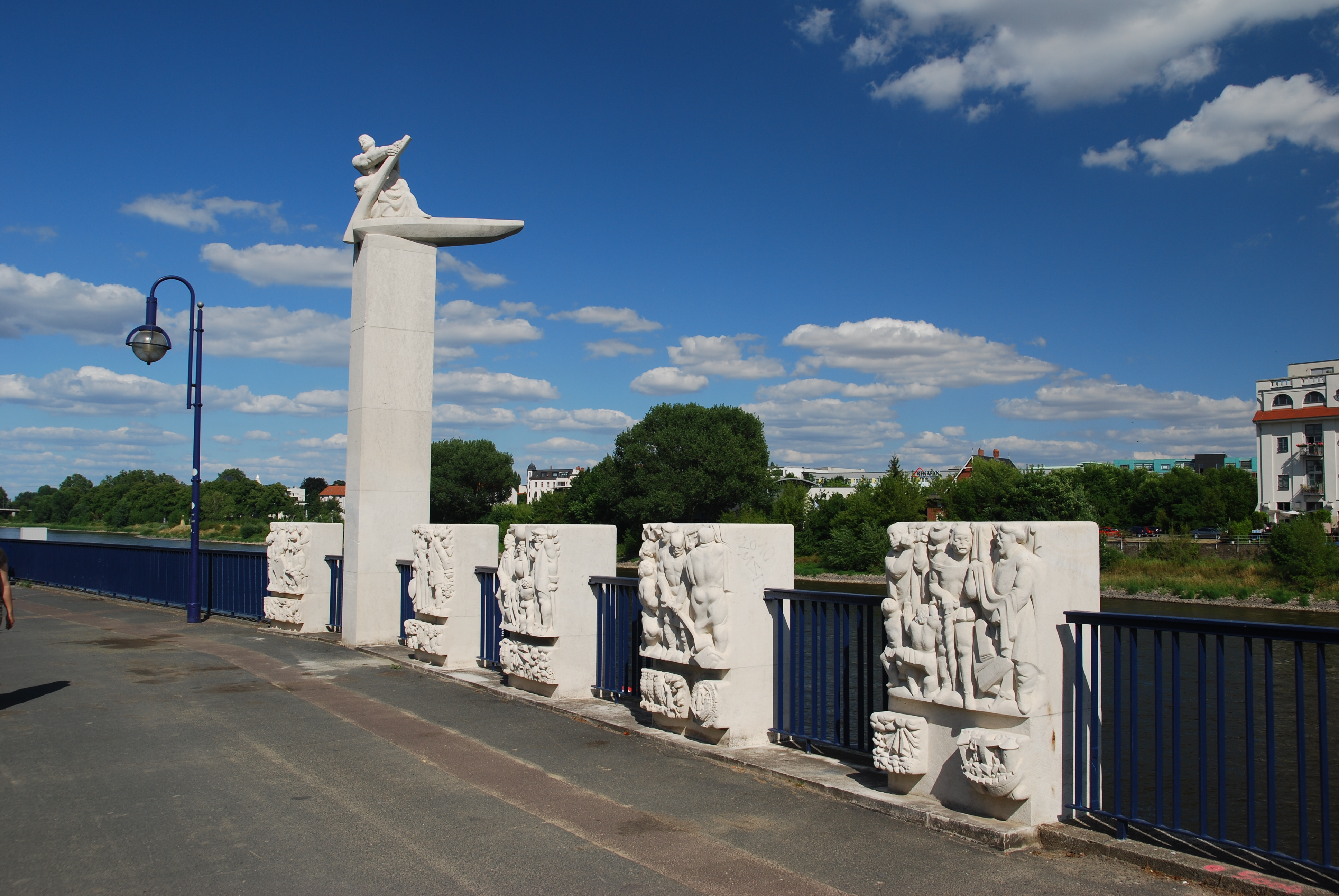
„Der Fährmann“ und Szenen der Stadtgeschichte

Die Figurentreppe „Telemann und die vier Temperamente“ wurde 1981 neben dem Kloster Unser Lieben Frauen aufgestellt und zeigt den Magdeburger Komponisten Georg Philipp Telemann, der umgeben von vier Frauenfiguren ist, welche die Temperamente zeigen. Für den Erfinder des Buchdrucks Johann Gutenberg wurde 1901 nördlich des Universitätsplatzes ein Gutenberg-Denkmal geschaffen.
In der Harnackstraße steht ein Denkmal für General von Steuben, der im Amerikanischen Unabhängigkeitskrieg eine große Rolle spielte. Das Lutherdenkmal steht vor der Sankt-Johannis-Kirche, welches daran erinnern soll, dass er am 26. Juni 1524 in dieser Kirche vor einer großen Menschenmenge predigte.
Eine bewegte Geschichte hat das Luisendenkmal für Königin Luise von Preußen. 1963 wurde es vom Sockel gestürzt, die Statue verschwand danach in einer Fundamentgrube eines Wohnheims. Erst seit 2009 steht sie wieder am ursprünglichen Ort, dem Geschwister-Scholl-Park. Ein entsprechendes früher vorhandenes Denkmal der populären Preußenkönigin war zu DDR-Zeiten in den 1960er Jahren geschleift worden.
Weitere Denkmäler wären zum Beispiel das „Lazare Carnot-Denkmal“ im Nordpark, das „August Wilhelm Francke-Denkmal“ ebenfalls im Nordpark, das „Mechthild von Magdeburg-Denkmal“ am Fürstenwall, das Kozlowski-Denkmal oder das Friesen-Denkmal.
Denkmäler und Skulpturen in der Stadt laden zu einem Rundgang zur Kunst im öffentlichen Raum Magdeburg. Im nördlichen Bereich der Elbuferpromenade befindet sich die Plastik Der Fährmann. Sie zeigt einerseits einen Fährmann, zum anderen Szenen der Magdeburger Stadtgeschichte. Der Skulpturenpark Magdeburg entstand 1989 und beschränkte sich zunächst auf das Umfeld des Klosters Unser Lieben Frauen. Heute stehen auch nördlich des Hundertwasserhauses, am Ufer der Elbe, im Bereich des Elbebahnhofs bis zur Hubbrücke Magdeburg und im Bereich nördlich der Klosteranlage Skulpturen. Insgesamt sind 40 Arbeiten verschiedener Künstler und Künstlerinnen aufgestellt.

### Friedhofsanlagen

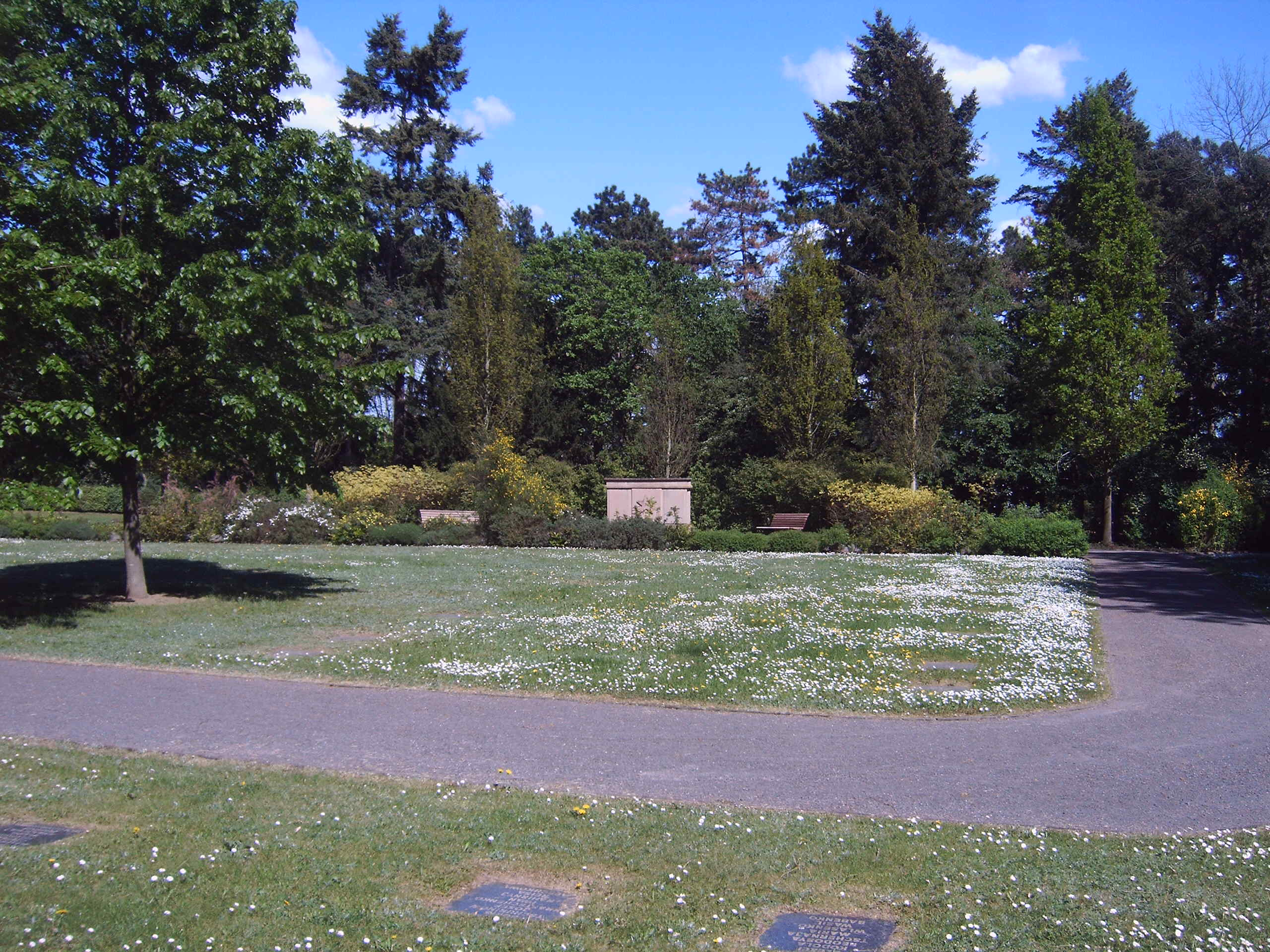
Feld der Vereinten Nationen

Insgesamt besitzt Magdeburg 16 Friedhöfe, von denen nur noch auf 14 Bestattungen stattfinden.
Der größte Friedhof Magdeburgs ist der Westfriedhof an der Großen Diesdorfer Straße. Seine Fläche beträgt 62,5 ha. 1898 wurde er nach zweijähriger Bauzeit eröffnet, die Kapelle wurde im neogotischen Stil errichtet. Er beinhaltet zahlreiche Gedenkstätten, besonders die Kriegsgräberstätte mit den Opfern der Luftangriffe auf Magdeburg. Auch an gefallene italienische Militärinternierte wird erinnert. In einem Massengrab wurden Ende der 1990er Jahre über 60 sowjetische Opfer des NKWD beigesetzt, getötet wohl in den 1950er Jahren.
Das Feld der Vereinten Nationen im Stadtteil Westerhüsen ist eine Grabanlage und Gedenkstätte für Opfer des Nationalsozialismus. Einst ein Teil des Friedhofs Westerhüsen, wurde 1941 ein 1.500 Quadratmeter großes Stück abgetrennt und als Ausländerfriedhof genutzt. Nach Ende des Zweiten Weltkriegs wurde das Gelände oft neu gestaltet. Vermutlich liegen dort 766 Menschen aus 11 Nationen begraben.

### Plätze und Straßen

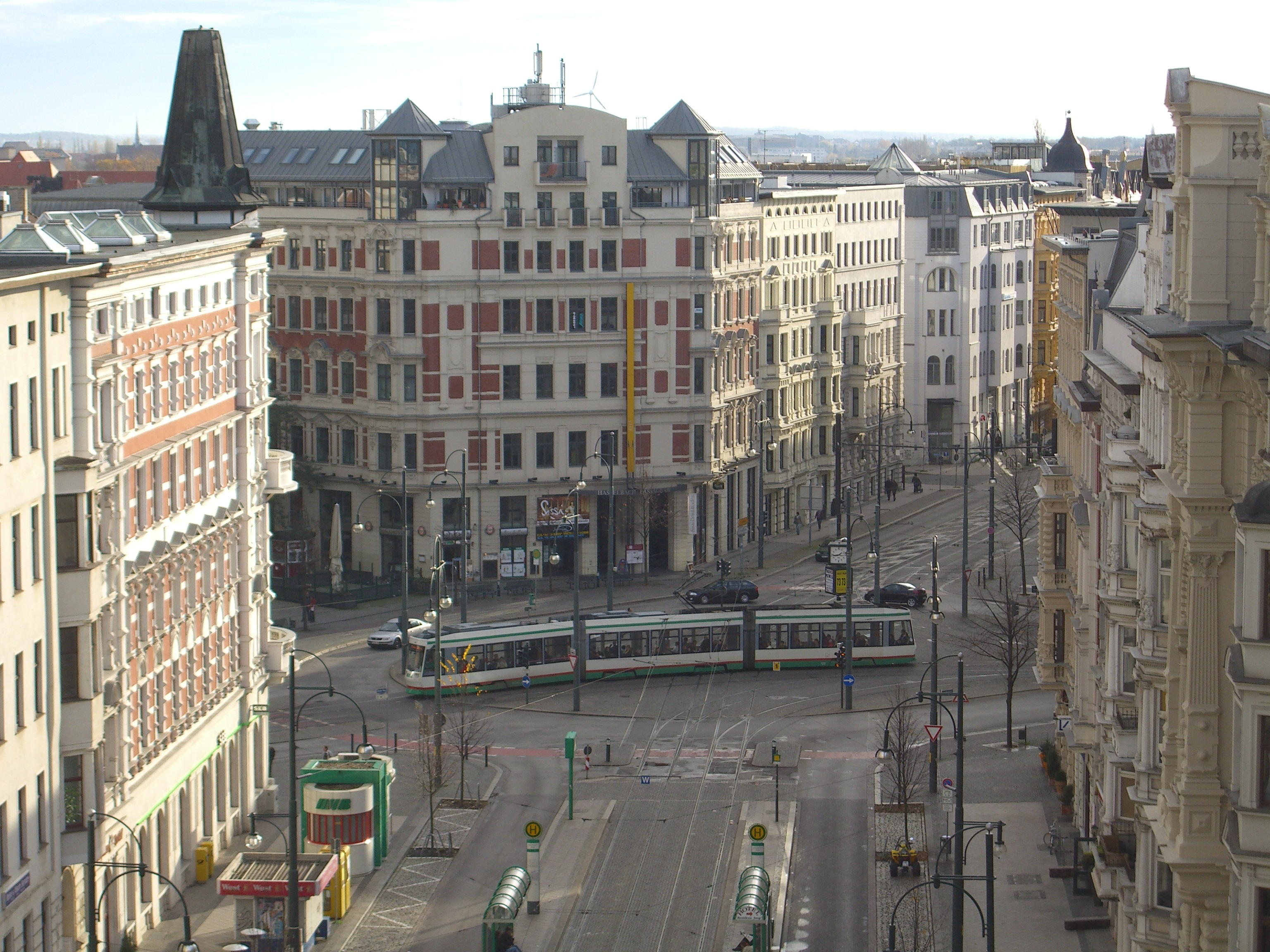
Hasselbachplatz

Der wohl bekannteste Platz in Magdeburg ist der Hasselbachplatz, der neben dem Damaschkeplatz einen zentralen Verbindungsknoten im Nahverkehr darstellt. Der Platz hat sich in den letzten Jahren mit seinen vielen Bars, Kneipen und Restaurants zum Zentrum des Magdeburger Nachtlebens entwickelt. Außerdem ist er für den hohen Anteil an gut erhaltenen Gründerzeithäusern bekannt.
Der Universitätsplatz zählt in Magdeburg zu den meistfrequentierten Plätzen. Ursprünglich war es ein prachtvoller Platz mit vielen imposanten Bauten, welche im Zweiten Weltkrieg jedoch fast komplett zerstört wurden. Heute befinden sich das Opernhaus, die Universität, die Stadtbibliothek und weitere Bürogebäude am Universitätsplatz. Neben der Deutschen Telekom finden sich dort Büros der IBM und der IT-Dienstleistungsfirma DATEV. Der Platz wird seit 2006 von einem Tunnel für den Straßenverkehr der B 1 unterführt.
Eine Grünfläche in der Innenstadt ist der Ulrichsplatz, in dessen nordwestlichen Teil früher die Ulrich- und Levin-Kirche stand. Die im Zweiten Weltkrieg beschädigte Kirche wurde in der Zeit der DDR abgerissen. Heute ist der Platz ein Erholungsort und bekannt für seinen markanten Springbrunnen. Umgeben ist der Platz von Bauten im sozialistischen Klassizismus und vom modernen Ulrichshaus.
An der Elbuferpromenade befindet sich der Platz der Arbeiterfahne mit Wasserspiel und restauriertem Pegelhaus, welches den aktuellen Stand der Elbe anzeigt. Der Platz wird umgangssprachlich auch „Petri“ genannt und ist immer wieder Treffpunkt für viele Jugendliche.
An der Stelle des ehemaligen Elbbahnhofs befindet sich heute im Zentrum des neu geschaffenen Stadtviertels der Stadtplatz. Markante Bauwerke sind die große Hubbrücke, der Elbbalkon und der Zeitreisende.
Auf dem Alten Markt mit dem Rathaus und seinem „Dreigestirn“, bestehend aus Magdeburger Reiter, Rolandfigur und Hirschsäule, finden neben Wochenmärkten auch andere große Veranstaltungen wie das Europafest oder der Magdeburger Weihnachtsmarkt statt.
Der Domplatz beherbergt neben dem Magdeburger Dom als Wahrzeichen Magdeburgs auch prunkvolle Barockbauten und moderne Bauten und ist der älteste Siedlungskern der Stadt. Zu seinen wichtigsten Gebäuden gehören der mit gelbweißer Barockfassade geschmückte Gebäudekomplex mit dem Landtag von Sachsen-Anhalt, das Ministerium der Justiz und Gleichstellung und der Sitz der Norddeutschen Landesbank. Durch das stark wirtschaftlich und politisch geprägte Umfeld des Domplatzes befinden sich vergleichsweise wenige Cafés, Restaurants und Geschäfte in dessen direkter Umgebung, weswegen er eher von Besuchern des Doms frequentiert wird.
Weitere wichtige Plätze Magdeburgs sind unter anderem der Nicolaiplatz mit der Kirche St. Nicolai, der Neustädter Platz mit dem Märchenbrunnen, der Schellheimerplatz, welcher umgeben ist von vielen Gründerzeithäusern, und der Thiemplatz als kulturelles Zentrum Buckaus.

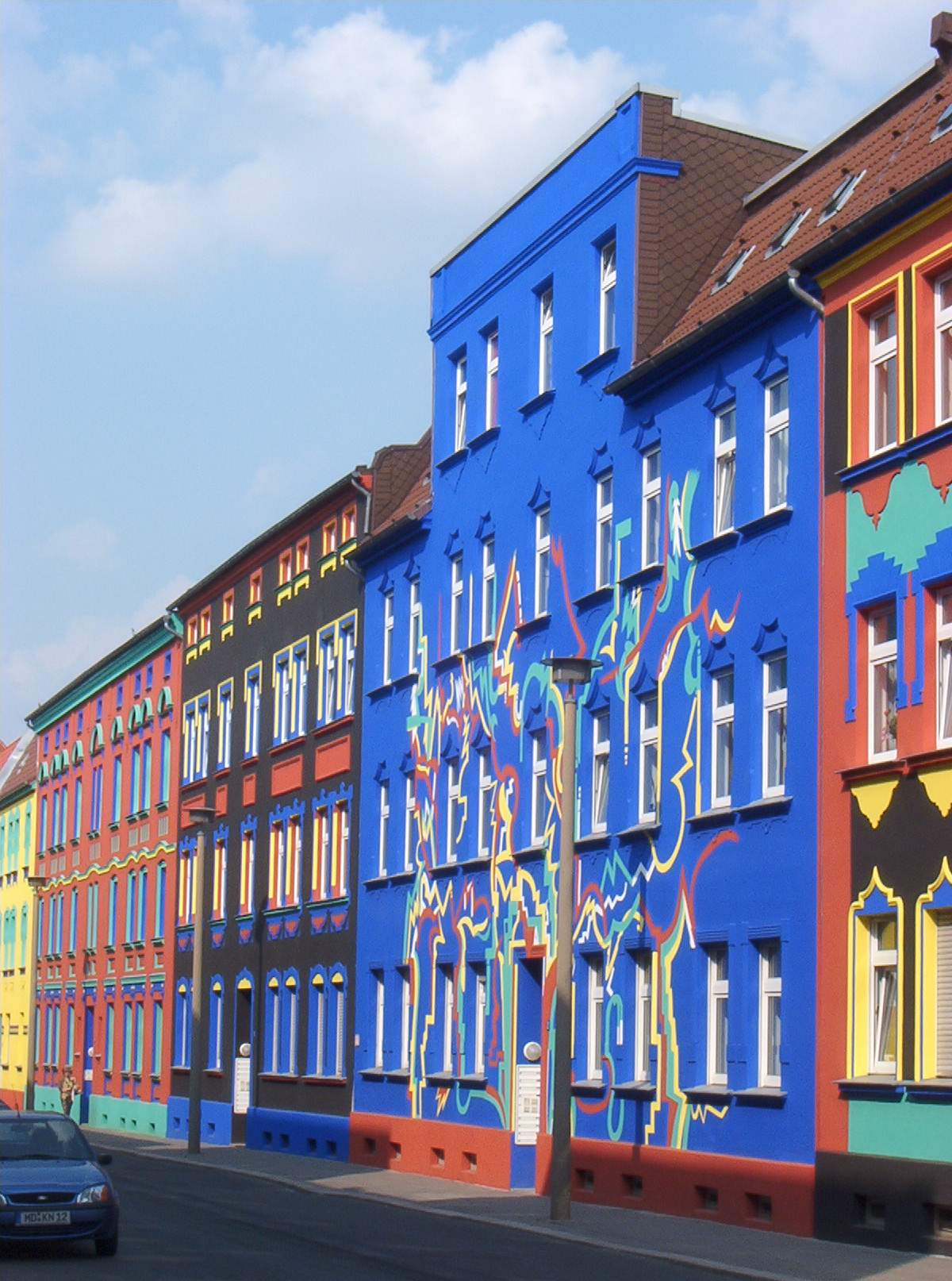
Die bunte Otto-Richter-Straße

Magdeburgs bekannteste Straße, der Breite Weg, war einst eine der längsten und schönsten Barockstraßen Europas sowie Heer- und Handelsstraße, wurde aber im Zweiten Weltkrieg vor allem im Nordabschnitt fast komplett zerstört. Nur die barocken Bauten mit den Hausnummern 178 und 179 sowie einige Gründerzeithäuser in der Nähe des Hasselbachplatzes blieben von den Bomben verschont. Inzwischen ist sie eher geprägt von modernen Bauten wie dem Allee-Center und der Grünen Zitadelle. Der Breite Weg verbindet zwei der wichtigsten Plätze in Magdeburg, den Universitätsplatz mit dem Hasselbachplatz, und ist im Nordabschnitt eine Fußgängerzone.
Die Hegelstraße nahe dem Dom entstand in der Gründerzeit nach Pariser Vorbild. Sie beherbergt Prachtbauten wie das Palais am Fürstenwall, seit 1990 Sitz der Staatskanzlei und des Ministerpräsidenten von Sachsen-Anhalt, und ist eine der wenigen Straßen in Magdeburg, die komplett gepflastert sind.
Die Leiterstraße, Magdeburgs kleinste Fußgängerzone und einst wichtige Geschäftsstraße, gehört zu den ältesten Straßenzügen der Stadt. Sie wurde im Zweiten Weltkrieg weitgehend zerstört. Heute beherbergt sie Restaurants, das Kabarett Magdeburger Zwickmühle und die Jugendherberge der Stadt.
Die bunte Otto-Richter-Straße im Stadtteil Sudenburg wurde 2004 mit dem Deutschen Fassadenpreis ausgezeichnet. Initiator dieser Straßengestaltung ist der Architekt Bruno Taut, der in den 1920er Jahren zu Magdeburgs Stadtbaurat gewählt wurde. Seine Aufgabe war es, Magdeburg in eine bunte Stadt zu verwandeln. Bekannte Künstler wie Carl Krayl gestalteten viele Häuser und Straßen. Durch die Zerstörungen im Zweiten Weltkrieg blieben nicht viele dieser bunten Straßenzüge erhalten. Nur noch die wieder restaurierte Otto-Richter-Straße ist das letzte Überbleibsel dieser Architektur.
Wichtige Verkehrsadern der Stadt sind der in den 1970ern als Hochstraße gebaute Magdeburger Ring und die Stadtdurchquerung B 1.

### Brunnen

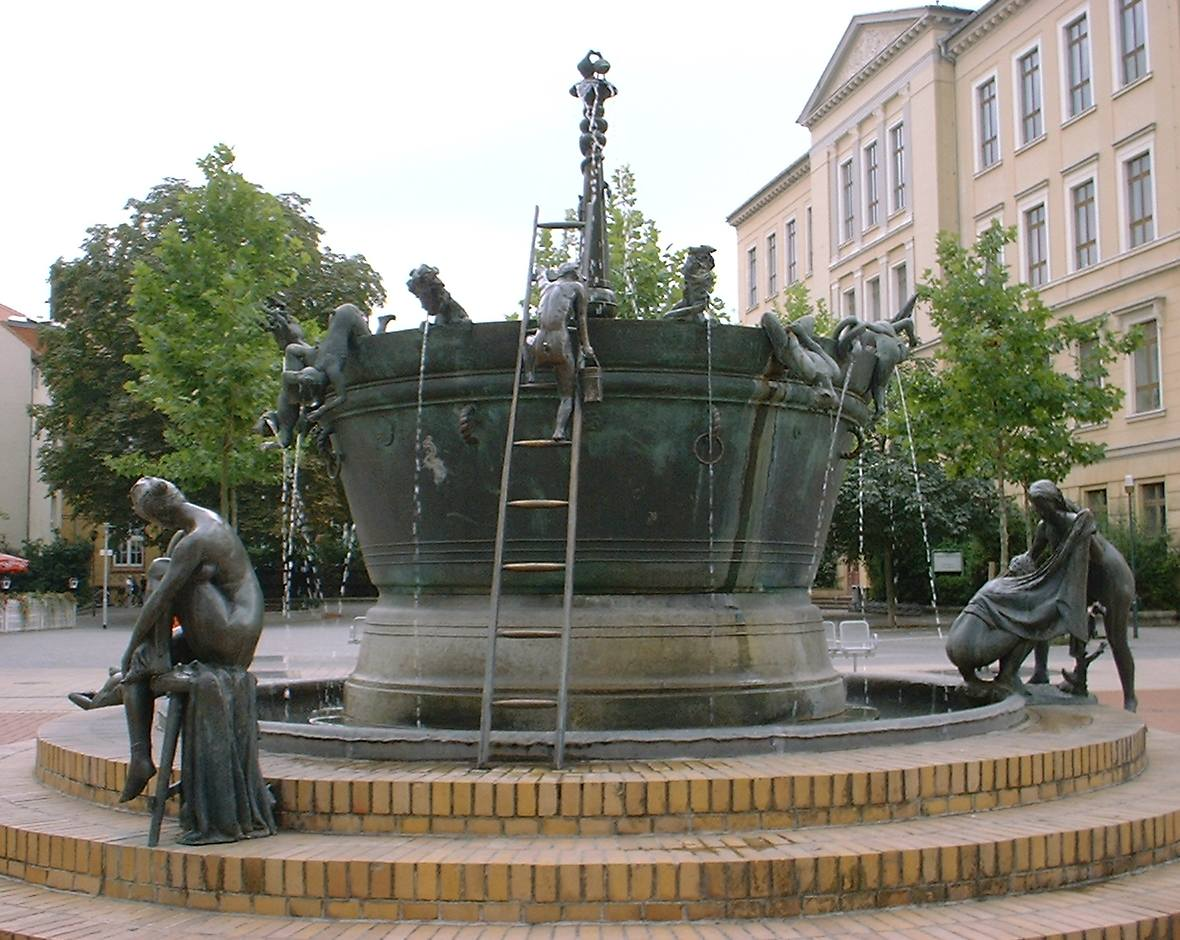
Faunbrunnen in der Leiterstraße

Magdeburg beherbergt eine Vielzahl an Brunnen, einer der monumentalsten ist der Hasselbachbrunnen auf dem Haydnplatz. Bis 1927 stand er auf dem Hasselbachplatz, musste dort aber aus verkehrstechnischen Gründen weichen.
Der Eulenspiegelbrunnen auf dem Alten Markt wurde 1970 dort aufgestellt und zeigt Till Eulenspiegel, wie er auf einer Säule über dem Magdeburger Volk steht und dieses verspottet. 1939 gebaut wurde der Eisenbarthbrunnen, der Johann Andreas Eisenbarth („Doktor Eisenbarth“) zeigt. Ähnlich wie Eulenspiegel steht Eisenbarth auf einer Säule, nur in Marktschreierpose.
Auf dem Ulrichsplatz steht einer der größten Springbrunnen als Abschluss der Wiesenanlage. Ganz in der Nähe, in der Leiterstraße, erstmals 1263 erwähnt und somit eine der ältesten Geschäftsstraßen Magdeburgs, befindet sich der Faunbrunnen, auch genannt „Teufelsbrunnen“. In und an einem großen Bronzekessel tummeln sich Figuren, darunter Menschen, Tiere, aber auch Faunen, Sirenen und andere Wesen. Ebenfalls beliebt ist das Wasserspiel am Petriförder an der Arbeiterfahne. Aus fünf Fontänen spritzt Wasser auf einen flussartigen Wasserlauf, der sich durch den Platz schlängelt.
Der Immermannbrunnen ehrt den Magdeburger Dramatiker und Schriftsteller Karl Immermann. Auf dem Brunnen sind Szenen aus seinen Werken abgebildet, aus einem Fischkopf fließt Wasser heraus. Im Nordabschnitt des Breiten Weges stehen einige Brunnen aus DDR-Zeiten, zum Beispiel ein Kugelbrunnen, drei Schalenbrunnen, der Brunnen „Die Badende“ und ein Trinkbrunnen. In Olvenstedt wurde ein Brunnen aufgebaut, der aus einer tonnenschweren Kugel besteht, die auf einem dünnen Wasserfilm schwimmt und sich deshalb bewegen lässt. Einer der markantesten Brunnen ist der Märchenbrunnen auf dem Neustädter Platz, der an russische Märchen und an die Form von russischen Basiliken erinnern soll.
Im Verlauf der Umgestaltung des Domplatzes wurden 2013 die neuen Licht- und Wasserspiele feierlich eingeweiht. Sie bestehen insgesamt aus 66 Fontänendüsen und 33 Nebeldüsen, die aus dem Boden austreten und das Wasser bogenförmlich in die Luft spritzen.
Magdeburg besitzt ein Notbrunnensystem, das aus nach historischem Vorbild gestalteten Schwengelpumpen an verschiedenen Stellen in der Stadt besteht.

### Brücken

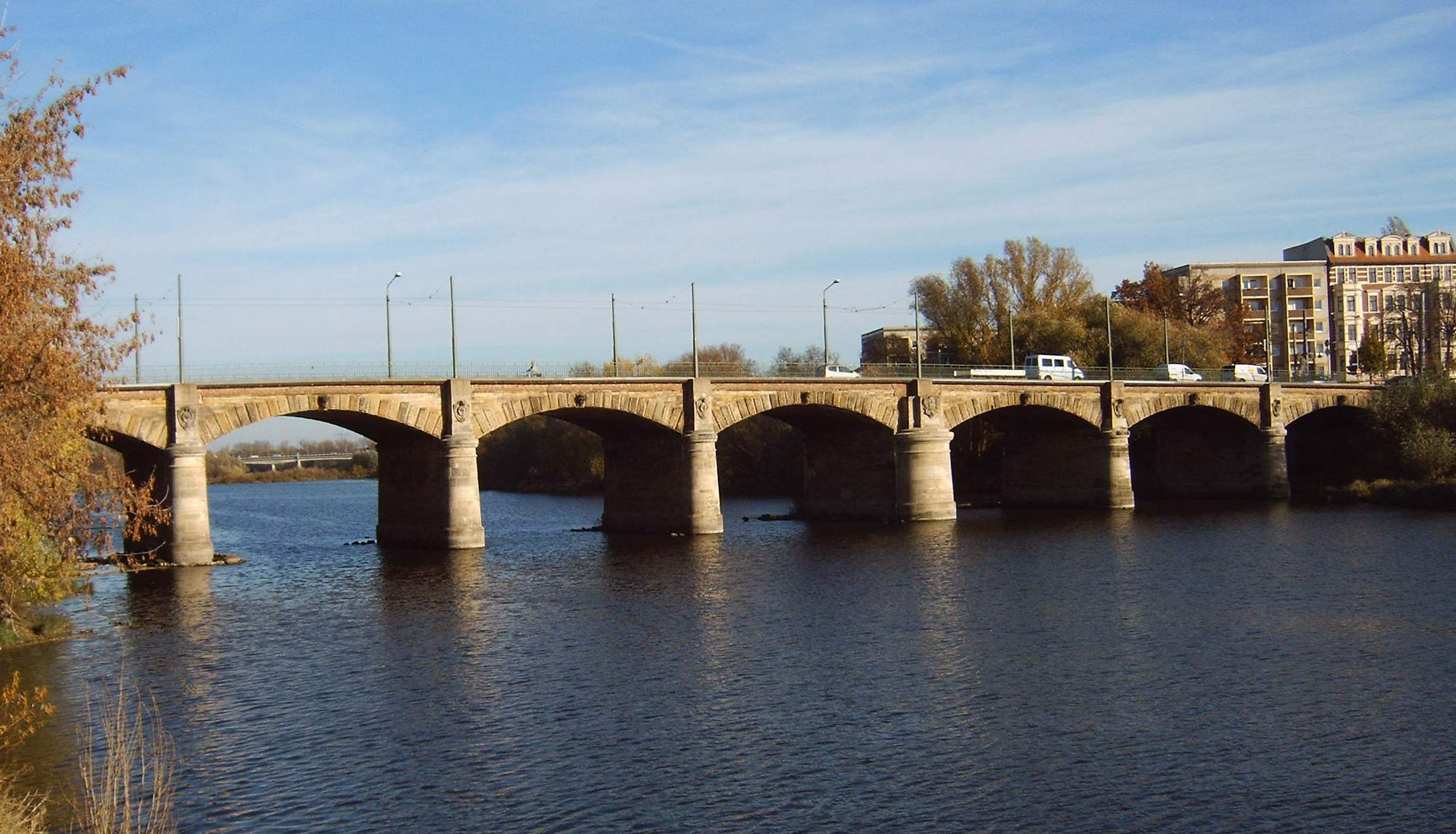
Anna-Ebert-Brücke

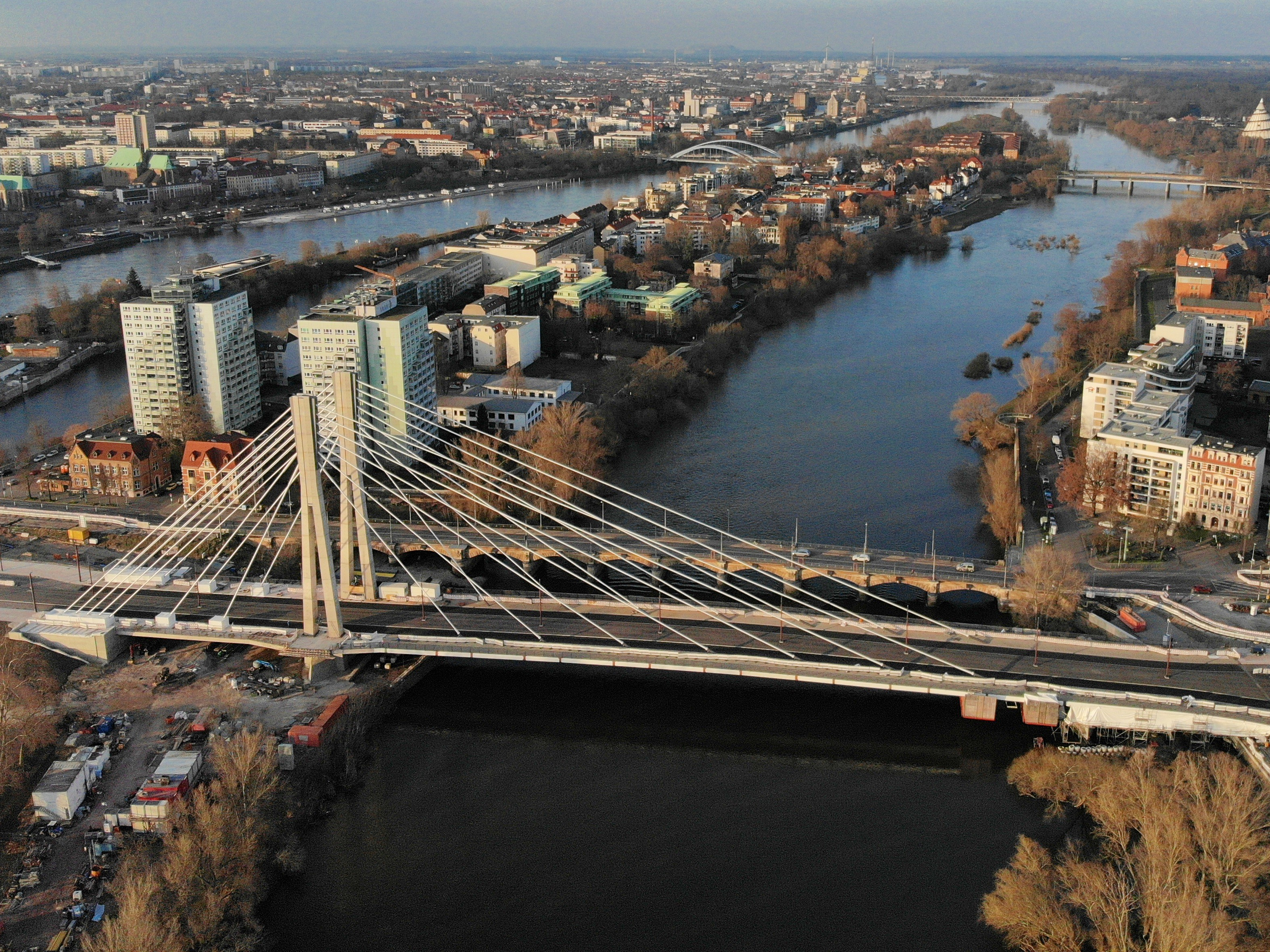
Kaiser-Otto-Brücke

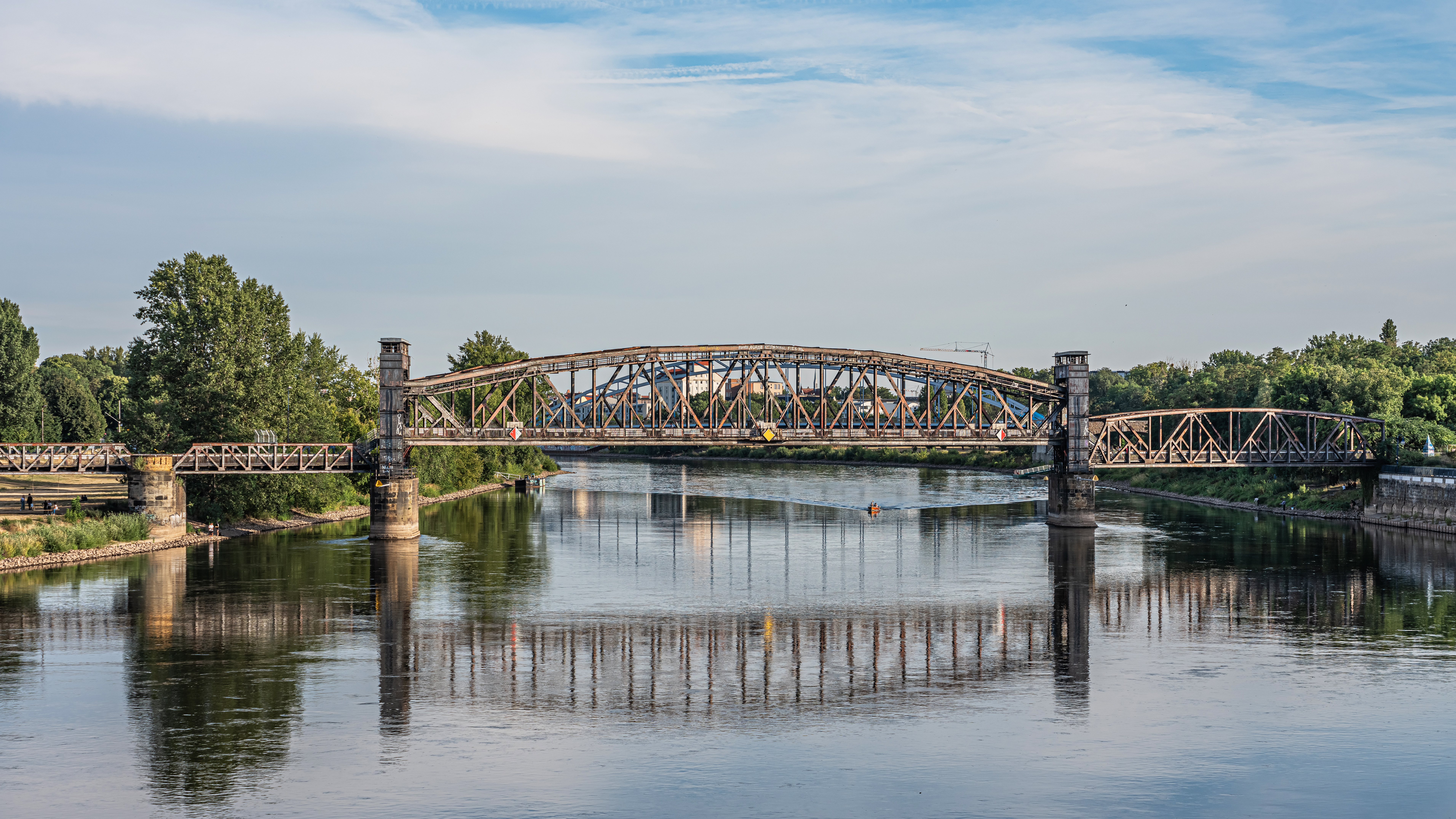
Hubbrücke Magdeburg

Durch die Elbe ist Magdeburg in zwei große Stadtgebiete geteilt, wobei sich die Stadt eher in Richtung Westen ausbreitet. Zwischen den Stadtgebieten befindet sich die Marieninsel, auf der sich unter anderem der Rotehornstadtpark befindet. Dadurch sind im Laufe der Zeit Brücken ein wichtiger Bestandteil der Stadt geworden. Insgesamt zählt Magdeburg 135 Brückenbauten, darunter 103 Straßenbrücken und 32 Fußgängerbrücken (Stand 2009).
Magdeburgs älteste Steinbrücken aus dem Jahr 1882, die Zollbrücke über die Zollelbe mit ihren vier allegorischen Figuren, die 2006/2007 umfassend saniert wurde und die Anna-Ebert-Brücke, an deren Ende ein wappentragender Steinlöwe thront, sind die östliche Verlängerung der Neuen Strombrücke, die aus dem Jahr 1965 stammt und nicht wie ihre Vorgänger mit Bögen und Pfeilern errichtet wurde. Da die denkmalgeschützte Anna-Ebert-Brücke in einem maroden Zustand ist, wurde in östlicher Verlängerung der Strombrücke und des Straßenzuges über den Werder eine Schrägseilbrücke mit einem Pylon, die Kaiser-Otto-Brücke, am Westufer der Alten Elbe gebaut.
Der nördliche Brückenzug besteht aus den westlich gelegenen, fast parallel zueinander stehenden Jerusalembrücken, wovon die als Südbrücke bezeichnete Bogenbrücke aus dem Jahr 1952 und die als Nordbrücke bezeichnete Stabbogenbrücke aus dem Jahr 1996 stammt, und den Brücken des Friedens, die ebenfalls aus zwei Brückenbauwerken bestehen, von denen die südliche eine Stahlverbundbalkenbrücke aus dem Jahr 1997 und die nördliche eine Spannbetonbalkenbrücke aus dem Jahr 1996 ist. Für den Autoverkehr ist das Überqueren der Elbe im Stadtgebiet nur über den Nordbrückenzug oder den Strombrückenzug möglich.
Die Sternbrücke im Süden Magdeburgs verbindet die Altstadt mit der Elbinsel Rotehorn und dem Rotehornpark. An deren Stelle stand ehemals die 1922 eingeweihte „Alte Sternbrücke“, die 1945 im Zweiten Weltkrieg gesprengt wurde. Seit 1991 gab es Überlegungen zum Wiederaufbau, 2005 konnte endlich die feierliche Einweihung vor 100.000 Menschen stattfinden. Genutzt wird sie von Fußgängern und Radfahrern sowie den Bussen des öffentlichen Personennahverkehrs und Taxis.
Eine der größten Hubbrücken Deutschlands ist die Hubbrücke Magdeburg aus dem Jahr 1934. Die eingleisige Eisenbahnbrücke wurde 1846/47 als mehrteilige Konstruktion mit einem drehbaren Mittelstück gebaut. Aufgrund größerer Schiffe musste 1895 die Drehbrücke durch eine Hubbrücke ausgewechselt werden, die 1934 durch die aktuelle Konstruktion ersetzt wurde. Sie wird nicht mehr als Eisenbahnbrücke, sondern nur noch als Fußgängerbrücke genutzt. Das Mittelteil (Spannweite 90 m) ist aufgrund des Schiffsverkehrs dauerhaft angehoben.
Eine weitere Hubbrücke ist die Hubbrücke im Handelshafen, die die bundesweit älteste ihrer Bauart ist. 1894 für die Hafenbahn errichtet, ist sie inzwischen stillgelegt und nur noch ein technisches Denkmal. Sie ist seit 2009 wieder für Fußgänger und Radfahrer geöffnet.
Magdeburgs Eisenbahnbrücke über die Elbe, die Herrenkrug-Eisenbahnbrücke, überspannt das Gebiet des Handelshafens und wurde 1979 fertiggestellt. Sie ersetzte eine 1873 erbaute Eisenbahnbrücke, die bei Niedrigwasser durch ihre Pfeiler ein Schifffahrtshindernis darstellte.
Weitere Brücken sind der Herrenkrugsteg, der seit 1999 für Fußgänger und Radfahrer eine Verbindung über die Elbe zum Herrenkrugpark aus Magdeburg Neustadt herstellt, die Brücke am Wasserfall in der Nähe des Cracauer Wasserfalls, ebenfalls für Fußgänger und Radfahrer geöffnet, und die Reyherbrücke, die über die Taube Elbe führt und bei der es sich um eine seltene Brückenkonstruktion, eine Fischbauchbrücke, handelt.

### Museen

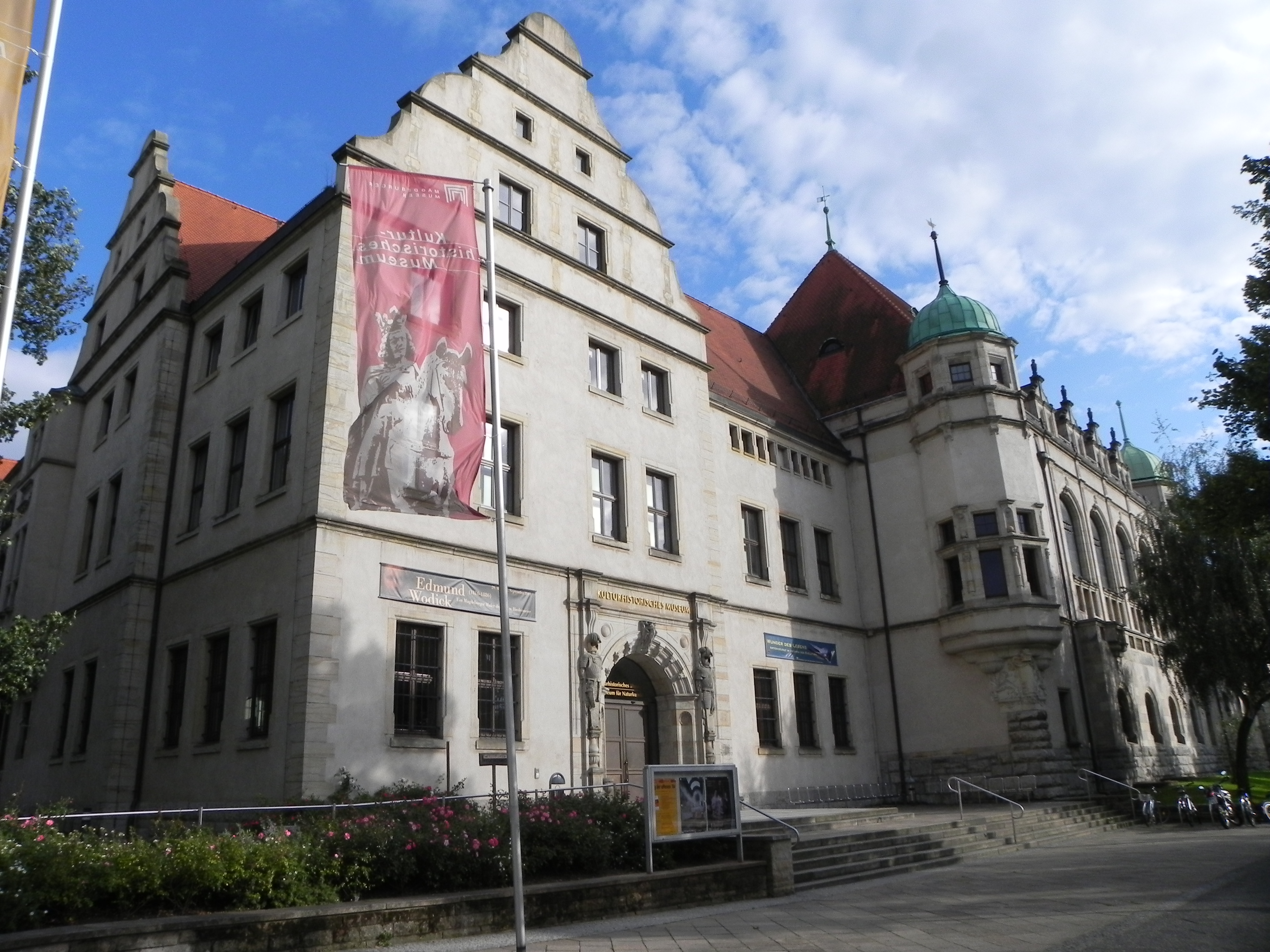
Kulturhistorisches Museum und Museum für Naturkunde

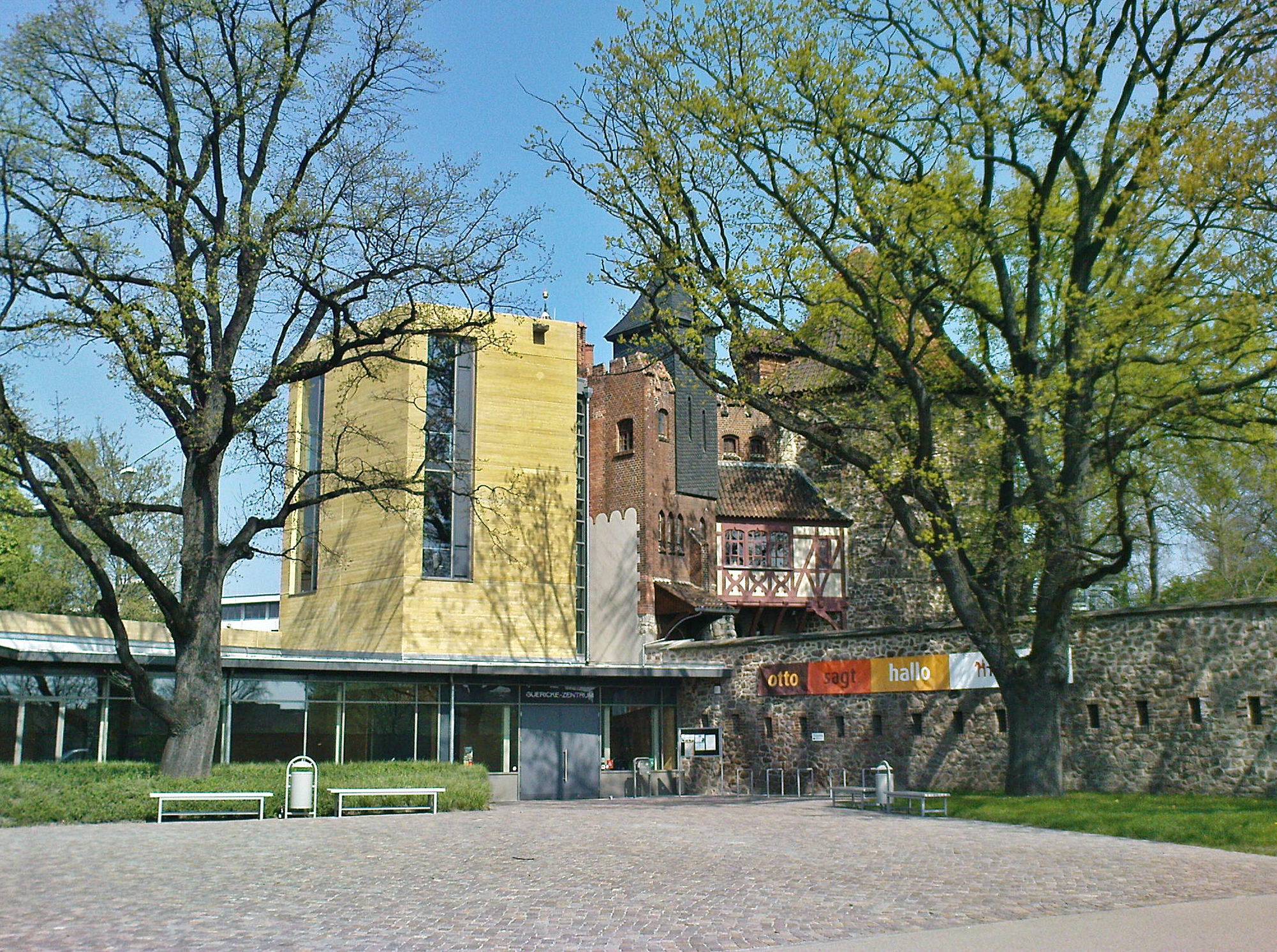
Die Lukasklause

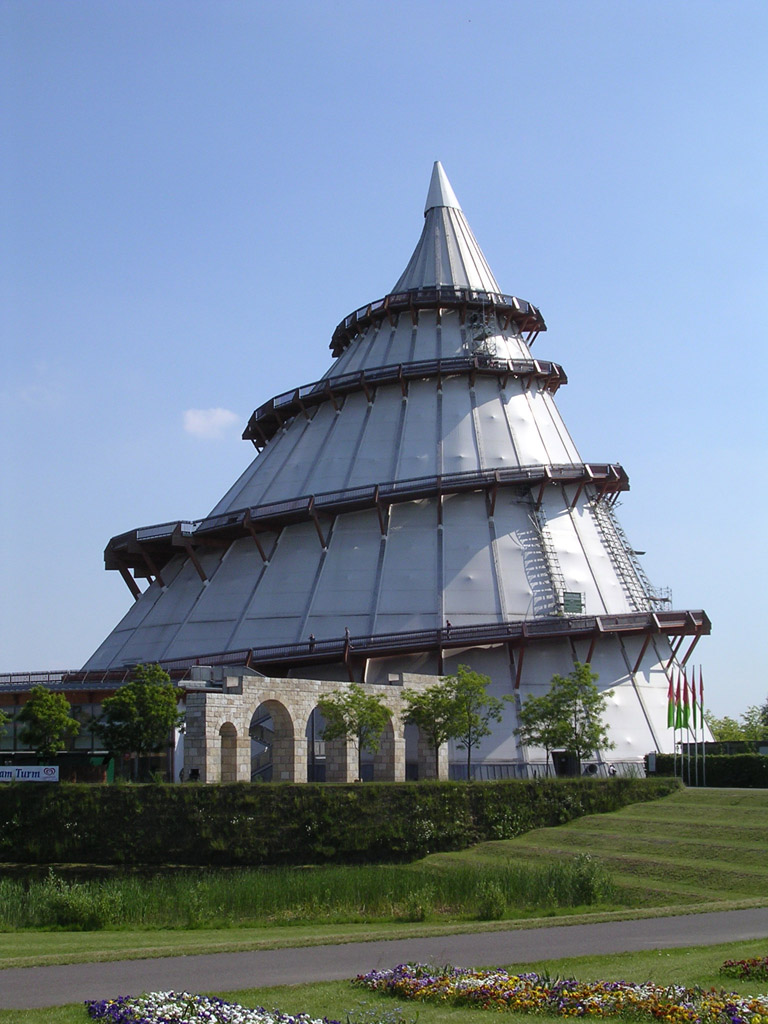
Jahrtausendturm

Magdeburg besitzt eine Vielzahl an Museen verschiedener Sammlungsrichtungen und -schwerpunkte.
1906 wurde das Kulturhistorische Museum Magdeburg eröffnet. Es befasst sich hauptsächlich mit der Geschichte und dem Kunsthandwerk der Stadt und der Region. Highlights des Museums sind die Originalstatue des berühmten Magdeburger Reiters und das Monumentalgemälde mit Szenen aus dem Leben Ottos des Großen von Arthur Kampf im Kaiser-Otto-Saal sowie zahlreiche Stücke zur Geschichte der Stadt innerhalb der Dauerausstellung.
Im gleichen Gebäude wie das Kulturhistorische Museum befindet sich heute auch das Museum für Naturkunde. Es geht auf den 1869 gegründeten Naturwissenschaftlichen Verein Magdeburgs zurück, der das Museum zuerst in einem Gebäude am Domplatz untergebracht hatte. Nach dessen Zerstörung im Krieg und dem Verlust zahlreicher Ausstellungsstücke wurden die geretteten Exponate vorübergehend im Kaiser Friedrich Museum untergebracht. Das älteste Museum der Stadt besitzt rund 250.000 Objekte der Geologie, Mineralogie, Paläontologie und Zoologie und zeigt zahlreiche Präparate der Tierwelt.
Im November 2018 wurde das Dommuseum Ottonianum Magdeburg eröffnet, welches sich direkt gegenüber vom Magdeburger Dom befindet. Innerhalb von drei Themenschwerpunkten werden Kaiser Otto der Große (912–973) und die Königin Editha (910–946), das Erzbistum Magdeburg und die archäologischen Forschungen in und am Dom durch zahlreiche Funde und Animationen präsentiert.
In der Lukasklause wurde 1995 das Otto-von-Guericke-Museum eröffnet. Es informiert über Otto von Guericke, zeigt Nachbauten von Geräten wie einer Handfeuerspritze und des Magdeburger Wettermännchens und führt Experimente vor.
Eine Besonderheit unter den Magdeburger Museen ist der Jahrtausendturm im Elbauenpark. Das für die Bundesgartenschau 1999 errichtete Gebäude ist mit 60 Metern der höchste Holzleimbindebau der Welt. Ausgestellt sind dort 6000 Jahre Geschichte der Wissenschaft und Technik mit mehreren hundert Exponaten und Experimenten. Ein astronomisches Fernrohr bietet die Möglichkeit, die Uhr des Magdeburger Domes abzulesen. Ein Foucaultsches Pendel verdeutlicht die Rotation der Erde.
In einer unter Denkmalschutz stehenden alten Fabrikhalle des früheren Krupp Grusonwerkes befindet sich das Technikmuseum Magdeburg mit Exponaten von Antriebs- und Werkzeugmaschinen, der Drucktechnik, Schließtechnik und Verkehr, darunter die erste Magdeburger Straßenbahn von 1899 und das Flugzeug von Hans Grade, mit dem er 1908 den ersten Motorflug Deutschlands auf dem Cracauer Anger tätigte.
Das Kunstmuseum Kloster Unser Lieben Frauen in einem ehemaligen Kloster aus dem 11. und 12. Jahrhundert und somit eines der ältesten Gebäude der Stadt ist der wichtigste Ausstellungsort für Skulpturen aus Antike, Mittelalter und Moderne und für sonstige zeitgenössische Kunst in Sachsen-Anhalt.
Angegliedert an das Puppentheater Magdeburg beherbergt die Villa p. eine FigurenSpielSammlung, die mit über 1000 Puppen und Objekten die Geschichte des Puppenspiels vor dem Hintergrund der verschiedenen gesellschaftlichen Systeme auf 600 m² ausbreitet.
Das Circusmuseum beschäftigt sich mit Dressur, Artistik, Clownerie und Varieté, das Friseurmuseum mit der Geschichte des Friseurhandwerks und einem historischen Friseursalon aus dem Jahr 1929. Zu nennen sind weiter das Museumsschiff Württemberg, die historische Schiffmühle am Petriförder, das Freilichtmuseum Steinzeithaus Randau mit Nachbau eines dort ausgegrabenen 4500 Jahre alten Pfostenhauses und eines Lehmbackofens sowie das slawische Dorf Pechau, das die Besiedlung des ostelbischen Raumes vom 8. bis 12. Jahrhunderts zeigt. Im Sudenburger Museumsdepot stehen derzeit 15 verschiedene historische Straßenbahnen zur Schau, welche aber auch auf mehreren Routen Rundfahrten anbieten.
2014 öffnete Magdeburgs erste DDR-Museumswohnung in der Hohenpfortestraße in einem Q6-Blockwohnbau. Die Museumswohnung besteht aus drei Zimmern, einer Küche, einem Badezimmer und beinhaltet über 1000 originale Exponate aus der DDR-Zeit.
Das Museumsdepot Sudenburg beherbergt historische Wagen der Straßenbahn Magdeburg. Im Depot finden auch kulturelle Veranstaltungen statt.

### Galerien
Magdeburg beherbergt Galerien, deren Ausstellungen zeitgenössische Kunst, Malerei, Grafiken und Plastiken, Fotografien und Drucktechnik zeigen. Neben den dauerhaften Ausstellungen gibt es regelmäßig Ausstellungen von nationalen und internationalen Künstlern in verschiedenen öffentlichen oder privaten Räumen der Stadt.
Dauerhafte Galerien der Stadt:
- Art Depot – überwiegend Arbeiten internationaler, meist osteuropäischer Künstler
- Galerie Himmelreich – vorwiegend Künstler aus Sachsen-Anhalt oder andere nationale Künstler
- Flurgalerie Eisenbart – spezielle Förderung von jungen Künstlern
- Gallery of living Art – interaktive Galerie, hauptsächlich von Studenten geführt
- HO-Galerie
- Galerie Süd im Kulturzentrum „Feuerwache“
- Burggalerie Magdeburg
- Kunstwerkstatt
- Aerosol-Arena – größte legale Hall of Fame Deutschlands in einem 30.000 m² großen, brachliegenden Gebäudekomplex im alten Industriehafen von Rothensee; durch den eigens dafür geschaffenen Verein „Freiluft-Atelier e. V.“ freigegeben für alle Graffiti- und Streetart-Künstler; eine Besonderheit sind die bis zu 60 × 2 m großen Wände; in Zukunft sollen Zugwaggons dort aufgestellt werden, die das Areal zum weltweit ersten Wholecar-Yard machen.[70][71]

### Theater und Oper

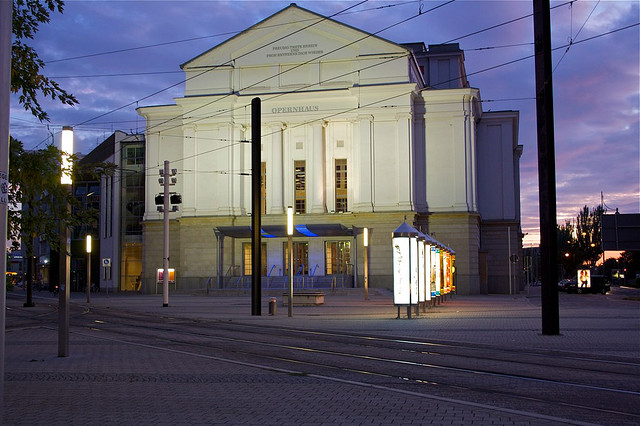
Das Opernhaus der Landeshauptstadt

Das Theater Magdeburg, ein Viersparten-Theater mit eigenen Ensembles im Bereich Musiktheater, Philharmonie, Ballett und Schauspiel, unterhält zwei Schauspielstätten in Magdeburg, zum einen das traditionsreiche Opernhaus am Universitätsplatz für Musiktheater, Ballett und Konzertschaffen mit großer Bühne, weiteren kleinen Bühnen und einem Podium und zum anderen das Schauspielhaus in der Otto-von-Guericke-Straße mit ebenfalls großer Bühne, einem Studio und Foyer.
2013 besuchten über 175.000 Besucher die Veranstaltungen des Theaters Magdeburg. Zu den meistbesuchten Veranstaltungen zählt das Domplatz-Open-Air im Sommer mit knapp 23.000 Besuchern. Somit lag die Auslastung des Theaters bei mehr als 80 %.
Die Sparte Musiktheater wird von der Oper Magdeburg abgedeckt. Ein Opernensemble, das Ballett Magdeburg und die überregional anerkannte Magdeburgische Philharmonie sind hier beherbergt. Aufgeführt werden neben großen Opern und Sinfoniekonzerten auch Operetten, Musicals, Literaturballetts, Theaterabende, Boulevardkomödien und kleine Opernformen. Dazu kommen Programme im „Cafe Rossini“, Vorstellungen des größten Theaterjugendclubs Deutschlands freijungundwild im „Podium“, Sonderveranstaltungen, Opernbälle und -galas und prominente Gastkünstler.

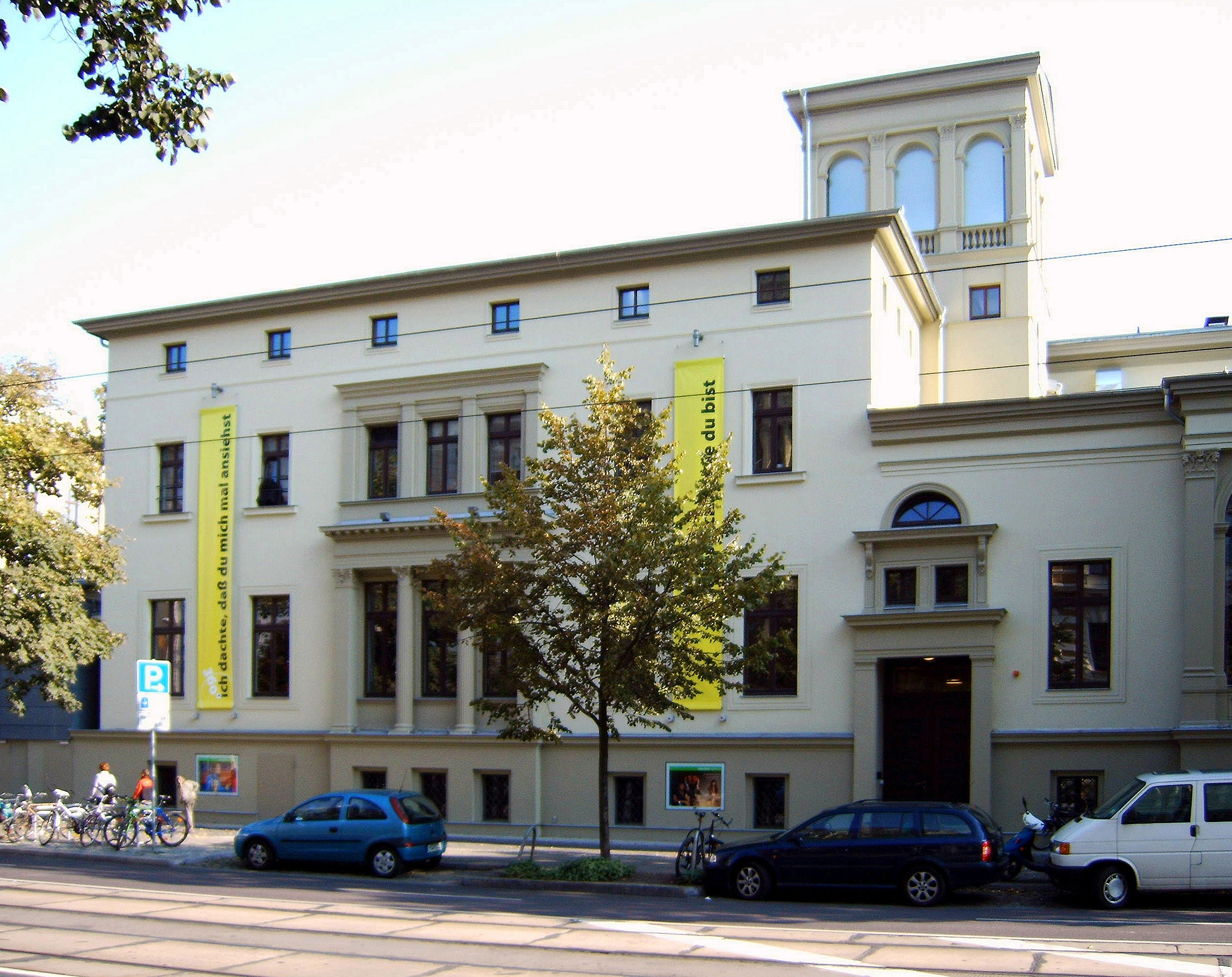
Magdeburger Schauspielhaus

Die Sparte Schauspiel wird vom Schauspiel Magdeburg besetzt. Untergebracht ist es im Schauspielhaus Magdeburg, aufgeführt werden Theaterliteraturen verschiedener Zeiten und Genres, besonders zeitgenössische in- und ausländische Dramatik. Unter den Stücken befinden sich viele Uraufführungen und deutschsprachige Premieren. Außerdem bietet das Schauspiel Magdeburg neben den normalen Aufführungen auch abwechslungsreiche Veranstaltungen an, wie „Jazz in der Kammer“ unter Leitung von Warnfried Altmann, Magdeburgs bekanntester Jazzmusik, oder „Nachtschicht“, wo Shows und Stücke aus Literatur, Musik, Tanz und Mix vorgeführt werden.
Das Puppentheater Magdeburg aus dem Jahr 1958 ist eines der größten und modernsten Puppentheater in Europa. Es besitzt einen großen Saal mit über 140 sowie einen kleinen mit 60 Sitzplätzen und modernster Bühnentechnik, eine Probebühne und weitere kleine Bühnen. Es bietet altersspezifische Inszenierungen für jegliche Altersgruppen vom Kindergarten- bis zum Erwachsenenalter. Angegliedert an das Puppentheater ist die Jugendkunstschule Magdeburg, welche sich mit ihren Angeboten zur kulturellen Bildung an Kinder, Jugendliche, Familien sowie Erwachsene richtet und im Kulturzentrum „Thiem 20“ ansässig ist. Es ist das letzte eigenständige Stadttheater Deutschlands mit Schwerpunkt Figurenspiel.
Im jährlichen Wechsel finden die „Magdeburger KinderKulturTage“ oder das internationale Figurentheaterfestival „Blickwechsel“ statt, welche mehr als 10.000 Zuschauer aus aller Welt in die Stadt locken. 2012 eröffnete das Puppentheater in einer benachbarten, sanierten Fachwerkvilla (villa p.) eine Dauerausstellung, die anhand einer FigurenSpielSammlung die Geschichte des Puppenspiels von seinen Ursprüngen bis in die Gegenwart präsentiert.
1992 entstand aus der Idee von Ines Lacroix und Matthias Engel das „Theater an der Angel“ mit mehr als einem Dutzend Inszenierungen und Platz für rund 100 Menschen im Saal. Unterstützt wird das Theater von Urgestein Peter Wittig. Gespielt werden frohe, komödiantische oder nachdenklich stimmende Stücke.
Das Improvisationstheater „Herzsprung“ ist eine kleine Theatergruppe, die ihre Stücke mit groben Umschreibungen vorgibt, aber sich vom Publikum während des Spielens inspirieren lässt. So entwickeln sie spontane Geschichten und Szenen ohne Drehbuch oder Regisseur. Weitere Improvisationsgruppen aus Magdeburg sind die Gruppen „Tapetenwechsel“, „Kammerjäger“ und „Imaginär“.
In der Grünen Zitadelle hat sich das „Theater in der Grünen Zitadelle“ gebildet. Es ist ein Mix aus Theater, Show, Musik und Comedy, es sollen kulturelle Ereignisse Magdeburgs auf die Bühne gebracht werden. Weltweit ist es das einzige Theater, das in einem Hundertwasser-Haus zu finden ist. Im Theaterraum ist Platz für bis zu 200 Zuschauer, außerdem finden hier Ausstellungen, Lesungen und Veranstaltungen statt.
Die in Schönebeck beheimatete MS Marco Polo wird unter der Bezeichnung Theaterschiff Magdeburg als Theaterschiff von verschiedenen Ensembles seit 2009 genutzt.

### Kabarett
In Magdeburg gibt es zwei stehende Kabarettspielstätten und einige Off-Gruppen und Solisten, die politisch-satirisches Kabarett bieten:
- Die Magdeburger Zwickmühle spielt mit einem eigenen Ensemble im Theater in der Leiterstraße und ist im gesamten deutschsprachigen Raum, zum einen durch ihre zahlreichen Preise und zum anderen durch die MDR-Fernsehsendung „Die 3 von der Zankstelle“, bekannt. Gastspiele hatten sie schon in ganz Deutschland, in der Schweiz und in Stockholm.
- „Die Kugelblitze“ waren eine Kabarettgruppe, bestehend aus drei Kabarettisten, die in der Magdeburger Zwickmühle als ständige Gäste ihre Stücke zeigten.[75]
- Das Kabarett „… nach Hengstmanns“ mit den HengstmannBrüdern Sebastian und Tobias Hengstmann und ihrem Vater Frank Hengstmann sowie Bernd Kurt Goetz befindet sich seit 2008 im Breiten Weg in Magdeburg. Die Stücke basieren neben üblicher politischer Satire oft auf der verwandtschaftlichen Beziehung der beiden Brüder.
- Außerdem spielen in der Magdeburger Feuerwache, einem soziokulturellen Zentrum der Stadt, Lothar Bölck und das 1972 gegründete Studentenkabarett „Prolästerrat für Studienungelegenheiten“.
- Seit 2013 bereichert das Trio Po-Ente die Magdeburger Kabarettszene. Ihre Bühne ist im Club Kiste auf dem Medizincampus der Universitätsklinik.[76]

### Freizeit und Tourismus

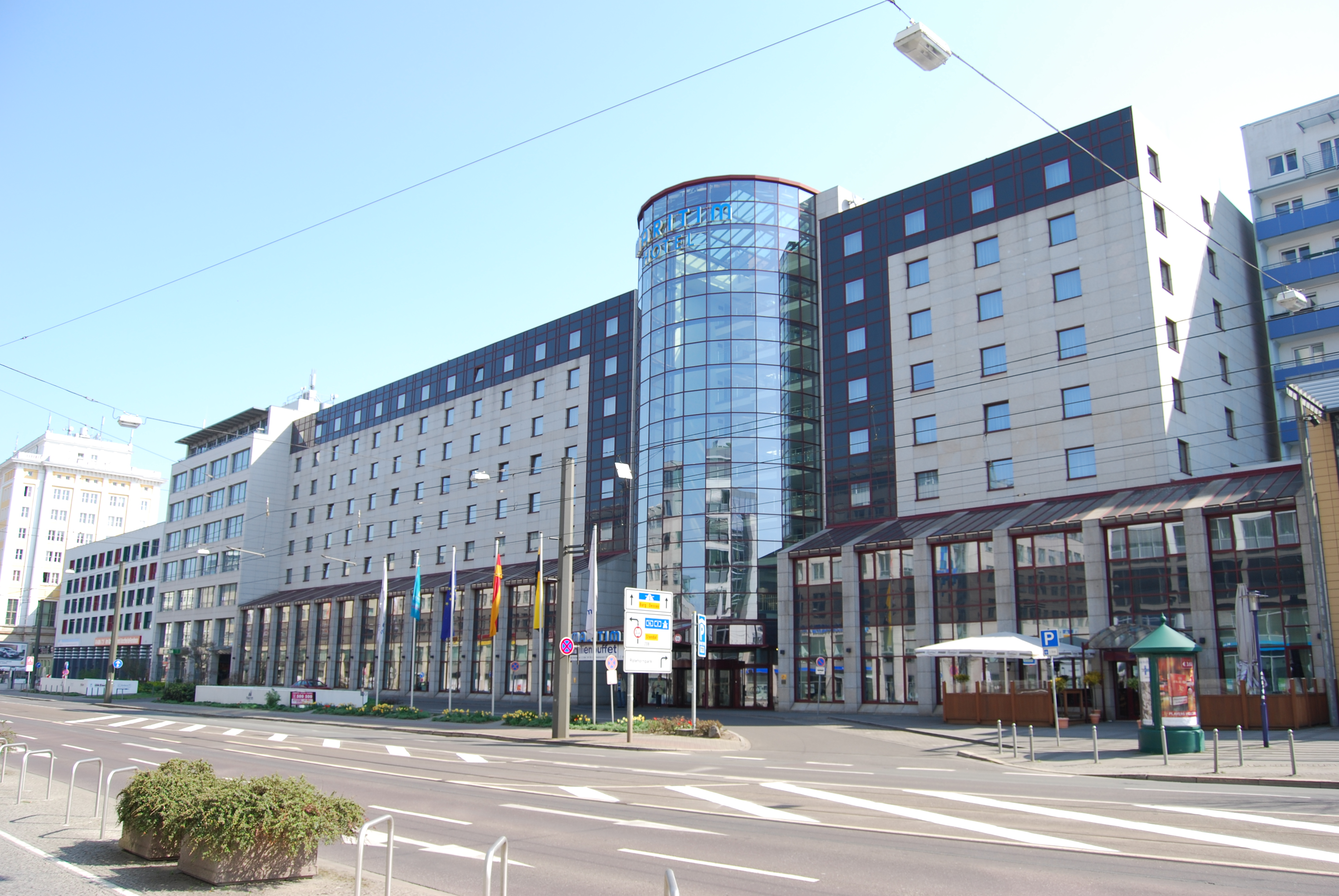
Größtes Hotel Magdeburgs, das Maritim-Hotel

2015 gab es in Magdeburg 569.791 Übernachtungen, darunter über 74.333 aus dem Ausland. Somit liegt Magdeburg unter den 40 meistbesuchten deutschen Städten.
Die Landeshauptstadt konnte die Übernachtungszahl um fast 50 % gegenüber dem Rekordtiefpunkt im Jahr 2000 steigern.
Die Magdeburger Hotellandschaft bestand im Juni 2015 aus 43 Unterkünften mit einer Bettenkapazität von rund 5.200 Betten, deren Auslastung bei rund 40 % lag. Die Verweildauer der Hotelgäste aus Deutschland beträgt im Durchschnitt 1,6 Tage, die der Gäste aus dem Ausland 1,7 Tage. Zu den größten und vornehmsten Hotels Magdeburgs gehören das Maritim-Hotel und das Herrenkrug Parkhotel an der Elbe. Hauptsächlich verantwortlich für das Marketing der Stadt Magdeburg ist die Magdeburg Marketing Kongress und Tourismus GmbH (MMKT GmbH).
Magdeburg ist Teil mehrerer touristischer Reiserouten. Der 1.200 km lange Elberadweg, einer der beliebtesten Radwege Deutschlands, führt durch die Stadt entlang der Elbe. Auf der Straße der Romanik kann eine Vielzahl von Bauwerken aus der Zeit des Mittelalters besichtigt werden. Die Nord- und die Südroute der Straße der Romanik treffen sich in Magdeburg.
Weiterhin ist die Stadt an der Wasserwanderroute Blaues Band gelegen, die entlang der Elbe führt und Teil der Gartenträume Sachsen-Anhalt ist, eines landesweiten Netzwerks zur Wiederentdeckung historischer Park- und Gartenanlagen. Des Weiteren befindet sich die „Straße der Technik“ in Magdeburg, die über die ingenieurtechnischen Bauwerke in der Region informiert, darunter zum Beispiel das letzte betriebsfähige Zwei-Schwimmer-Hebewerk in Europa, das seit dem 13. Jahrhundert existierende Gerberhandwerk, die letzte original erhaltene Telegrafenstation Deutschlands und das ehemals längste geradlinige Gradierwerk in Europa.
Zu den bekanntesten Freizeiteinrichtungen gehören die Gruson-Gewächshäuser, einem botanischen Garten mit fast 5000, meist exotischen Gewächsen, einer Aquarium-Anlage, einigen Reptilien (Kaimane, Chamäleons, Geckos, Schildkröten), Amphibien (Pfeilgift- und Krallenfröschen) sowie einer Gruppe freilaufender Straußwachteln.

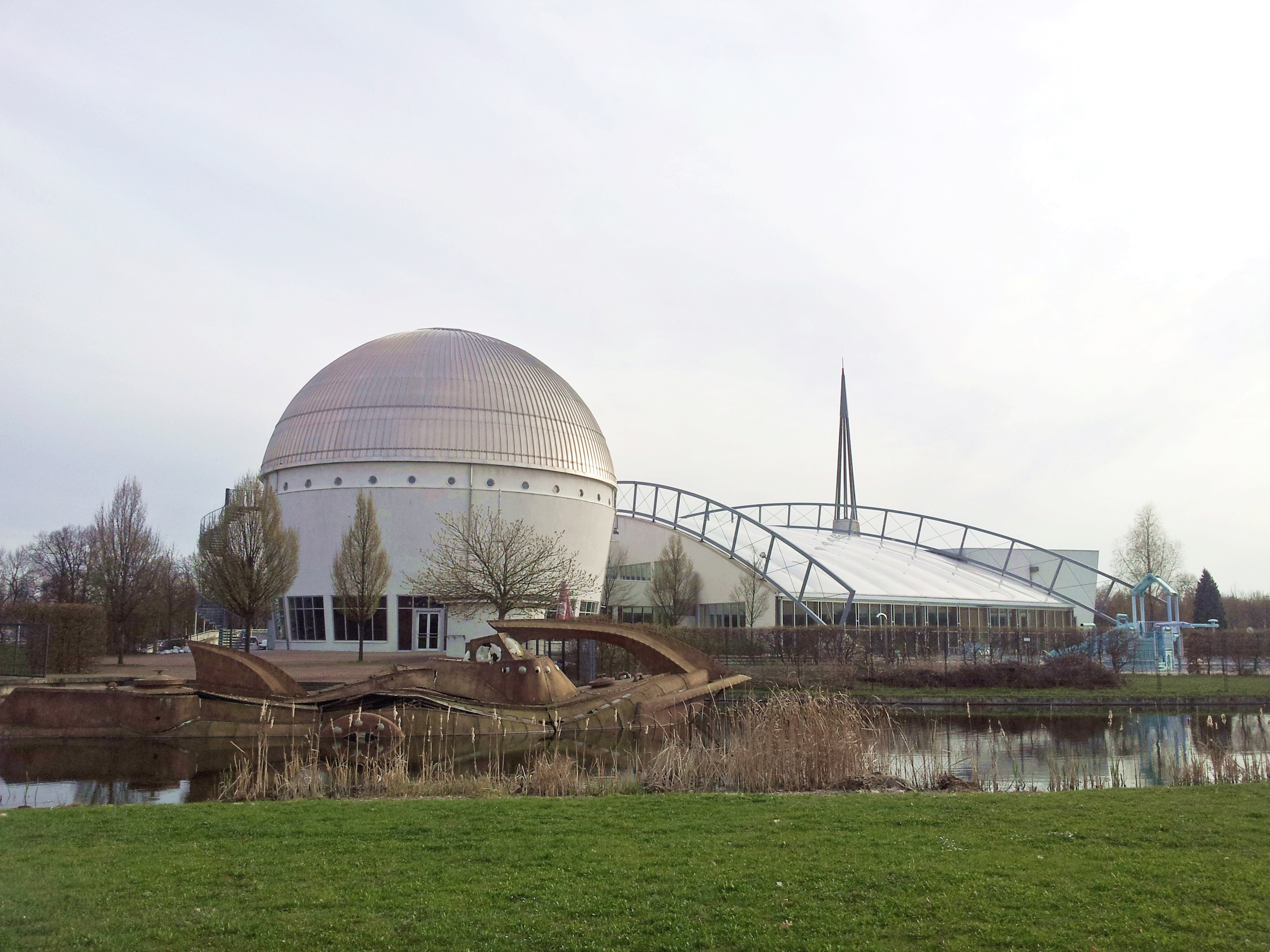
Nemo-Erlebnisbad

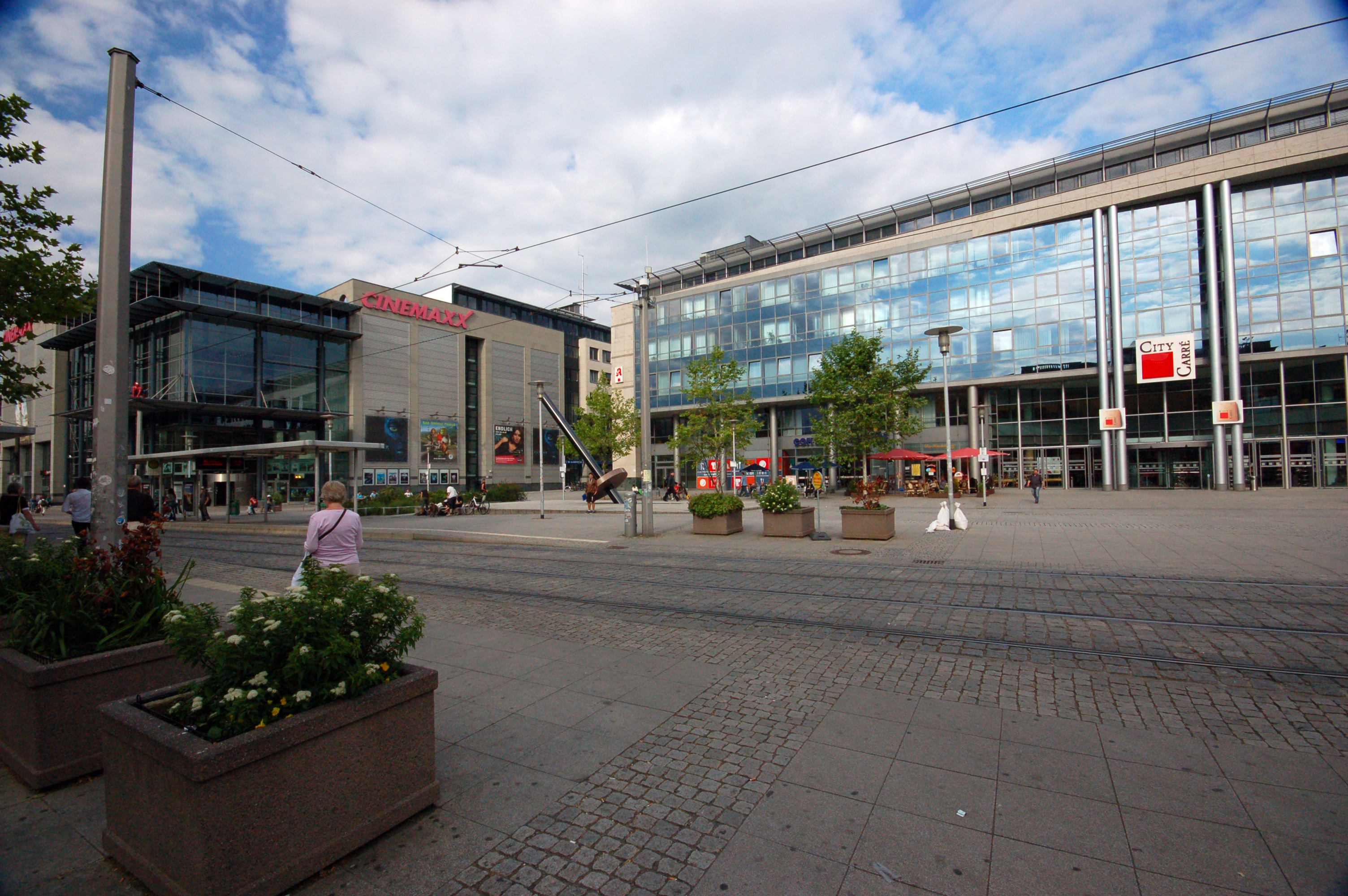
Das CinemaxX Kino und City Carré im Stadtzentrum

Neben dem großen Erlebnisbad Nemo befinden sich weitere Schwimmbäder und Freibäder in Magdeburg, dazu gehören die Elbeschwimmhalle, welche zugleich Bestandteil des Bundesleistungszentrums für Schwimmen ist, die Schwimmhalle Olvenstedt, die Schwimmhalle Nord, die Schwimmhalle Große Diesdorfer Straße, das Carl-Miller-Bad, das Freibad Süd und das Erich-Rademacher-Bad. Im Tauchcenter Magdeburg werden Tauchausbildungen und Tauchreisen angeboten.
Die größten Seen Magdeburgs sind die Barleber Seen, der Salbker See I, der Salbker See II, der Adolf-Mittag-See mit Tretbootverleih und der Neustädter See als Badesee mit einer Wasserskianlage „Cable Island“.
Die Elbe ist bedeutsam für den Wassertourismus. Deren Nutzung als Wasserstraße geht zurück. Inzwischen fahren dort mehr Sportboote und Fahrgastschiffe als Güterschiffe. Auf der Stadtstrecke Magdeburg wurden im Jahr 2014 1.823 Güterschiffe mit 0,421 Ladungstonnen, 1.610 Fahrgastschiffe, 3.089 Sportboote und 544 sonstige Fahrzeuge (z. B. Polizei, THW) gezählt.
Im Jahr 2016 ging die Zahl der Güterschiffe weiter zurück; die Transportmenge sank auf 0,3 Millionen Tonnen. Dagegen nimmt die Nutzung der Fahrgastschifffahrt zu. Nach Schätzungen des Vereins Blaues Band sind 2016 zwischen 350.000 und 400.000 Touristen auf der Elbe befördert worden.
An der Elbe und der Alten Elbe gibt es auf etwa 20 km Länge Sandstrände, die vor allem bei im Sommer üblichem Niedrigwasser zwischen den Buhnen und an Innenkurven zu Tage treten. Das Wasser der Elbe ist infolge des Wegfalls von Industrieanlagen und des Baus von Kläranlagen nach 1990 wieder sauber und hat bei Sichttiefen von mehr als einem Meter Badewasserqualität. Magdeburg ist die einzige Stadt an der Elbe, in der das Baden in der Elbe verboten ist. Zur Durchführung des im Juli an der Alten Elbe stattfindenden Elbebadetages wurde bisher meist eine Ausnahmegenehmigung erteilt.
Magdeburgs große Kinokomplexe sind das Cinemaxx-Kino in der Innenstadt und das Cinestar-Kino am Pfahlberg an der A 2. Zu den kleineren Kinos gehören das Studiokino, die Oli Lichtspiele, das Scala-Filmtheater Sudenburg und Magdeburgs kleinstes Kino, das Kulturzentrum Moritzhof. Im Sommer finden außerdem einige Freilichtkinos statt, das größte ist das SWM-City-Sommerkino im Stadtpark.
Der Elbauenpark, gebaut für die Bundesgartenschau 1999 in Magdeburg, beinhaltet einen Naturspielplatz, eine 40 m lange Sommerrodelbahn, einen 25 m hohen Kletterfelsen, einen Frisbee-Disc-Golf-Parcours, einen Fitness- und Skateparcours, einen Hochseilgarten, einen Irrgarten, ein Schmetterlingshaus mit über 250 Faltern in 20 Arten und den Jahrtausendturm mit einer Ausstellung über die Entwicklung der Wissenschaft.
Ein weiterer Erlebnispark ist der Herrenkrugpark mit der Messe Magdeburg, einem Golfplatz, der Pferderennbahn Herrenkrugwiesen und dem Erlebnisbad Nemo.
Der Klosterbergegarten mit dem Gesellschaftshaus ist der erste Volksgarten Deutschlands.
Unter den verschiedenen Bowlingeinrichtungen der Stadt gehört die Bowling World Magdeburg mit seinen 30 Bahnen umfassenden Bowlinganlage, Billardtischen, Tischtennisplatten, zahlreichen Videospielautomaten und einer eigenen Sportsbar zu den größten.
In Magdeburg gibt es rund ein Dutzend Skateranlagen und Dirtparks. Die bekanntesten Anlagen sind der 2013 errichtete, moderne Skatepark im Stadtpark Rotehorn und der Dirtpark M-Trails zwischen der Altstadt und Stadtfeld Ost.
Außerdem verfügt die Stadt über Indoor- und Outdoor Cross-Strecken, die Moto-Cross-Strecke Magdeburg und die SX Motocross-Halle Magdeburg. Der Rennring Magdeburg in Buckau ist eine 500 m lange Indoor-Go-Kart-Strecke, der größten Kartbahn Sachsen-Anhalts.
Im Erlebnispark Magdeburg kann man auf einem über 130.000 m² großen Sandgebiet mit großen und kleinen Kettenbaggern, Minibaggern und kleinen und großen Radladern den Umgang mit den verschiedenen Baumaschinen erproben.
Große Sportstätten der Stadt sind die Avnet Arena, das Heinrich-Germer-Stadion, die GETEC Arena und die Hermann-Gieseler-Halle. Außerdem wird auf dem Flugplatz Magdeburg Flugsport betrieben.

### Zoologischer Garten

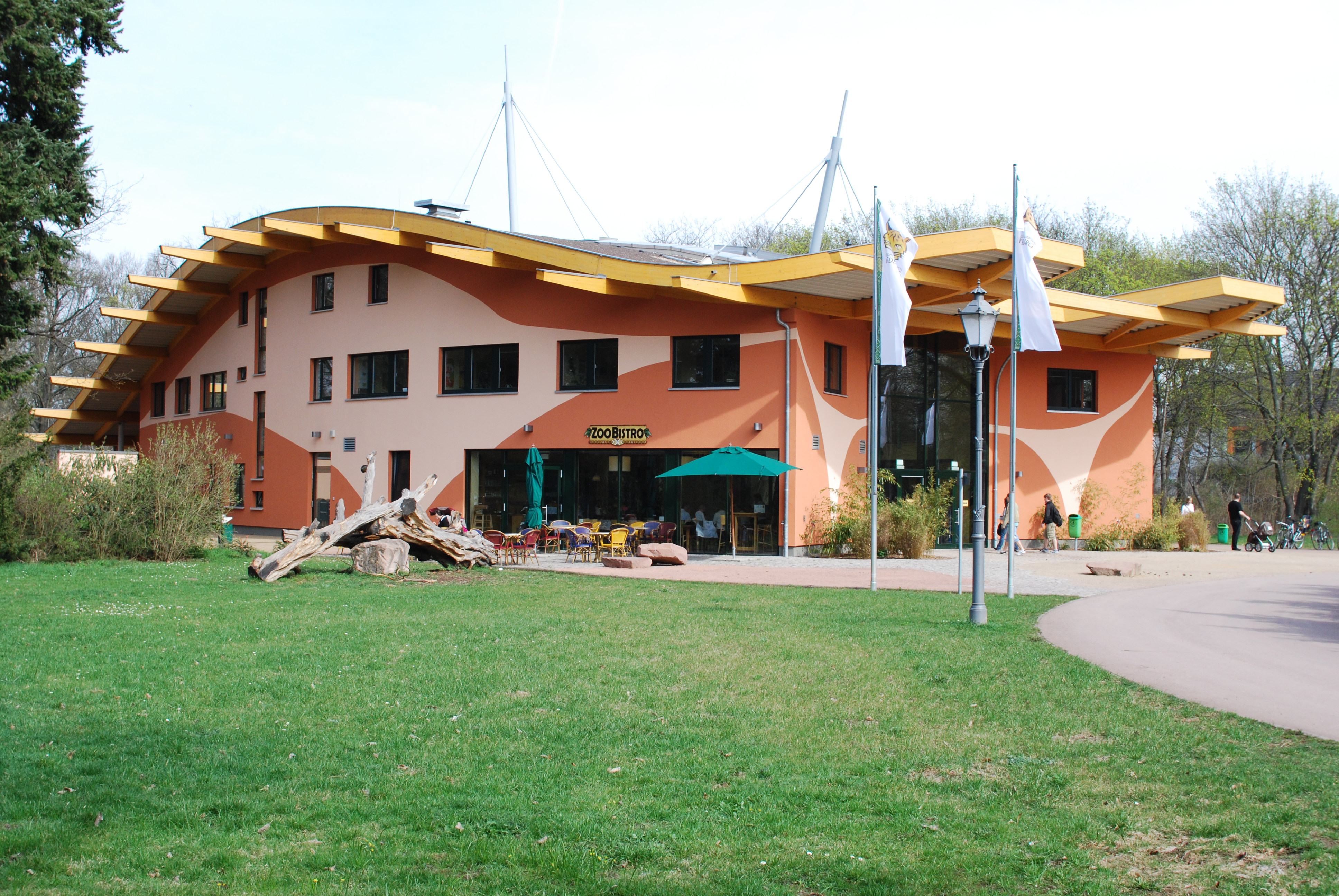
Eingang – Zoo Magdeburg

Der 16 Hektar große Zoo Magdeburg beherbergt ca. 1400 Tiere in rund 210 Tierarten. Er befindet sich im Vogelgesangpark Neue Neustadt. Jährlich besuchen ihn über 300.000 Besucher. Zurzeit wird er von einem „klassischen Zoo“ zu einem Erlebniszoo umgebaut. Der Zoo ist an über 43 Erhaltungszuchtprogrammen und internationalen Zuchtbüchern beteiligt. In Anlagen wie dem Giraffenhaus, Menschenaffenhaus, Erdmännchengehege oder im Streichelgehege sollen Besucher relativ nah, aber sicher, an die Tiere herangeführt werden, wobei die Tiere in artgerechten Umgebungen leben.
Geöffnet ist er 365 Tage im Jahr, geschlossen wird er abends, wenn die Dämmerung einsetzt.

### Parks und Gärten

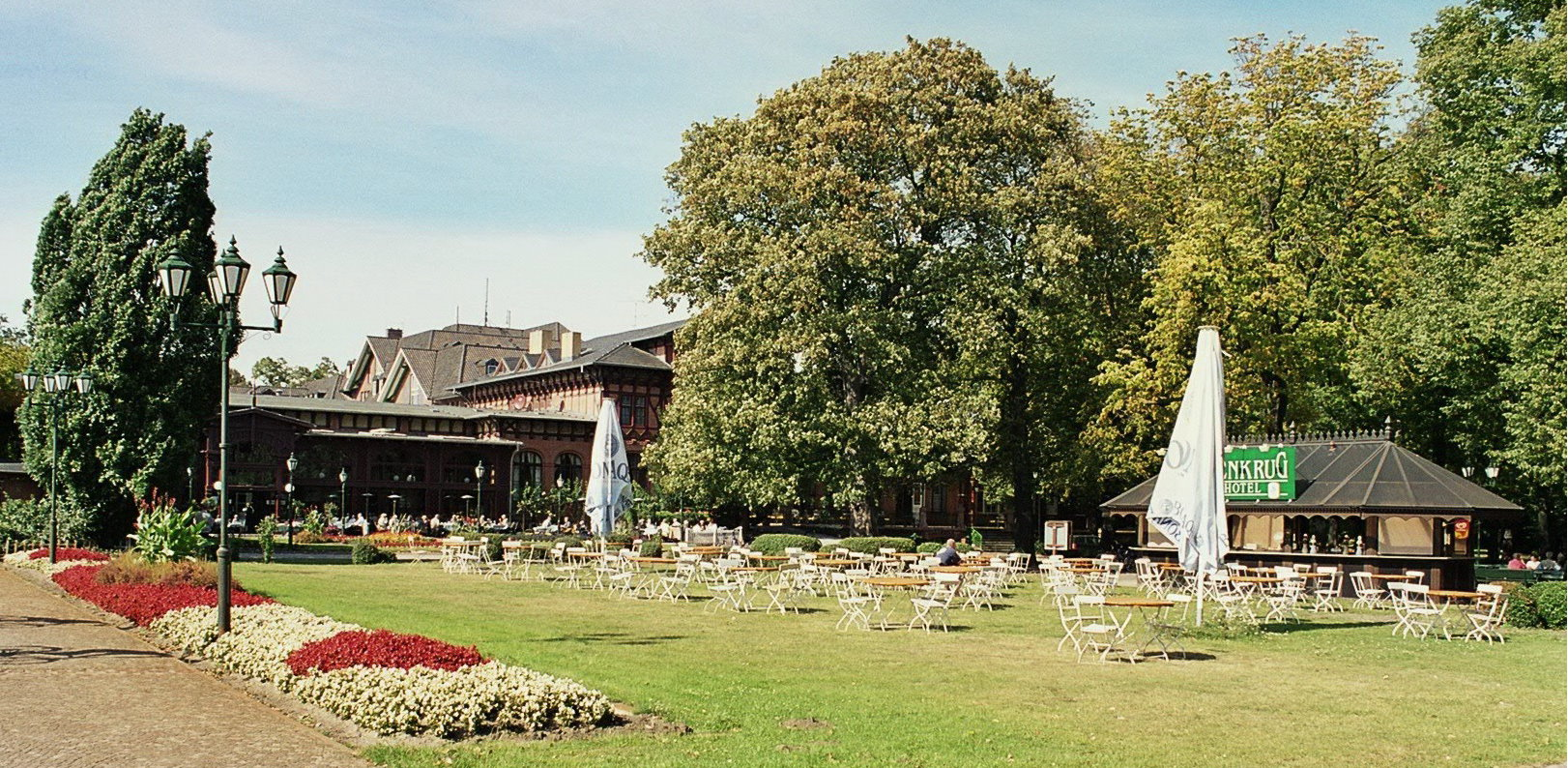
Herrenkrugpark

Zu Magdeburgs beliebtesten Parks gehört der Elbauenpark, auf dem 1999 die Bundesgartenschau 1999 stattfand. Er ist laut dem Magazin Stern die beste Freizeitattraktion in Sachsen-Anhalt.
Zu seinen wichtigsten Attraktionen gehören das Schmetterlingshaus, die 14 Themengärten oder der Irrgarten. Außerdem bietet er viele weitere familienfreundliche Attraktionen, wie den Kletterturm, den Jahrtausendturm, die Sommerrodelbahn oder den Kletterpark. Ebenso beliebt ist der Herrenkrugpark, der zu den schönsten und natürlichsten Parks der Stadt gehört. Der größte Park der Stadt ist der Stadtpark Rotehorn, in dem sich die Stadthalle, die Hyparschale, der Aussichtsturm, das Pferdetor oder das Fort XII befinden. Diese drei Parks und der Klosterbergegarten, der älteste Volkspark Deutschlands, gehören zum Netzwerk Gartenträume Sachsen-Anhalt.
Die renaturierte Festungsanlage Glacis, die sich ehemals einmal um die Innenstadt zog, ist durch den Magdeburger Ring geteilt. Nahe dem Zoo befindet sich der Vogelgesangpark mit seinen großen Parkanlagen und den vielen einzelnen Gärten.
Weitere Anlagen in Magdeburg sind die Goetheanlagen, der Volkspark Westerhüsen, der Amtsgarten Ottersleben, der Florapark, der Nordpark, der Geschwister-Scholl-Park, der Schneidersgarten als Magdeburgs kleinster Park, der Fürstenwall, der Gutspark Benneckenbeck, der Hohepfortewall, die Materlikanlage und die Elbuferpromenade im Bereich Altstadt und Buckau.

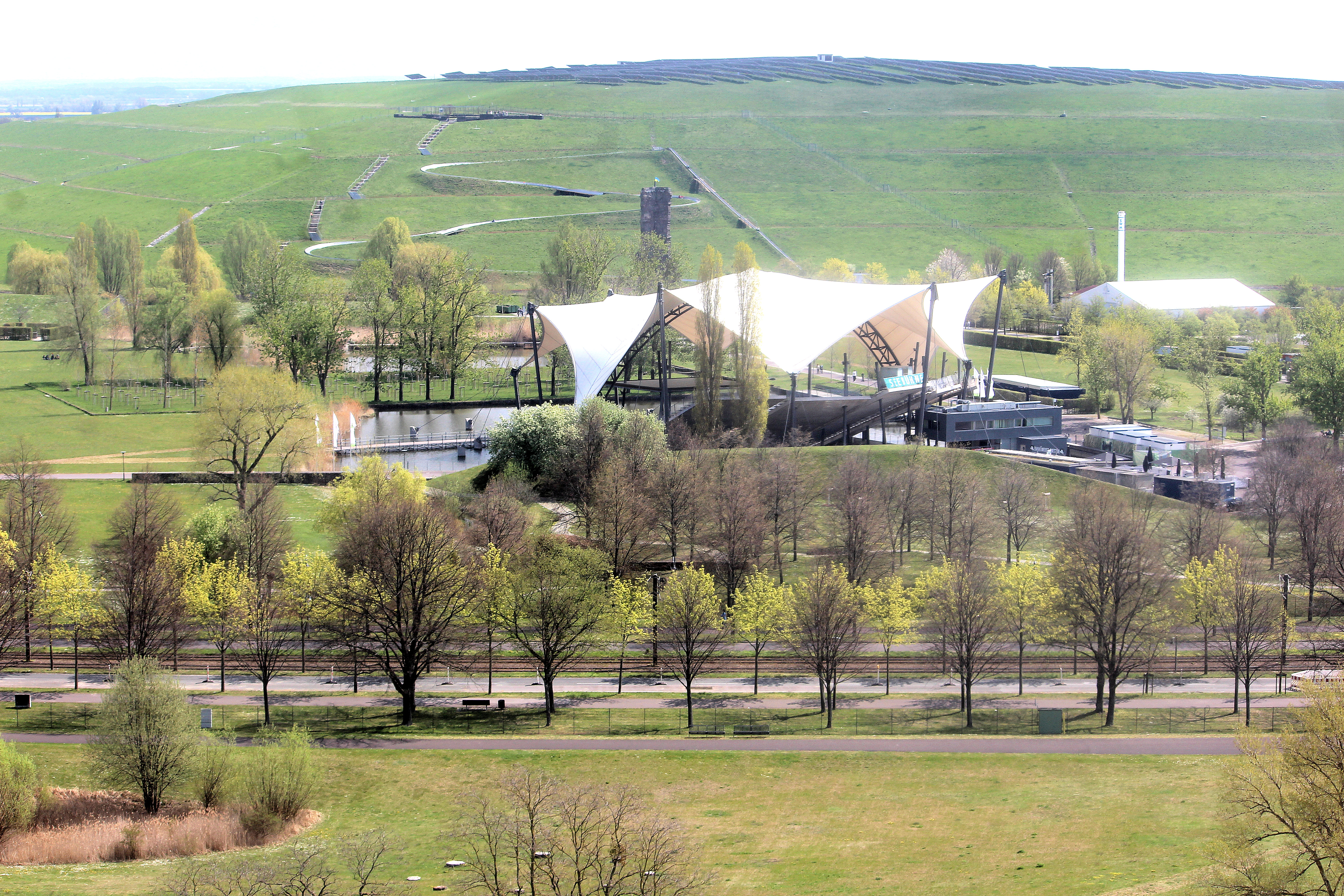
Blick auf die Seebühne im Elbauenpark

### Veranstaltungsorte

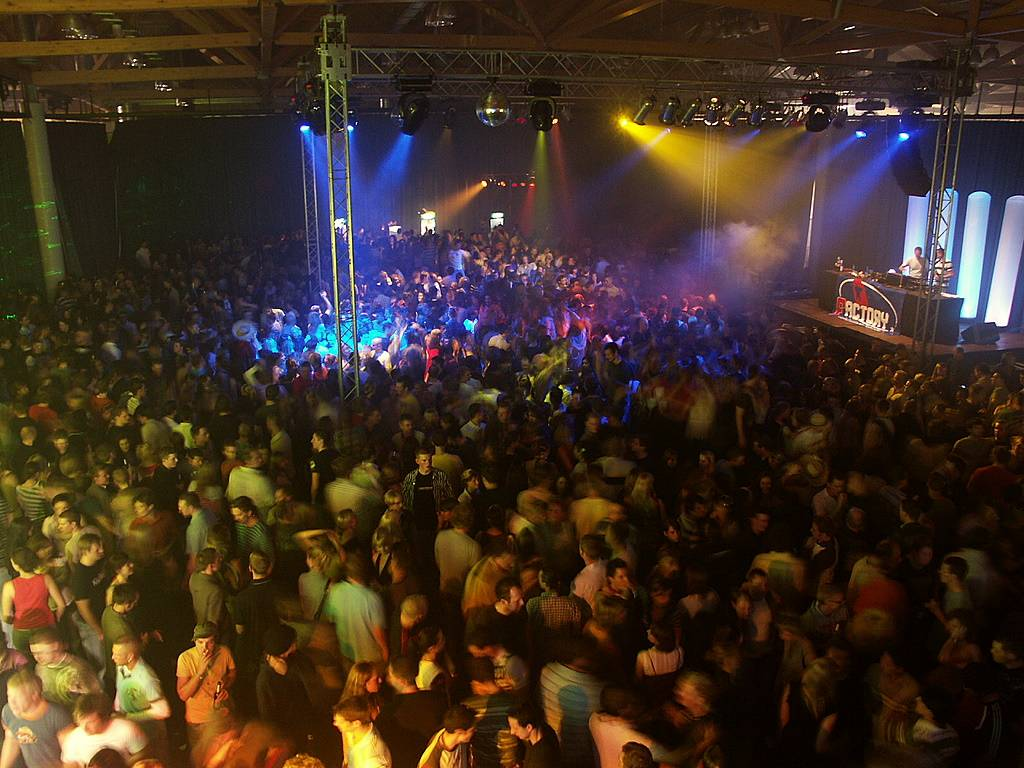
„Semesterparty“ in den Messe-Hallen

Magdeburg bietet ein breites Spektrum an Veranstaltungsorten, die für Konzerte, Sportveranstaltungen, Tanzveranstaltungen, Vorlesungen, Konferenzen, Versammlungen und vieles mehr genutzt werden. Die GETEC Arena, ehemals Bördelandhalle, ist eine sehr moderne und die größte Mehrzweckhalle Sachsen-Anhalts. Neben Sportveranstaltungen finden dort Konzerte und Fernsehproduktionen statt.
Andere große Hallen der Stadt sind die Stadthalle mit Platz für über 4.000 Zuschauer, das AMO Kultur- und Kongreßhaus oder die Messe Magdeburg.
Veranstaltungsorte mit mittelgroßer Kapazität sind unter anderem die Johanniskirche, die Konzerthalle „Georg Philipp Telemann“ im Kloster Unser Lieben Frauen, die Seebühne im Elbauenpark, die Pauluskirche (regelmäßiger Auftrittsort des Magdeburger Kantatenchores) oder das von Friedrich Schinkel erbaute Gesellschaftshaus im Klosterbergegarten mit seinen verschiedengroßen Sälen. Neben den größeren Einrichtungen bestehen in Magdeburg auch kleinere Institutionen für Live-Konzerte wie das „Thiem 20 – Haus für junge Kunst“, der Moritzhof, ein unter Denkmalschutz stehender Vierseithof, das Gröninger Bad, der KJFE Knast oder das KJFE HOT – Alte Bude.

#### Nachtleben
Magdeburgs Nachtleben setzt sich neben Live-Konzerten vorwiegend aus Tanzveranstaltungen in größeren Diskotheken und kleineren Clubs zusammen. Markant für Magdeburg ist, dass viele dieser Veranstaltungsorte in ehemaligen Festungs- und seit der Wende leerstehenden Industrieanlagen lokalisiert sind.
Einige größere Diskotheken sind die Festung Mark, die neben elektronischen Musikveranstaltungen auch für kulturelle Veranstaltungen sorgt, und das Alte Theater am Jerichower Platz. Ebenfalls ein Industriefeeling bietet die ehemalige Fabrikhalle Factory im Süden der Stadt, in der regelmäßig deutsche und internationale Pop-, Rock-, Metal-, Indie-Bands spielen und Diskoveranstaltungen stattfinden. Zu den edleren Clubs der Stadt gehören der Prinzzclub und die Buttergasse, welche einen Mix aus Lounge und Club bieten.
Mit 45 Jahren ist der Studentenclub Baracke ältester Club der Stadt und befindet sich direkt auf dem Gelände der Otto-von-Guericke-Universität. Als Äquivalent besteht am Campus des Universitätsklinikums die Kiste für Studenten der Medizinischen Fakultät.
Daneben existieren weitere mittlere und kleinere Diskotheken und Clubs, wie das Boys’n’Beats, die Alte Feuerwache, die Kunstkantine oder das Triebwerk. Zu erwähnen sind außerdem noch die einem Strand nachempfundenen Clubs Strandbar direkt an der Elbe, mit einem der ersten Citybeachkonzepte Deutschlands, und der Montego Beachclub im Stadtpark Rotehorn mit Volleyballfeldern und großem Pool.
In den Jahren 2016 und 2017 wurden einige Diskotheken geschlossen. So befand sich im Süden der Stadt bis 2016 die Großraumdiskothek Music Hall, der ehemalige Funpark, welche neben den Mainstream-Genres auch spezielle Musikrichtungen bediente. Außerdem wurde 2016 der Discoturm Nautica (Pearl Club) geschlossen, nachdem das Spaßbad nach Insolvenz den Betreiber gewechselt hat und umgebaut wurde. Anfang 2017 wurde schließlich das Kulturwerk Fichte, eine denkmalgeschützte Industriehalle aus den Gründerzeiten, wo Szenepartys und andere Großveranstaltungen stattfanden geschlossen.
Der Hasselbachplatz an der südlichen Innenstadt hat sich in den letzten Jahren zum Magdeburger Kneipenzentrum entwickelt. Auf Grund der hohen Frequentierung tagsüber, aber vor allem in den Abendstunden durch die Besucher der zahlreichen Clubs, Bars und Kneipen ist der Platz als Kriminalitätsschwerpunkt eingestuft und wird mittels Videotechnik überwacht.

### Sport

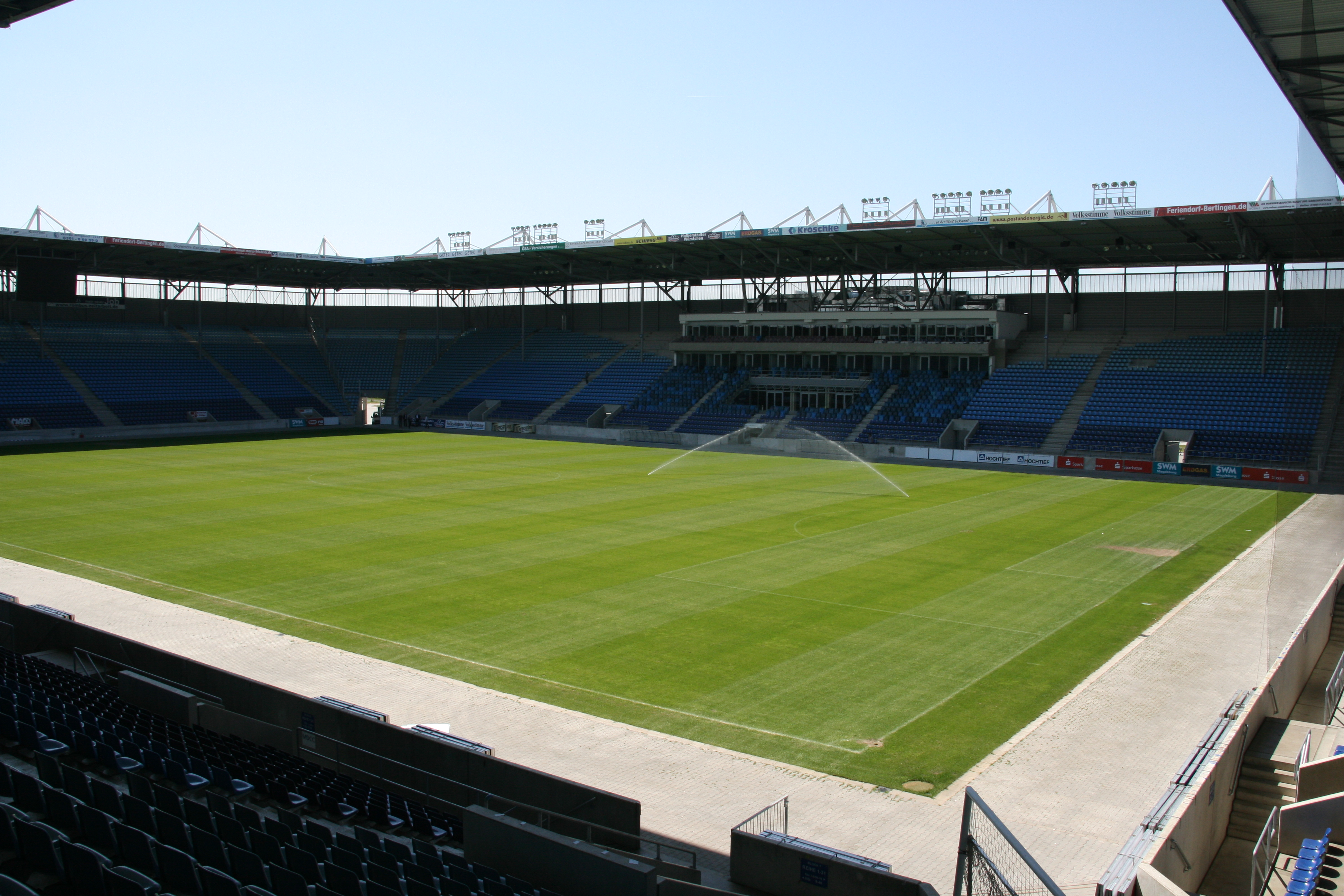
Innenansicht der Avnet Arena

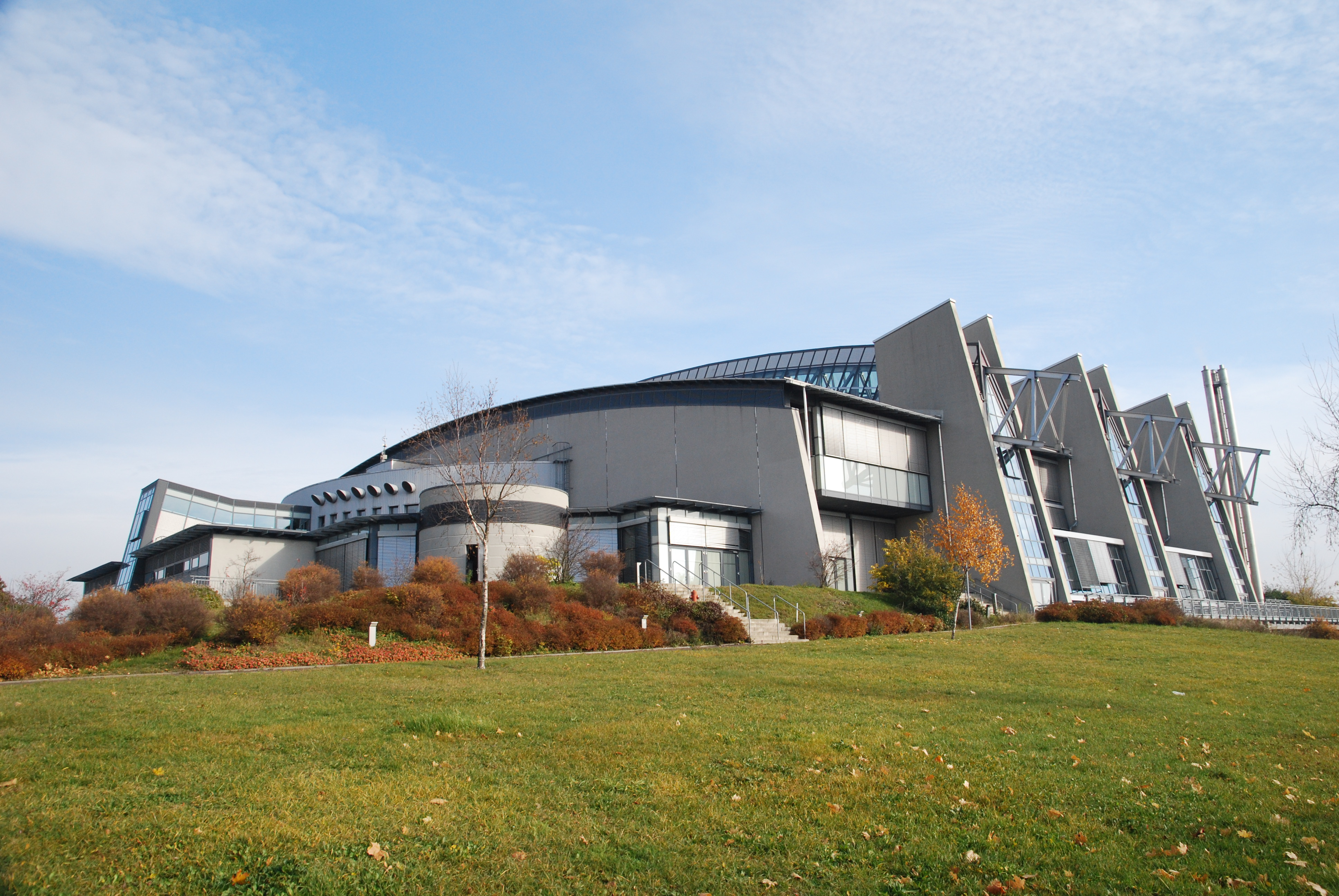
Die GETEC Arena

In Magdeburg sind rund 170 regional, national und international erfolgreiche Sportvereine beheimatet. Dazu gehören der 1. FC Magdeburg oder der SC Magdeburg. Diese und andere Vereine brachten in den letzten 100 Jahren mehr als 100 Sportler hervor, die in Europa- und Weltmeisterschaften, bei Olympia und durch Weltrekorde über 400 Medaillen nach Magdeburg brachten. Für sie wurde im Breiten Weg 2007 Deutschlands erster „Sports Walk of Fame“ geschaffen, wo die Stadt die Sportler mit dem Verlegen von Bodenplatten mit eingearbeitetem Namen, sportlicher Leistung und dessen Jahr ehrt.
In Magdeburg ist einer der beiden Olympiastützpunkte in Sachsen-Anhalt. Die sportartübergreifende Betreuungs- und Serviceeinrichtung dient dem Ziel, Spitzen- und Nachwuchssportler in den Olympiasportarten zu fördern. Zusammen mit dem Sportgymnasium Magdeburg und der Sportsekundarschule „Hans Schellheimer“ bilden sie das Zentrum für die sportliche Ausbildung und Nachwuchsförderung in Magdeburg.
Der 1. FC Magdeburg spielt in der Saison 2024/25 in der 2. Bundesliga und trägt seine Heimspiele in der Avnet Arena aus. Durch zahlreiche Titel in der Vergangenheit zählt er zu den erfolgreichsten Fußballclubs der DDR. Magdeburg ist zudem Sitz des Fußballverbands Sachsen-Anhalt.
Der SC Magdeburg verfügt über eine der traditionsreichsten Schwimmsportabteilungen in Deutschland und hat je ein Team der Herren und Damen in der 1. Bundesliga Schwimmen. Trainings- und Wettkampfstätte ist die Elbeschwimmhalle. Auch die Abteilungen der Leichtathleten und Ruderer sind überaus erfolgreich und haben zahlreiche Titel bei Olympischen Spielen und Meisterschaften errungen. Die erfolgreichste Abteilung des SC Magdeburg sind jedoch die Kanuten mit mehreren Weltmeistern und Olympia-Medaillengewinnern.
Die Abteilung Handball des SC Magdeburg spielt in der Handball-Bundesliga und gilt als einer der erfolgreichsten deutschen Handballvereine. Er war der erste deutsche Verein, der 2002 die Champions League des Handballs gewinnen konnte. Heimatspielstätte ist die GETEC Arena, die rund 7.000 Zuschauer fasst. Die zweite Mannschaft, genannt SCM Youngsters, trägt ihre Drittliga-Spiele in der Hermann-Gieseler-Halle aus.
Magdeburg besitzt seit 2000 Ostdeutschlands einzigen Profi-Boxstall, SES Sport. Er ist der drittgrößte deutsche Boxpromotor und arbeitet eng mit Universum/Spotlight zusammen. Unter den 15 aktiven Boxern des Teams befinden sich mehrere Weltmeister.
Auch Wasserball hat in Magdeburg eine lange Tradition. Die Wasserball-Union Magdeburg spielten bis zum Abstieg 2013 in der Wasserball-Bundesliga (DWL).

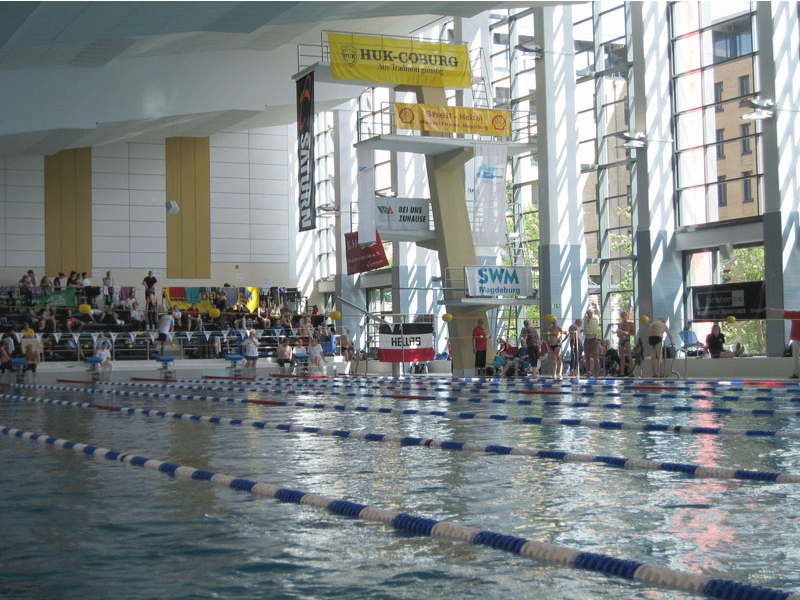
Die Elbeschwimmhalle ist unter anderem Bundesleistungszentrum für Schwimmen

Die American-Football-Spieler des „Magdeburger Sportvereins '90“, die Virgin Guards, spielten bis 2011 in der German Football League 2. Spielstätte ist das Heinrich-Germer-Stadion. 2011 wurde in Magdeburg das Endspiel der German Football League, der German Bowl, in der MDCC-Arena ausgetragen.
Im April 1994 wurden die „Magdeburg Poor Pigs“ gegründet, eine Baseball- und Softball-Mannschaft. Nach dem Gewinn der Mitteldeutschen Meisterschaft 2015 spielen sie 2016 in der Regionalliga Nordost. Die Poor Pigs spielen im Stadtteil Westerhüsen auf dem Sportkomplex „Tonschacht“, der 2010 eröffnet wurde und internationalen Spielfeldmaßen entspricht.
Seit 2004 findet jährlich der Magdeburg-Marathon durch die Stadt Magdeburg statt. Wählen kann man zwischen der 42 km langen Marathon-Strecke, der Halb-Marathon-Strecke, der 10 km (bis 2014: 13 km) langen Strecke oder der Mini-Marathon-Strecke. Start und Ziel ist immer die Messe Magdeburg.
Pferderennen haben in Magdeburg ebenfalls eine lange Tradition. Auf der Pferderennbahn Herrenkrugwiesen finden schon seit 1838 regelmäßig Veranstaltungen mit Pferderennen statt. Jedes Jahr finden mindestens 4 Rennen statt.
Am Flugplatz Magdeburg finden einige Luftsportarten statt, darunter zum Beispiel Fallschirmspringen und Segelfliegen. Der Flugplatz ist Sitz des Vereins FSV Magdeburg. 1968 fanden auf diesem Flugplatz die Weltmeisterschaften im Motorkunstflug statt.

### Regelmäßige Veranstaltungen

#### Frühling

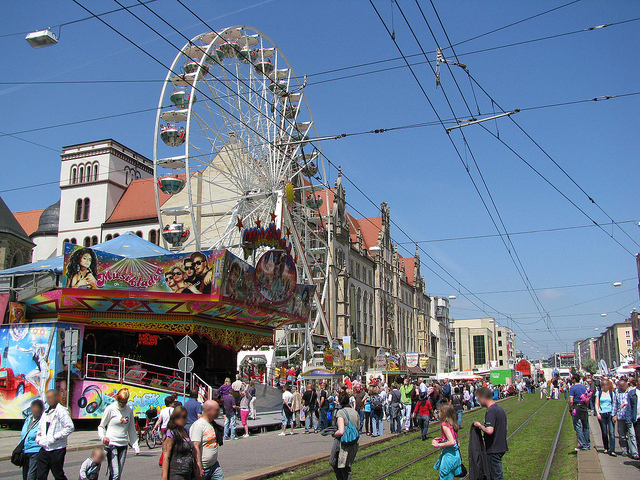
Das Stadtfest-Magdeburg, welches jedes Jahr zu Pfingsten stattfindet

Die Magdeburger Frühjahrsmesse, ein dreiwöchiger Rummel zum Frühlingsanfang, findet jährlich auf dem Messeplatz „Max Wille“ am Kleinen Stadtmarsch direkt am Elbufer statt.
Von 2010 bis 2019 wurden im März/April die RoboCup German Open in den Magdeburger Messehallen ausgetragen. Tausende Besucher verfolgten in verschiedenen Disziplinen, unter anderem Roboterfußball, internationale Teams, die mit ihren Robotern gegeneinander antraten. 2022 und 2023 fanden die German Open dezentral statt und deshalb war nur ein Teil des RoboCup in Magdeburg angesiedelt. 

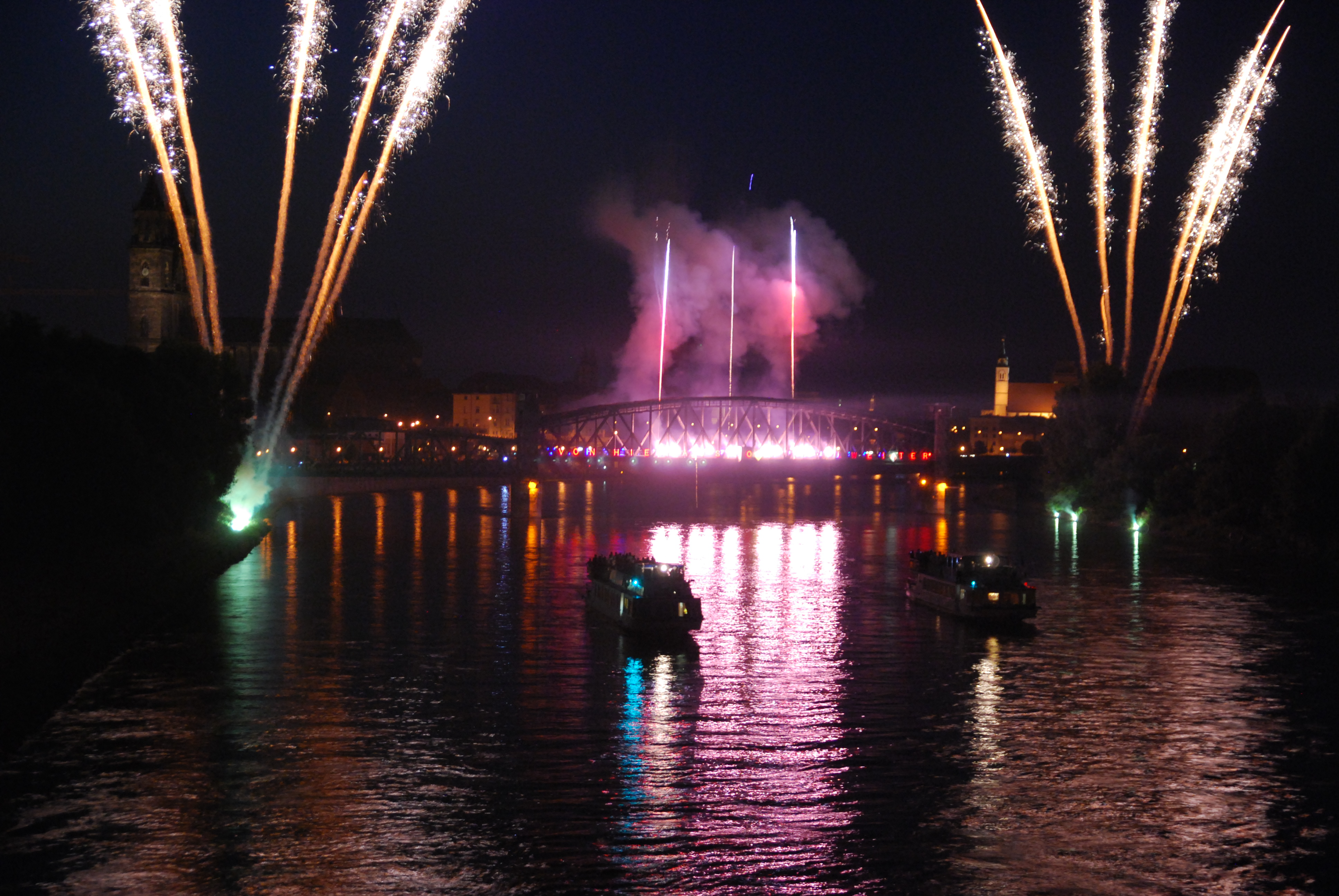
„Elbe in Licht und Flammen“

Das Magdeburger Historienspektakel Spectaculum Magdeburgense im Mai im Bereich der alten Festungsanlagen ist eine Mittelalterveranstaltung. Zahlreiche Veranstaltungen und Aktionen, darunter zum Beispiel Fakirshows, Theaterveranstaltungen, ein Mittelaltermarkt und musikalische Klänge aus dieser Zeit, unterhalten die Besucher. Jedes Jahr an Christi Himmelfahrt veranstalten die Hoffnungsgemeinde Magdeburg, das Polizeirevier Magdeburg, der THW-Ortsverband Magdeburg, die Auslandsgesellschaft Sachsen-Anhalt und die Stadt Magdeburg das Fest der Begegnungen gegen Fremdenfeindlichkeit im Rotehornpark.

#### Sommer
Neben den Kreuzgangserenaden im Dom findet im Juli/August das überregional bekannte Sommer-Open-Air des Theater Magdeburg auf dem Magdeburger Domplatz statt.
Der Christopher Street Day, ebenfalls im August, ist ein Festtag von Lesben, Schwulen, Bisexuellen und Transgendern. Demonstriert wird für die Rechte und gegen die Ausgrenzung dieser Gruppen. Er findet in zahlreichen Städten Deutschlands statt. Die Parade erstreckt sich vom Bahnhof Magdeburg-Neustadt durch die Innenstadt, den Hasselbachplatz in die Liebigstraße.
Rund um das historische Viertel am Magdeburger Dom findet seit 2011 jährlich das dreitägige Kaiser Otto Fest statt, bei dem Gebäude und Plätze wie die Bastion Cleve, das Kloster Unser Lieben Frauen, der Möllenvogteigarten, der Fürstenwall oder der Dom selber Veranstaltungsorte mittelalterlicher Attraktionen, Auftritte und Festumzüge wie zum Beispiel die Kaiserkrönung Ottos I., Ritterturniere, Falknershows und mittelalterliche Gesänge werden. Das Fest soll an die Bedeutung der Stadt Magdeburg als Wiege der deutschen Nation und der europäischen Geschichte erinnern.
Am Fahrradaktionstag führt eine große Fahrraddemonstration nach einer Sternfahrt zum Sammelpunkt quer durch die Stadt und über den Magdeburger Ring. Damit wollen die Radfahrer für eine fahrradfreundlichere Stadt eintreten. 2014 fand er am 28. Juni zum vierten Mal statt.
Ende August/Anfang September findet alljährlich die OMMMA, das Ost-Mobil-Meeting Magdeburg, im Elbauenpark statt, wo Autos aus DDR-Produktion sowie aus den östlichen Ländern ausgestellt werden.

#### Herbst
Im September wird in Magdeburg das Landeserntedankfest, mit über 35.000 Besuchern die größte öffentliche Veranstaltung des landwirtschaftlichen Berufsstandes in Sachsen-Anhalt, im Elbauenpark gefeiert. Dazu kommen das Jazzfestival DIAGONALE, die Literaturwochen, eine Veranstaltung für Literaturfreunde mit vielen Angeboten und Ausstellungen, Vorlesungen und Aufführungen, das Kunstfestival Magdeburg und die Magdeburger Herbstmesse (früher Herrenmesse), ein zum Herbstanfang stattfindender dreiwöchiger Rummel auf dem „Kleinen Stadtmarsch“.
Im Jahr 2010 feierte sie ihr 1000-jähriges Bestehen, denn sie findet im heiligen Fest der Thebäischen Legion von Erzbischof Tagino, welches am 22. September 1010 gefeiert wurde, ihren Ursprung. Ab dem Jahr 1220 verschmolz das Fest des Mauritius und seiner heiligen Mitstreiter mit dem großen Magdeburger Jahrmarkt, welcher seiner Zeit noch auf dem Domplatz stattfand. Somit ist die Herbstmesse Magdeburg heute das älteste Volksfest Deutschlands.

#### Winter
Die größte Veranstaltung des Jahres ist der Magdeburger Weihnachtsmarkt mit rund 135 Ständen. Er lockt jedes Jahr über 1,5 Millionen Besucher an, wird auf dem Alten Markt ausgetragen und bietet viele Attraktionen, zum Beispiel tägliche Live-Musik, eine Weihnachtsmannsprechstunde, Märchenaufführungen und den historischen Weihnachtsmarkt. Er gilt als einer der kinderfreundlichsten Weihnachtsmärkte Deutschlands und ist der täglich am längsten geöffnete Weihnachtsmarkt in Deutschland.
Im Januar findet jährlich die sogenannte Meile der Demokratie mit über 10.000 Besuchern statt, wobei der Breite Weg bis zum Hasselbachplatz Austragungsort mit zahlreichen Aktionen, Infoständen, Gesprächsstunden und umfangreichem Bühnenprogramm für diese Veranstaltung ist. Sie entstand, um dem zeitgleich stattfindenden Aufmarsch von Rechtsextremen den Raum zu nehmen. Diese nutzen den Jahrestag der Luftangriffe auf Magdeburg am 16. Januar 1945 als Anlass für einen Trauerzug, und um die Opfer mit dem Holocaust und den Ermordeten in den Konzentrations- und Vernichtungslagern gleichzusetzen und somit die nationalsozialistischen Massenmorde zu verharmlosen.

### Musik
In Magdeburg finden über das Jahr verteilt zahlreiche verschiedene Musikveranstaltungen statt, darunter viele zu Ehren des Magdeburger Barockkomponisten Georg Philipp Telemann. An geraden Jahren werden seit 1990 im März/April die Magdeburger Telemann-Festtage veranstaltet, welche aus Aufführungen und Interpretationen von Werken des Komponisten bestehen. Ein Bestandteil dessen sind die Festtage der Musikwissenschaft, die Internationalen Wissenschaftlichen Konferenzen, die Telemann-Akademien für Musikstudierende und junge Musiker und die Opernakademie „Georg Philipp Telemann: Der geduldige Socrates“.
Der Internationale Telemann-Wettbewerb findet an ungeraden Jahren seit 2001 statt und ruft weltweit Teilnehmer zwischen 18 und 34 dazu auf, Werke von Telemann und dessen Zeitgenossen auf historischen Instrumenten, beziehungsweise Kopien, nachzuspielen. Die Konzertreihe „Sonntagsmusiken“, initiiert von den Magdeburger Telemannfreunden, finden seit November 1961 am jeweils ersten Sonntag im Monat statt (Ausnahme Juli/August). Im Mittelpunkt der Konzertprogramme steht die Kammermusik Telemanns und seiner Zeitgenossen. Auch Telemanns Kirchenmusik rückt dabei in den Blickpunkt.
Eine weitere musikalische Veranstaltung sind die Orgelfesttage an den drei größten und bedeutendsten Orgeln der Stadt und zwar an der Jehmlich-Orgel im Kloster Unser Lieben Frauen, an der Eule-Orgel in der Kathedrale St. Sebastian und an der 2008 geweihten Schuke-Hauptorgel im Dom. In letzterem findet montags im Sommer die „Orgelkunst“, abendliche Konzerte mit national und international bekannten Organisten, statt.
Im Frühjahr finden außerdem die Magdeburger Songtage statt, bei denen an mehreren Tagen Interpreten an verschiedenen Orten in der Stadt auftreten und Konzerte geben.
Die recht überschauliche Jazz-Szene in Magdeburg bietet trotzdem über das Jahr verteilt Veranstaltungen an. Seit 1995 wird das Open-Air-New-Orleans-Jazz-Festival ausgetragen. Der Herrenkrugpark wird in eine große Bühne verwandelt, und es treten Jazz-Künstler auf, die rund 15.000 Besucher unterhalten. Weitere Veranstaltungen sind Jazz! im Schauspielhaus, die Kunst Kultur Karstadt, die Gitarren-Nächte der AG Jazz, die DIAGONALE und ab Herbst 2015 die Jazztage Magdeburg.
Ein besonderes Highlight im Jahr bildet die Fête de la Musique Magdeburg. Auf elf Bühnen, verteilt in der gesamten Innenstadt Magdeburgs und im Stadtpark Rotehorn, treten über 150 Bands und Solokünstler vor jährlich tausenden Zuschauern auf. Für das Publikum sind die Veranstaltungen gratis. Weltweit findet die Fête de la Musique in über 500 Städten statt.
Ein Nachwuchswettbewerb Sachsen-Anhalts wird veranstaltet von den Stadtwerken Magdeburg und sucht musikalische Talente aus Magdeburg und den umliegenden Landkreisen. Der SWM TalentVerstärker findet seit 2002 statt, bis 2013 unter dem Namen SWM MusiCids, und bietet den Talenten den ersten Schritt eine Karriere zu beginnen. Berühmtestes Beispiel ist die Band Devilish, die später bekannt wurde als die weltweit berühmte Magdeburger Band Tokio Hotel.
Seit 2014 findet das Open-Air-Festival Love Music Festival mit zahlreichen Rap- und Elektronik-Aufführungen im Elbauenpark statt.

### Kulinarische Spezialitäten
Als lokale kulinarische Spezialitäten gelten „Bötel“, das ist Eisbein mit Sauerkraut, Erbsenpüree und Salzkartoffeln, die „Gehacktesstippe“, eine dunkle Sauce mit gemischtem Hackfleisch, die mit Kartoffeln gegessen wird, und „Pottsuse“, ein Brotaufstrich aus Schweinefleisch, Schmalz und einigen Gewürzen sowie „Bollenwurst“, eine deftige Zwiebelleberwurst.

### Große Einkaufsmöglichkeiten

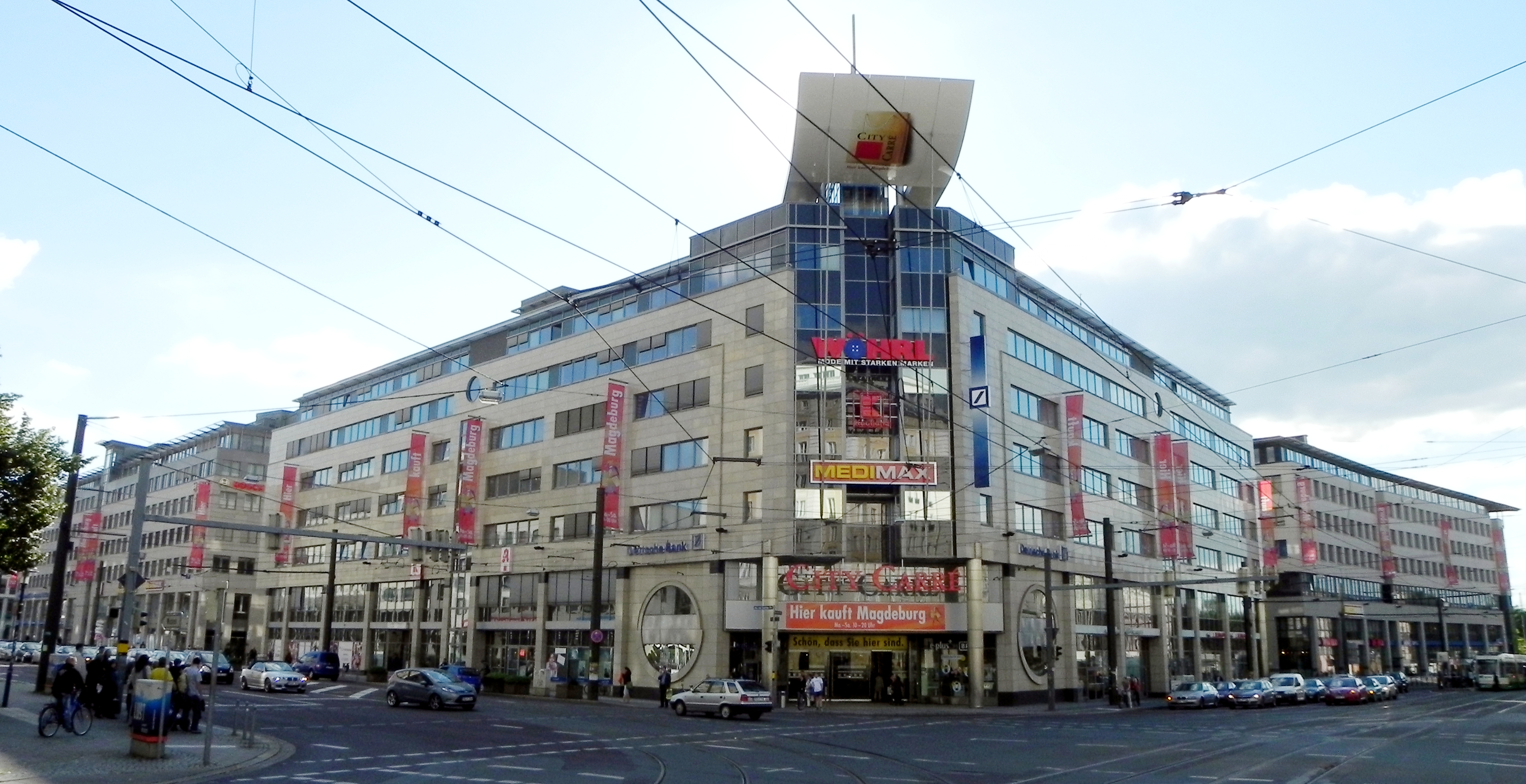
Das City Carré

Zu den traditionellen Einkaufsmeilen gehören unter anderem der 2,2 Kilometer lange Breite Weg, der im ebenso beliebten Hasselbachplatz endet, die Leiterstraße und die Ernst-Reuter-Allee. Weitere große Einkaufsmeilen befinden sich unter anderem noch in der Neuen Neustadt und in Sudenburg. Trotzdem finden sich deutlich weniger historisch gewachsene Einzelhandelsstrukturen als in anderen Städten gleicher Größenordnung.
Magdeburg wird eher geprägt durch größtenteils nach der Wende entstandene Einkaufszentren. Im Stadtzentrum gelegen sind das Allee-Center, das City-Carré, das Ulrichshaus sowie die Kaufhäuser Galeria und Papenbreer. Am Stadtrand gelegen sind unter anderem der Bördepark im Süden der Stadt nahe dem Flugplatz sowie der Florapark im Nord-Westen der Stadt, das größte Einkaufszentrum in Sachsen-Anhalt. Dadurch haben Magdeburgs Einwohner im Einzelhandel zusammen mit einer vielfältigen Landschaft an Supermärkten, Discountern und Einkaufshäusern mit 2,5 Quadratmetern Verkaufsfläche pro Einwohner einen Spitzenplatz in Deutschland.

### Stolpersteine
Weltweit werden Stolpersteine verlegt, um an das Schicksal der Menschen zu erinnern, die im Nationalsozialismus ermordet wurden. Im Stadtgebiet Magdeburgs wurden bisher 650 solcher Steine verlegt (Stand: Oktober 2022); am 29. Dezember 2019 verlegte Gunter Demnig in Memmingen den 75.000. Stolperstein.

### Halbkugeln
Anlässlich des 400. Geburtstages Otto von Guerickes im Jahr 2002 wurden 40 Halbkugelpaare von Künstlern und Laien gestaltet und an verschiedenen Orten in der Stadt aufgestellt. Die 1,20 m großen Halbkugeln aus glasfaserverstärktem Kunststoff erinnern an das berühmte physikalische Experiment Guerickes im Jahr 1656. Einige dieser Halbkugeln sind heute noch in der Stadt zu sehen.

### In Kunst und Kultur

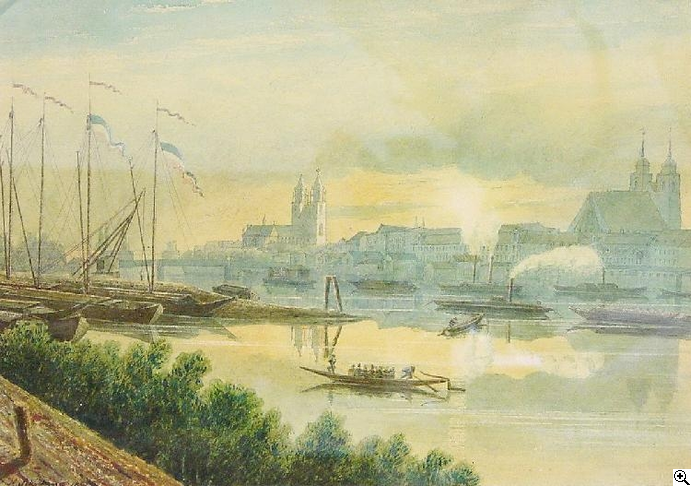
Heinrich Schilking: Magdeburg an der Elbe – Elbpanorama, Aquarell (1852)

- Heinrich Schilking: Magdeburg an der Elbe – Elbpanorama, Aquarell (1852)Die Magdeburger Centurien, eine protestantische Kirchengeschichte des 16. Jahrhunderts, sind nach dem Initiator und Hauptbearbeiter benannt, die beide Magdeburger Prediger waren.
- Wilhelm Raabes Magdeburg-Roman Unseres Herrgotts Kanzlei erschien 1862.
- Gertrud von le Fort veröffentlichte 1938 den Roman Die Magdeburgische Hochzeit.
- Die Stadt Magdeburg ist Dreh- und Angelpunkt eines Musikstückes, das 1992 von Manfred Maurenbrecher geschaffen wurde. Dieses Lied mit dem Titel Magdeburg 92 wurde später vom Bundestagsabgeordneten Diether Dehm interpretiert.
- Hurenkarrentaler, Schautaler der Stadt Magdeburg zur Gründung der Stadt
- Luftpumpentaler, ersten Gepräge mit der Darstellung des Trennungsversuchs der Magdeburger Halbkugeln sowie die ersten Gepräge überhaupt mit Bezug auf Otto von Guericke.
- Von der Gründung Magdeburgs, Sage

### Filme
- Bilderbuch Deutschland. Rund um Magdeburg. Dokumentarfilm, Deutschland, 1999, 43:30 Min., Buch und Regie: Birgit von Gagern, Produktion: MDR, Reihe: Bilderbuch Deutschland, Folge 153, Erstsendung: 12. September 1999 bei Das Erste, Inhaltsangabe von fernsehserien.de. Reise-Reportage anlässlich der Bundesgartenschau 1999.
- 1631 – Das Massaker von Magdeburg. Dokumentarfilm mit Spielszenen, Deutschland, 2005, 42:28 Min., Buch und Regie: Anne Roerkohl, Regie der Spielszenen: Hannes Schuler, Produktion: Ottonia Media, MDR, WDR, SR, arte, Reihe: Die großen Schlachten, Erstsendung: 20. Mai 2006 bei arte, Inhaltsangabe von Anne Roerkohl und online-Video.
- Ein Hauch von Moskau in Magdeburg – Die Stalinbauten. Dokumentarfilm, Deutschland, 2014, 29:54 Min., Buch und Regie: Dirk Schneider, Moderation: Axel Bulthaupt, Produktion: MDR, Reihe: Der Osten – Entdecke wo du lebst, Erstsendung: 22. April 2014 bei MDR, Inhaltsangabe von MDR, (Memento vom 4. Februar 2017 im Internet Archive).[100]
- Gustav Adolf II. Der Kampf um Magdeburg. Dokumentarfilm mit Spielszenen, Deutschland, 2014, 43:45 Min.[101]
- Magdeburg – Geschichte, Gegenwart und Zukunft. Wissenssendung, Deutschland 2014, 58 Min., Moderation: Victoria Herrmann, Produktion: MDR, Reihe: LexiTV, Erstsendung: 2. September 2014 bei MDR, Inhaltsangabe von MDR, (Memento vom 23. Juli 2015 im Internet Archive).
- Wo der Stahl gehärtet wurde – Maschinenbaustadt Magdeburg. Dokumentarfilm, Deutschland, 2019, 44:44 Min., Buch und Regie: Tom Kühne, Produktion: MDR, Reihe: Der Osten – Entdecke wo du lebst, Erstsendung: 14. Januar 2020 beim MDR Fernsehen, Inhaltsangabe vom MDR, online-Video aufrufbar bis zum 6. Januar 2021.

## Wirtschaft und Infrastruktur
Im Jahr 2016 erbrachte Magdeburg ein Bruttoinlandsprodukt (BIP) von 7,813 Milliarden Euro und belegte damit Platz 47 innerhalb der Rangliste der deutschen Städte nach Wirtschaftsleistung. Der Anteil an der Wirtschaftsleistung des Bundeslandes Sachsen-Anhalt betrug 13,2 %.
Das BIP pro Kopf lag im selben Jahr bei 32.978 Euro (Sachsen-Anhalt: 26.364 Euro, Deutschland 38.180 Euro). Am 30. Juni 2021 gab es ca. 95.000 erwerbstätige Personen. Die Arbeitslosenquote lag im Juni 2022 bei 8,3 %.
Im Zukunftsatlas 2016 belegte die kreisfreie Stadt Platz 224 von 402 Landkreisen, Kommunalverbänden und kreisfreien Städten in Deutschland und zählte damit zu den Orten mit „ausgeglichenem Chancen-Risiko-Mix“ für die Zukunft. Dies ist die beste Platzierung in Sachsen-Anhalt. In der Ausgabe von 2003 belegte Magdeburg noch 353 von 434. Im Zukunftsatlas 2019 wurde Magdeburg im Vergleich zu 2016 hingegen auf Rang 290 herabgestuft. Trotzdem steht Magdeburg nach wie vor an führender Position innerhalb Sachsen-Anhalts.

### Industrie

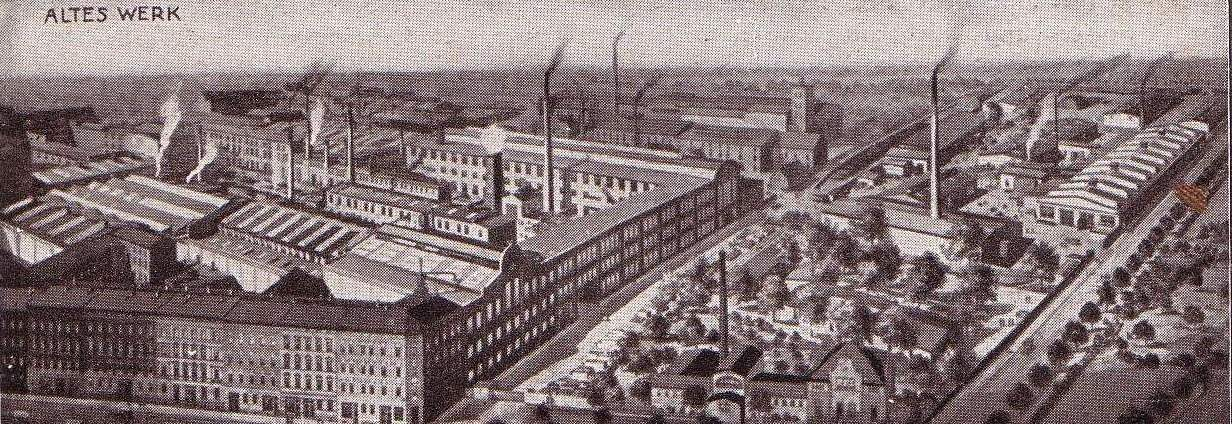
Polte-Werk um 1905

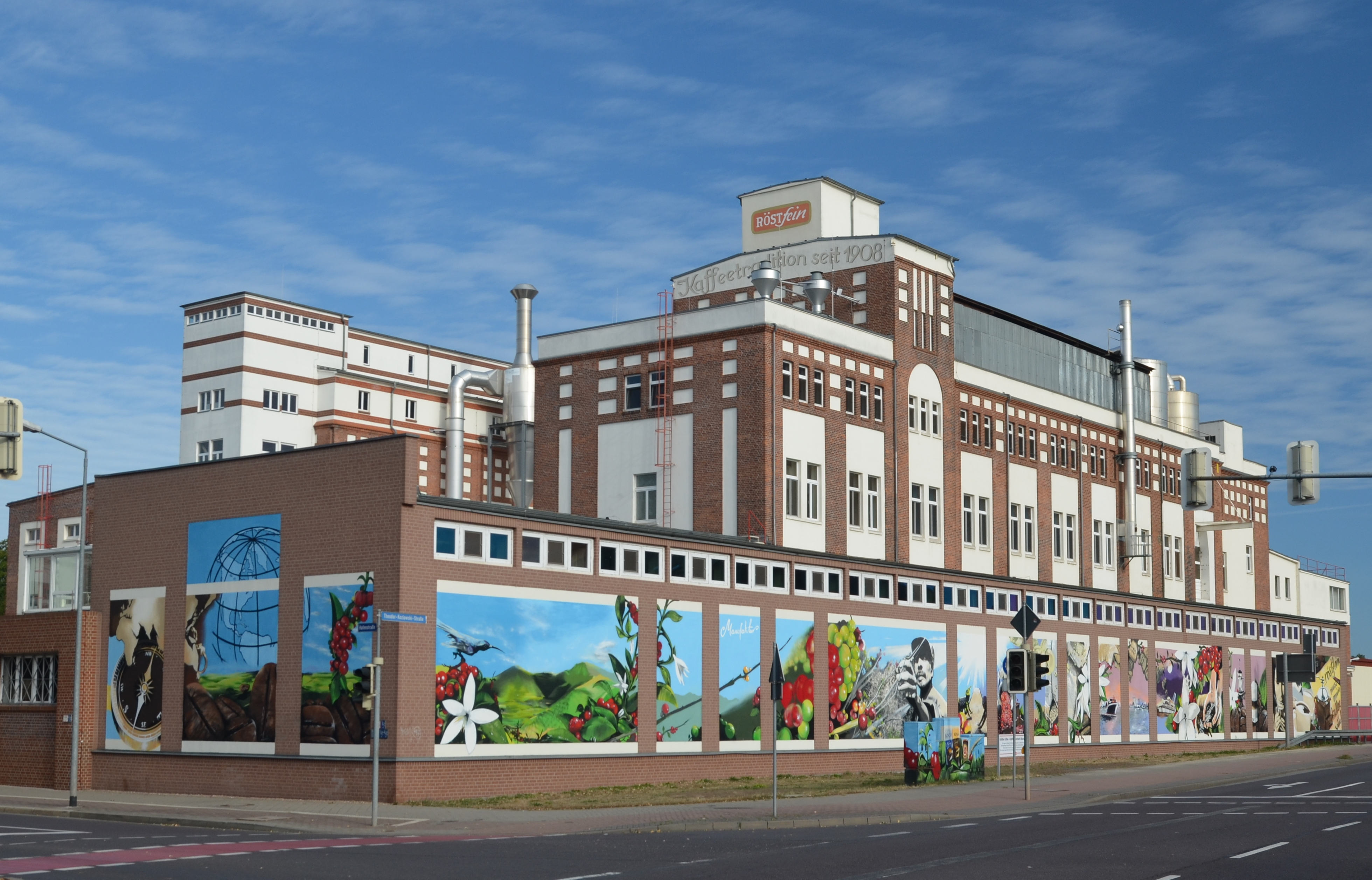
Röstfein Kaffee-Fabrik

Magdeburg ist eines der ältesten Industriezentren Deutschlands, was an der günstigen Verkehrslage am Schnittpunkt von wichtigen Verkehrsadern liegt und durch die große Fruchtbarkeit des Bodens westlich der Elbe (Magdeburger Börde) und auf die Bodenschätze im Magdeburger Umland, z. B. Salz, Kali und Braunkohle, begünstigt wurde. Bis zum 19. Jahrhundert stützten sich Handel und Elbverkehr auf Vorrechte wie Stapel-, Markt-, Zoll- und Münzrecht.
Es siedelten sich bekannte Maschinenbauunternehmer an. Beispielsweise eröffneten 1828 die „Magdeburger Dampfschiffahrt-Companie“ und die Maschinenfabrik „Alte Bude“. Durch die Erweiterung des Schienennetzes in Magdeburg vergrößerte sich die Wirtschaft zunehmend. 1850 gründete Bernhard Schäffer das Armaturenwerk Schäffer & Budenberg, 1855 Hermann Gruson die „Maschinen-Fabrik und Schiffsbauwerkstatt H. Gruson Buckau-Magdeburg“ (Grusonwerk – ab 1893 Tochterfirma der Friedrich Krupp AG), Rudolf Ernst Wolf eröffnete 1862 eine Maschinenfabrik (1928 Fusion zur Maschinenfabrik Buckau R. Wolf), welche neben der Armaturenfabrik Polte zu den führenden Munitionsfabriken wurde, und 1886 nahm Fahlberg-List die weltweit erste Saccharinfabrikation auf. In der so genannten Gründerzeit des 19. Jahrhunderts siedelten sich in Magdeburg weitere Unternehmen an.
Diese Betriebe bildeten das Fundament für die „Stadt des Schwermaschinenbaus“, wie Magdeburg in der DDR genannt wurde. Das Grusonwerk wurde Mitte 1946 zunächst eine Sowjetische Aktiengesellschaft, Ende 1953 mit 11.500 Beschäftigten zum VEB Schwermaschinenbau „Ernst Thälmann“ und schließlich 1969 zum Schwermaschinenbau-Kombinat „Ernst Thälmann“ (SKET). 1990 konnten viele enteignete Betriebe wieder in Privathand geführt werden, doch im Zuge der Wende und der Währungsunion brachen die großen Industriekombinate zusammen. Es blieben kleinere Industriebetriebe übrig oder entwickelten sich.
Heutzutage finden sich auch neue Unternehmen der Maschinenbaubranche wieder, sodass dieser Sektor in Magdeburg u. a. mit großen Werken der Unternehmen SKET, FAM Magdeburger Förderanlagen und Baumaschinen GmbH oder Euroglass wieder eine wichtige Rolle einnimmt. Magdeburg ist mit mehreren Tochterunternehmen von Enercon ein wichtiger Produktionsstandort für Windenergieanlagen. Vestas produziert in der Stadt Gussteile.
Die Landwirtschaft profitiert seit Jahrhunderten vom Boden der Magdeburger Börde, einem Boden mit der besten Bodenqualität, der Voraussetzung für die Ernährungswirtschaft ist. Außerdem ist er notwendig für die Gewinnung nachwachsender Rohstoffe wie Raps, aus dem Biodiesel gewonnen wird. Aufgrund des fruchtbaren Bodens und klaren Quellwassers der Heide entwickelte sich Magdeburg im Spätmittelalter zu einer Hochburg des Bierbrauens, das schon im 11. Jahrhundert im örtlichen Kloster Unserer Lieben Frau betrieben wurde. Im Jahr 1309 ist erstmals eine bürgerliche, gewerbliche Brauerei in Magdeburg urkundlich erwähnt; um 1500 existierten in Magdeburg rund 500 Brauhäuser, die ihr Bier bis nach Bayern verkauften. Mit dem Wechsel zum industriellen Brauen änderte sich diese Situation schnell; zahlreiche Brauereien wurden geschlossen. Die 1841 gegründete spätere Diamant-Brauerei hingegen setzte auf die neuen Organisationsformen.
Die Schuberth GmbH, einer der weltweit führenden Hersteller von Kopfschutzsystemen, verlegte 2009 ihren Firmensitz mit Verwaltung und Produktion von Braunschweig nach Magdeburg und beschäftigt dort ca. 350 Mitarbeiter.
Der Abtshof Magdeburg ist ein Hersteller von Spirituosen und durch seine Absinthe überregional bekannt. Als erstes Unternehmen Deutschlands stellt es seit 1993 koschere Spirituosen her.

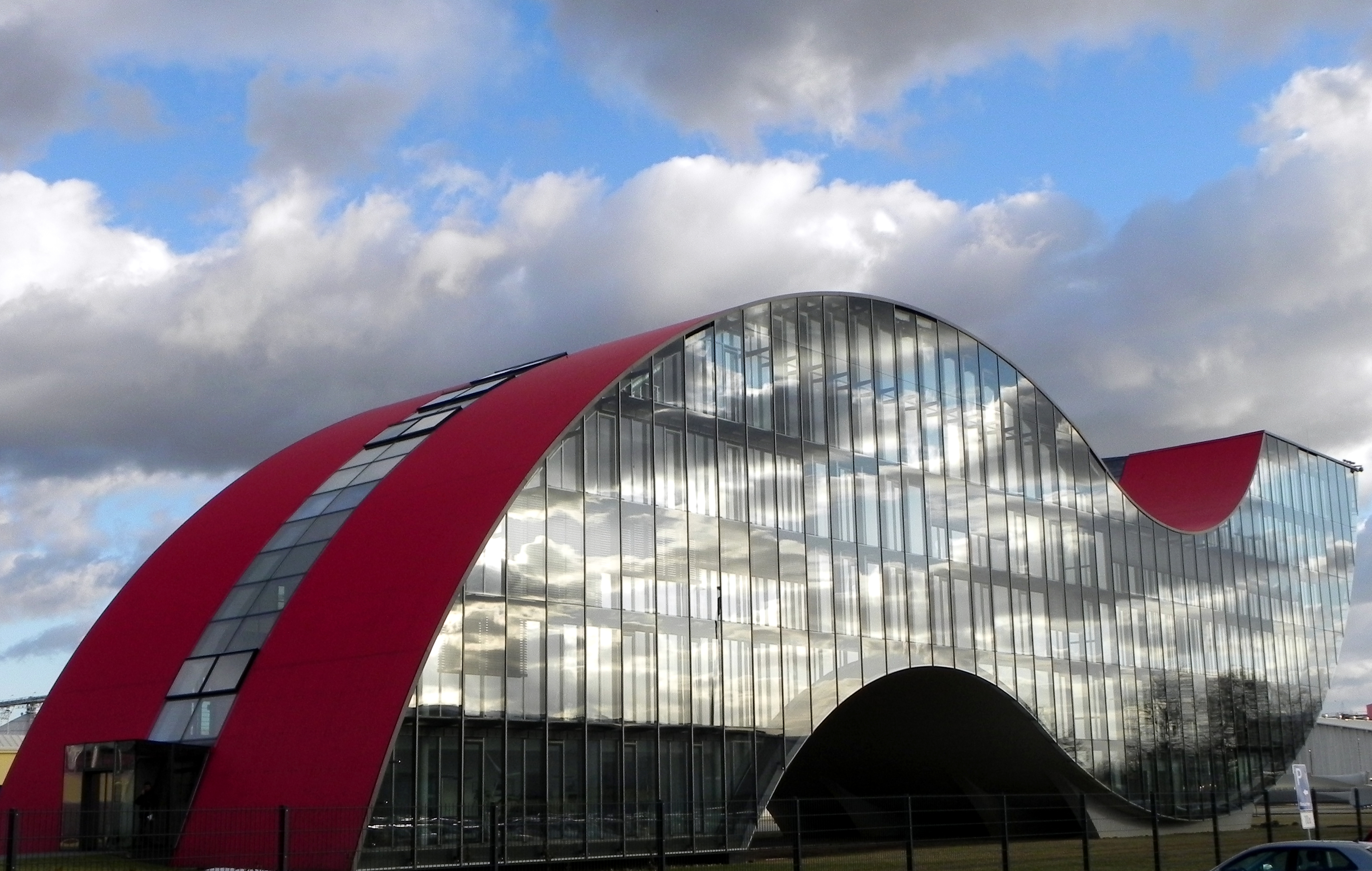
Enercon-Geschäftshaus

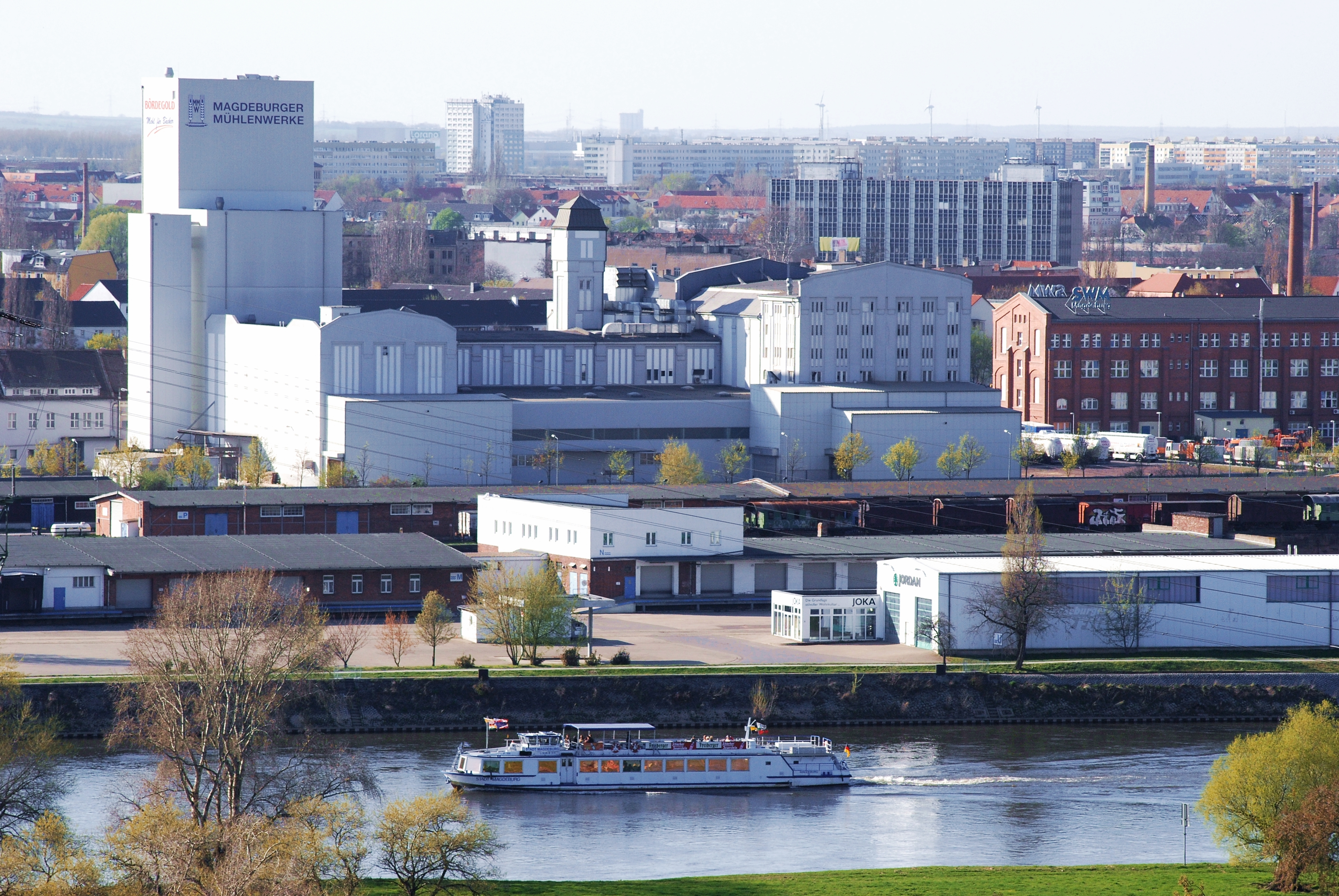
Gewerbegebiet am Handelshafen

Das 1908 in Magdeburg gegründete Unternehmen Röstfein, der einzige Kaffeehersteller in den neuen Bundesländern, beschäftigt rund 150 Mitarbeiter in Magdeburg.
Die Glencore Magdeburg GmbH (früher Prokon-Bio-Ölwerk Magdeburg) stellt aus Raps Biodiesel, Rapsölraffinat, Pharmaglycerin, Rapsschrot sowie Speiseöle her. Der seit 2012 aus drei Ölwerken bestehende Betrieb verarbeitet im Jahr rund 700.000 Tonnen Raps, woraus etwa 233.000 Tonnen Öl gewonnen werden. Somit gehört die Glencore Magdeburg zu den größten Ölmühlen und Biodieselherstellern Europas.
Die ausschlaggebendsten Wirtschaftsbranchen Magdeburgs sind Maschinen- und Anlagenbau, Umwelttechnologien, Gesundheitswirtschaft, Kreislaufwirtschaft, Verarbeitung nachwachsender Rohstoffe und die Logistik. Der Dienstleistungssektor für den Bereich Telekommunikation ist seit den 2010er Jahren stark gewachsen und alle großen Anbieter, die in Deutschland operieren, haben hier Projekte in Technik oder im Kundenservice. Auch der Wissenschaftsbetrieb entwickelt sich und umfasst neben den beiden Hochschulen diverse Forschungsinstitute.
In den letzten 20 Jahren hat sich der Dienstleistungssektor deutlich entwickelt und nimmt als Arbeitgeber größere Bedeutung ein. Beispielsweise betreibt T-Systems sein größtes Rechenzentrum mit rund 750 Beschäftigten in Magdeburg. Außerdem eröffnete der US-amerikanische IT-Konzern IBM sein deutschlandweit erstes Service-Center in der Landeshauptstadt. Es soll Teil des weltweiten Netzwerkes von insgesamt 32 IBM-Centern werden. Die zentrale Lage mit mehreren Universitäten und Hochschulen in der Umgebung, aber auch die Nähe zu wichtigen Unternehmen war besonders ausschlaggebend für die Standortwahl Magdeburg.
Zwei am 15. März 2022 durch den US-amerikanischen Halbleiterhersteller Intel angekündigte Halbleiterfabriken für Magdeburg wurden im September 2024 zunächst um zwei Jahre zu verschoben und im Juli 2025 ganz abgesagt.
Die zehn größten Arbeitgeber mit Sitz in Magdeburg sind, gemessen an der Beschäftigtenzahl: (Stand Dezember 2020)
- Deutsche Bahn AG (7.885)
- Universitätsklinikum Magdeburg (3.795)
- Salus Altmark Holding (2.925)
- Deutsche Telekom AG (1.600)
- G+E GETEC Holding GmbH (1.500)
- Klinikum Magdeburg GmbH (1.488)
- FAM GmbH (1.466)
- Bosch Service Solutions Magdeburg GmbH (1.258)
- GETEC Energie Holding GmbH (1.128)
- Städtische Werke Magdeburg GmbH & Co. KG (770)

### Verkehr
Die Verkehrsmittelwahl, also die Aufteilung des Verkehrsaufkommens auf die verschiedenen Verkehrsträger, ergab bei der letzten Erhebung 2018 einen Anteil von 14,1 % für den öffentlichen Verkehr, 42,6 % für den motorisierten Individualverkehr, 18,2 % für den Radverkehr und 25,2 % für Fußverkehr. Magdeburg wird von Zügen und Bussen des Fern- und des Regionalverkehrs bedient. Den Öffentlichen Nahverkehr von Magdeburg leisten die S-Bahn Mittelelbe, die Straßenbahn Magdeburg, Regional- und Stadtbusse. Ein Komplex aus vier Binnenhäfen liegt direkt und über Stich- und Verbindungskanäle verbunden an der Elbe, Mittellandkanal und Elbe-Havel-Kanal. Die Wasserstraßen sowie ein Flugplatz werden auch für Freizeitverkehr genutzt.

#### Schienenverkehr

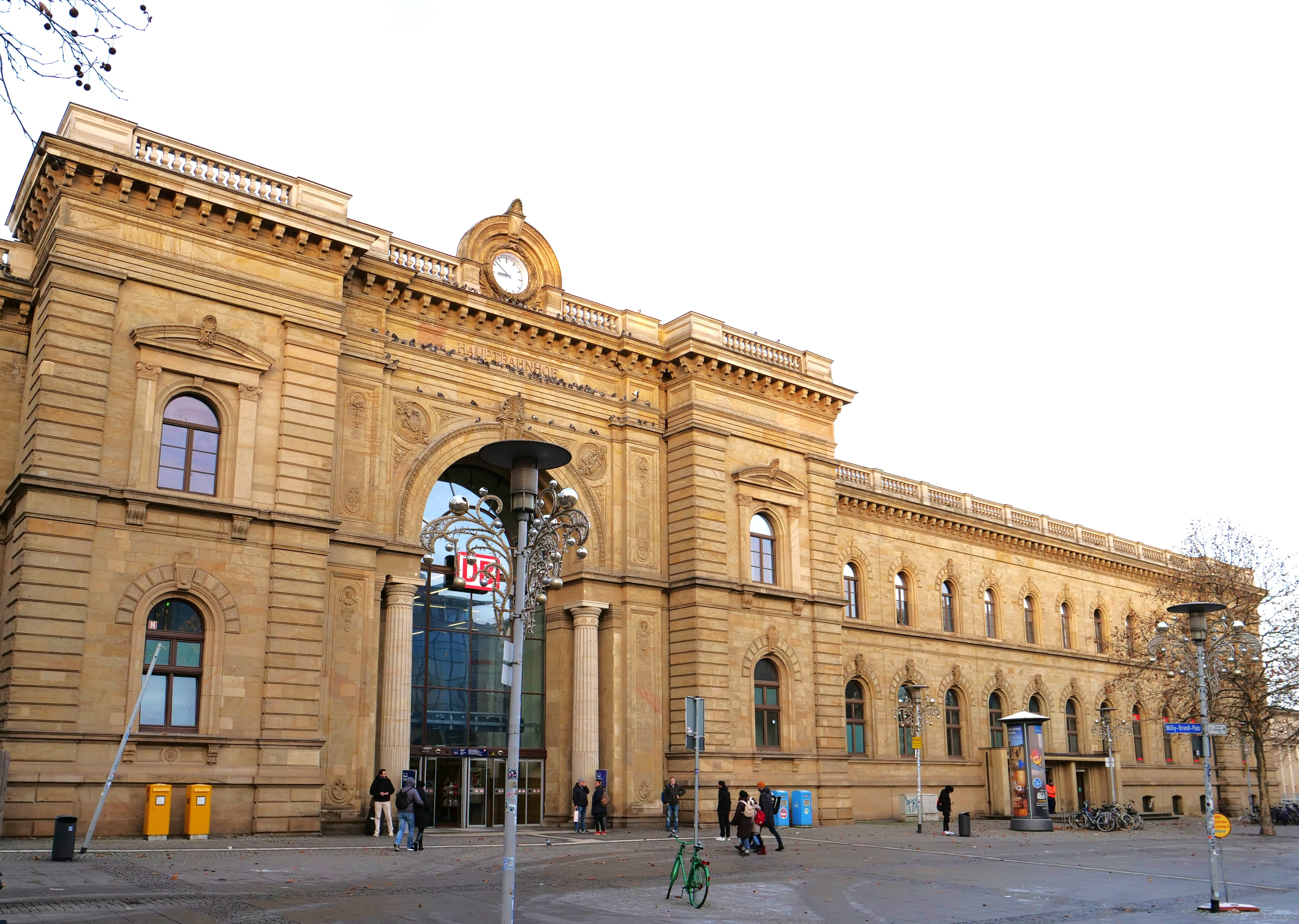
Empfangsgebäude des Magdeburger Hauptbahnhofs

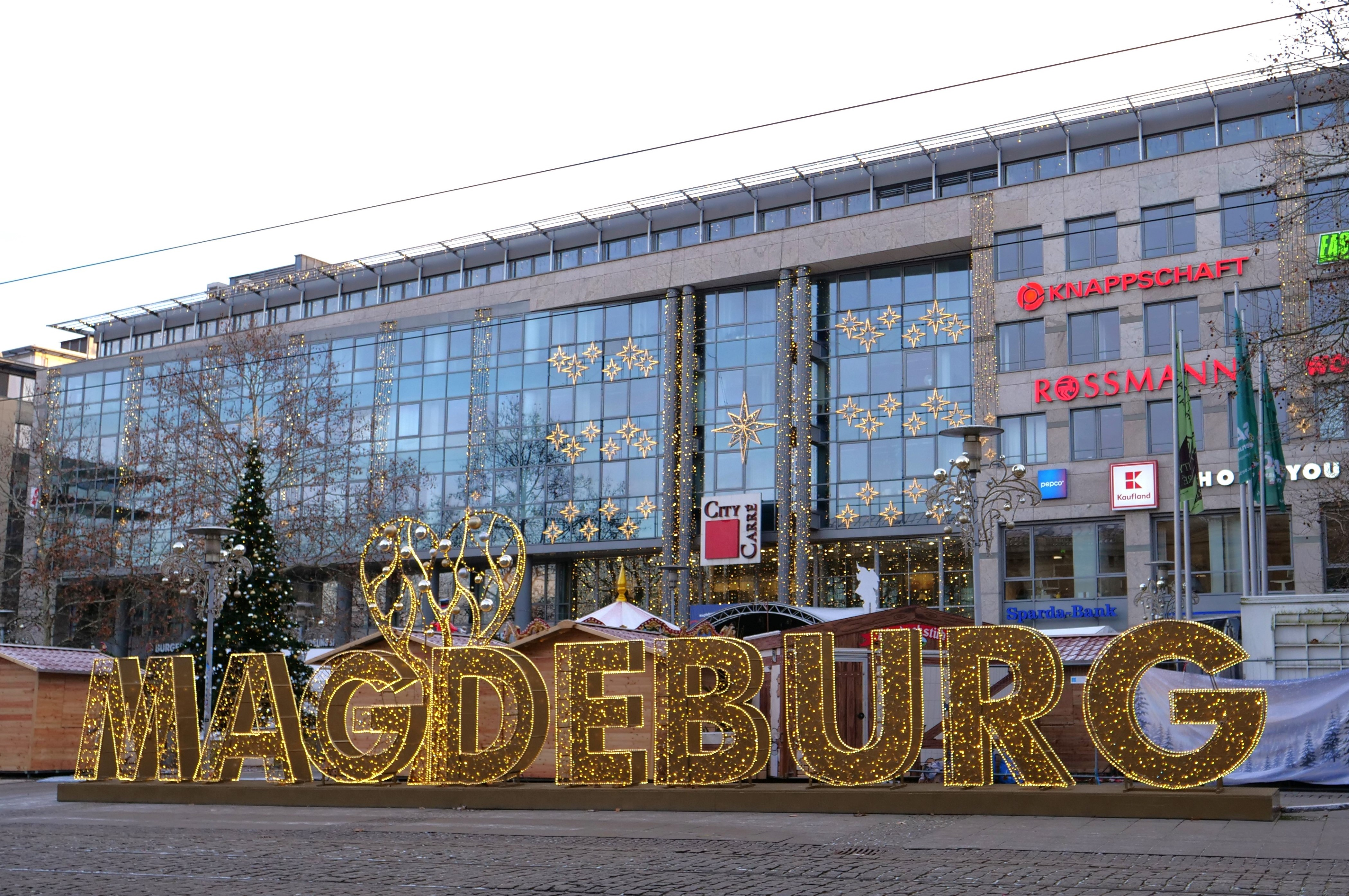
Lichtinstallation am Willy-Brandt-Platz vor dem Hauptbahnhof im Januar 2024

Magdeburg ist der wichtigste Knotenpunkt im Eisenbahnverkehr im nördlichen Sachsen-Anhalt. An der Stelle des Hauptbahnhofs befanden sich ursprünglich die Anlagen der Festung Magdeburg. Der erste Bahnhof in Magdeburg war jedoch der Elbbahnhof aus den Jahren 1838/39, dessen Gebäude immer noch erhalten ist. Damit ist es Deutschlands ältestes noch stehendes Bahnhofsgebäude. Der jetzige Hauptbahnhof entstand im Jahr 1870 unter dem Namen „Centralbahnhof“, den er bis 1895 trug. Bis 2022 wurde der Bahnhof unter dem Projektnamen Magdeburg 21 für rund 300 Millionen Euro renoviert. Parallel dazu wurden weitere Modernisierungsanlagen am gesamten Bahnhofsumfeld vorgenommen, für 500 Millionen Euro. Der Hauptbahnhof ist ein wichtiger Knotenpunkt auf dem neuen Nord-Süd-Korridor, der die wichtigen Hafenstädte im Norden mit dem Hinterland verbindet und andere Hauptverkehrsstrecken in Niedersachsen, Nordrhein-Westfalen und Hessen entlastet.
Am Hauptbahnhof halten vereinzelt Intercity-Express-Züge aus und nach Dresden–Leipzig–Hannover–Dortmund–Köln. Im Zwei-Stunden-Takt verkehren Intercity-Züge der Linien Leipzig–Halle (Saale)–Hannover–Bremen–Oldenburg–Norddeich Mole und Dresden–Leipzig–Halle (Saale)–Hannover–Bielefeld–Dortmund–Wuppertal–Köln. Vereinzelt verkehren Intercity-Züge von und nach Schwerin–Rostock, Berlin–Cottbus und von Frankfurt am Main Flughafen Fernbahnhof nach Erfurt. Dazu kommt der Harz-Berlin-Express, der am Hauptbahnhof hält und von Berlin über Halberstadt nach Thale oder Goslar verkehrt.
Regional-Express-Züge der DB AG verkehren in Richtung Frankfurt (Oder)(–Cottbus) über Potsdam und Berlin, nach Leipzig über Dessau und Bitterfeld, nach Lutherstadt Wittenberg, nach Uelzen über Salzwedel und nach Halle (Saale) über Köthen. Nach Berlin (Berlin Gesundbrunnen) bestand bis Dezember 2012 die von der DB AG eigenwirtschaftlich betriebene Interregio-Express-Linie über Berlin Südkreuz. Diese Expressverbindung war etwa 15 Minuten schneller als der RE 1 und bediente außerdem die Bahnhöfe Südkreuz und Potsdamer Platz.
Außerdem führen RB-Linien der DB Regio nach Burg (bei Magdeburg) (–Genthin) sowie Braunschweig über Helmstedt.
Neben den Zügen der Deutschen Bahn AG verkehren Regionalexpress-Züge der Regionalverkehre Start Deutschland in Richtung Thale/Goslar/Blankenburg (Harz) über Quedlinburg/Wernigerode/Halberstadt sowie nach Erfurt über Sangerhausen. Hinzu kommen Regionalbahnen nach Oschersleben (Bode) über Osterweddingen und Langenweddingen, nach Wolfsburg über Haldensleben und Oebisfelde, nach Bernburg über Calbe (Saale) sowie nach Aschersleben über Staßfurt.
1974 eröffnet, verkehren die Züge der S-Bahn Mittelelbe im 30-Minuten-Takt zwischen Schönebeck-Salzelmen und Zielitz (jede zweite bis Wittenberge). 2007 bis 2014 teilte sich die S-Bahn den Verkehr mit den Regionalbahnen, die den Einsatz am Wochenende übernahmen.
Zum Eisenbahnknotenpunkt Magdeburg zählen neben dem Hauptbahnhof zehn weitere Stationen (vier Personenbahnhöfe, sechs Haltepunkte) im Stadtgebiet sowie der Güterbahnhof Magdeburg-Rothensee und der ehemalige, von der DB Regio noch als Abstellbahnhof genutzte Rangierbahnhof Magdeburg-Buckau. Von wachsender Bedeutung ist dabei das Güterverkehrszentrum Rothensee an der Schnittstelle von Schiene, Autobahn und Wasserwegen bzw. Hafenbahn.

#### Straßenverkehr

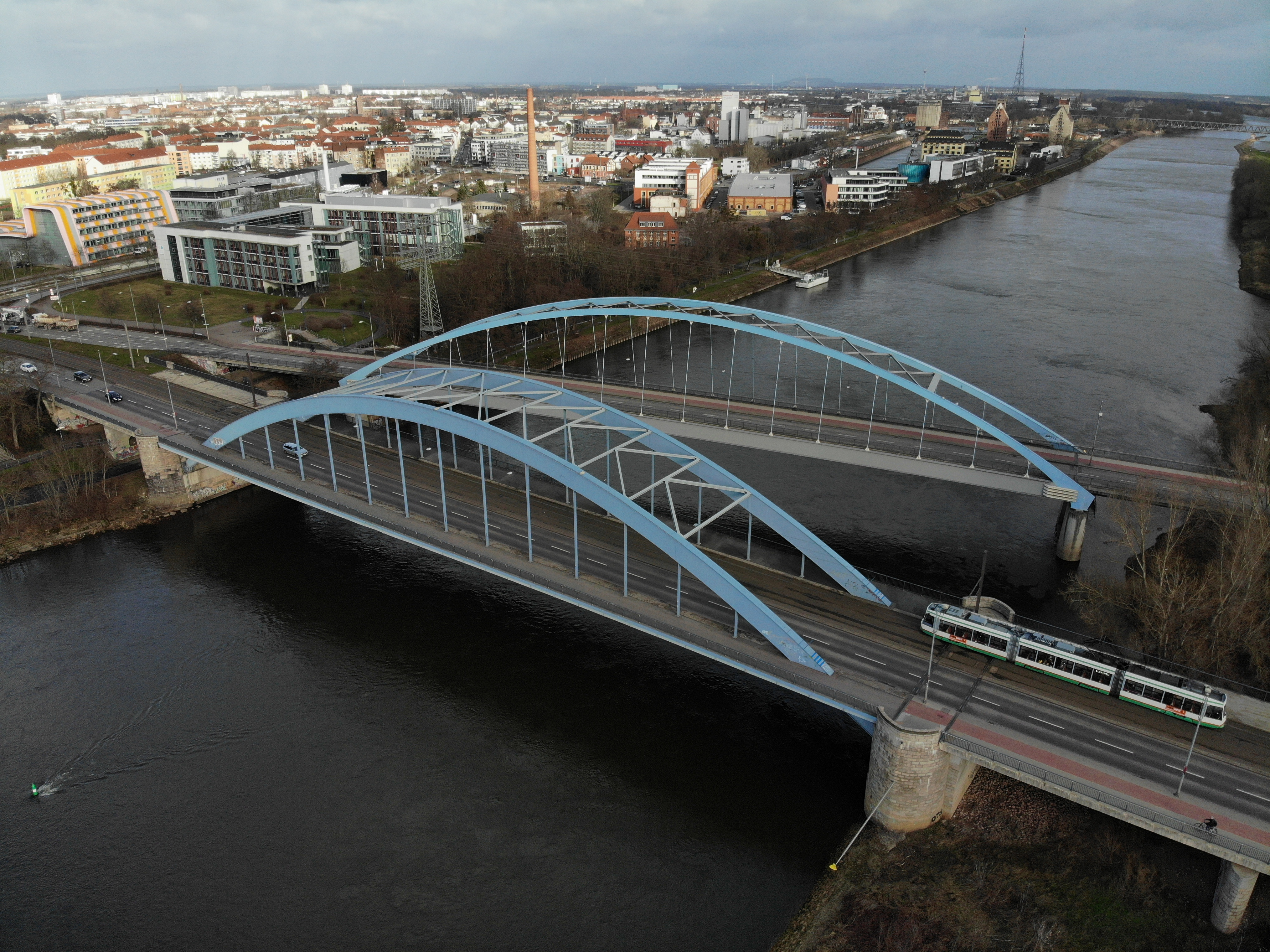
Jerusalembrücken – Südbrücke (1952), links; Nordbrücke (1996), rechts

Im Straßenverkehr stellt Magdeburg einen Verkehrsknotenpunkt dar. Nördlich verläuft die wichtige Ost-West-Magistrale Bundesautobahn A 2 (Europastraße E 30) Oberhausen–Dortmund–Hannover–Magdeburg–Berlin. Sie ist in Sachsen-Anhalt sechsstreifig ausgebaut und verfügt über eine Verkehrsbeeinflussungsanlage.
Die A 2 kreuzt am Autobahnkreuz Magdeburg die A 14 Dresden–Leipzig–Halle (Saale)–Magdeburg, deren Teilstück von Halle bis Magdeburg erst nach 1990 entstand. Für die A 14 ist eine Nord-Verlängerung (Altmark-Autobahn) nach Schwerin geplant. Dieses Bauvorhaben steht bei Gegnern des Ausbaus in der Kritik, da das Verkehrsaufkommen der A 14 laut Prognosen von 2012 keinen Ausbau zur Autobahn erfordere und die bestehende Bundesstraße den Anforderungen gerecht werde. Die Verflechtungsprognose 2025 für die A 14, des Bundesverkehrsministeriums von 2008 kam zu einem anderen Ergebnis, wonach der Ausbau gerechtfertigt sei.
Durch Magdeburg führt die Bundesstraße 1 Aachen–Düsseldorf–Dortmund–Braunschweig–Magdeburg–Potsdam–Berlin–Küstrin-Kietz, die auch die wichtigste Ost-West-Verbindung der Stadt ist. Im Osten von Magdeburg beginnt die B 184 Richtung Dessau–Bitterfeld–Leipzig, von der B 1 abzweigend.
In Nord-Süd-Richtung wird Magdeburg von den Bundesstraßen B 71 Bremerhaven–Uelzen–Haldensleben–Magdeburg, B 81 Magdeburg–Halberstadt–Netzkater und B 189 Magdeburg–Stendal–Wittstock durchquert. Diese Bundesstraßen führen über den Magdeburger Ring, eine das Stadtzentrum westlich tangierende Stadtautobahn aus den 1970er Jahren, der im Volksmund als Tangente bekannt ist. Die Bezeichnung als „Ring“ stammt bereits aus dem 19. Jahrhundert, wo dort schon eine Ringstraße existierte, die die Stadt in einem Halbkreis umging.
Der Ring ist außerdem zusammen mit der B 1 und weiteren Straßen Bestandteil des sogenannten „City-Rings“, einem Verkehrskonzept bestehend aus vier Tangenten, die den Durchgangsverkehr um die Innenstadt herum lenken sollen.
Seit dem 1. September 2011 besteht in Magdeburg eine Umweltzone, um die Feinstaubwerte in der Innenstadt niedrig zu halten. Sie umfasst praktisch die gesamte Innenstadt. Sie gilt nicht für den Magdeburger Ring mit seinen Auffahrten, den Konrad-Adenauer-Platz und die Maybachstraße. Somit unterliegen der Durchgangsverkehr auf Magdeburger Ring und der Zugang zum Hauptbahnhof und ZOB keinen Beschränkungen.
Im Stadtgebiet gibt es zwei relevante Straßentunnel. Der erste Tunnel am Askanischen Platz wurde 1998 fertiggestellt und unterläuft die B 1. Am Universitätsplatz wurde 2005 der zweite Straßentunnel, der die B 1 unter dem Verkehrsknotenpunkt hindurchführt, eröffnet. Geplant ist ein dritter Straßentunnel am Verkehrsknotenpunkt Damaschkeplatz/Hauptbahnhof. Er soll zum einen den Verkehr entlasten, da es dort durch Ampelschaltungen, Fahrbahnverengungen und kreuzende Straßenbahnen häufig zu Rückstaus kommt. Zum anderen soll er Grundlage für die Sanierung der Eisenbahnbrücken durch die Deutsche Bahn sein. Mehrere Klagen gegen dieses Bauwerk wurden am 25. Juli 2014 durch das Bundesverwaltungsgericht zurückgewiesen und es wurden vorbereitende Baumaßnahmen begonnen.
In Magdeburg gibt es zwei für den Straßenverkehr zugelassene Brückenzüge über die Elbe. Der Nordbrückenzug, der die B 1 überführt, besteht aus den beiden Jerusalembrücken und den Brücken des Friedens. Beide überqueren die Elbe mit zwei nebeneinanderliegenden Brückenbauwerken ausgelegt für zwei Fahrstreifen. Der südliche Brückenzug besteht aus der neuen Strombrücke, die zwei Gleise für die Straßenbahn und vier Fahrstreifen für den Autoverkehr besitzt. Seit Jahren sind jedoch aus baulichen Gründen nur zwei Fahrstreifen für den Kfz-Verkehr freigegeben. Weiter führen die Zollbrücke und die Anna-Ebert-Brücke über die Elbe. Da die beiden Brücken in einem maroden Zustand sind, soll ab 2020 der Ersatzneubau Strombrückenzug östlich der neuen Strombrücke für 75,5 Millionen Euro netto gebaut werden. Zunächst war eine Pfeilerbrücke geplant, doch durch die gegebene Gefahr eines Hochwassers, wie im Juni 2013, entschloss man sich für die kostenintensivere Schrägseilbrücke. Gebaut für Fußgänger, Radfahrer, den ÖPNV und Taxiverkehr überquert die Sternbrücke im Süden Magdeburgs die Elbe. Sie wird nur in Ausnahmefällen für den allgemeinen Straßenverkehr geöffnet.
Insgesamt verfügt Magdeburg über ein rund 1100 km langes Straßennetz. Der Kraftfahrzeugbestand belief sich 2009 auf etwa 117.000 Fahrzeuge ohne Anhänger, darunter rund 99.000 Pkw. Damit kommen auf 100 Einwohner 50,9 Kraftfahrzeuge, bezogen auf die Bevölkerung im Dezember 2009.

##### Straßennamen

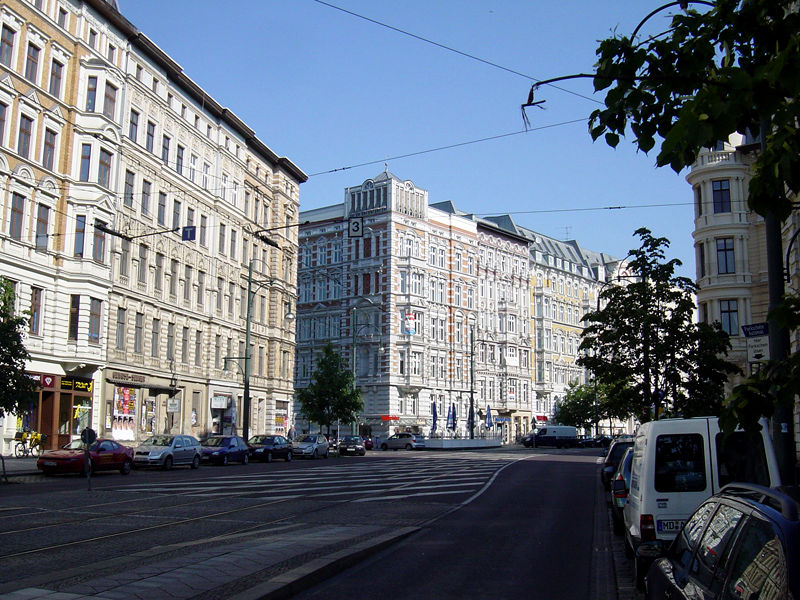
Otto-von-Guericke-Straße

Die Spiegelbrücke ist eine der ältesten dokumentierten Straßennamen in Magdeburg. 1284 wurde sie als „pons speculorum“ erwähnt. Die meisten Straßennamen zu der Zeit leiteten sich von den anliegenden Berufsgruppen ab (z. B. Goldschmiedebrücke).
Eine Vielzahl von Straßen in Magdeburg endet mit dem Wort „-brücke“, was nicht auf die Brücke im heutigen Sinne zurückzuführen ist, sondern eher auf die gepflasterten Wege und Straßen. Andere Bezeichnungsarten waren markante Hauszeichen in der Straße, Lage der Straßen an Gebäuden oder auf spezielle Eigenarten der Straßen.
Ab 1871 erfolgte die Benennung von Straßen überwiegend mit Blick auf monarchistische oder geschichtliche oder militärisch motivierte Hintergründe, vereinzelt Dichternamen. In der Weimarer Republik und in der Zeit des Nationalsozialismus wurden viele Straßen oder Plätze nach politische Persönlichkeiten benannt, darunter der Kaiser-Wilhelm-Platz oder die Göringstraße.
In der Nachkriegszeit wurden wieder viele dieser Straßen umbenannt, ihre ursprünglichen Namen kehrten zurück. Zur Zeit der DDR und des Wiederaufbaus nach dem Zweiten Weltkrieg wurden alte Magdeburger Stadtstrukturen nicht berücksichtigt, und viele alte Straßen und Plätze wurden überbaut oder verschwanden. Diese bekamen neue Namen, z. B. wurde der Breite Weg in die Karl-Marx-Straße umbenannt. Nach der Wende und friedlichen Revolution in der DDR bekamen ab 1990 viele Plätze, Straßen und Brücken wieder ihre alten Namen zurück.

#### Öffentlicher Personennahverkehr

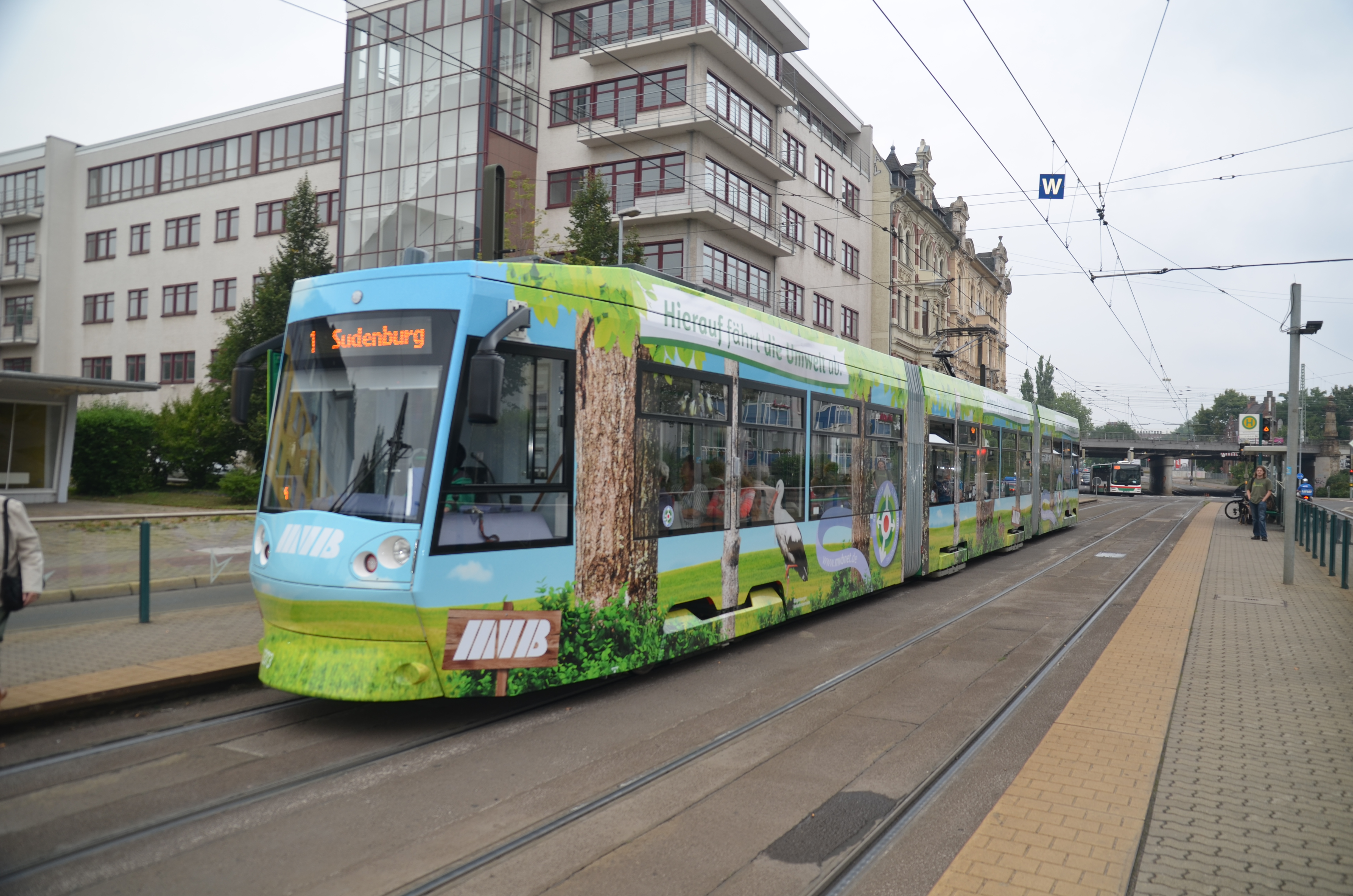
Magdeburger Straßenbahn in Neustadt

Der öffentliche Personennahverkehr wird neben den Magdeburger Verkehrsbetrieben unter anderem durch den PlusBus des Landesnetzes Sachsen-Anhalt erbracht. Folgende Regionalbus-Verbindungen führen ab Magdeburg:
- Linie 100: Magdeburg ↔ Haldensleben ↔ Gardelegen ↔ Klötze ↔ Salzwedel
- Linie 602: Magdeburg ↔ Schleibnitz ↔ Wanzleben ↔ Klein Wanzleben ↔ Seehausen
- Linie 603: Magdeburg ↔ Hohendodeleben ↔ Wanzleben ↔ Klein Wanzleben ↔ Oschersleben
- Linie 720: Magdeburg ↔ Königsborn ↔ Möckern ↔ Zeppernick ↔ Loburg

Den Stadtverkehr in Magdeburg betreiben die Magdeburger Verkehrsbetriebe mit 10 Straßenbahnlinien, die mit 108 Straßenbahnwagen auf einem Streckennetz von 64,1 km Länge fahren, und zum anderen durch 23 Buslinien (14 bei Tag / 9 bei Nacht), die auf 107 km Liniennetzlänge mit insgesamt 60 Fahrzeugen unterwegs sind. Dazu kommen Regionalbuslinien verschiedener Verkehrsunternehmen, die den westlich neben dem Hauptbahnhof gelegenen Zentralen Omnibusbahnhof (ZOB) anfahren und somit die Zubringerfunktion aus umliegenden Gemeinden und Städten erfüllen. Der ZOB ist zugleich eine Haltestelle im überregionalen Fernbusliniennetz.
Die S-Bahn Mittelelbe und einige andere Regionalzüge verkehren in Magdeburg, haben aber für den Stadtverkehr nur eine untergeordnete Rolle im ÖPNV. Das Tochterunternehmen Magdeburger Weiße Flotte GmbH unterhält zurzeit zwei Fähren über die Elbe in der Stadt und beförderte im Jahr 2008 rund 36.000 Menschen.
Insgesamt werden pro Jahr rund 60 Millionen Menschen auf 9,6 Millionen Kilometern transportiert.
Seit dem 12. Dezember 2010 besteht in Magdeburg und den umliegenden Landkreisen der Magdeburger Regionalverkehrsverbund (marego). Ziel war ein einheitliches Tarifsystem aller Verkehrsmittel des ÖPNV, eine bessere Abstimmung der Verkehrsmittel und eine gemeinsame Vermarktung.

#### Fahrradverkehr

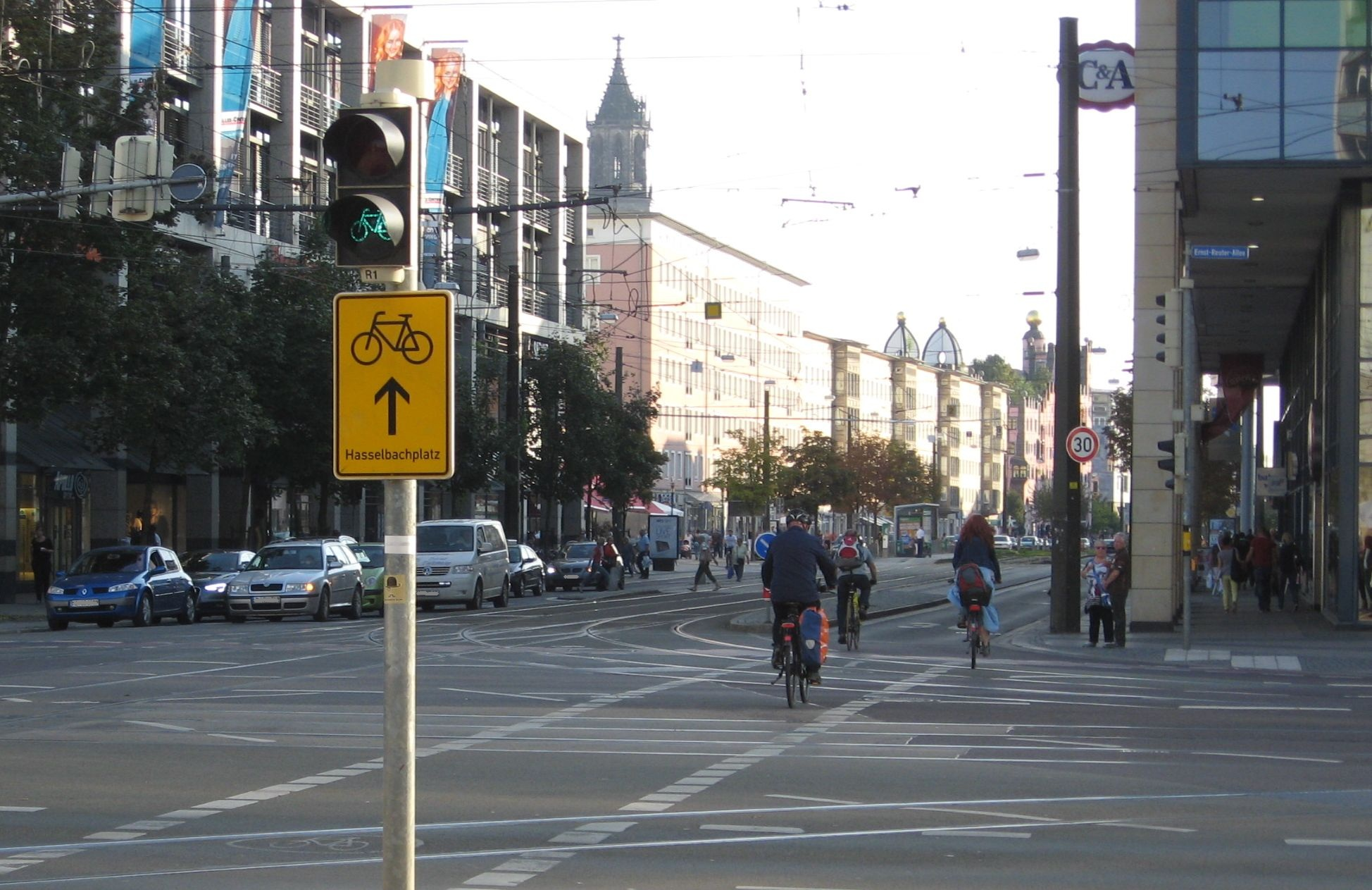
Fahrradwegweiser in der Innenstadt

Durch die Stadt führt der 1220 km lange Elberadweg, einer der beliebtesten Radfernwege in Deutschland. Ein weiterer Radfernweg, der wegen der guten Bahnanbindung in Magdeburg beginnt, ist der Aller-Radweg, der zur Allerquelle nahe Oschersleben und dann 248,5 km entlang der Aller führt. Innerhalb der Stadt und ins Umland führen lokale und regionale Radwanderrouten, die z. B. von der Touristeninformation angeboten werden und z. T. ausgeschildert sind.
In Magdeburg wurden 2017 510 km Radwege vom Tiefbauamt bewirtschaftet. 2011 waren es rund 494 km, davon etwa 278 km straßenbegleitend und rund 216 km eigenständig geführt. Eine rund 250 m lange Fahrradstraße innerhalb einer Parkanlage an Schrote besitzt eher symbolische Natur. Für weitere Fahrradstraßen wurde 2014 seitens der Stadtverwaltung kein Bedarf gesehen erkennbar.
Fast alle großen Hauptstraßen sind mit Radverkehrsanlagen unterschiedlicher Qualität ausgestattet, die im Zuge von Straßenbauprojekten modernisiert werden. Grundsätzlich wird der Zustand von der Stadt als zu einem hohen Anteil reparaturbedürftig bzw. erneuerungsbedürftig eingeschätzt. In vielen Nebenstraßen, vor allem in Wohngebieten, gilt Tempo 30. In zentralen Bereichen wurden in den letzten Jahren moderne öffentliche Fahrradabstellbügel installiert. Im Juni 2018 wurde die Stellplatzsatzung novelliert, dabei wurden Regelungen zu Fahrradabstellplätzen ergänzt.
Das flache Stadtgebiet und die relativ geringen Regenmengen kommen dem Radfahren entgegen. Trotz dieser guten Voraussetzungen betrug der Modal-Split-Anteil für den Fahrradverkehr 2008 nur 9,8 %. 2013 betrug dieser Wert 12,6 %. Dies lag unter dem Durchschnitt von 14,8 % für „flache“ Oberzentren unter 500.000 Einwohner.
Es wird häufig kritisiert, dass der Fahrradverkehr, vor allem der Alltagsverkehr, von der Lokalpolitik kaum nachhaltige Aufmerksamkeit erfährt, diese nicht bereit ist, eine Vorbildfunktion zu übernehmen und sich für die Radverkehrsförderung einzusetzen.
Bei den zweijährlich stattfindenden Fahrradklimatests des ADFC war Magdeburg 2012 und 2014 mit Gesamtbewertungen von 3,9 (nach Schulnotensystem) gestartet und hat sich dann auf Gesamtbewertungen von 4,3 (2016), 4,2 (2018) und 4,3 (2020) verschlechtert. Mit dem Ergebnis von 2020 belegt Magdeburg damit in der Ortsgrößenklasse von 200.000–500.000 Einwohnern den Rangplatz 23 unter 26 bewerteten Städten. Zwar haben sich alle großen Stadtratsfraktionen zu einer mindestens gleichberechtigten Behandlung des Radverkehrs gegenüber dem motorisierten Verkehr bekannt, jedoch wird der Stadtverwaltung angekreidet, dass sie die im Radverkehrsbereich selbstgesteckten Ziele nicht umsetzt und die Radverkehrskonzeption trotzdem dem Kraftfahrzeugverkehr nur nachgeordnet und stiefmütterlich behandelt.
Die CDU lehnte 2014 eine Förderung des Radverkehrs durch Tempo-30-Zonen ab und setzt sich entgegen den Vorgaben der StVO für eine allgemeine Radwegebenutzungspflicht ein. Ampelgriffe, die ein Fahrradladen sponsern wollte, lehnte die Stadt ebenfalls ab. Immer wieder kritisiert werden auch radfahrerunfreundliche Baustellenregelungen.
Die Stadt liegt konstant im oberen Bereich der deutschen Fahrraddiebstahlstatistik bezogen auf Diebstähle pro Einwohnerzahl und führte diese Statistik 2013 an. Es wurden 1.665 Fahrräder je 100.000 Einwohner als gestohlen gemeldet.
Die Aufklärungsquote betrug überdurchschnittliche 23,9 %. Der Ausbau von Fahrradbügeln außerhalb von „zentralen und tourisch erschlossenen Bereichen“ wird jedoch abgelehnt. Im Zuge von Sparmaßnahmen wurde im April 2015 der Fahrradcodierservice der Polizei eingestellt. 2017 wurde vom ADFC eine Petition zugunsten des Radverkehrs gestartet. Innerhalb kurzer Zeit kamen mehrere tausend Unterschriften zusammen. Der Stadtrat ließ die Petition jedoch weitgehend unbeachtet, nur sechs von 53 angefragten Stadträten gaben überhaupt eine Reaktion ab.
In Magdeburg können Fahrräder in Fahrradgeschäften oder am Hauptbahnhof (Fahrradverleihsystem Call a Bike) ausgeliehen werden. Die Fahrradmitnahme in Bussen und Straßenbahnen der MVB ist außerhalb der Hauptverkehrszeit möglich. Im regionalen Nahverkehrsverbund marego und in allen Nahverkehrszügen der Deutschen Bahn in Sachsen-Anhalt ist die Fahrradmitnahme kostenlos. Die Anzahl der Fahrradabstellmöglichkeiten am Hauptbahnhof liegt im unteren dreistelligen Bereich – ein sehr geringer Wert für eine Stadt dieser Größenordnung. Am ZOB sind gar keine Fahrradabstellanlagen vorhanden. Die Errichtung eines Fahrradparkhauses am Hbf wurde bis 2021 untersucht, bislang sind jedoch weder dies noch Alternativ- oder Übergangslösungen realisiert worden.

#### Schifffahrt

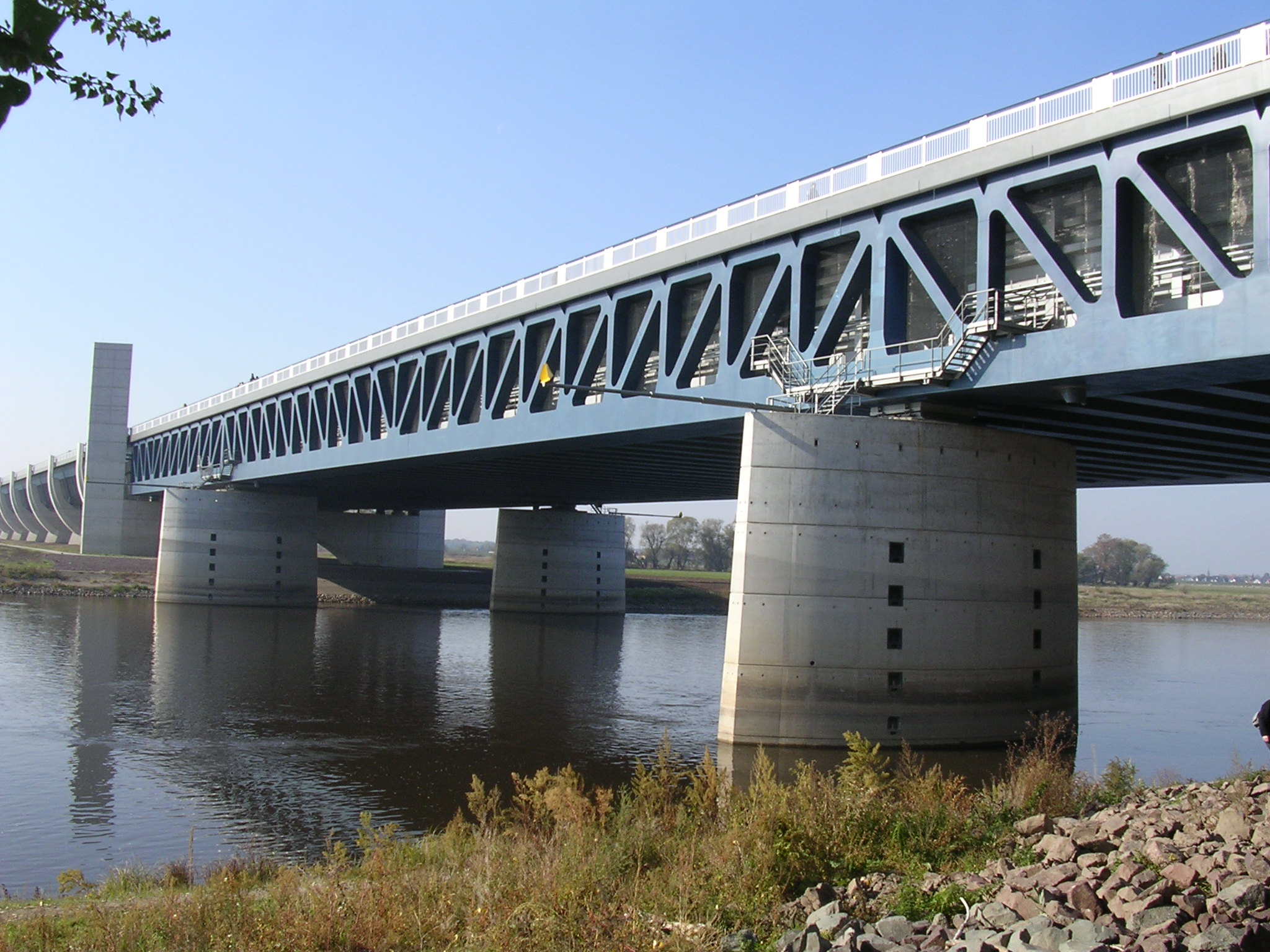
Wasserstraßenkreuz bei Magdeburg

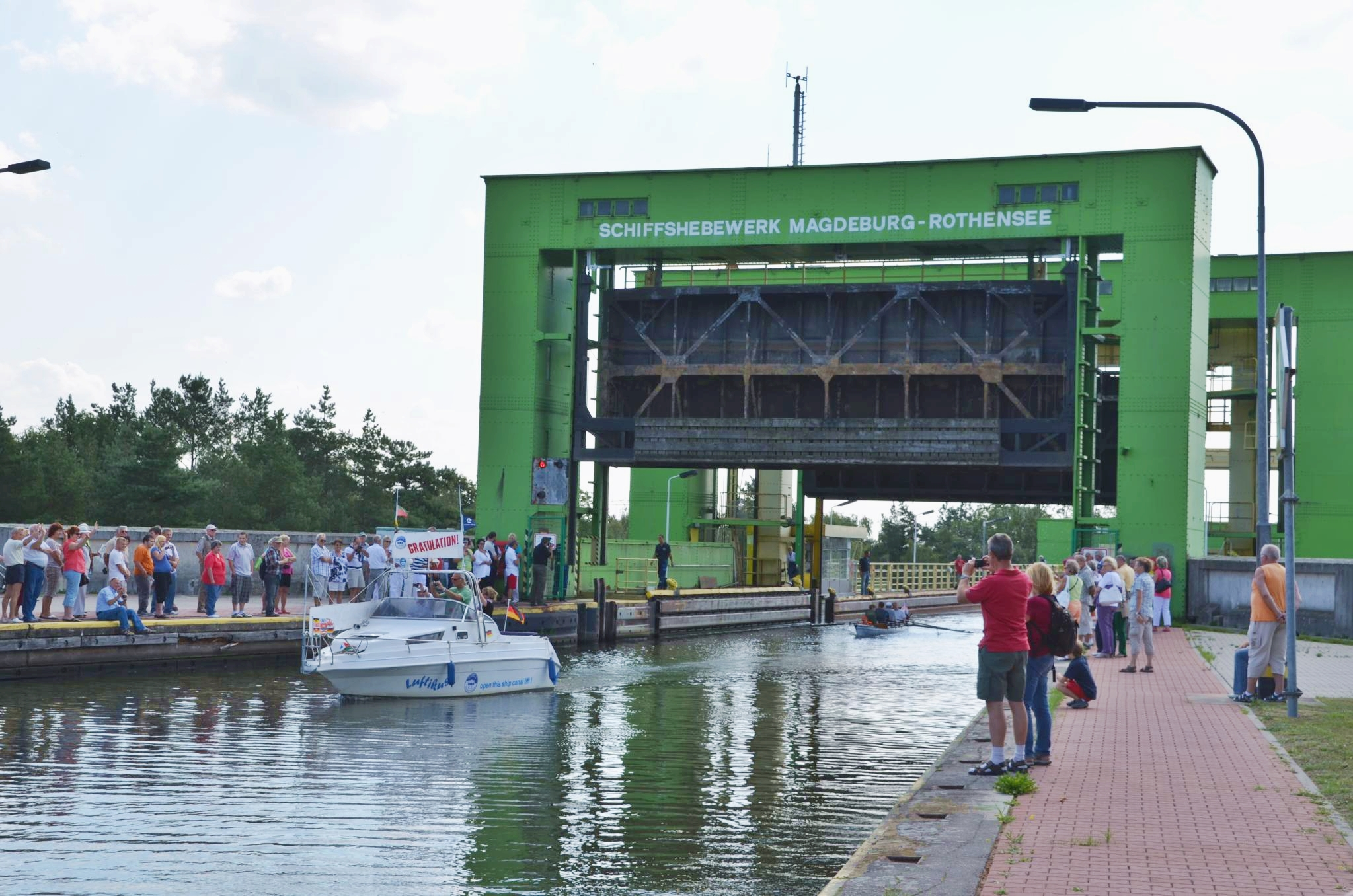
Schiffshebewerk in Rothensee bei der Wiedereröffnung 2013

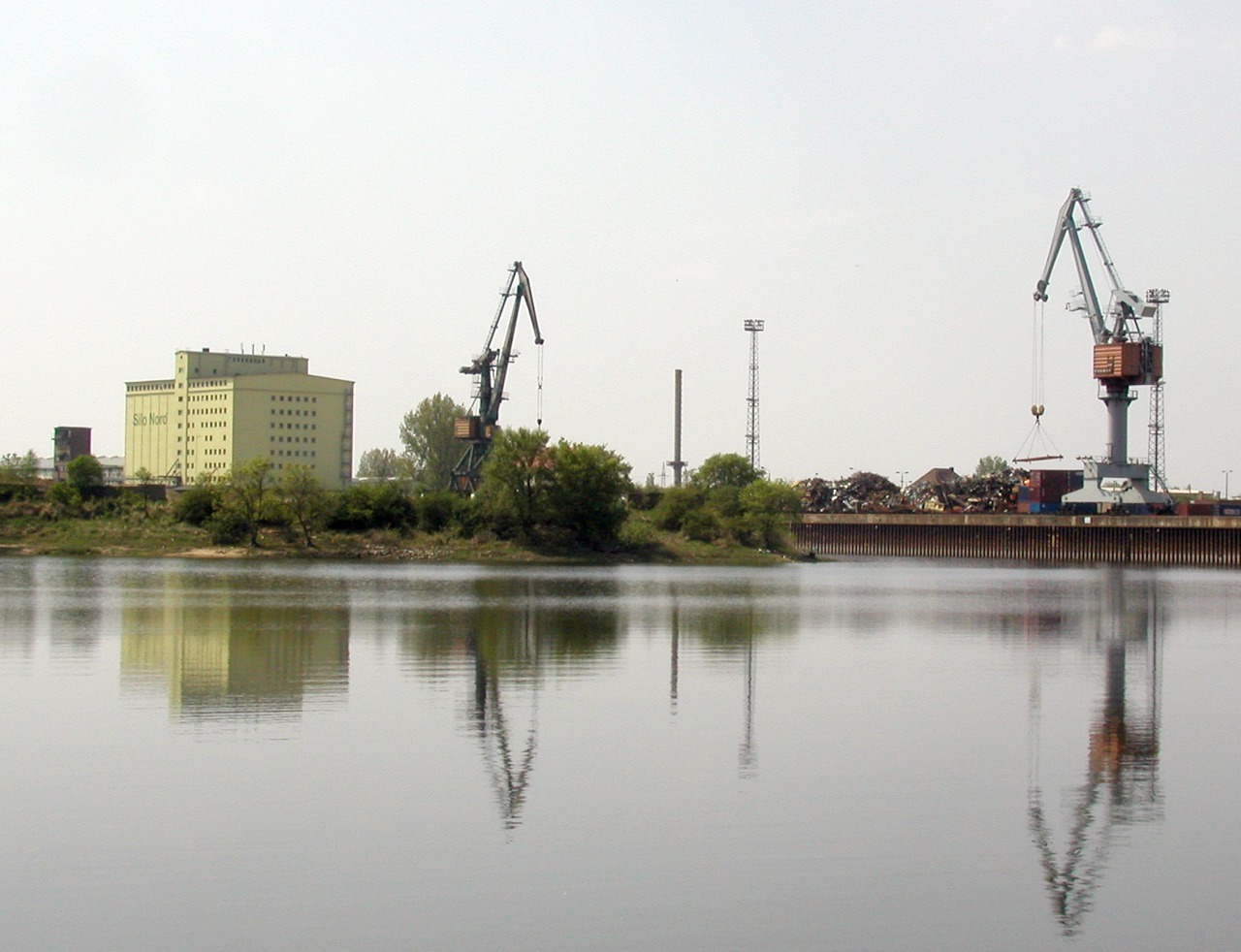
Industriehafen Magdeburg

Schon seit Jahrhunderten ist die Elbe für die Binnenschifffahrt eine wichtige Nordwest-Südost-Verbindung der Region, da sie Magdeburg mit dem Seehafen Hamburg und Dresden verbindet. Die Bedeutung der Elbe für den Gütertransport hat stark abgenommen, von etwa 2 Millionen Tonnen im Jahr 1998 auf 0,3 Millionen Tonnen im Jahr 2016.
Die Großräume Berlin, Hannover, Halle (Saale)/Leipzig und das Ruhrgebiet verbindet der nördlich von Magdeburg gelegene Mittellandkanal, der die Elbe in einer Trogbrücke kreuzt, bevor er östlich des Wasserstraßenkreuzes auf den Elbe-Havel-Kanal trifft. Teil des Wasserstraßenkreuzes ist die Sparschleuse Rothensee; sie ermöglicht es Großmotorgüterschiffen und Schubverbänden bis 185 Metern Länge, vom Mittellandkanal aus den Magdeburger Hafen anzulaufen oder auf die Elbe zu wechseln.
Die Schleuse ersetzte 2006 das Schiffshebewerk Rothensee von 1938. Dieses historische Bauwerk wurde 2013 jedoch nach sieben Jahren Schließung wieder in Betrieb genommen und wird fortan für Sport- und Tourismusboote genutzt. Eine Initiative protestierte gegen die Schließung des technischen Denkmals. Weiterhin gehören zur Vervollständigung des Wasserstraßenkreuzes die östlich gelegene Schleuse Niegripp, die Elbe und Elbe-Havel-Kanal verbindet, und die Schleuse Hohenwarthe, die den Höhenunterschied zwischen den beiden Kanälen ausgleicht. Der Neubau des Wasserstraßenkreuzes sollte zu einer wesentlichen Erhöhung der transportierten Gütermengen auf der Elbe und auf dem Mittellandkanal führen. Die Prognosen haben sich aber nicht bestätigt.
Der Hafen Magdeburg ist der größte Binnenhafen in den neuen Bundesländern und besteht aus vier einzelnen Häfen: Kanalhafen, Industriehafen, Hansehafen und Handelshafen. Er bietet durch seine Lage eine gute Ausgangssituation für den Umschlagverkehr. An den Häfen werden Waren aller Art umgeschlagen, unter anderem Getreide, Zucker, Metalle und Mineralölprodukte.
2010 kamen somit drei Millionen Tonnen Umschlaggüter zusammen. Der gesamte Hafen ist 655 ha groß. Im Dezember 2013 wurde die Niedrigwasserschleuse eröffnet. Somit sind der Hansehafen und der Kanalhafen unabhängig vom Wasserstand der Elbe das ganze Jahr schiffbar.
Im Jahr 2018 wurden beim Hafenbetreiber Magdeburger Hafen GmbH rund 2,4 Millionen Tonnen (2014: 3,5 Mio. t, 2015: 4,1 Mio.) Güter umgeschlagen. Der Umsatz lag bei 10,5 Mio. Euro.
Touristisch wird Magdeburg auf dem Wasser durch die Weiße Flotte mit ihrem Hauptanleger am Petriförder erschlossen. Sie bietet unter anderem Rundfahrten auf der Elbe und zum Wasserstraßenkreuz an. Auch Flusskreuzfahrtschiffe laufen Magdeburg regelmäßig an. Im Sportschifffahrtsbereich existieren mehrere Sportboothäfen.
Unter der Leitung von Magdeburg haben sich die europäischen Städte Aarhus, Białystok, Manresa, Halle (Saale), Newcastle upon Tyne, Piräus und Wien zum „REDIS“-Projekt (Restructuring Districts into Science Quarters) zusammengeschlossen. Ziel ist es, ein Stadtviertel in Wissenschaftsquartiere umzuwandeln. Gefördert durch das „URBACT“-Programm werden sie von der Europäischen Union. Magdeburg will den Handelshafen in Zukunft zum Museums- und Wissenschaftshafen umbauen. 2007 wurden somit in einem ersten Schritt zwei alte südlich des Hafens gelegene Getreidespeicher zur Büronutzung für innovative Unternehmen und Forschungseinrichtungen umgebaut. 2006 war am alten Handelshafen das „Virtual Development and Training Centre“ des Fraunhofer-Instituts für Fabrikbetrieb und -automatisierung (IFF) entstanden.

#### Flugverkehr

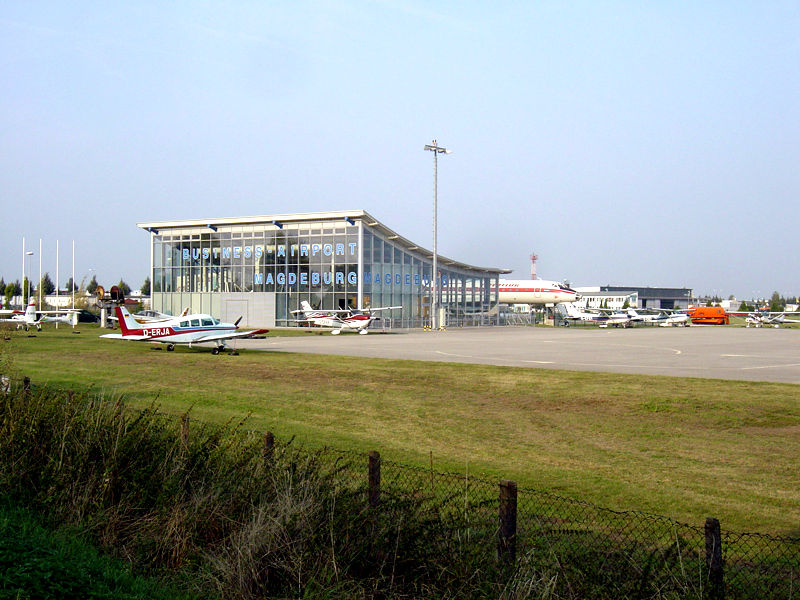
Flugplatz Magdeburg

Am südlichen Stadtrand befindet sich der 1936 erbaute Flugplatz Magdeburg. Er ist über öffentlichen Verkehrsmittel (Straßenbahn und Bus) oder über die A 14 erreichbar. Zurzeit ist der Flugplatz an die private FMB Flugplatz Magdeburg Betriebsgesellschaft mbH verpachtet und wird für den Luftsport (Segelflieger, Fallschirmspringer), Privatflieger und für Rundflüge (Ballonfahrten) genutzt. Auf zwei Landebahnen verzeichnete er im Jahr rund 30.000 Flugbewegungen (im Jahr 2012: 31.722), rund 12.000 davon sind Motorflüge.
40 Kilometer südsüdwestlich von Magdeburg liegt der 1956 errichtete Flughafen Magdeburg-Cochstedt, der nach Aussetzung der Betriebsgenehmigung ab dem 1. September 2016 geschlossen ist.
Die nächsten größeren Verkehrsflughäfen sind die Flughäfen Leipzig/Halle, Berlin Brandenburg und Hannover. Der Flughafen Leipzig/Halle kann von Magdeburg aus direkt ohne Umstieg per InterCity-Verbindung erreicht werden.

### Medien

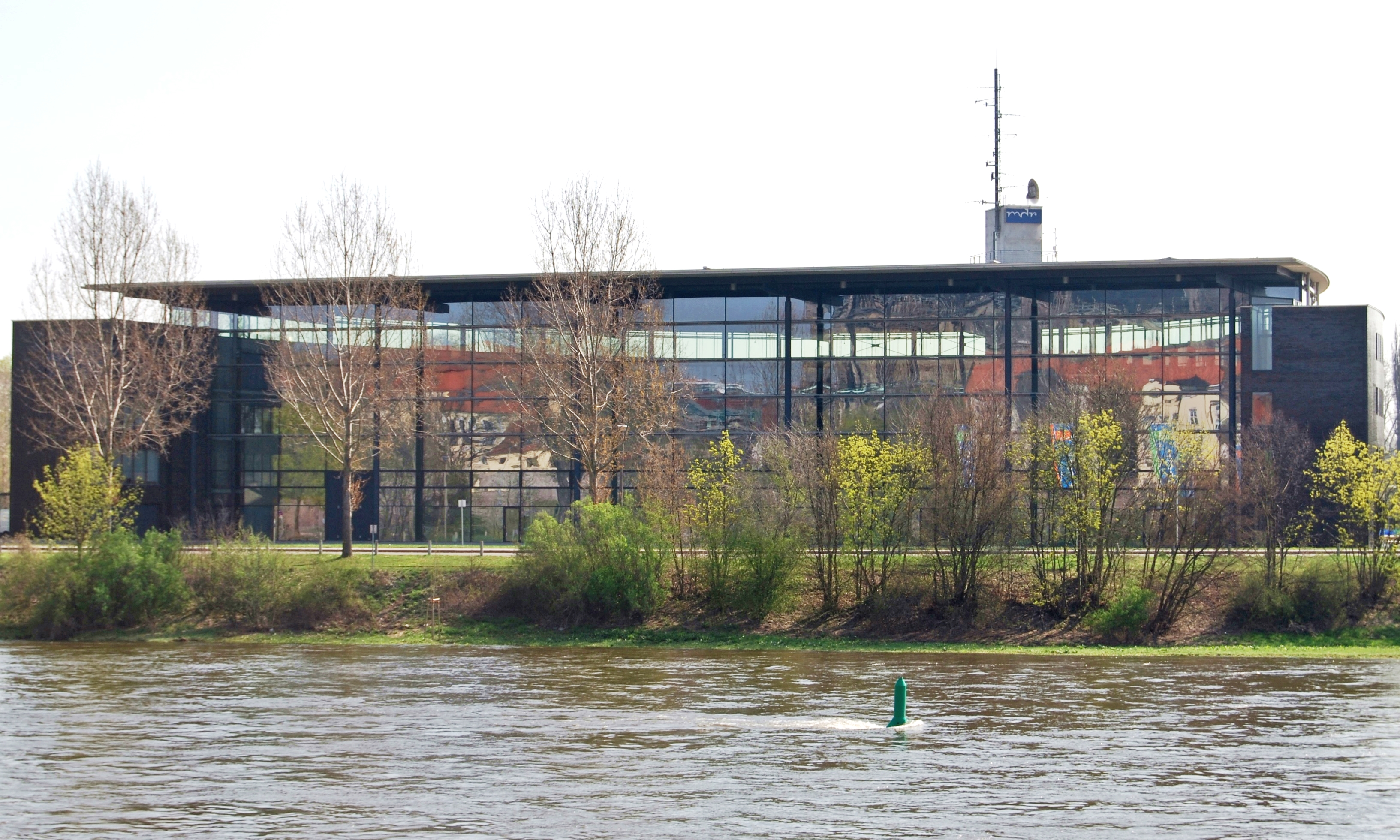
Landesfunkhaus Magdeburg des MDR

In Magdeburg befindet sich das Landesfunkhaus Sachsen-Anhalt des Mitteldeutschen Rundfunks (MDR) mit seinen Fernseh- und Hörfunkstudios sowie das ZDF-Landesstudio Sachsen-Anhalt. Regionalfernsehsender aus Magdeburg sind MDF.1, der Offene Kanal und kultur MD. Außerdem existieren einige internetbasierte Sender, unter anderem „kulturmd InternetTV“, „CampusTV“ der Universität Magdeburg und „MD-Web TV“, der neben kulturellen Beiträgen vorwiegend Sportbeiträge produziert.
Als öffentlich-rechtlicher Radiosender ist in Magdeburg nur MDR Sachsen-Anhalt vertreten. Mit seinem Schwerpunkt auf Informationen aus Sachsen-Anhalt liegt er auf Platz zwei der meistgehörten Radiosender in Sachsen-Anhalt. Als Musikrichtung werden vorwiegend Schlager und Oldies gespielt. Dazu kommen zwei private Hörfunkprogramme, die im „Hansapark“ produziert werden: radio SAW und Rockland Sachsen-Anhalt. Radio SAW ist der erste private Hörfunksender Sachsen-Anhalts, der reichweitenstärkste private Radiosender im Osten und gleichzeitig hat er in Sachsen-Anhalt mit über 258.000 Hörern pro Stunde die meisten Zuhörer. Deutschlandweit gesehen liegt er unter den zehn beliebtesten Radiosendern auf Platz 4. Die Zielgruppe sind 10- bis 49-Jährige. Rockland Sachsen-Anhalt zielt ebenfalls auf eine junge Hörerschaft ab und spielt vorwiegend Rockmusik sowie programmbegleitende Dienste. Er war der erste digitale Radiosender Deutschlands. Außerdem betreibt die Universität den Radiosender GUERICKE FM.
In Magdeburg erschien von 1664 bis 1944 ununterbrochen die älteste deutschsprachige Zeitung, die Magdeburgische Zeitung. Danach wurde sie mit der NS-Zeitung „Der Mitteldeutsche – Neues Magdeburger Tageblatt“ zusammengelegt. Als örtliche Tageszeitung erscheint einzig die Magdeburger Volksstimme (Auflage ca. 190.000). Gedruckt wird sie von der Mitteldeutsche Verlags- und Druckhaus GmbH. Die Bild-Zeitung ist mit einer Lokalredaktion vertreten. Als wöchentliches Anzeigenblatt erscheinen seit 1992 der „Magdeburger Sonntag“ (Auflage: ca. 130.000) und seit 2009 der „elbekurier“ (Auflage: ca. 110.000). Außerdem erscheint seit 1990 zweimal wöchentlich der „General-Anzeiger“ (Auflage: ca. 600.000).
In Magdeburg wird seit 1993 das landesweit erscheinende Wirtschaftsmagazin „Wirtschaftsspiegel“ herausgegeben. Daneben gibt die Handwerkskammer Magdeburg gemeinsam mit den Handwerkskammern in Niedersachsen die Wirtschaftszeitung Norddeutsches Handwerk (Auflage: ca. 95.000) heraus. Eine Besonderheit bildet die wöchentlich erscheinende katholische Zeitung Tag des Herrn, herausgegeben vom Erzbistum Berlin und den Bistümern in Dresden-Meißen, Erfurt, Görlitz und Magdeburg.
Die Stadtmagazine „DATEs“ (Auflage: ca. 28.000), „port01 Magdeburg“ (Auflage 10.000), „kulturschwärmer“ (Auflage 13.000) und „Urbanite“ (Auflage ca. 30.000) erscheinen monatlich. Der „Magdeburger Kurier“ mit dem Untertitel „für Bürger im aktiven Ruhestand“ erschien von 1994 bis April 2017 als monatliche Zeitschrift und wird seit Mai 2017 als reine Online-Ausgabe veröffentlicht. Die Zeitung „Magdeburg Kompakt“ (gegr. 2012; Auflage 25.000, Stand 2017) erscheint seit 2014 zweimal monatlich und befasst sich mit speziellen Themen rund um und aus Magdeburg. Seit 2006 wird in Magdeburg der Freizeitplaner „wohin“ mit zwei Ausgaben für ganz Sachsen-Anhalt herausgegeben.

### Öffentliche Einrichtungen

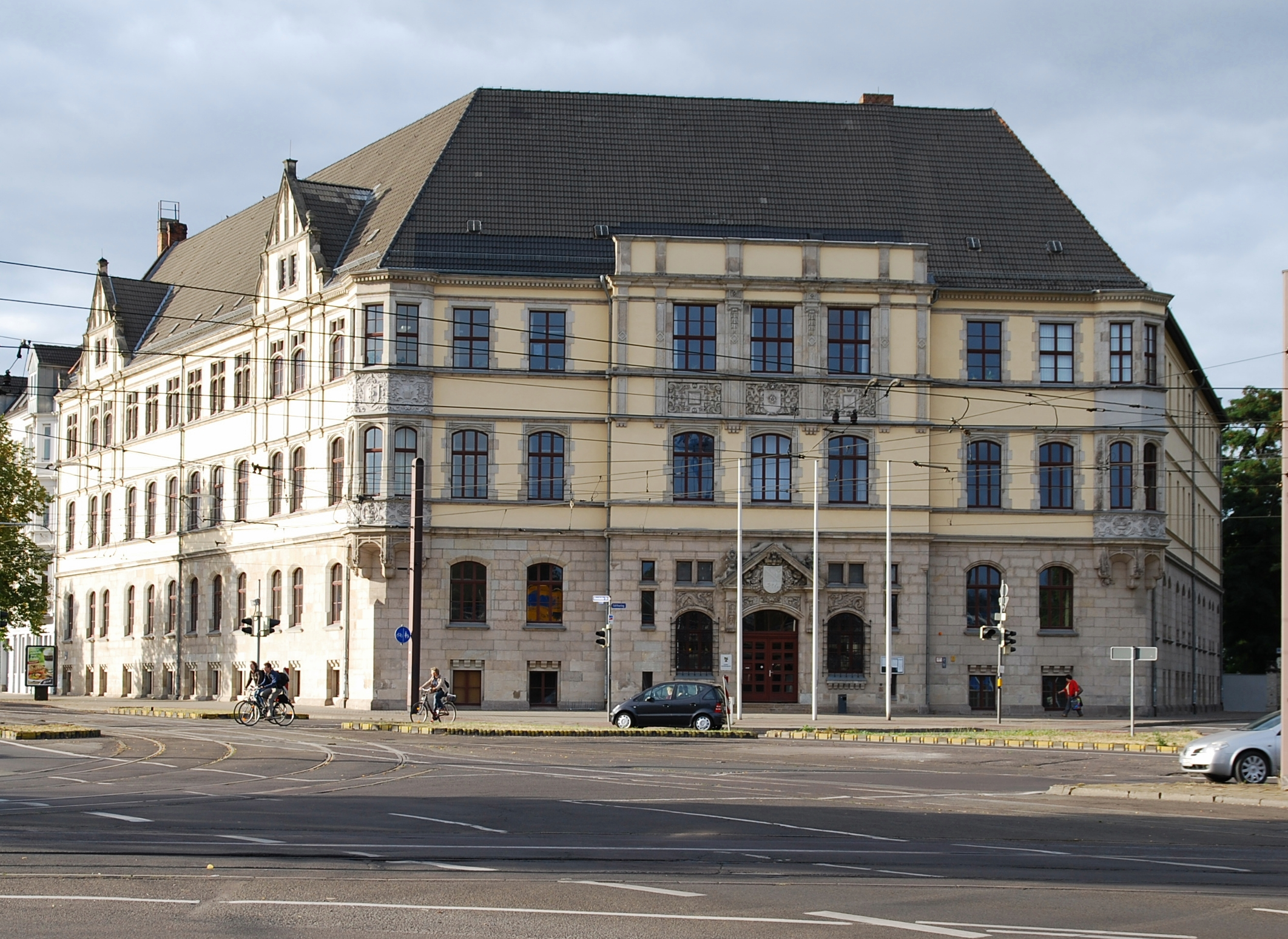
Nebenstelle des Landesverwaltungsamtes

Magdeburg ist heutzutage ein wichtiger Verwaltungssitz für diverse Einrichtungen, Institutionen, Körperschaften und Anstalten des öffentlichen Rechts.
Nach der Wiedervereinigung Deutschlands wurde Magdeburg zur Landeshauptstadt von Sachsen-Anhalt gewählt. Somit ist sie Sitz des Landtages von Sachsen-Anhalt sowie der Landesregierung von Sachsen-Anhalt und der Landesministerien. Dazu gehören die Staatskanzlei und Ministerium für Kultur, das Ministerium für Inneres und Sport, das Ministerium für Justiz und Gleichstellung, das Finanzministerium, das Bildungsministerium, das Ministerium für Wirtschaft, Wissenschaft und Digitalisierung, das Ministerium für Arbeit, Soziales und Integration, das Ministerium für Umwelt, Landwirtschaft und Energie und das Ministerium für Landesentwicklung und Verkehr.

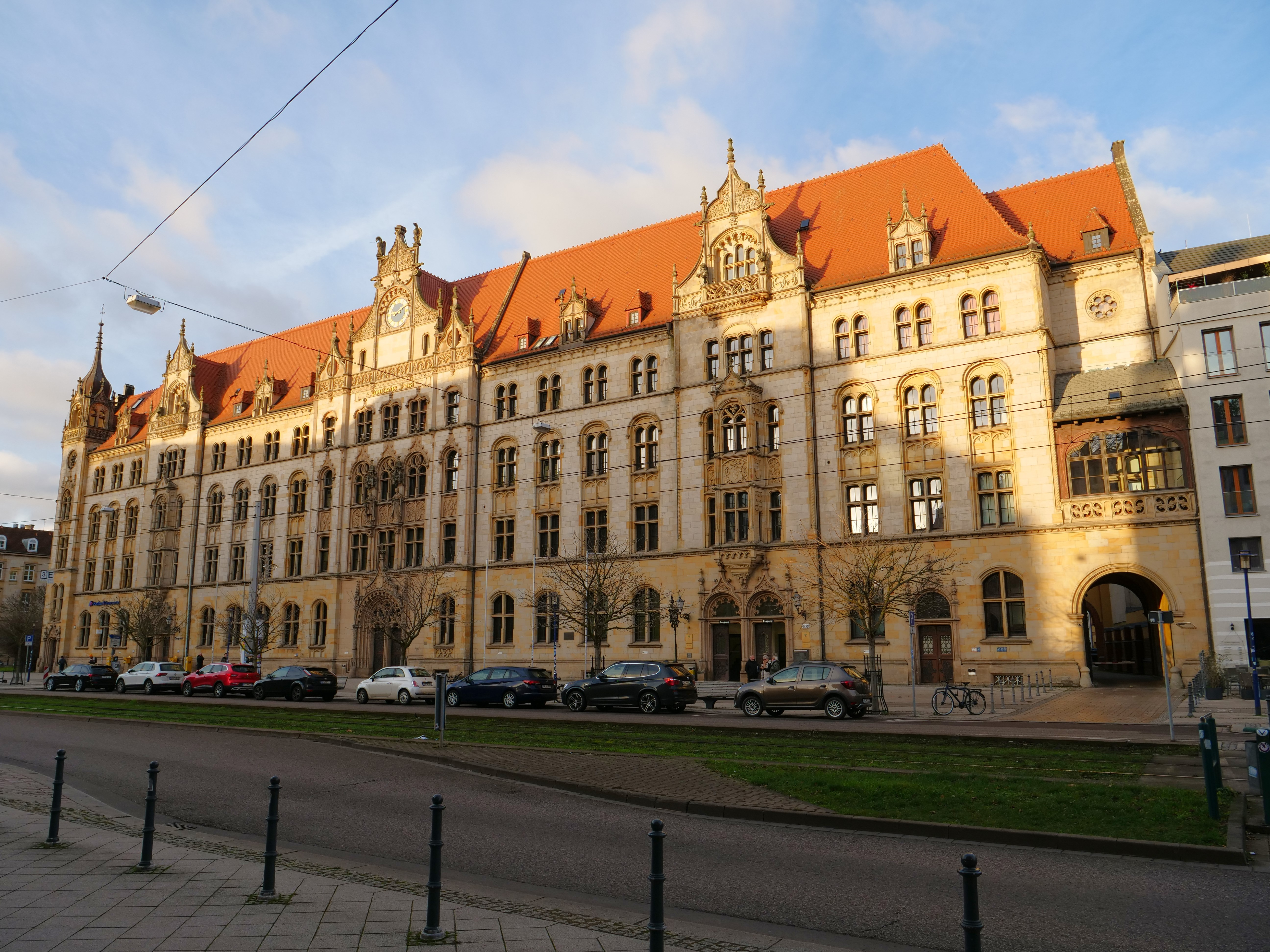
Justizzentrum Eike von Repgow

Das Magdeburger Justizzentrum Eike von Repgow am Breiten Weg ist Sitz verschiedener Gerichte. Darunter befinden sich neben dem Amtsgericht Magdeburg das Arbeitsgericht Magdeburg, das Sozialgericht Magdeburg, das Verwaltungsgericht Magdeburg und das Oberverwaltungsgericht Magdeburg. In einem eigenen Gebäude an der Halberstädter Straße befindet sich darüber hinaus das Landgericht Magdeburg, in dem im Januar 2011 der überregional bekanntgewordene Prozess um das Revisionsverfahren im Todesfall von Oury Jalloh verhandelt wurde.
Die Generaldirektion Wasserstraßen und Schifffahrt hat einen Standort in Magdeburg (ehemals Wasser- und Schifffahrtsdirektion Ost). Das Wasserstraßen- und Schifffahrtsamt Magdeburg mit einem Gebäude am Fürstenwall ist zuständig für die Unterhaltung der Bundeswasserstraßen und den Betrieb der Anlagen. Das Wasserstraßen-Neubauamt Magdeburg (WNA Magdeburg) ist zuständig für die Bauvorhaben im Projekt 17 der Verkehrsprojekte Deutsche Einheit (Wasserwege). Außerdem hat die Internationale Kommission zum Schutz der Elbe (IKSE) ihren Sitz in Magdeburg.
Die Bundesnetzagentur hat eine für Standortbescheinigungen für EMF/EMVU zuständige Außenstelle in Magdeburg.
Das in Magdeburg ansässige Bistum Magdeburg gehört zur römisch-katholischen Kirche des Christentums. Es ging aus dem Erzstift Magdeburg hervor und besitzt diverse Dekanate und kirchliche Einrichtungen in Sachsen-Anhalt. Zudem unterhält es eine Partnerschaft mit dem Bistum Kaišiadorys in Litauen. Die mitgliederstärkste sakrale Einrichtung in Magdeburg ist die Evangelische Kirche in Mitteldeutschland (EKM). Sie ist eine von 20 Gliedkirchen der Evangelischen Kirche in Deutschland (EKD). Magdeburg ist der Sitz des Landesbischofs.
Die Oberfinanzdirektion Magdeburg, dem Ministerium für Finanzen Sachsen-Anhalt untergeordnet, befindet sich in der Otto-von-Guericke-Straße und sticht durch ihre besondere Architektur hervor. 1991 wurde die Telemann-Gesellschaft e. V. (Internationale Vereinigung) in Magdeburg gegründet und hat hier ihren Sitz. Weitere Einrichtungen in Magdeburg sind das Prüfungsamt des Bundes, das eines von neun Prüfungsämtern in Deutschland ist, das Landesamt für Verbraucherschutz – Fachbereich Hygiene, die Bundesanstalt für Immobilienaufgaben Magdeburg, Agentur für Arbeit Magdeburg und die Filiale Magdeburg der Deutschen Bundesbank (einzige Filiale in Sachsen-Anhalt), die der Hauptverwaltung in Bremen, Niedersachsen und Sachsen-Anhalt in Hannover untersteht, die Investitionsbank Sachsen-Anhalt, das Hauptzollamt, die Bundespolizeiinspektion Magdeburg, die der Bundespolizeidirektion Pirna nachgeordnet ist, das Kreiswehrersatzamt und der Ortsverband Magdeburg der Bundesanstalt Technisches Hilfswerk (THW).

### Bildung und Forschung

#### Hochschulen

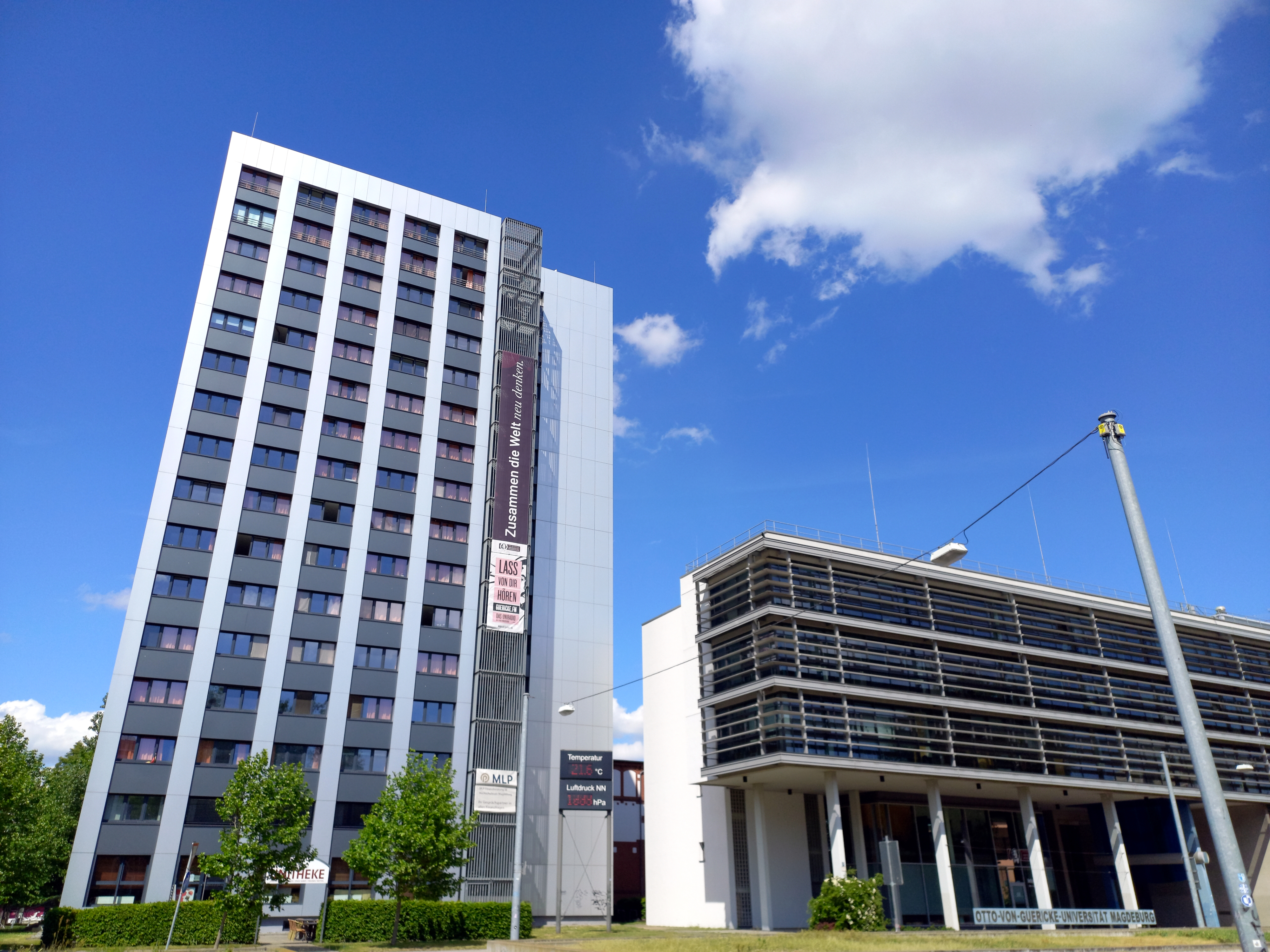
Campustower (links) und Fakultät für Elektro- und Informationstechnik (rechts)

Magdeburg ist Sitz der Otto-von-Guericke-Universität, die 1993 aus der 1953 gegründeten und später in Technische Hochschule und Technische Universität Magdeburg umbenannten Hochschule für Schwermaschinenbau Magdeburg und aus der 1954 gegründeten Medizinischen Akademie Magdeburg und aus der Pädagogischen Hochschule Magdeburg hervorging. Damit gehört die Universität zu den jüngsten Hochschulen in Deutschland. Die Traditionslinien der drei Hochschulen sind in den Schwerpunkten der heutigen, modernen Universität immer noch erkennbar, denn zu ihrem Profil gehören immer noch die Ingenieur- und Naturwissenschaften sowie die Medizin und Wirtschafts-, Sozial- und Geisteswissenschaften. Exzellenzschwerpunkte der Forschung sind aber Neurowissenschaften, Dynamische Systeme und Automotive.

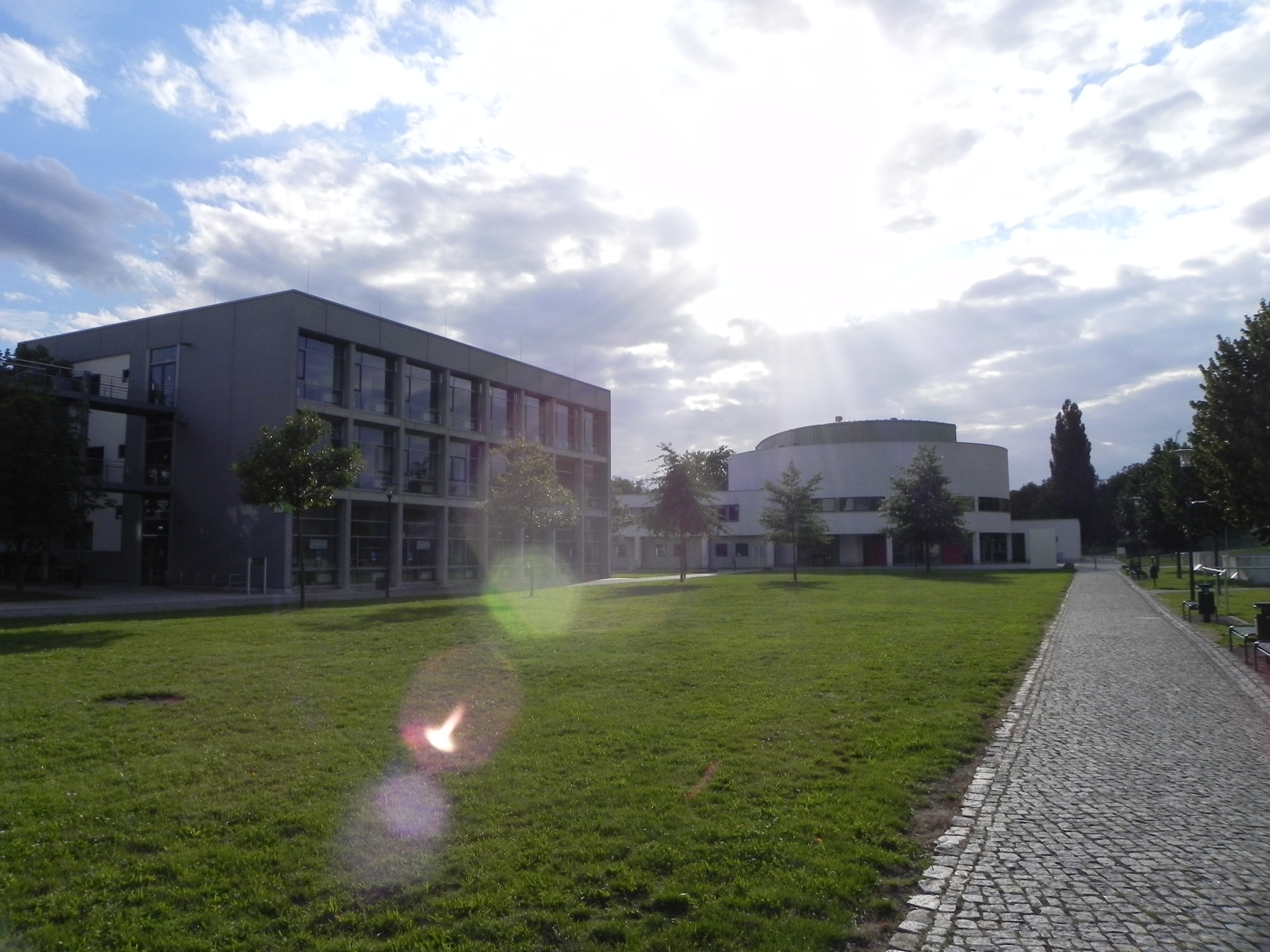
Hochschule Magdeburg-Stendal – Mensa und Laborhalle 1

Die Otto-von-Guericke-Universität sieht sich wegen ihrer Lage in der Mitte Deutschlands und ihrer Geschichte als die Brücke zwischen West- und Osteuropa, was auch durch die Internationalisierung von Forschung und Lehre deutlich wird. Als Namensgeber wurde der Erfinder, Naturforscher und Bürgermeister der Stadt Otto von Guericke gewählt, da er durch seine bahnbrechenden Forschungen zum Vakuum und Luftdruck weltweit berühmt wurde. Er gilt als Begründer der Vakuumtechnik und ebenso als Erfinder des Barometers und der Luftpumpe. An der Universität studieren knapp 14.000 Studenten an insgesamt neun Fakultäten mit über 70 Studiengängen.
Zu den zentralen Einrichtungen der Universität gehören die Universitätsbibliothek mit einem Bestand von etwa 1,2 Millionen Bänden, das Sprachzentrum der Universität, das Studentenkurse in ausländischen Sprachen anbietet, und das Technologie-Transfer-Zentrum, das eine zentrale Kommunikations- und Servicestelle für die Universität und Wirtschaft darstellt. Weitere Einrichtungen sind das Audio-Visuelle Medienzentrum, das Universitätsarchiv, das Sportzentrum, das Universitätsrechenzentrum, die zentralen Dienstleistungseinrichtungen der medizinischen Fakultät, das Patentinformationszentrum, die DIN-Auslegestelle und das Internationale Begegnungszentrum.
Des Weiteren befindet sich ein Standort der Hochschule Magdeburg-Stendal in der Stadt. Gegründet wurde sie 1991 und führt die hundertjährige Tradition der Ingenieurausbildung fort, denn 1793 existierte in Magdeburg schon eine Kunstschule für eine zeichnerische Ausbildung von Baufachleuten. Später wurde sie erst in „Magdeburgische Provinzial-, Kunst- und Bauhandwerkerschule“, dann in „Ingenieurschule für Bauwesen“ umbenannt. In den 1950er Jahren wurde eine Fachschule für Chemie nach Magdeburg verlagert (Bereich Wasserwirtschaft). Diese und die Ingenieurschule für Maschinenbau und Elektrotechnik prägten die Stadt sehr. Alle Fachbereiche sind auf einem neuen Campus zwischen Elbauenpark und dem Herrenkrug zu finden. 4800 Studenten sind derzeit an der Hochschule in Magdeburg eingeschrieben. Fünf Fachbereiche hat die Hochschule im Standort Magdeburg, im Angebot stehen mehr als 30 Studiengänge, wovon einige selten oder einmalig in Deutschland sind. Leiter der Hochschule ist Anne Lequy.
Die Otto-von-Guericke Business School Magdeburg bietet in Zusammenarbeit mit der Otto-von-Guericke-Universität wirtschaftswissenschaftliche Bachelor- und Masterstudiengänge in Form von Weiterbildungen an. Die Business School wurde 2002 gegründet. Neben dem Campus in Magdeburg hat die Otto-von-Guericke Business School einen zweiten in der Alten Universität Helmstedt.
Im Jahr 2022 wurde die private Steinbeis-Hochschule Berlin, die bis dahin ihren Sitz in Berlin hatte, nach Magdeburg verlegt.

#### Weitere Wissenschaftseinrichtungen und Institute

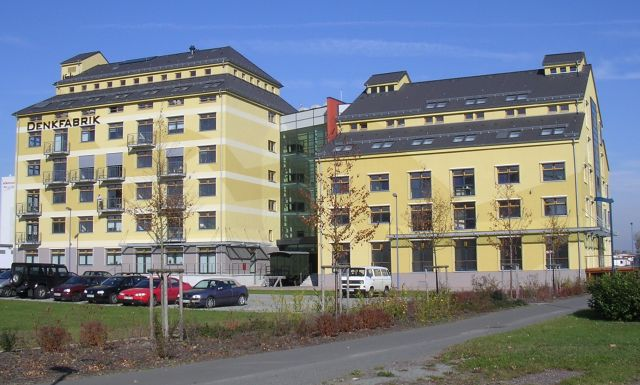
Denkfabrik

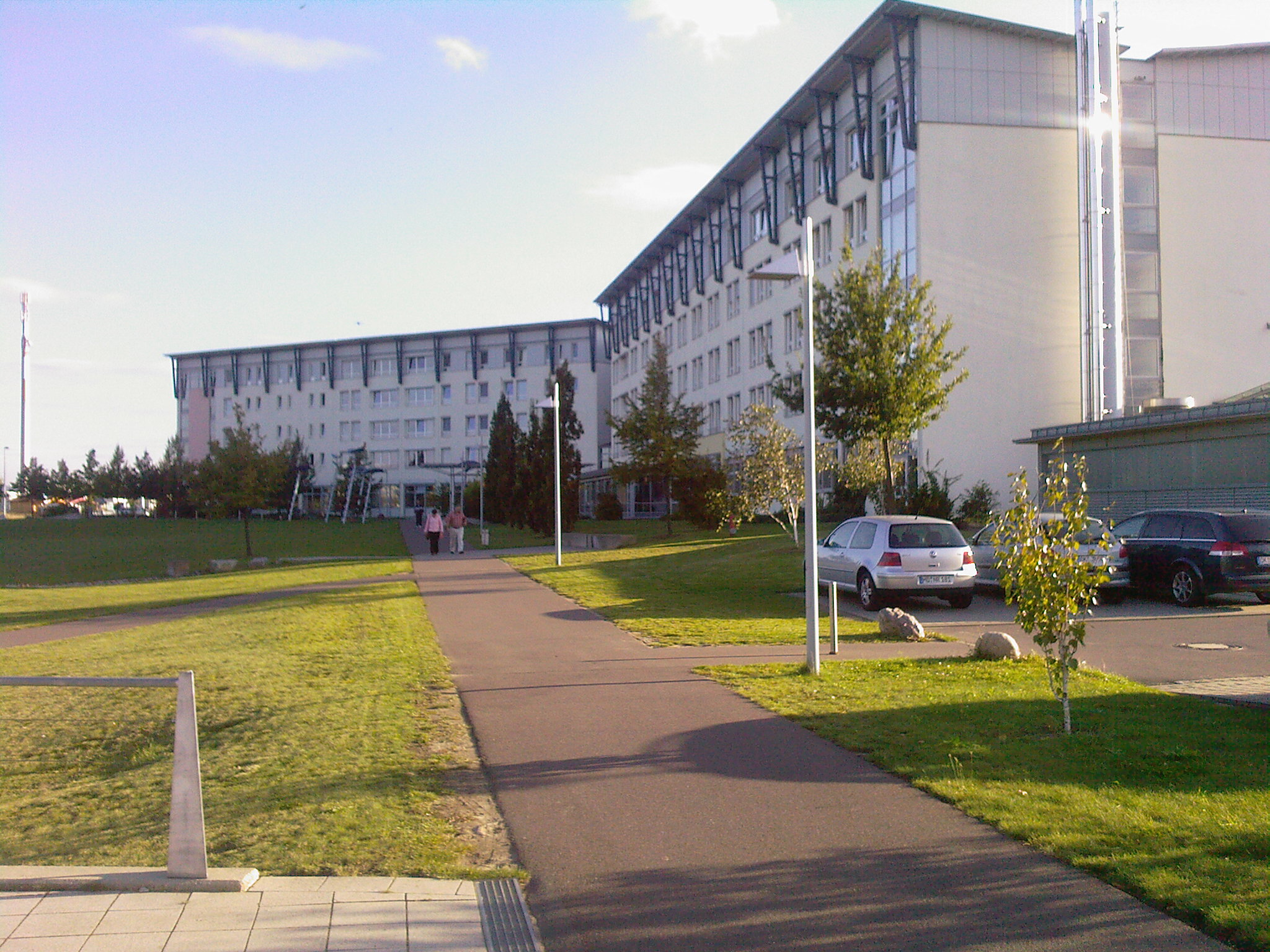
Neurobiologisches Rehabilitationszentrum

Magdeburg beherbergt eine Vielzahl an Forschungseinrichtungen und hat sich somit als erfolgreicher Wissenschaftsstandort etabliert.
1991 gegründet, liegen die Fachbereiche des Fraunhofer-Instituts für Fabrikbetrieb und -automatisierung (IFF) in der Forschung und Entwicklung der Fächer Ingenieurwissenschaft und Wirtschaftswissenschaft auf den Gebieten Wirtschaftsingenieurwesen und Wirtschaftsinformatik. Das 1996 gegründete Max-Planck-Institut für Dynamik komplexer technischer Systeme ist das erste Institut der Max-Planck-Gesellschaft, das sich schwerpunktmäßig mit den Ingenieurwissenschaften beschäftigt. Die Leibniz-Gemeinschaft unterhält seit 1992 das Leibniz-Institut für Neurobiologie (LIN) in Magdeburg, das sich mit Naturwissenschaften auf dem Gebiet der Neurowissenschaften und Molekularbiologie befasst. Dort steht Europas erster 7-Tesla-Ultrahochfeld-Kernspintomograph seit 2005.
Außerdem befindet sich das Helmholtz-Zentrum für Umweltforschung – UFZ (Sektion Gewässerforschung) mit einem von sechs Standorten und das Deutsche Zentrum für Neurodegenerative Erkrankungen – DZNE, das die Möglichkeiten des Lernens untersucht, um das Gedächtnis zu verbessern, mit einem von neun Standorten in Magdeburg. Die Landeshauptstadt Magdeburg ist weiterhin „Korporativ Förderndes Mitglied“ der Max-Planck-Gesellschaft.
Die Otto-von-Guericke-Universität Magdeburg unterhält auch das Zentrum für Neurowissenschaftliche Innovation und Technologie (ZENIT) und das Zentrum für qualitative Bildungs-, Beratungs- und Sozialforschung (ZBBS).
Im Magdeburger Stadtquartier Wissenschaftshafen, dem ehemaligen Handelshafen der Stadt, haben sich mehrere Forschungseinrichtungen angesiedelt. Beispiel ist das 1991 gegründete ifak – Institut für Automation und Kommunikation, das sich unter anderem mit der Prozessindustrie, der Umwelttechnik und der Sensor- und Messtechnik befasst. Weitere Einrichtungen im Wissenschaftshafen sind die Experimentelle Fabrik, ein Forschungs- und Transferzentrum für anwendungsorientierte Forschung, das Virtual Development and Training Centre (VDTC) des Fraunhofer-Instituts für Fabrikbetrieb und -automatisierung (IFF), einem modernen Forschungszentrum für virtuelle Technologien mit Hightech-Laboren, und das 2009 fertiggestellte Elbe-Office als Büro- und Forschungsgebäude mit moderner Technik und Ausstattung.
Das Gender-Institut Sachsen-Anhalt (G-I-S-A) arbeitet an der Bündelung, Realisierung und Koordination von Forschungs- und Bildungsaktivitäten zur Umsetzung des Gender-Mainstreaming-Konzeptes. Mit den Mechanismen kognitiver Hirnfunktionen, wie z. B. Gedächtnis, Motivation, Handeln, Entscheidungsfindung und Verkehrskontrolle, befasst sich das Institut für kognitive Neurologie und Demenzforschung (IkND). Schwerpunkt des Instituts liegt in der Erforschung der Störung der Hirnfunktionen und bei neurodegenerativen Erkrankungen. Weitere Institute sind das Institut der Feuerwehr Sachsen-Anhalt (IdF LSA) und das Institut für Lacke und Farben (ILF).
Außerdem befinden sich in Magdeburg folgende wissenschaftsfördernde Einrichtungen und Organisationen:
- Forschungs- und Entwicklungszentrum Magdeburg (FEZ)
- Gründungs- und Technologietransferzentrum Handwerk
- InnoMed – Produktentwicklung im Bereich Medizintechnik und Gesundheitsdienstleistungen
- Innovations- und Gründerzentrum Nachwachsende Rohstoffe (IGZ)
- Rationalisierungskuratorium der Deutschen Wirtschaft
- Technologie- und Berufsbildungszentrum Magdeburg (tbz)
- Technologietransfer und Innovationsförderung Magdeburg (tti)
- Zentrum für Produkt-, Verfahrens- und Prozessinnovation GmbH (ZPVP)
- Zentrum für Telemann-Pflege und -Forschung

#### Projekte und Veranstaltungen
Neben den Hochschulen finden in Magdeburg auch an außeruniversitären Wissenschaftseinrichtungen diverse Forschungsprojekte statt. Um die Stadt als Wissenschafts- und Forschungsstandort zu stärken, wurde sie Projektpartner des URBACT-Projektes EUniverCities. Ziel dieses Projektes ist es, die Kooperation zwischen Stadtverwaltungen und Universitäten auf lokaler Ebene zu stärken. Verhandlungsthemen des Projektes sind zum Beispiel die Entwicklung von wirkungsvollen Marketingstrategien, die Förderung des Technologietransfers und der Ausbau der Beziehungen in Wirtschaft und Wissenschaft. Ebenso werden der Bedarf einer studentischen Kulturszene und von speziellen Wohnungsangeboten oder Nahverkehrslösungen angesprochen. Weitere Partner des EUniverCities-Projekts sind Aachen, Aveiro, Delft, Gent, Lecce, Linköping, Lublin, Tampere und Varna.
Ein Projekt der Stadt Magdeburg ist die Umwandlung des historischen Handelshafens in der Nähe der Universität zum modernen Wissenschaftshafen. Als vielfältiges Stadtquartier mit Wohnnutzung, Dienstleistungen, Freizeit und Tourismus soll dort vor allem ein Zentrum für Wissenschaft und Forschung entstehen. Vorzeigebau im Wissenschaftshafen ist die Denkfabrik, welche zwei ehemalige Getreidespeicher vereint und zu 4600 m² großen Büroflächen für innovative Forschungsunternehmen umgebaut wurde.
Außerdem arbeitet die OVGU zusammen mit weiteren Partnern in Sachsen-Anhalt in der angewandten Logistik- und Verkehrsforschung am Referenzprojekt „Transport Galileo“ mit der gezielten Entwicklung von Innovationen im Verkehrs-, Mobilitäts- und Logistiksektor. Für die Umsetzung werden das europäische Satellitennavigationssystem sowie weitere satellitengestützte und terrestrische Ortungs-, Navigations- und Kommunikationssysteme genutzt. Die Infrastruktur des Galileo-Testfeldes erstreckt sich neben Magdeburg auch über Halle (Saale).
2006 war in Magdeburg Das Jahr der Wissenschaft. Dies war eine Initiative der Stadtverwaltung in Kooperation mit den Forschungseinrichtungen und weiteren Institutionen aus allen gesellschaftlichen Bereichen der Stadt. Es fanden über das ganze Jahr verteilt über 200 Veranstaltungen statt, dazu zählten auch Großveranstaltungen wie die Auftaktveranstaltung in der Magdeburger Johanniskirche, das RoboCup Junior WM-Qualifikationsturnier, das Fest der Wissenschaft im neuen Wissenschaftshafen und der Europäische Kongress der Wissenschaftsstädte. Außerdem haben sich jährlich stattfindende populärwissenschaftliche Veranstaltungen wie Die lange Nacht der Wissenschaft, die im Wissenschaftsjahr 2006 erstmals durchgeführt wurde, etabliert. Es finden unter anderem wissenschaftliche Vorträge und faszinierende Experimente an verschiedenen Orten der Stadt statt, die mit einem Shuttle-Bus erreicht werden können. Jedes Jahr findet die Veranstaltung unter einem anderen Motto statt.
Eine weitere wichtige Veranstaltungsreihe ist der seit 2010 in Magdeburg stattfindende RoboCup German Open. Zu jeder Veranstaltung strömen mehrere Tausend Besucher in die Magdeburger Messehallen, um Roboter internationaler Teams in verschiedenen Disziplinen wie Roboterfußball, Tanzen und Retten gegeneinander antreten zu sehen.

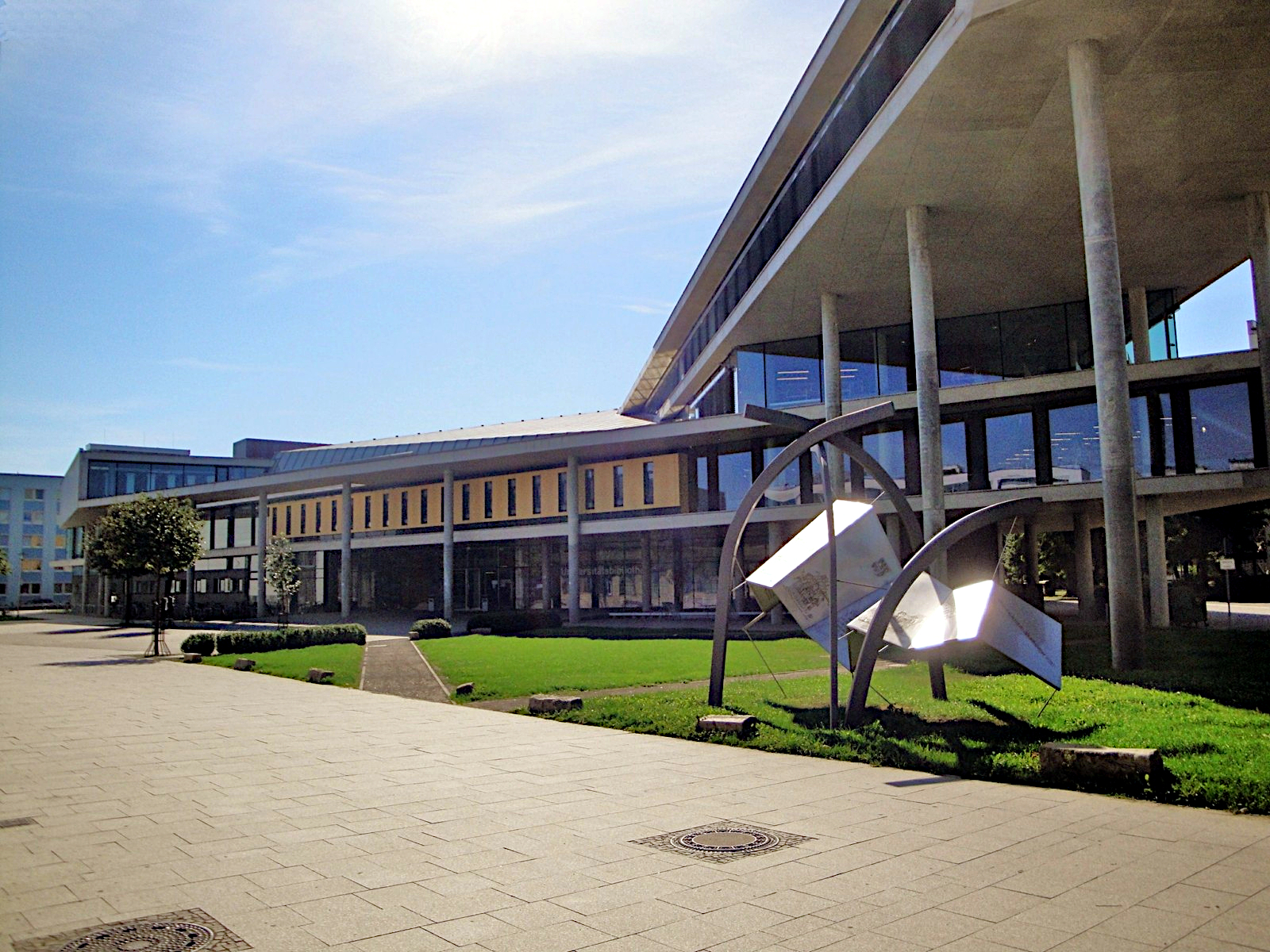
Bibliothek der Otto-von-Guericke-Universität

#### Bibliotheken und Archive
Die öffentliche Stadtbibliothek Magdeburg unterhält die Zentralbibliothek, die Stadtteilbibliotheken in Magdeburg Sudenburg, Magdeburg Reform und im Florapark und die Fahrbibliothek, die seit mehr als 30 Jahren die restlichen Stadtteile und Stadtrandgebiete anfährt, und besitzt insgesamt rund 370.000 Bestandseinheiten. Mit der Verwaltungsbibliothek Magdeburg, einer wissenschaftlichen Spezialbibliothek, der Universitätsbibliothek, die sich in die Universitätsbibliothek auf dem Campus am Universitätsplatz und die Medizinische Zentralbibliothek auf dem Campus der Medizinischen Fakultät teilt und einen Bestand von rund 1.250.000 Bänden hat, und der Hochschulbibliothek der Hochschule Magdeburg-Stendal deckt Magdeburg den Literaturbedarf im Bereich wissenschaftlicher Ausbildung und Forschung ab. Die Bibliothek und das Archiv des Zentrums für Telemann-Pflege und -Forschung haben einen Bestand von rund 10.000 Bänden und befassen sich mit Georg Philipp Telemann und der Musikgeschichte Magdeburgs.

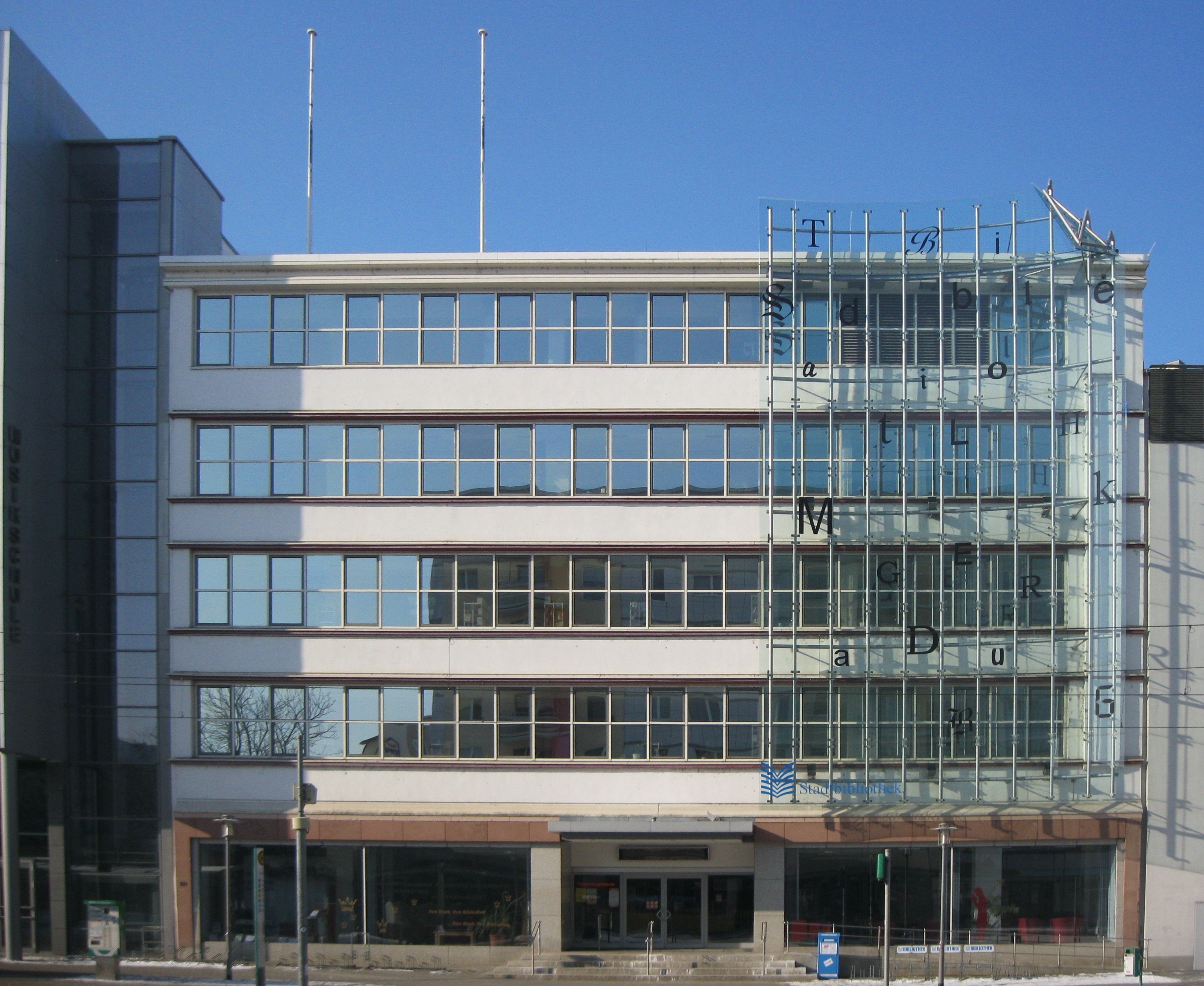
Stadtbibliothek

Das Salbker Lesezeichen im Magdeburger Stadtteil Salbke stellt einen öffentlichen Bücherschrank, eine Veranstaltungsbühne und eine Lärmschutzwand dar. Das Konzept besteht darin, dass Bücher aus den Vitrinen herausgenommen und gelesen werden können, später dann von den Nutzern zurückgestellt werden oder durch neue Bücher ersetzt werden sollen. Ebenfalls im Stadtteil Salbke befindet sich die „Leonardo-Bibliothek“, eine Präsenzbibliothek für berufsbildende Literatur.
Das Landesarchiv Sachsen-Anhalt, Ministerialarchiv des Landes Sachsen-Anhalt und Archiv der ehemaligen Zentralbehörden der preußischen Provinz Sachsen, des Freistaates Anhalt und deren Vorgängerterritorien, ist ein großes deutsches Staatsarchiv und hat an fünf Standorten rund 50 laufende Regalkilometer Datenträger aus elf Jahrhunderten deutscher Geschichte.
Weitere nennenswerte Archive sind das Landeskirchen Archiv Magdeburg und das Stasi-Archiv Magdeburg, mit zusammen rund 7000 laufenden Metern Schriftgut, topographischen Karten sowie Bild- und Tondokumenten der ehemaligen Staatssicherheit Magdeburg. Das Bistum Magdeburg unterhält eine eigene Bibliothek mit etwa 2500 Bänden und ein eigenes Archiv. Bestände des Stadtarchivs Magdeburg können online im Archivportal-D abgerufen werden.

#### Schulwesen

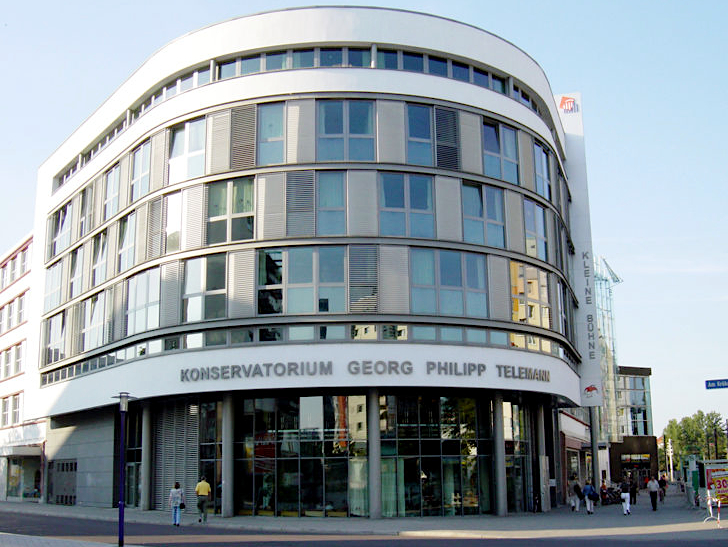
Georg-Philipp-Telemann-Konservatorium

Die Schullandschaft Magdeburgs ist vielfältig. Insgesamt 37 Grundschulen, darunter z. B. die „Dreisprachige Internationale Grundschule“, die „St.-Mechthild-Grundschule“, 13 Sekundarschulen, unter ihnen die Sportsekundarschule „Hans Schellheimer“ oder die „Abendsekundarschule“, acht Gymnasien, bspw. das „Werner-von-Siemens-Gymnasium“ mit mathematisch-naturwissenschaftlichem Schwerpunkt und das „Sportgymnasium Magdeburg“, zudem sind zwei integrierte Gesamtschulen und insgesamt vier berufsbildende Schulen in Magdeburg vorhanden.
Außerdem gibt es zehn Förderschulen, eine Ökoschule (Schulumweltzentrum), eine Botanikschule, eine Volkshochschule, eine Malschule und einige Musikschulen, darunter das Konservatorium Georg Philipp Telemann mit etwa 2600 Schülern.

### Gesundheitswesen

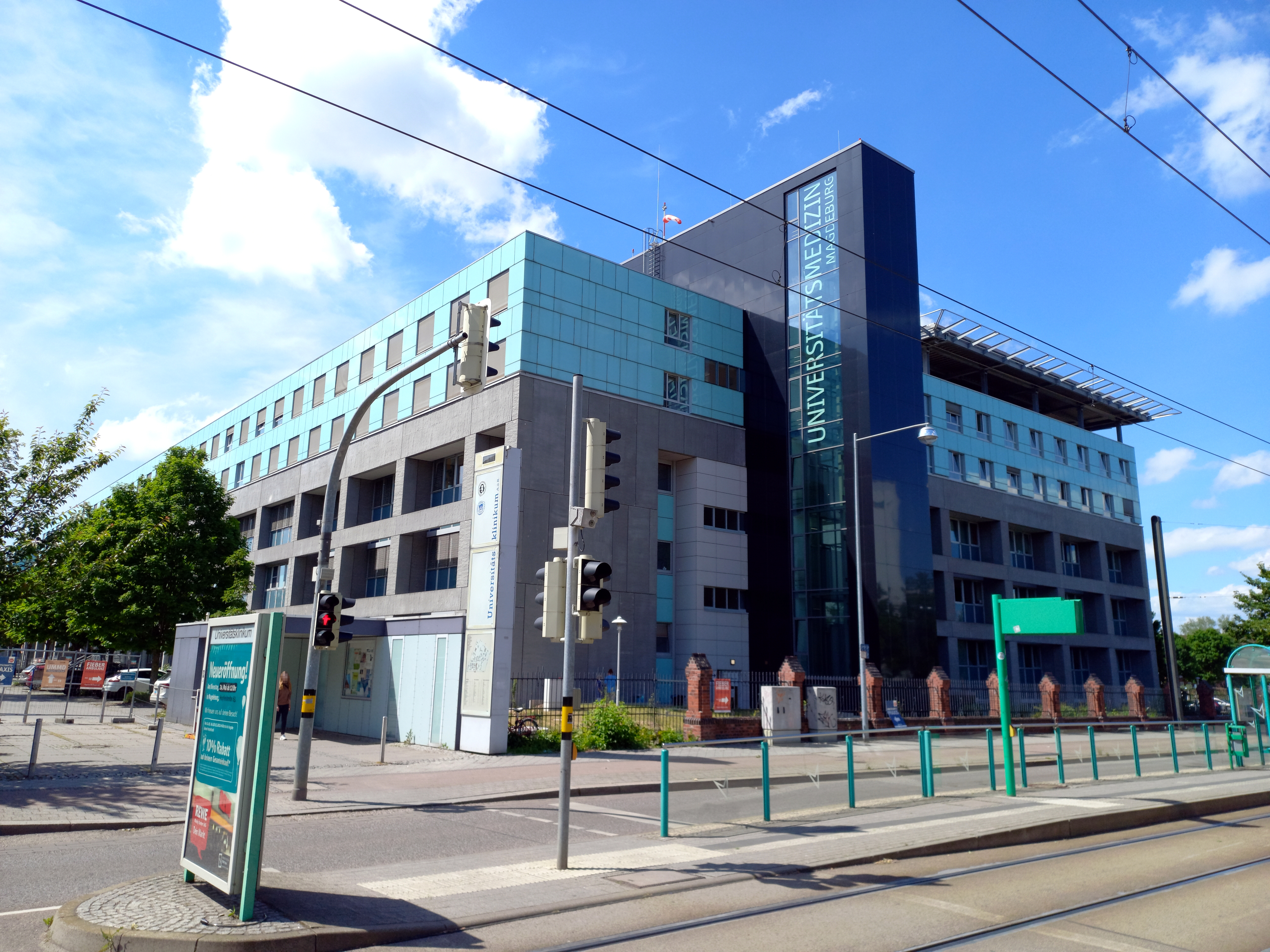
Gebäude 60a der Universitätsklinik

Die Stadt ist Mitglied beim bundesweiten Gesunde Städte-Netzwerk (GSM) und verfügt mit zwei Maximalversorgern, zwei weiteren Krankenhäusern und einer großen Zahl an niedergelassenen Ärzten über eine gute medizinische Infrastruktur. Auf einen Arzt kommen etwa 480 Einwohner. Zu den Maximalversorgern zählen das Universitätsklinikum Magdeburg mit 1128 Betten und das Klinikum Magdeburg mit über 735 Betten. Die Basisversorgung nehmen die Pfeifferschen Stiftungen mit 234 Betten und das Krankenhaus St. Marienstift mit 125 Betten wahr. Außerdem eröffneten die Pfeifferschen Stiftungen im März 2013 Sachsen-Anhalts erstes Kinderhospiz und damit gleichzeitig das erste evangelische Kinderhospiz in den neuen Bundesländern. Es werden dort unheilbar todkranke Kinder im Rahmen der Palliativmedizin und -pflege versorgt, wobei die Begleitung der Familien ein tragendes Element darstellt. Die Klinik des Westens Magdeburg ist eine Belegklinik mit zehn Betten. Die Praxisklinik Sudenburg ist ein Ärztehaus mit vier Operationssälen. Die Median Kliniken betreiben das Neurologische Rehabilitationszentrum Magdeburg. Die Tagesklinik an der Sternbrücke, Dr. Kielstein GmbH, behandelt Abhängigkeitserkrankungen und psychosomatische Störungen, die Fachklinik Alte Ölmühle Abhängigkeitserkrankungen.

## Persönlichkeiten
|  |  |

### Ehrenbürger
Personen, die sich in hervorragender Weise um die Stadt verdient gemacht haben, verleiht der Oberbürgermeister das Ehrenbürgerrecht, die höchste Auszeichnung der Stadt Magdeburg. Verliehen wird es seit dem 19. Jahrhundert. Bisher wurden in Magdeburg 46 Ehrenbürgertitel verliehen. Darunter sind zum Beispiel Otto von Bismarck (Reichskanzler), Carl Gustav Friedrich Hasselbach (Oberbürgermeister 1851–1880) und die bisher einzige Frau Angela Davis (Friedenskämpferin in den USA).

### Söhne und Töchter der Stadt
Gebürtige Magdeburger von Bedeutung sind unter anderen: Hermann Gruson, ein Erfinder, Wissenschaftler und Industrieunternehmer; Adelbert Delbrück, der Gründer der Deutschen Bank; Ludwig Karl Friedrich Detroit (Mehmed Ali Pascha), Pascha im Osmanischen Reich; Friedrich Wilhelm von Steuben, preußischer Offizier und US-amerikanischer General; Georg Philipp Telemann, bedeutender Komponist des Barock; Georg Kaiser, der erfolgreichste Dramatiker der expressionistischen Generation und Otto von Guericke, der Begründer der Vakuumtechnik und Bürgermeister der Stadt Magdeburg; sowie der Generalmajor Henning von Tresckow, ein Widerstandskämpfer gegen den Nationalsozialismus; Menahem Pressler, Pianist.

### Persönlichkeiten der Stadt

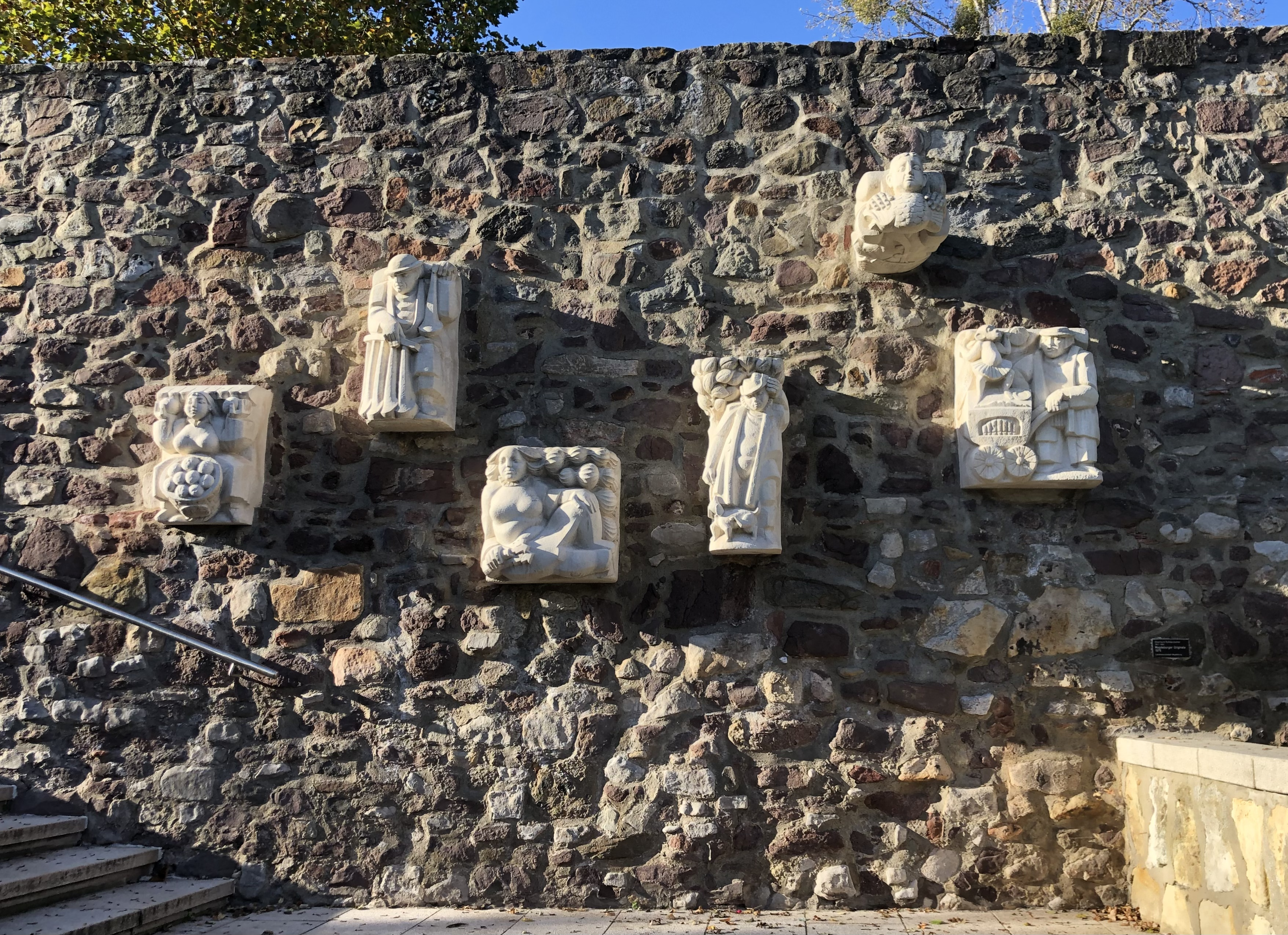
Magdeburger Originale an der Stadtmauer

Mit Magdeburg eng verbunden war unter anderen das Wirken von: Otto I. – Kaiser des Heiligen Römischen Reiches; Johann Andreas Eisenbarth – Handwerkschirurg, der als Wundarzt Ruhm erlangte; Bruno Taut – Architekt und Stadtplaner; Johann Gottlob Nathusius – königlicher Kaufmann und Großindustrieller; Christian Georg Kohlrausch – deutscher Turnpädagoge, Wiederentdeckung des Diskuswurfs; Stefan Kretzschmar – Handballspieler und Eike von Repgow – Autor des Sachsenspiegels.

### Magdeburger Originale
Die Magdeburger Originale sind eine Skulpturengruppe, die sich an der Alten Stadtmauer befindet. Sie wurde 1976 von Eberhard Roßdeutscher aus Kalkstein geschaffen und stellt historische Originale der Stadt dar.

## Trivia
Etwa ab dem 15. Dezember 1945 waren die teils verkohlten menschlichen Überreste von Adolf und Eva Hitler, der Familie Goebbels und des letzten Generalstabschefs des Heeres im Zweiten Weltkrieg, Hans Krebs, auf den Grundstücken Westendstraße (heute Klausenerstraße) 32 und 36 vergraben. Am 4. April 1970 wurden sie exhumiert, am nächsten Tag nach Schönebeck (Elbe) transportiert und dort endgültig vernichtet.